# Chartres
Pour les articles homonymes, voir Chartres (homonymie).
Chartres est une commune française, préfecture du département d'Eure-et-Loir, dans la région Centre-Val de Loire. La ville est à environ quatre-vingt-dix kilomètres de Paris (centre).
Il s'agit de la première ville du département d'Eure-et-Loir et la sixième de la région Centre-Val de Loire derrière Tours, Orléans (la capitale régionale), Bourges, Blois et Châteauroux.
La ville tient son nom de l'ancien peuple gaulois des Carnutes dont elle était le chef lieu et dont César mentionne que c'est dans leur cité que chaque année se réunissaient les druides de toutes les Gaules, au milieu d'une vaste forêt. De capitale des Carnutes, Chartres est devenue sous le Bas-Empire un diocèse dont la liste des évêques débute au IVe siècle et dont l'étendue était au XVIIe siècle la plus considérable de France puisqu'elle comprenait une partie du Gâtinais, la Beauce, une partie de la Sologne, le Blésois et Vendômois, le Dunois, le Perche et sa partie voisine de la Normandie, le Drouais, le Thymerais, le Mantois, le Pincerais (pays de Poissy) et le Hurepoix. Son église cathédrale a été le siège de plusieurs conciles et reste le lieu de plusieurs pèlerinages annuels.
La ville a été en partie détruite le 26 mai 1944 par les bombardements anglo-américains à la fin de la Seconde Guerre mondiale..

## Géographie

### Situation

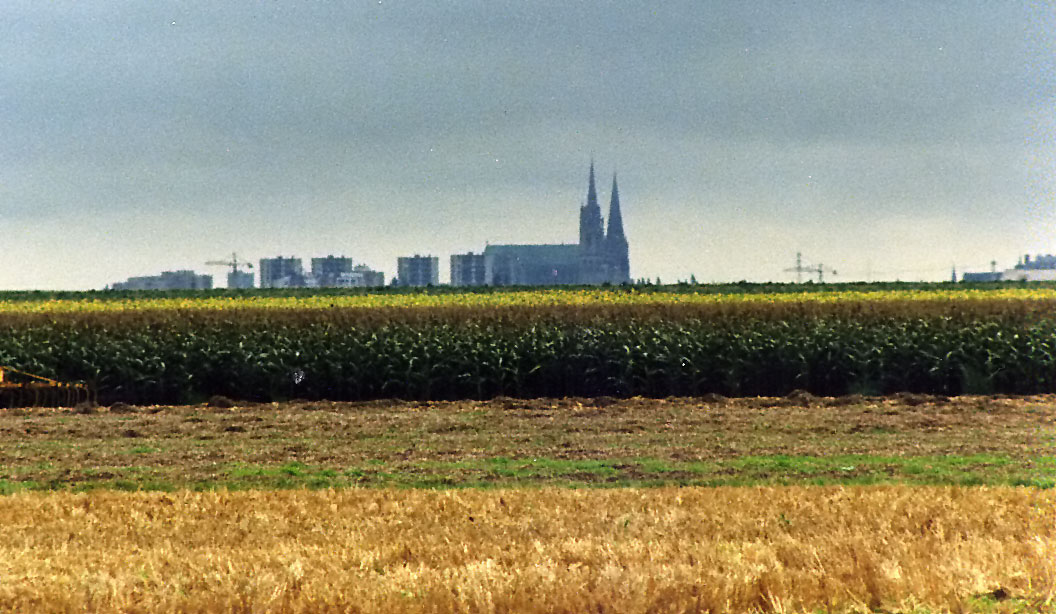
Vue lointaine de la ville.

Chartres est située  à environ 90 km de Paris, 80 km d'Orléans, 140 km de Tours, 110 km du Mans,194 km de Laval et 80 km d'Évreux. La superficie de la commune est de 16,85 km2.
Le cœur de la ville de Chartres se situe sur le plateau de la Beauce, sur un promontoire rocheux que contourne l'Eure. La ville s'étend ensuite sur une langue de terre contournée par deux bras de l'Eure, ainsi que sur une pente douce du côté opposé à la rivière.
Les contours de l'ancienne ville sont délimités par des boulevards et quelques grandes places d'où partent d'importantes voies de communication.

### Communes limitrophes
Les communes limitrophes sont Champhol, Mainvilliers, Lucé, Luisant, Le Coudray, Gellainville, Nogent-le-Phaye, Gasville-Oisème et Lèves.
| Lèves              | Champhol   | Gasville-Oisème |
| Mainvilliers, Lucé | Chartres   | Nogent-le-Phaye |
| Luisant            | Le Coudray | Gellainville    |

### Géologie et relief
La superficie de la commune est de 16,85 km2 ; son altitude varie de 121  à   161 mètres. 

### Hydrographie
.

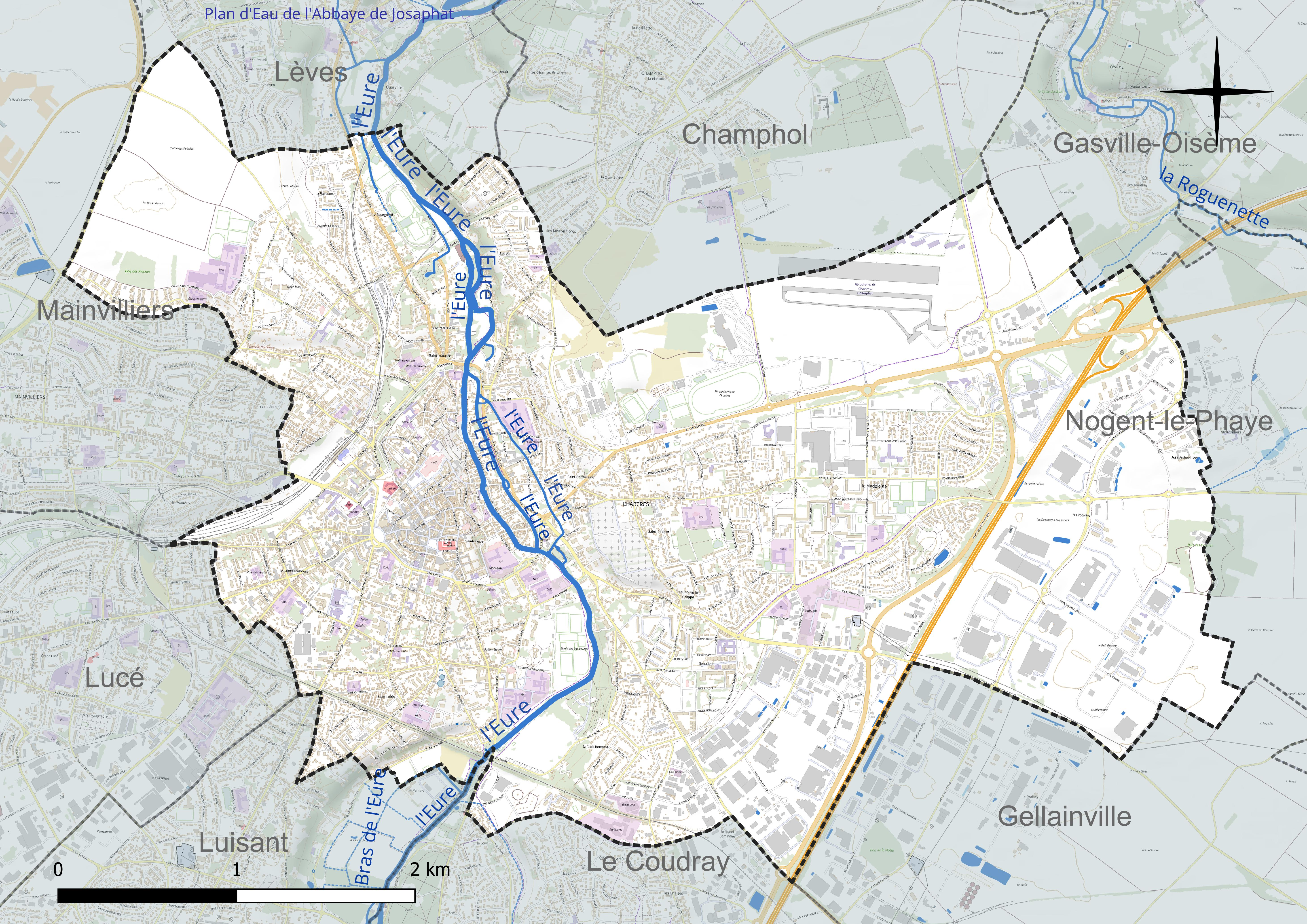
Carte hydrographique de la commune.

La ville est drainée par l'Eure, l'un des affluents du fleuve la Seine, par le Petit bouillon et par le Rigeard.
L'Eure  se divise en plusieurs bras dans le territoire communal.

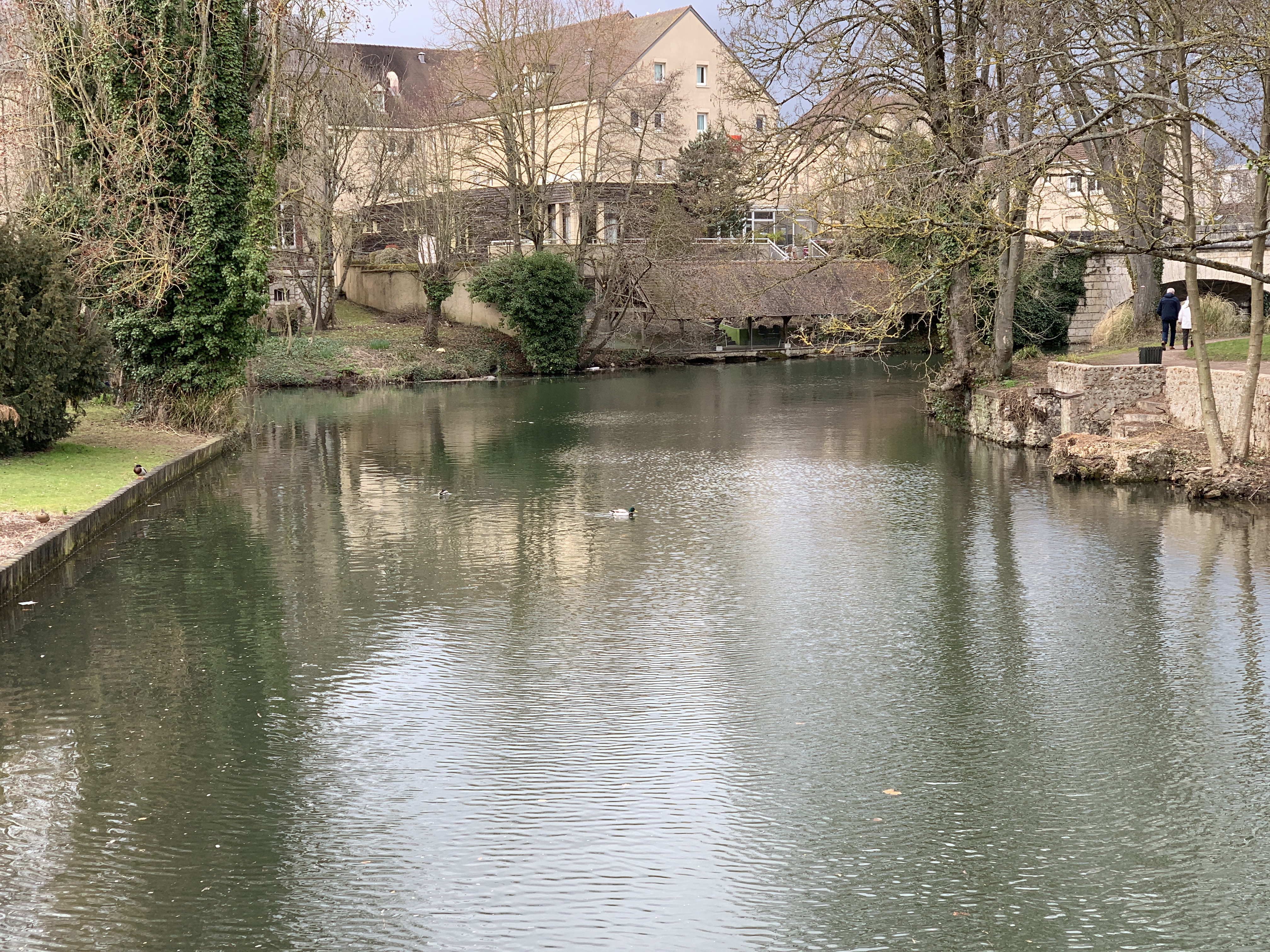
Le bras est de l'Eure.
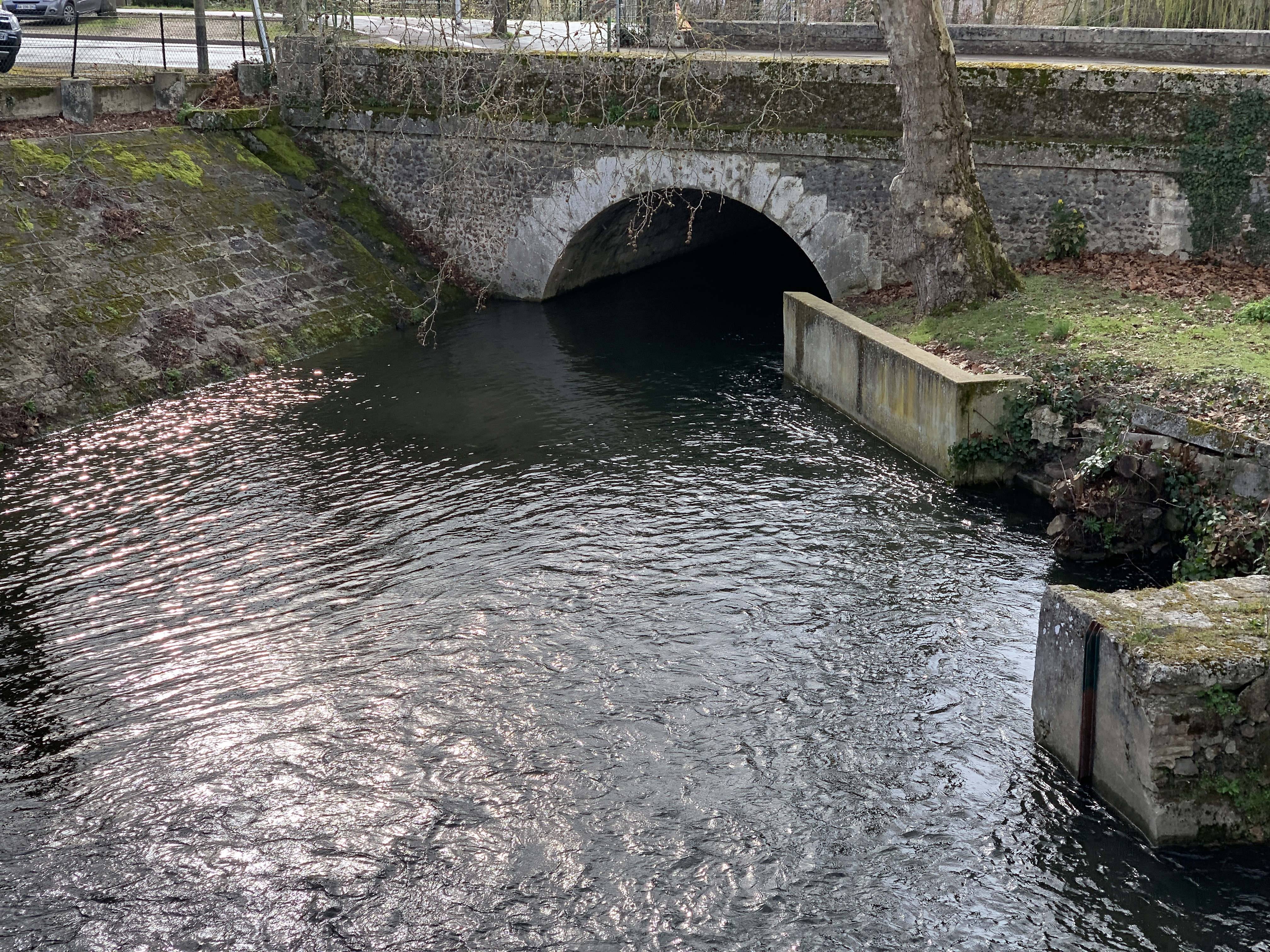
Le Petit Bouillon.
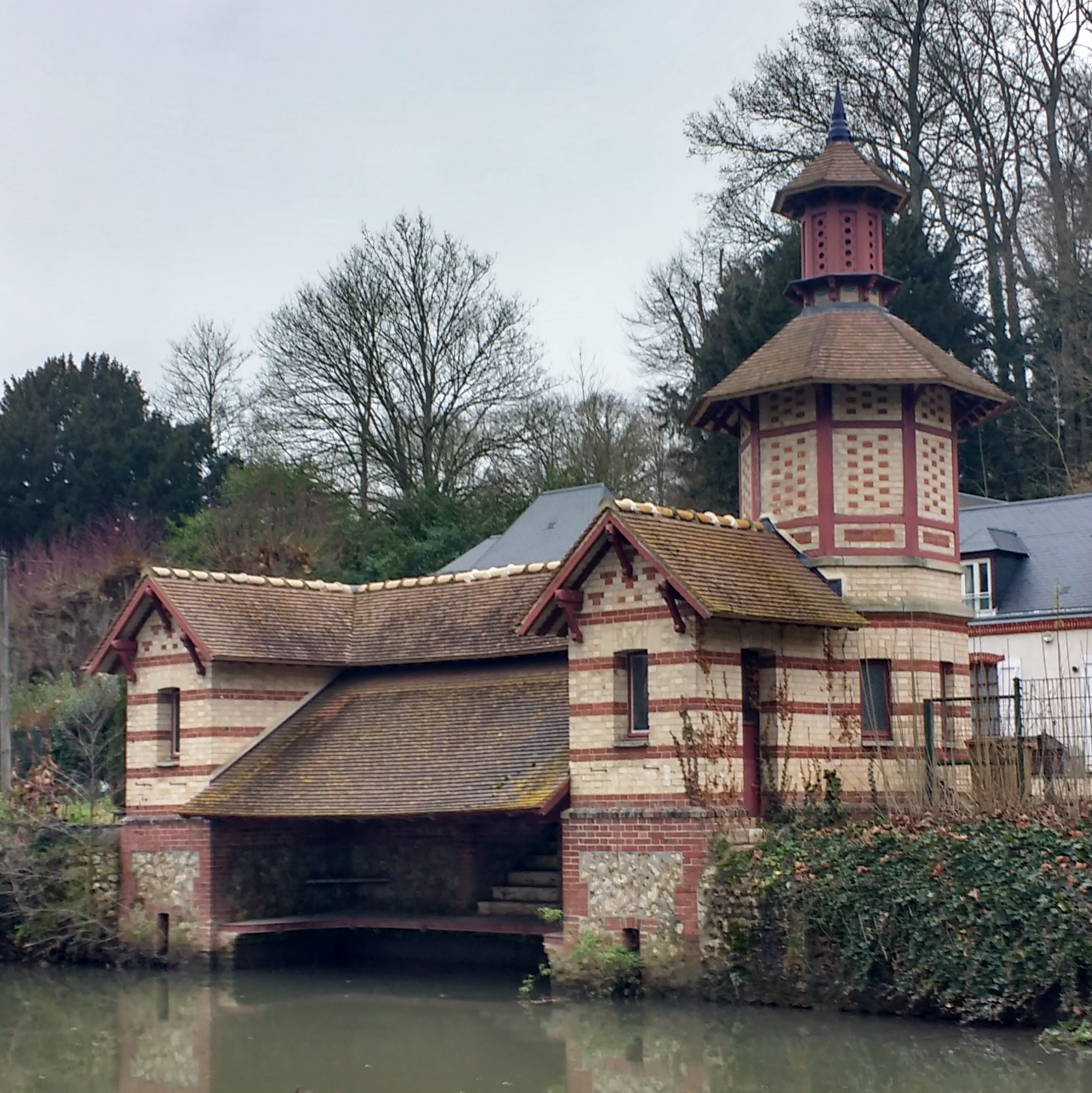
Le lavoir des Grands Prés sur le Rigeard.

### Climat
Pour des articles plus généraux, voir Climat du Centre-Val de Loire et Climat d'Eure-et-Loir.
En 2010, le climat de la commune est de type climat océanique dégradé des plaines du Centre et du Nord, selon une étude du CNRS s'appuyant sur une série de données couvrant la période 1971-2000. En 2020, Météo-France publie une typologie des climats de la France métropolitaine dans laquelle la commune est exposée à un climat océanique altéré et est dans la région climatique Sud-ouest du bassin Parisien, caractérisée par une faible pluviométrie, notamment au printemps (120 à 150 mm) et un hiver froid (3,5 °C).
Pour la période 1971-2000, la température annuelle moyenne est de 10,5 °C, avec une amplitude thermique annuelle de 14,5 °C. Le cumul annuel moyen de précipitations est de 628 mm, avec 10,3 jours de précipitations en janvier et 7,8 jours en juillet. Pour la période 1991-2020, la température moyenne annuelle observée sur la station météorologique de Météo-France la plus proche, dans la commune de Champhol à 3 km à vol d'oiseau, est de 11,4 °C et le cumul annuel moyen de précipitations est de 606,1 mm,. Pour l'avenir, les paramètres climatiques de la commune estimés pour 2050 selon différents scénarios d'émission de gaz à effet de serre sont consultables sur un site dédié publié par Météo-France en novembre 2022.
| Mois                                  | jan.             | fév.           | mars          | avril           | mai             | juin           | jui.           | août          | sep.           | oct.            | nov.           | déc.             | année      |
| ------------------------------------- | ---------------- | -------------- | ------------- | --------------- | --------------- | -------------- | -------------- | ------------- | -------------- | --------------- | -------------- | ---------------- | ---------- |
| Température minimale moyenne (°C)     | 1,8              | 1,5            | 3,4           | 5,1             | 8,5             | 11,6           | 13,5           | 13,4          | 10,5           | 8               | 4,5            | 2,2              | 7          |
| Température moyenne (°C)              | 4,3              | 4,8            | 7,8           | 10,3            | 13,8            | 17             | 19,4           | 19,4          | 15,9           | 12,1            | 7,6            | 4,8              | 11,4       |
| Température maximale moyenne (°C)     | 6,9              | 8,2            | 12,2          | 15,6            | 19              | 22,5           | 25,2           | 25,3          | 21,4           | 16,2            | 10,6           | 7,3              | 15,9       |
| Record de froid (°C) date du record   | −18,4 17.01.1985 | −15 24.02.1963 | −11 01.03.05  | −4,9 04.04.1973 | −1 01.05.1945   | 1,4 02.06.1962 | 0,9 30.07.1928 | 3 17.08.1927  | 0,5 22.09.1928 | −5,4 28.10.1931 | −11,3 30.11.10 | −14,2 29.12.1964 | −18,4 1985 |
| Record de chaleur (°C) date du record | 16,1 27.01.03    | 20,5 27.02.19  | 24,8 31.03.21 | 28,2 18.04.1949 | 31,4 16.05.1945 | 37,2 18.06.22  | 41,4 25.07.19  | 39,6 06.08.03 | 35,5 08.09.23  | 29,8 02.10.23   | 20,9 07.11.15  | 17 06.12.1979    | 41,4 2019  |
| Ensoleillement (h)                    | 635              | 876            | 1 403         | 1 836           | 2 087           | 2 215          | 2 303          | 2 200         | 1 811          | 1 184           | 724            | 601              | 17 874     |
| Précipitations (mm)                   | 49,9             | 41,5           | 43,5          | 44,6            | 55,3            | 51,5           | 51             | 47,7          | 46             | 58,4            | 56             | 60,7             | 606,1      |

### Milieux naturels et biodiversité
Sur les 120 hectares d'espaces verts que compte le territoire chartrain, les principaux parcs et jardins sont listés ci-dessous :
- Les jardins de l'évêché sont constitués de plusieurs terrasses derrière la cathédrale, avec une vue sur l'est de la ville et la Basse Ville. Ces jardins étaient les jardins de l'ancien évêché, aujourd'hui musée des Beaux-Arts. Ils sont partiellement classés depuis 1941[10]. À la suite d'un effondrement en juin 2021, ces jardins sont fermés au public et le maire envisage comme priorité de résoudre le problème en aménageant un parking[11] ;
- Le parc André-Gagnon est situé à l'ouest du centre-ville, entre la place Saint-Jean, le boulevard Charles-Péguy, l'avenue Alsace-Lorraine et la rue du Pélican. Le parc est surplombé de la voie ferrée Paris-Chartres. Il s'étend sur deux hectares et est composé essentiellement de massifs de fleurs et de grands arbres mais comporte également plusieurs aires de jeux, dont un parcours aérien entre les arbres, agrémenté de tyroliennes. Il est également nommé « clos Saint-Jean » ou « clos Pichot » (nom de l'ancienne propriétaire du terrain), mais le conseil municipal le dénomme « parc André-Gagnon » en octobre 1986, en mémoire du maire de Chartres (1945-1947) qui fut aussi un héros de la Résistance chartraine ;
- Le jardin d'horticulture est situé entre l'avenue d'Aligre, la rue du Bourgneuf et l'avenue de Beaurepaire. Il appartient à la Société d'horticulture d'Eure-et-Loir. Ce parc, d'une surface de 1,7 hectare, accueille des senteurs et espèces rares ainsi que de nombreux arbres, tels des noyers, des séquoia, des ginkgo biloba (la plus vieille espèce d'arbre, encore vivante) ou des platanes centenaires. Il offre une promenade au bord d'un petit bras de l'Eure peuplé de canards et d'oies[12] ;
- Le parc des bords de l'Eure est situé au sud-est du centre-ville, entre le boulevard de la Courtille, le faubourg La Grappe et la rue du Marais. Appelé aussi la « Petite Venise », il dispose d'un mini-golf ainsi que d'une location de barques et de pédalos ;
- Le square Guy-Nicot entoure les remparts nord de la vieille ville. Au-delà du boulevard Jean-Jaurès, il est prolongé par le parc Léon-Blum, auquel il est relié par une passerelle sur l'Eure ;
- Le parc Léon-Blum et le square Anne-Frank sont situés au nord du centre-ville, séparés par le boulevard Jean-Jaurès et bordés par l'Eure. Le parc comprend des jeux d'enfants ainsi qu'une cheminée, vestige d'une ancienne fonderie ;
- Le jardin de Sakurai (ville japonaise avec laquelle Chartres a signé un pacte d'amitié) est situé à l'entrée de Chartres au bord de la route d'Ablis. Ce petit espace vert offre un panorama sur la ville et un point de vue dégagé sur la cathédrale.

Parcs et jardins de Chartres
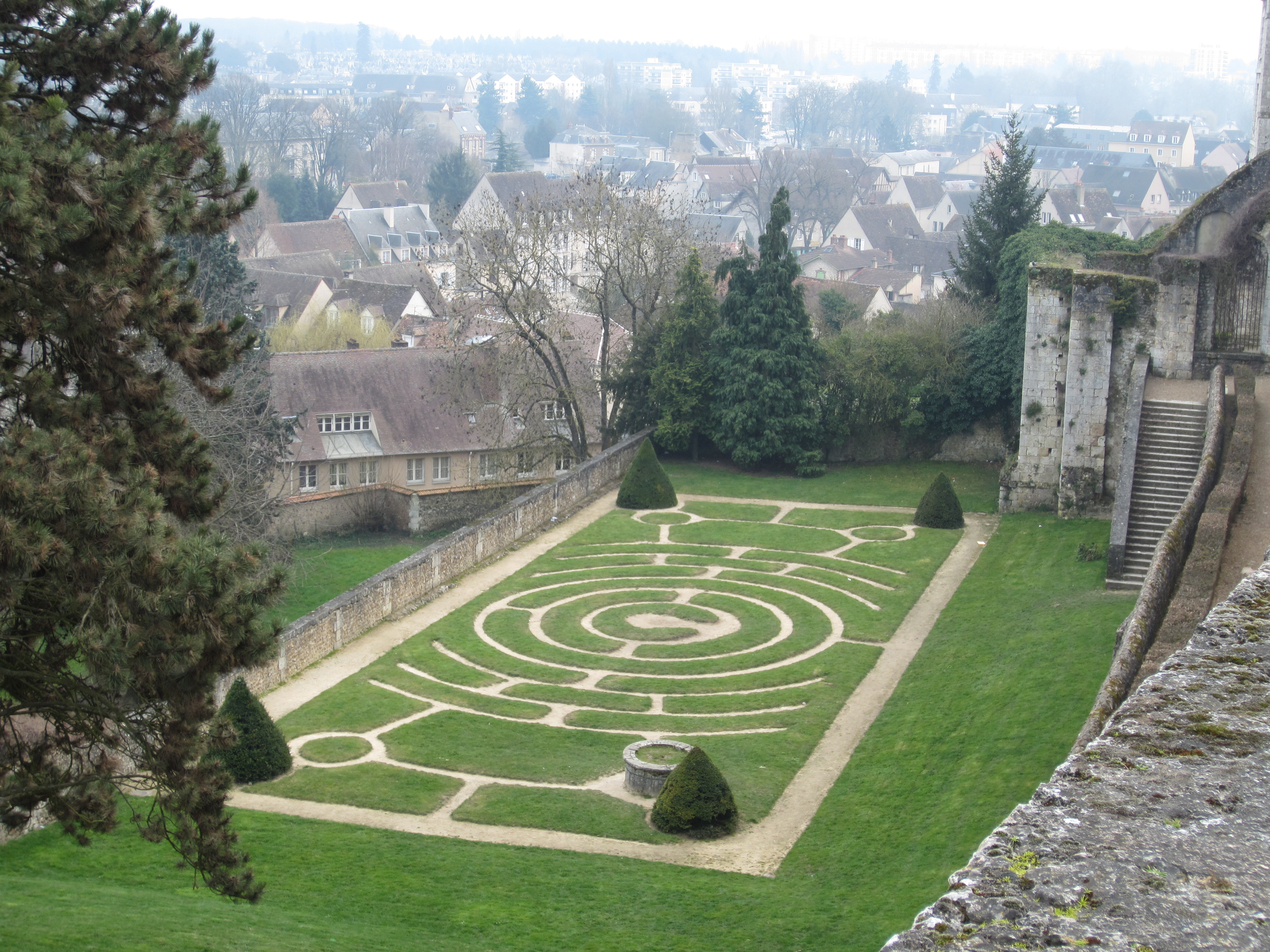
Le labyrinthe végétal des jardins de l'évêché.
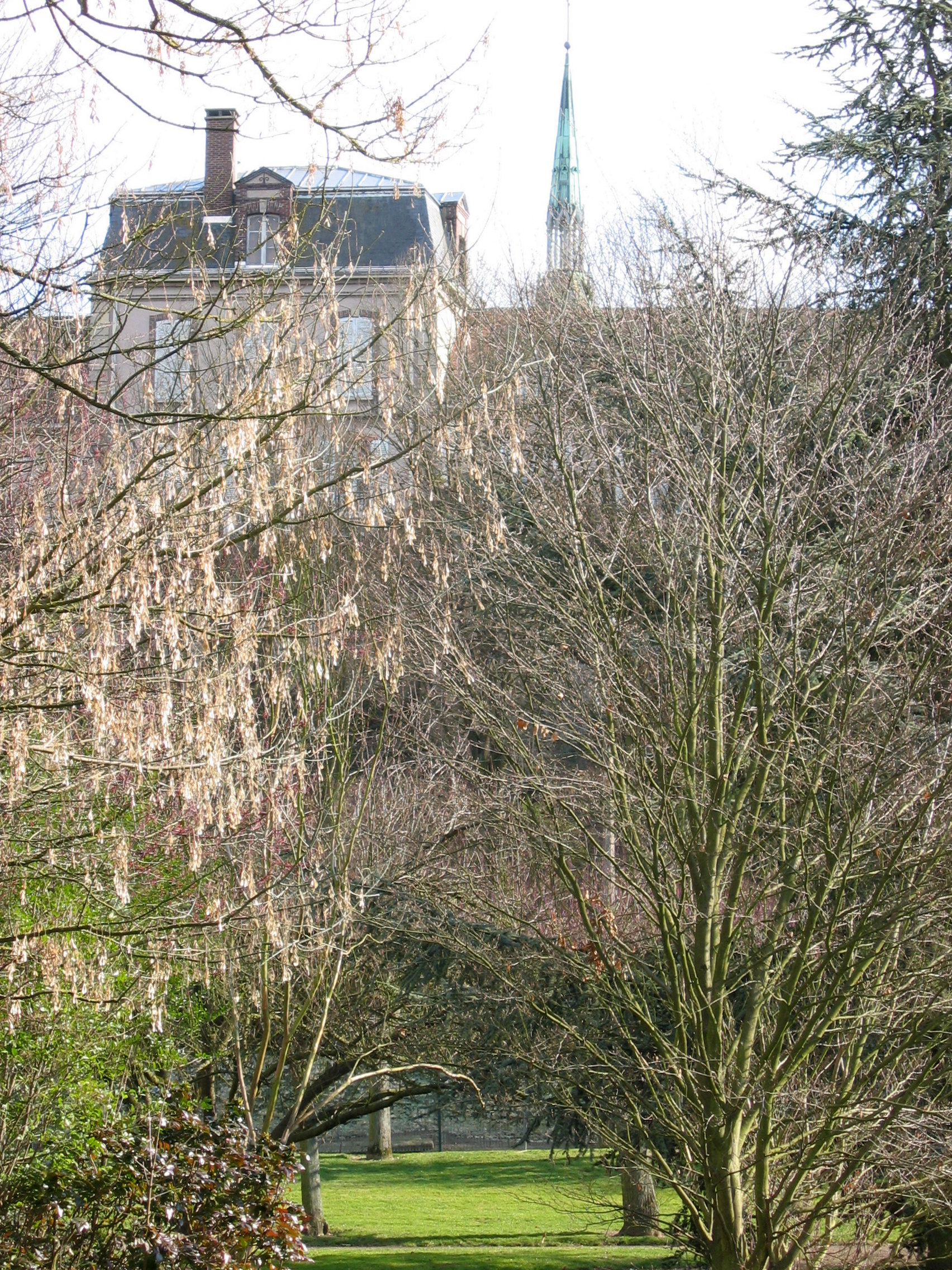
Le parc André-Gagnon.
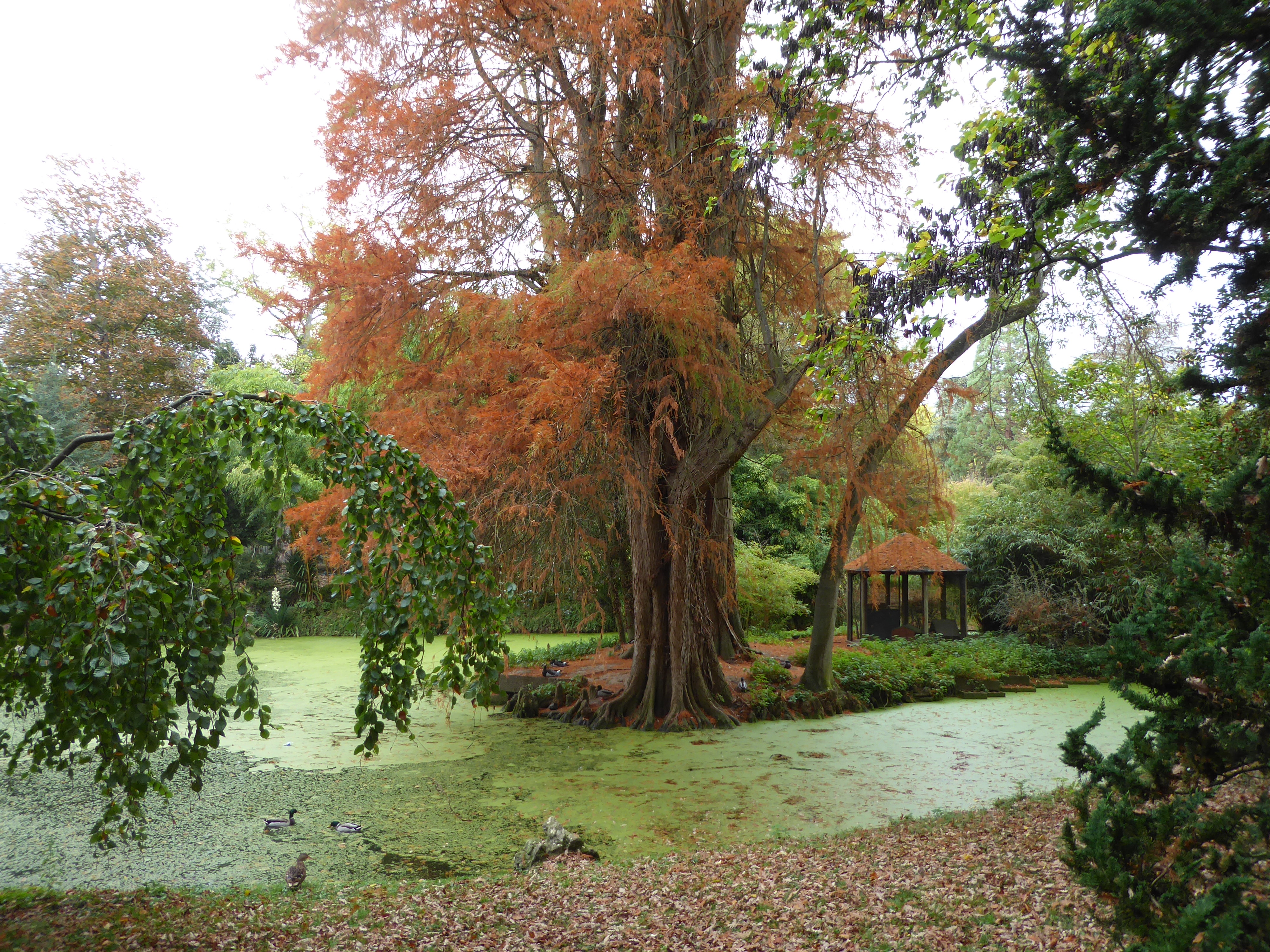
Le jardin d'horticulture.
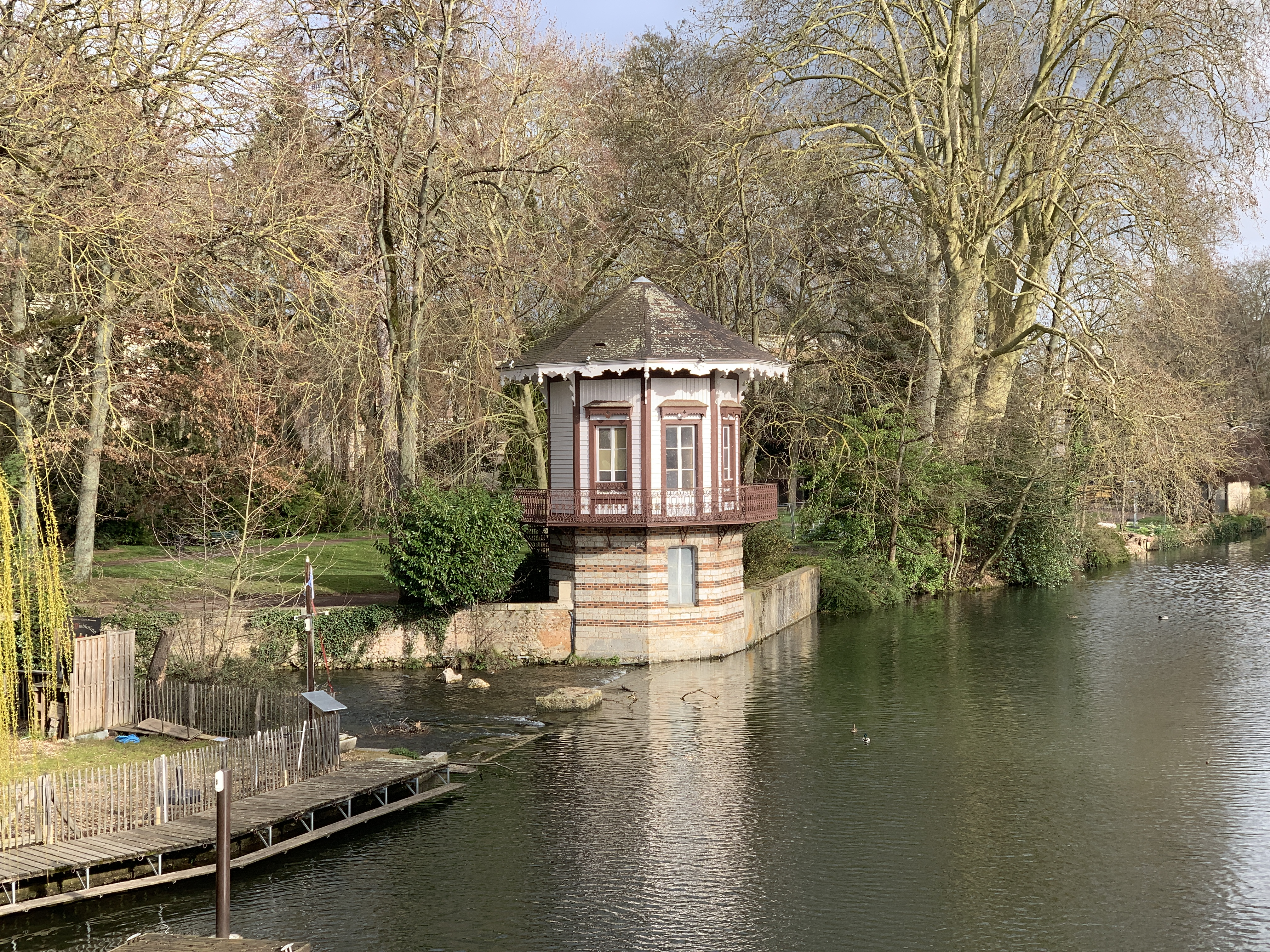
Kiosque du parc des bords de l'Eure.
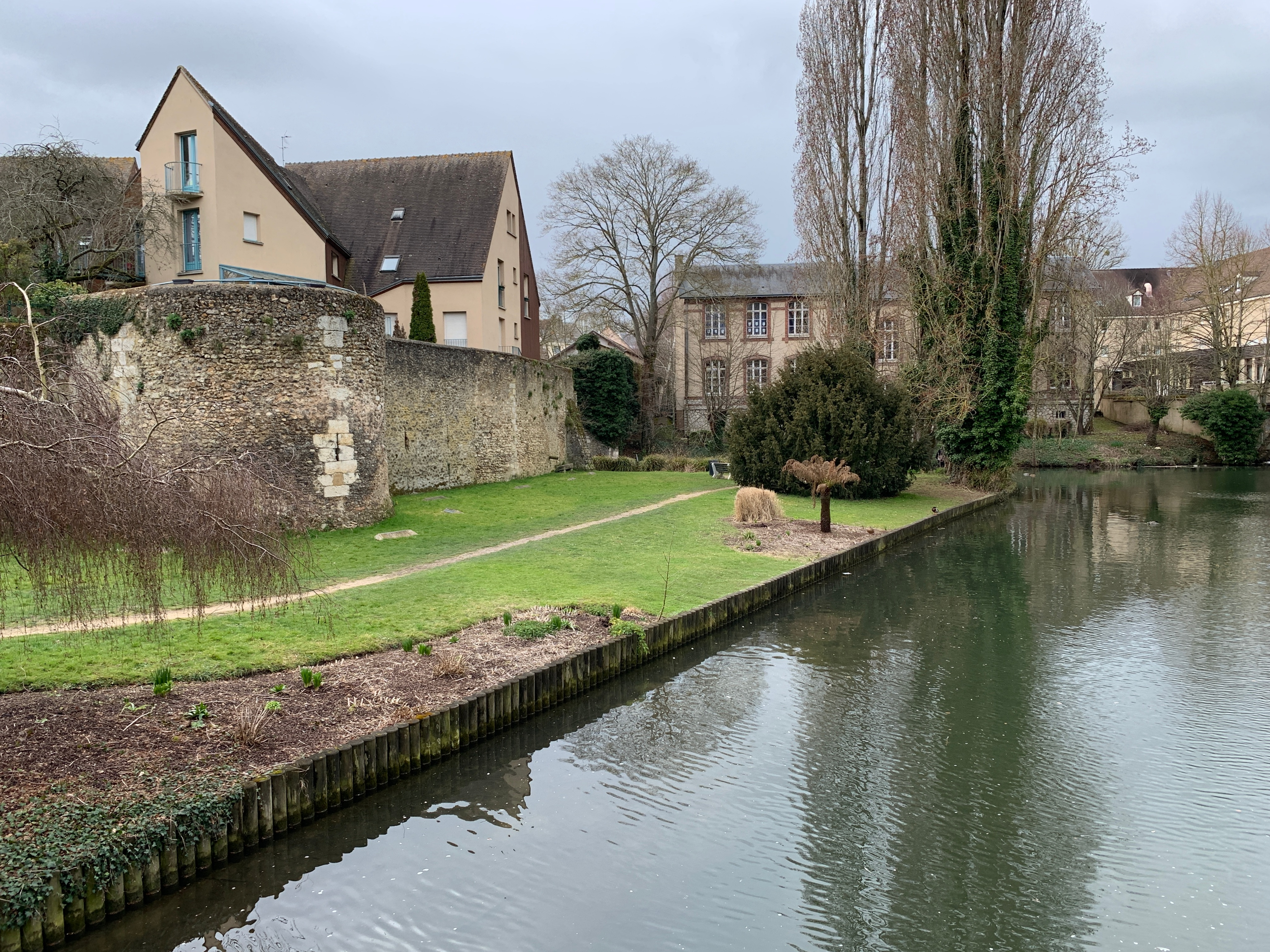
Le square Guy-Nicot.
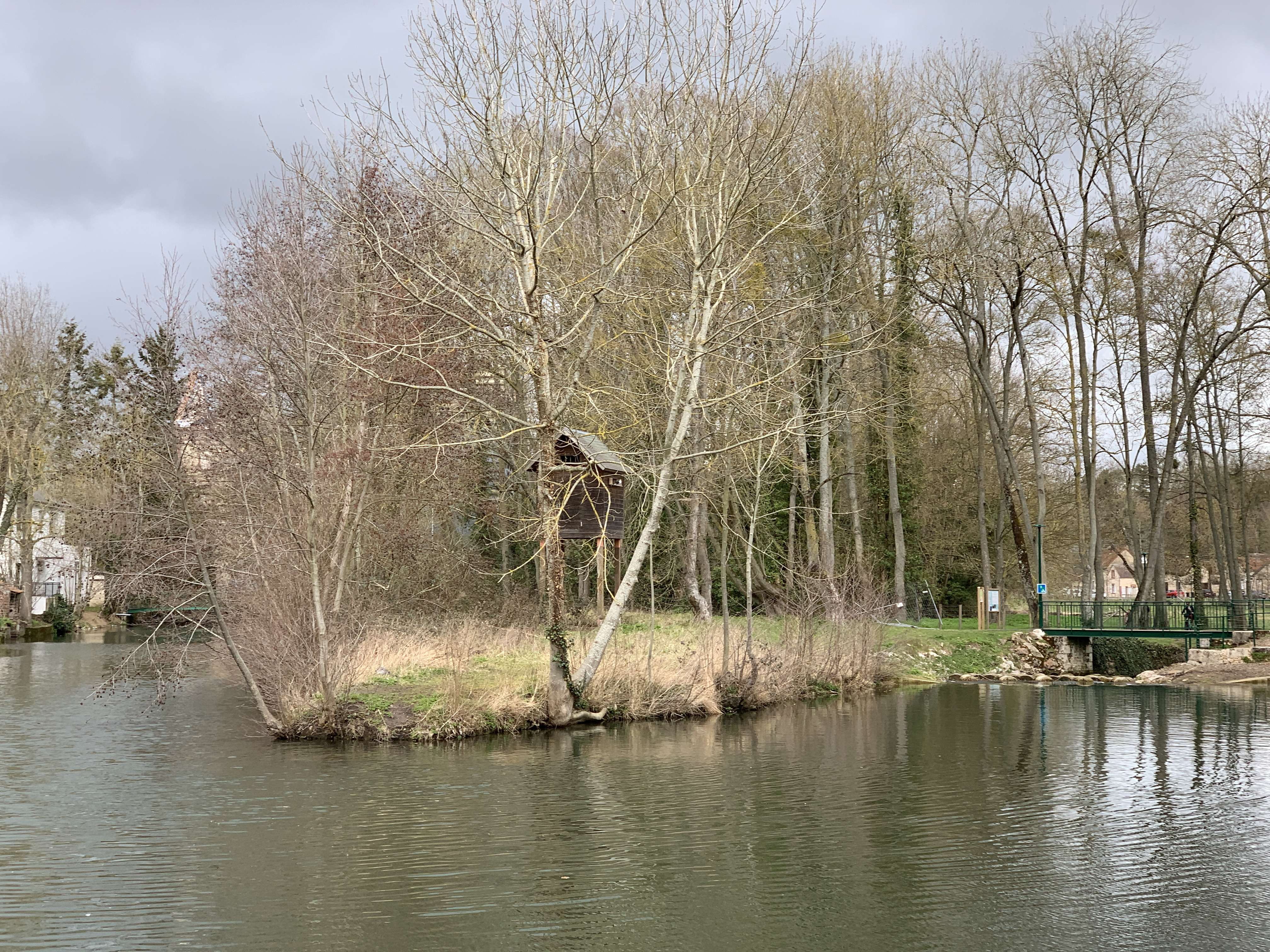
Le parc Léon-Blum.

## Urbanisme

### Typologie
Au 1er janvier 2024, Chartres est catégorisée grand centre urbain, selon la nouvelle grille communale de densité à 7 niveaux définie par l'Insee en 2022. 
Elle appartient à l'unité urbaine de Chartres, une agglomération intra-départementale dont elle est ville-centre,. 
Par ailleurs la commune fait partie de l'aire d'attraction de Chartres, dont elle est la commune-centre,. Cette aire, qui regroupe 117 communes, est catégorisée dans les aires de 50 000 à moins de 200 000 habitants,.

### Occupation des sols

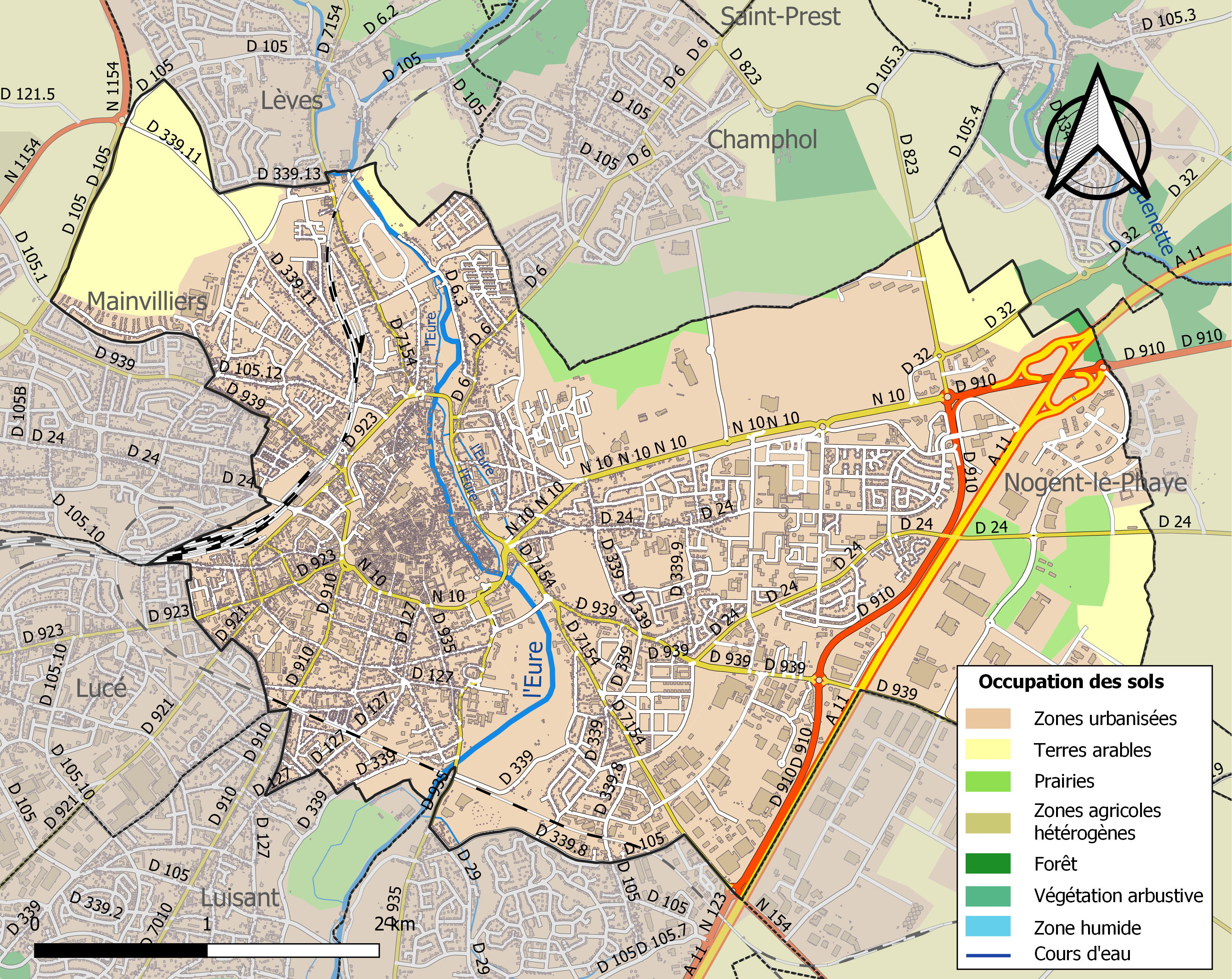
Carte des infrastructures et de l'occupation des sols de la commune en 2018 (CLC).

L'occupation des sols de la commune, telle qu'elle ressort de la base de données européenne d’occupation biophysique des sols Corine Land Cover (CLC), est marquée par l'importance des territoires artificialisés (86,3 % en 2018), en augmentation par rapport à 1990 (72,3 %). 
La répartition détaillée en 2018 est la suivante : zones urbanisées (52,7 %), zones industrielles ou commerciales et réseaux de communication (27,3 %), terres arables (10,5 %), espaces verts artificialisés, non agricoles (6,3 %), prairies (3,1 %), forêts (0,2 %). 
L'évolution de l’occupation des sols de la commune et de ses infrastructures peut être observée sur les différentes représentations cartographiques du territoire : la carte de Cassini (XVIIIe siècle), la carte d'état-major (1820-1866) et les cartes ou photos aériennes de l'IGN pour la période actuelle (1950 à aujourd'hui).

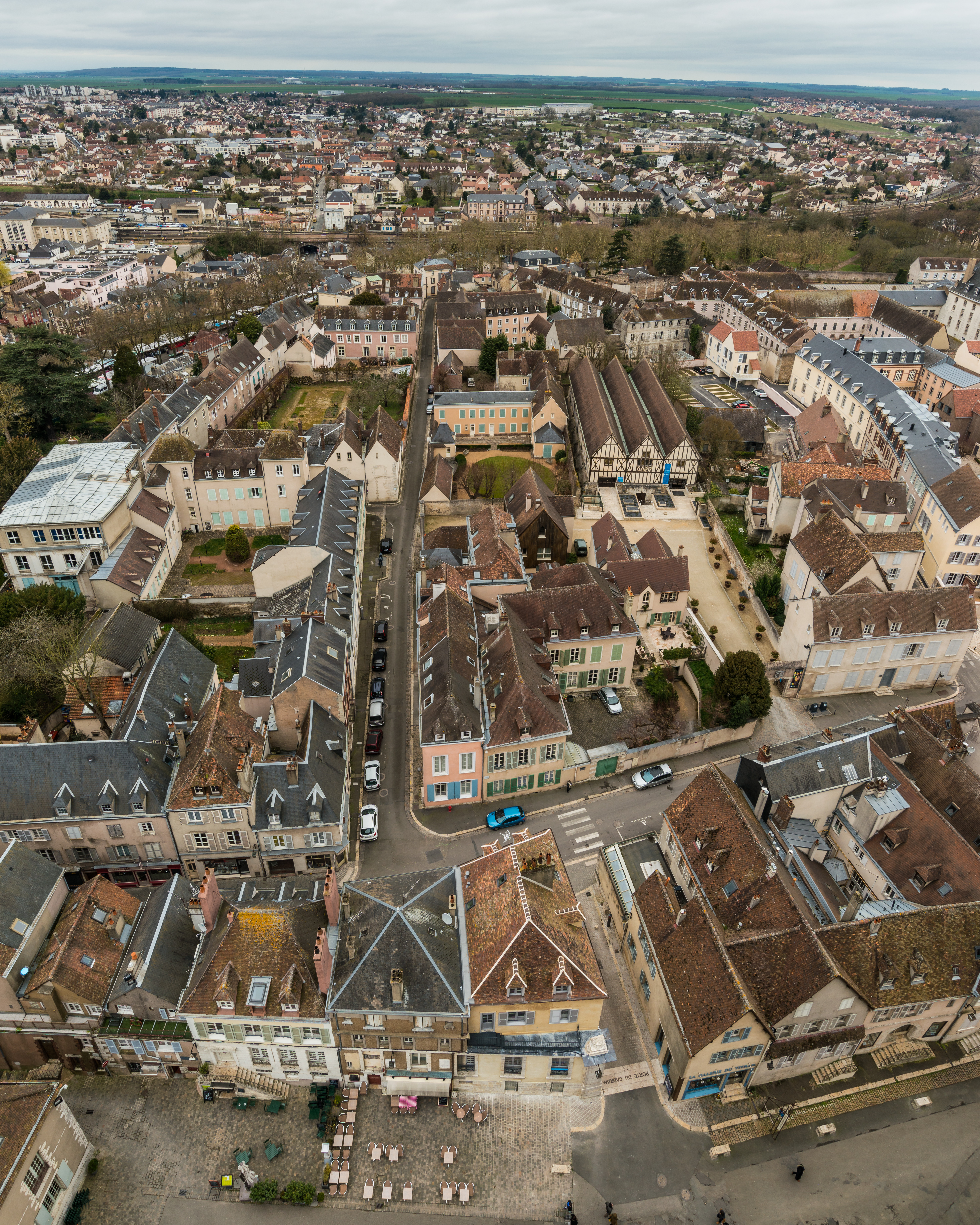
Vue grand angle du nord-ouest de Chartres à partir du clocher de la cathédrale

### Habitat et logement
En 2022, le nombre total de logements dans la commune était de 23 264, alors qu'il était de 22 200 en 2016 et de 21 582 en 2011. 
Parmi ces logements, 85,3 % étaient des résidences principales, 3,8 % des résidences secondaires et 11 % des logements vacants. Ces logements étaient pour 28,5 % d'entre eux des maisons individuelles et pour 70,7 % des appartements. 
Le tableau ci-dessous présente la typologie des logements à Chartres en 2022 en comparaison avec celle d'Eure-et-Loir et de la France entière. Une caractéristique marquante du parc de logements est ainsi la faible proportion des résidences secondaires et logements occasionnels (3,8 %) par rapport au département (5,8 %) et à la France entière (9,7 %). 
| Typologie                                               | Chartres | Eure-et-Loir | France entière |
| ------------------------------------------------------- | -------- | ------------ | -------------- |
| Résidences principales (en %)                           | 85,3     | 85,7         | 82,3           |
| Résidences secondaires et logements occasionnels (en %) | 3,8      | 5,8          | 9,7            |
| Logements vacants (en %)                                | 11       | 8,4          | 8              |

### Planification de l'aménagement
Chartres et les communes aux alentours sont régies par une directive de protection et de mise en valeur des paysages destinée à préserver les vues sur la cathédrale, approuvée en 2022 par un décret en Conseil d’État.

### Transports

#### Axes ferroviaires

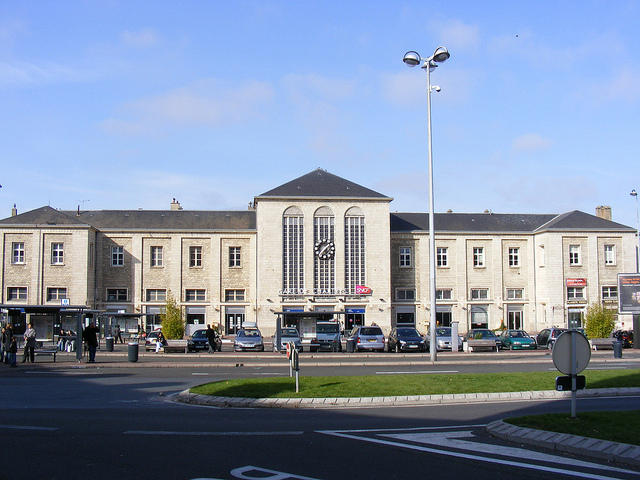
La gare de Chartres avant le projet de rénovation, commencé en 2018.

La gare voyageurs de Chartres est située à la limite de la commune de Mainvilliers. Ouverte en 1849, reconstruite en 1933, elle fait l'objet d'importants travaux en 2017-2018 dans le cadre du projet urbain de Pôle Gare.
Le principal axe ferroviaire traversant la ville est la ligne de Paris-Montparnasse à Brest ; si aucun train de long parcours ne dessert plus la gare depuis la mise en service de la LGV Atlantique en 1989, le trafic TER Centre-Val de Loire est soutenu, avec une trentaine d'allers-retours quotidiens vers Paris. Deux lignes secondaires sont également parcourues par des trains de voyageurs et de fret, la ligne de Chartres à Bordeaux-Saint-Jean (aujourd'hui limitée à Courtalain - Saint-Pellerin) et la ligne de Chartres à Orléans (rouverte au trafic voyageurs en 2016 jusqu'à Voves). D'autres lignes, aujourd'hui déclassées ou sans trafic, se dirigeaient vers Dreux, Auneau et Paris via Gallardon. Un axe Chartres-Tours est en cours de réhabilitation.

#### Axes routiers
Chartres est desservie par deux principales voies de circulation d'importance nationale : la route nationale 10 Paris - Tours - Bordeaux et la route nationale 154 Rouen - Orléans. La ville est reliée au Pays de la Loire et à la Bretagne par l'ancienne route nationale 23 déclassée en route départementale 923, dont le tracé débute à Chartres et s'achève à Paimboeuf (devenant RD 323 dans la Sarth, et RD 723 après Angers). Chartres est également connectée au réseau autoroutier par l'autoroute A11 (Paris - Le Mans - Angers - Nantes) avec les sorties no 2 (Chartres - centre / Chartres - est) aux Propylées et no 3 (Chartres - centre / Châteaudun) à Thivars, permettant toutes deux d'accéder à l'agglomération chartraine.

#### Transports en commun

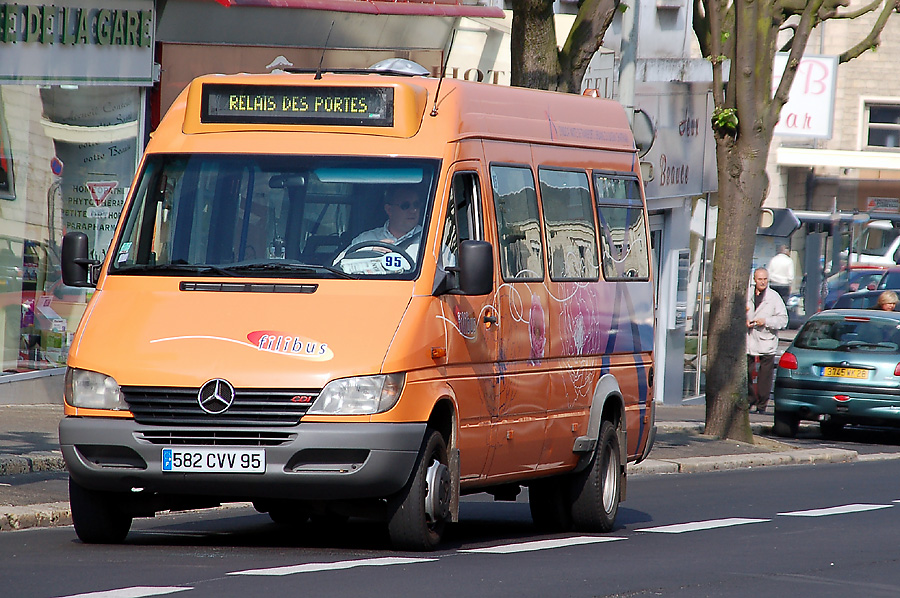
Bus Filibus.

Le réseau urbain Filibus dessert par 15 lignes sept communes membres de la communauté d'agglomération Chartres Métropole. La communauté d'agglomération, la communauté de communes de l'Orée de Chartres et la commune de Barjouville financent le réseau. Le Syndicat Mixte de Transports Urbains du Bassin Chartrain (SMTUBAC) couvre 39 communes. Deux services de navettes gratuites sont en place, l'un faisant le tour des boulevards ceinturant le centre de la ville, l'autre effectuant un court trajet en centre-ville pour desservir les quartiers commerçants.
Chartres est également couverte par un réseau interurbain de transports, REMI (ou REseaux de Mobilité Interurbaine), géré par le conseil départemental d'Eure-et-Loir, qui comprend 130 lignes régulières. Cent-vingt dessertes regroupées sur une trentaine de lignes sont assurées journellement vers et depuis Chartres qui est ainsi reliée aux principales villes du département (Dreux, Châteaudun, Nogent-le-Rotrou) et Orléans via une ligne cofinancée par le réseau des TER Centre-Val de Loire.

### Risques naturels et technologiques
Le territoire de la commune de Chartres est vulnérable à différents aléas naturels : météorologiques (tempête, orage, neige, grand froid, canicule ou sécheresse), inondations, mouvements de terrains et séisme (sismicité très faible). Il est également exposé à un risque technologique, le transport de matières dangereuses. Un site publié par le BRGM permet d'évaluer simplement et rapidement les risques d'un bien localisé soit par son adresse soit par le numéro de sa parcelle.

#### Risques naturels
Certaines parties du territoire communal sont susceptibles d’être affectées par le risque d’inondation par débordement de cours d'eau et par ruissellement et coulée de boue, notamment le Coinon et l'Eure. La commune a été reconnue en état de catastrophe naturelle au titre des dommages causés par les inondations et coulées de boue survenues en 1988, 1995, 1997, 1999 et 2018,.

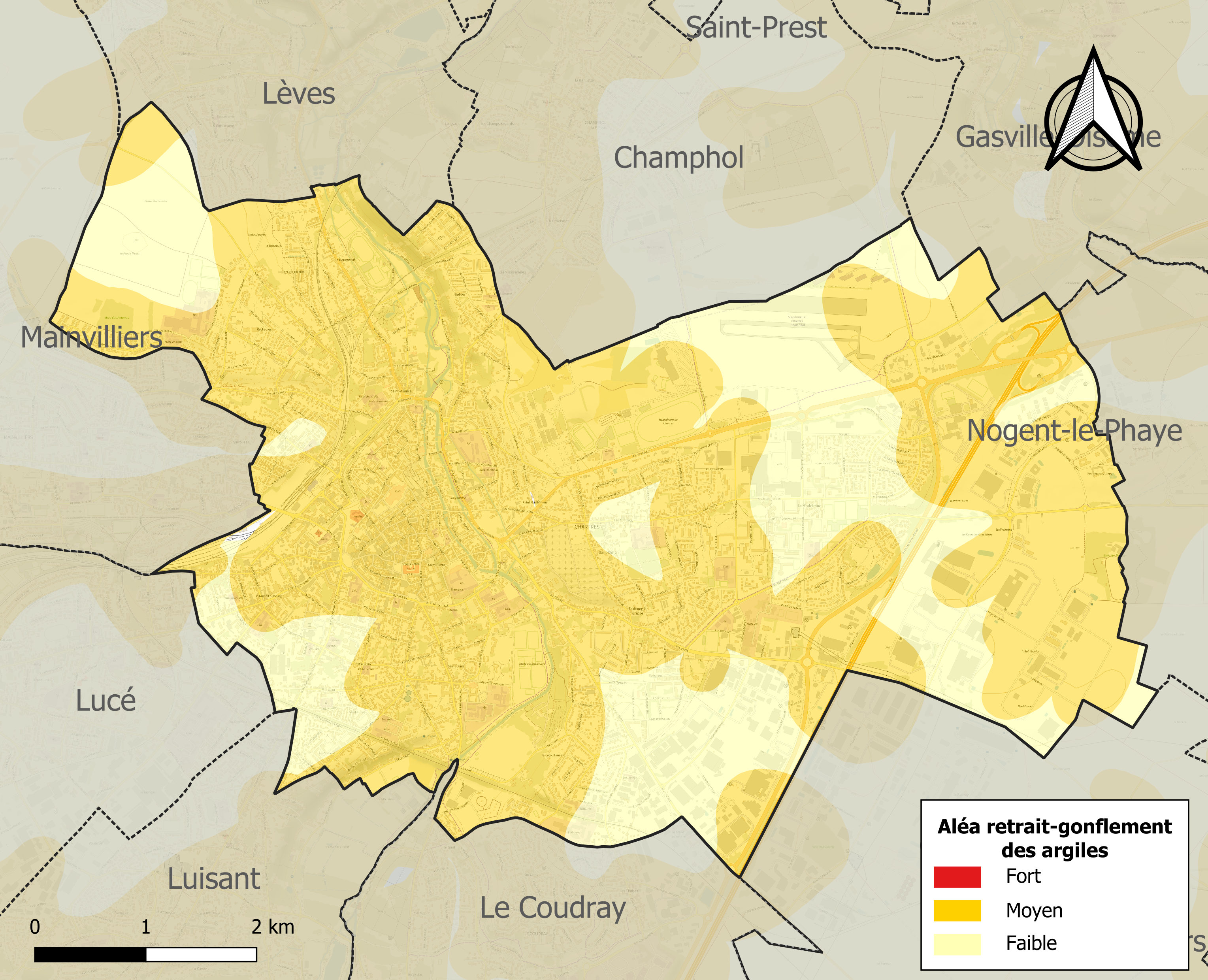
Carte des zones d'aléa retrait-gonflement des sols argileux de Chartres.

Les mouvements de terrains susceptibles de se produire sur le territoire de la commune sont des mouvements de sols liés à la présence d'argile, des affaissements et effondrements liés aux cavités souterraines (hors mines) et des effondrements généralisés. L'inventaire national des cavités souterraines permet de localiser celles situées sur le territoire de la commune.
Le retrait-gonflement des sols argileux est susceptible d'engendrer des dommages importants aux bâtiments en cas d’alternance de périodes de sécheresse et de pluie. 73,2 % de la superficie communale est en aléa moyen ou fort (52,8 % au niveau départemental et 48,5 % au niveau national). Sur les 6 769 bâtiments dénombrés sur le territoire de la commune en 2019, 5521 sont en aléa moyen ou fort, soit 82 %, à comparer aux 70 % au niveau départemental et 54 % au niveau national. Une cartographie de l'exposition du territoire national au retrait gonflement des sols argileux est disponible sur le site du BRGM,.
Concernant les mouvements de terrains, la commune a été reconnue en état de catastrophe naturelle au titre des dommages causés par la sécheresse en 1989, 1991, 1992 et 2018 et par des mouvements de terrain en 1999 et 2020.

#### Risques technologiques
Le risque de transport de matières dangereuses dans la commune est lié à sa traversée par des infrastructures routières ou ferroviaires importantes ou la présence d'une canalisation de transport d'hydrocarbures. Un accident se produisant sur de telles infrastructures est en effet susceptible d’avoir des effets graves au bâti ou aux personnes jusqu’à 350 m, selon la nature du matériau transporté. Des dispositions d’urbanisme peuvent être préconisées en conséquence.

## Toponymie
Le nom de la localité est attesté sous les formes Αὔτρικον [Autrikon] au IIe siècle (Ptolémée) ; Carnutenus Autricum (Magnus le géographe) ; Carnotum au IVe siècle (Sulpice Sévère, vita S. Martini, lib. III) ; Carnutena mœnia au Ve siècle (Paulin de Périgueux, vit. S. Martini, lib. IV, v. 255) ; Carnotas (triens mérovingien) ; Carnotis en 863 ; Carnoas (denier de Charlemagne) ; Cartis Civitas vers 930 (denier de Raoul) ; Carntis (inscription en latin médiéval de la fin du XIIe siècle), ; Chartres vers 1150.
Autricum est formé du gaulois Autura « (rivière) Eure » cf. Adour, et du suffixe celtique localisant -ico, d'où *Auturicum, contracté en Autricum, avec le sens d'« établissement (près) de l'Eure ». Puis, selon un processus fréquent en Gaule au Bas Empire, l'ethnonyme Carnutes se substitue au nom de lieu originel.
Remarque : Carnutes aboutit à Chartres par une série de transformations phonétiques complexes : évolution de Carnutes en latin médiéval Carntis XIIe siècle par chute de la voyelle post-tonique, puis *Cartnes par métathèse ou Cartis (vers 930) par chute du [n], puis en *Cartres par insertion d'un [r] supplémentaire, enfin en Chartres (vers 1150) par palatalisation du groupe /ca/ caractéristique du français central.

## Histoire

### Préhistoire
L'origine de l'implantation humaine remonterait, selon les résultats de fouilles archéologiques, à la préhistoire. Une présence humaine serait avérée dès le néolithique tandis qu'une implantation humaine permanente aurait eu lieu vers la fin de l'âge du fer.

### Antiquité
L’actuel département d'Eure-et-Loir correspond à la partie centrale du territoire des Carnutes dont Chartres était l'un des oppidum, connu sous le nom d’Autricum. À l'époque gallo-romaine, Chartres-Autricum est une grande cité. Elle est alimentée en eau par deux aqueducs, on y trouve également un important amphithéâtre, au moins un forum, ainsi que des temples. Évangélisé, selon les légendes du Moyen Âge central, au milieu du IIIe siècle, par saint Altin et saint Eodald, la cité aurait même été avertie du message chrétien dès le Ier siècle, par les druides, qui auraient instauré le culte marial. Chartres-Autricum est, à la chute de l’Empire romain, l’un des évêchés les plus vastes des Gaules. Ce n'est toutefois qu'à partir des Ve et VIe siècles que l'on voit réellement l'évêché fonctionner et que l'historicité des évêques peut être établie.

### Moyen Âge

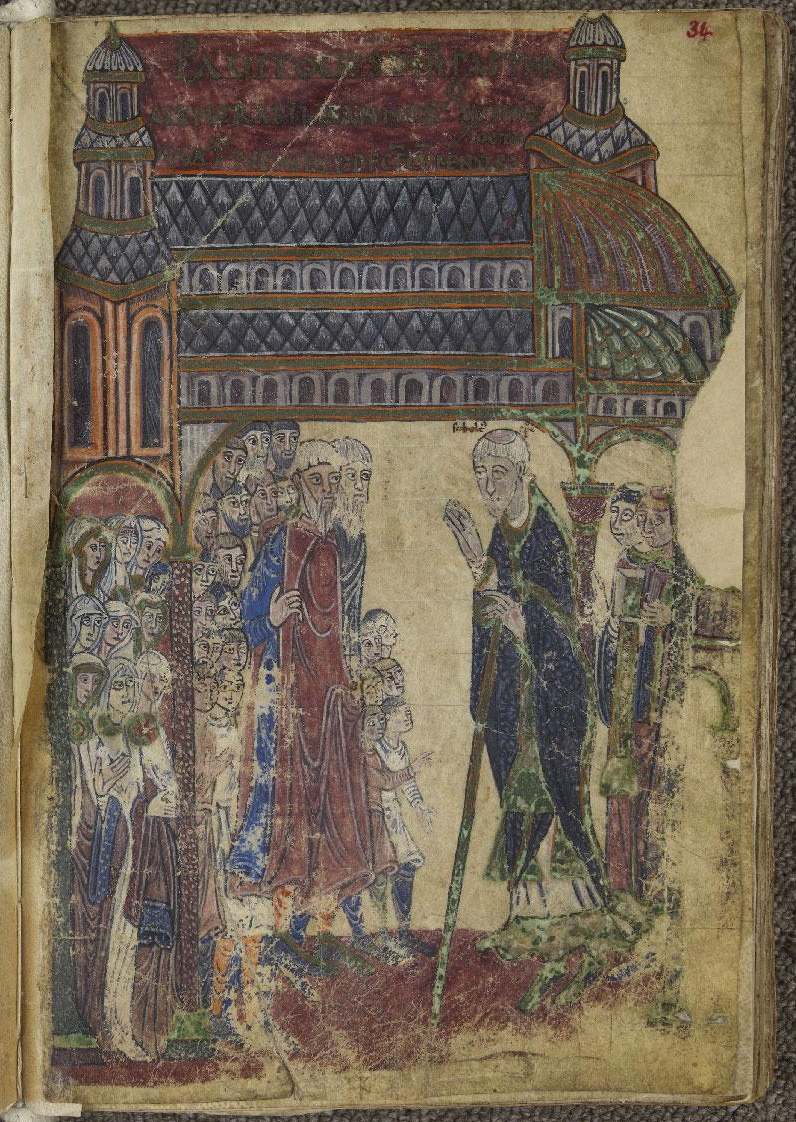
Fulbert de Chartres.
Miniature extraite de l'Obituaire de Notre-Dame de Chartres.

On connaît mal l’évolution urbaine de Chartres entre le IIIe et le Xe siècle : la cité antique semble s’être effacée au profit de petits villages autonomes. Les premières installations de bâtiments chrétiens, attestés par quelques textes, laissent supposer qu’à la fin du VIe siècle, il y avait de nombreux établissements religieux à Chartres, alors dirigés par l’évêque. En 743, la ville est prise par Hunald duc d'Aquitaine et brûlée.
Au IXe siècle, les Normands ravagent les terres environnantes à plusieurs reprises et, en juin 858, détruisent la ville et probablement la cathédrale. Celle-ci est reconstruite, tandis que les Chartrains érigent les premiers remparts. En 876, un don de Charles II le Chauve, le Voile de la Vierge, est à l'origine d’un important pèlerinage qui fait ensuite la richesse de la ville et la puissance des institutions religieuses locales. Le 16 février 886, les Danois de Sigfried attaquent sans succès Chartres et perdent 1 500 hommes.
En 911, le chef normand Rollon, de retour d'une expédition en Bourgogne, remonte l'Eure et entreprend le siège de la ville. Il se heurte à la résistance qu’organise l’évêque Gancelme qui appelle à son secours le marquis de Neustrie, Robert, le duc de Bourgogne Richard le Justicier et le comte de Poitou Ebles Manzer, qui battent Rollon devant les fortifications de la ville le 20 juillet. D’après un récit du XIIe siècle, l'évêque aurait fait fuir l’ennemi en brandissant la chemise de Marie, le Voile de la Vierge, relique majeure de la cathédrale. Cette victoire, attribuée à l’intercession de la Vierge elle-même, ne fera qu’accroître dans les siècles suivant le rayonnement du pèlerinage qui, à la faveur des dons, facilite le financement de la cathédrale actuelle.
Une autre source de cette puissance réside dans la richesse de la Beauce où le chapitre de la cathédrale possède de grands domaines. C’est de cette richesse et de cette puissance que découlent les cathédrales successives. Cet éclat matériel se double alors d’une grande renommée intellectuelle. L’évêque Fulbert de Chartres se trouve à l’origine du développement de l’École de Chartres qui s’épanouit pendant près de deux siècles. À côté de maîtres célèbres comme Thierry de Chartres ou encore Bernard de Chartres, l’évêque Yves de Chartres fut l’un des grands canonistes de l’Église.
Au Xe siècle, la présence de Thibaud Ier de Blois dans son château modifie la répartition des pouvoirs au sein de la ville. Le renouveau économique autour des métiers de la rivière, soutenus par le comte et l’évêque, fonde les bases du développement urbain à venir. Dans le domaine politique et militaire, le roi de France Louis VI le Gros réduit à merci, au prix d’une longue lutte, le sire du Puiset, dont la puissance était un défi à la monarchie.
Durant la Renaissance du XIIe siècle, s'épanouit à Chartres une pensée novatrice, nourrie par la redécouverte du platonisme, qui fait la richesse de l'« esprit chartrain » selon l'expression de Jacques Le Goff. Un esprit qui découle directement de la rigueur grammaticale et de la curiosité scientifique de l'enseignement de Bernard de Chartres, basé sur les anciens, et dont les propos à ce sujet, rapportés par Jean de Salisbury, sont devenus parmi les plus fameux de l'histoire intellectuelle :

« Nous sommes comme des nains juchés sur des épaules de géants, ainsi pouvons-nous voir mieux et plus loin qu'eux, non que notre vue soit plus perçante ou notre taille plus élevée, mais parce que nous sommes soulevés en l'air et portés par leur hauteur gigantesque. »

La ville du Moyen Âge, où le bois prédomine dans la construction, est particulièrement fragile face aux incendies : le feu peut partir de partout, toutes les maisons abritant un ou plusieurs foyers. En 1462, c'est du fournil d'un boulanger que part un sinistre qui détruit quelques maisons près de l'église Sainte-Foy. Le danger est aggravé par l'égoïsme : par exemple, en 1500, un incendie se déclare près de la cathédrale, et le point d'eau le plus proche est situé de l'autre côté du cloître. Les chanoines veulent interdire le passage et obliger les volontaires à faire le tour de la cathédrale, ne voulant pas que le va-et-vient trouble la tranquillité du lieu. La population passe outre. La ville est équipée de seringues géantes pour arroser les incendies plus efficacement.
Cette région, au centre de la France et au cœur des domaines royaux, endure les conséquences de la guerre de Cent Ans. C'est à Brétigny, petit hameau au sud de Chartres, qu'est signé le 8 mai 1360 un traité marquant une trêve entre les Anglais et le roi de France Jean le Bon. Plus tard, c'est au sud du département que se joue l'épisode mémorable de la bataille des Harengs. Un convoi de vivres, venu de Paris et destiné aux assiégeants d'Orléans, fait l'objet d'une tentative de destruction par les assiégés de cette ville qui avaient fait une sortie hors de leurs murs.
Cette ère de prospérité connaît un regain, d’ordre architectural, aux XVe et XVIe siècles. La qualité des églises atteste l'ampleur du mouvement religieux et la prospérité économique des XIIe et XIIIe siècles.

### Époque moderne

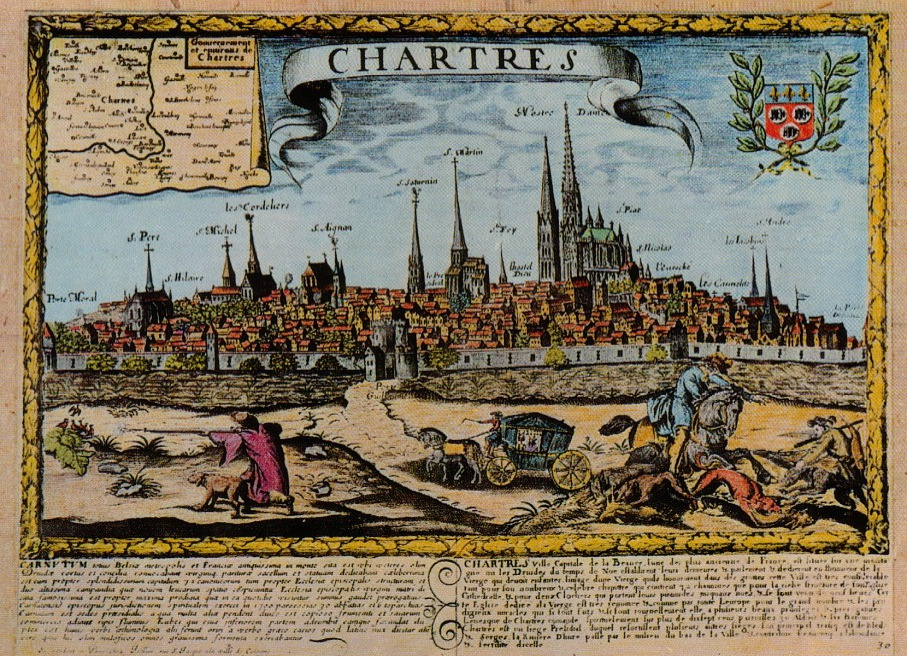
Gravure représentant Chartres au XVIIe siècle.

Au XVIe siècle, malgré les troubles religieux, la ville de Chartres reste fidèle au culte catholique. Mais la fertilité du pays et les avantages financiers que la cité tire du ravitaillement de la capitale suscitent la convoitise des différents partis huguenots et catholiques. Après avoir été l’apanage de Charles de Valois, père de Philippe VI, le comté de Chartres est érigé en duché par François Ier en 1528 au profit de Renée de France, duchesse de Ferrare. En 1568, la ville est assiégée par Louis de Bourbon-Condé, puis de février à avril 1591, par Henri IV,,. Malgré la résistance de la ville, il est sacré le 27 février 1594 en la cathédrale de Chartres : il est le seul roi de France sacré dans cette cathédrale. En 1626, Louis XIII élève Chartres en duché-pairie pour son frère Gaston, titre tombé en quenouille en 1660 avec sa fille, la Grande Mademoiselle, puis en 1661, Louis XIV donne le duché à son frère Philippe, devenu chef de la maison d’Orléans, et dont l’héritier portera, jusqu’à Louis-Philippe, le titre de duc de Chartres.
Au XVIIIe siècle, la ville a le titre de duché-pairie et relève du parlement de Paris, du gouvernement général de l'Orléanais et de l'intendance d'Orléans.

### Époque contemporaine

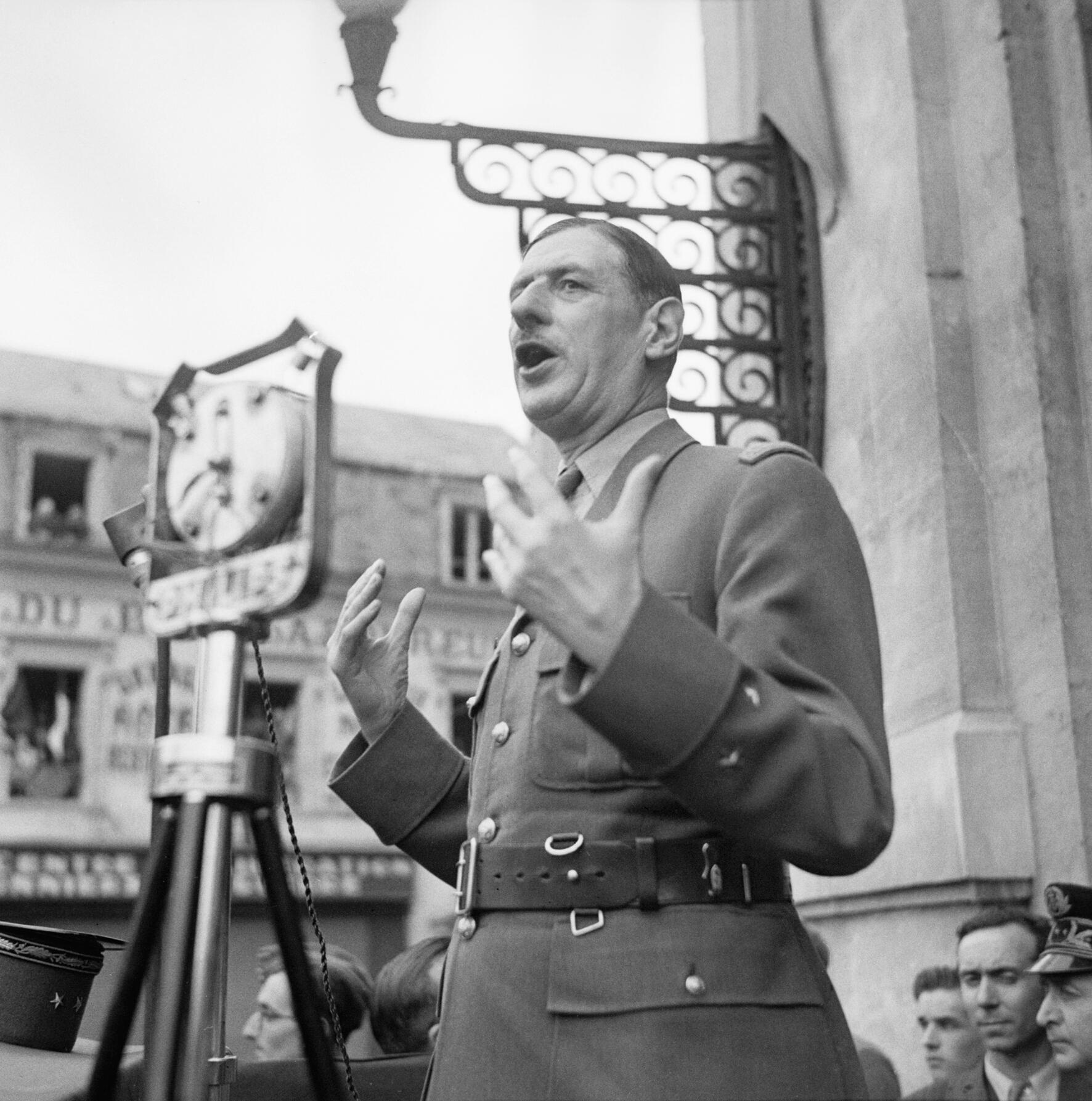
23 août 1944 : le général de Gaulle prononce une allocution depuis les marches de la grande Poste de Chartres.

Lors de la Révolution, la cathédrale est relativement protégée, alors que plusieurs églises chartraines sont vendues, démolies ou transformées.
Au cours du XIXe siècle, l’entrée dans le monde contemporain est marquée par des progrès importants comme l’arrivée du chemin de fer avec l’inauguration de la gare en 1849, la mise en place du tramway en 1899 ou encore la création, en 1909, parmi les premiers en France, de l’aérodrome, à cheval sur la commune voisine de Champhol où plusieurs pilotes acquièrent la célébrité comme Henri Farman et Latham. Ce terrain d'aviation devient la base aérienne 122 Chartres-Champhol où s'illustre une fameuse école de pilotage, dès la Première Guerre mondiale. Peu à peu, les activités purement aériennes sont transférées vers d'autres bases aériennes, la base aérienne 122 Chartres-Champhol ayant fermé ses portes définitivement en 1997.
La ville profite de la prospérité des échanges agricoles et étend ses limites urbaines, tirant parti de l’ouverture de la ligne de chemin de fer Paris-Chartres en 1841. Les portes de l’enceinte disparaissent, le dégagement du parvis de la cathédrale est partiellement réalisé en déplaçant l’hôpital, reconstruit à la périphérie de la ville entre 1857 et 1865, et le théâtre est doté d’une salle à l’italienne, inaugurée en 1861. À partir de 1923, Raoul Brandon érige, sur le site de l’ancien marché aux chevaux, un imposant bâtiment vite surnommé « Notre-Dame-des-Postes ».
La ville connaît encore son lot de souffrances dans la première moitié du XXe siècle avec les bombardements du 15 août 1918, de juin 1940 et de mai 1944.

### Seconde Guerre mondiale

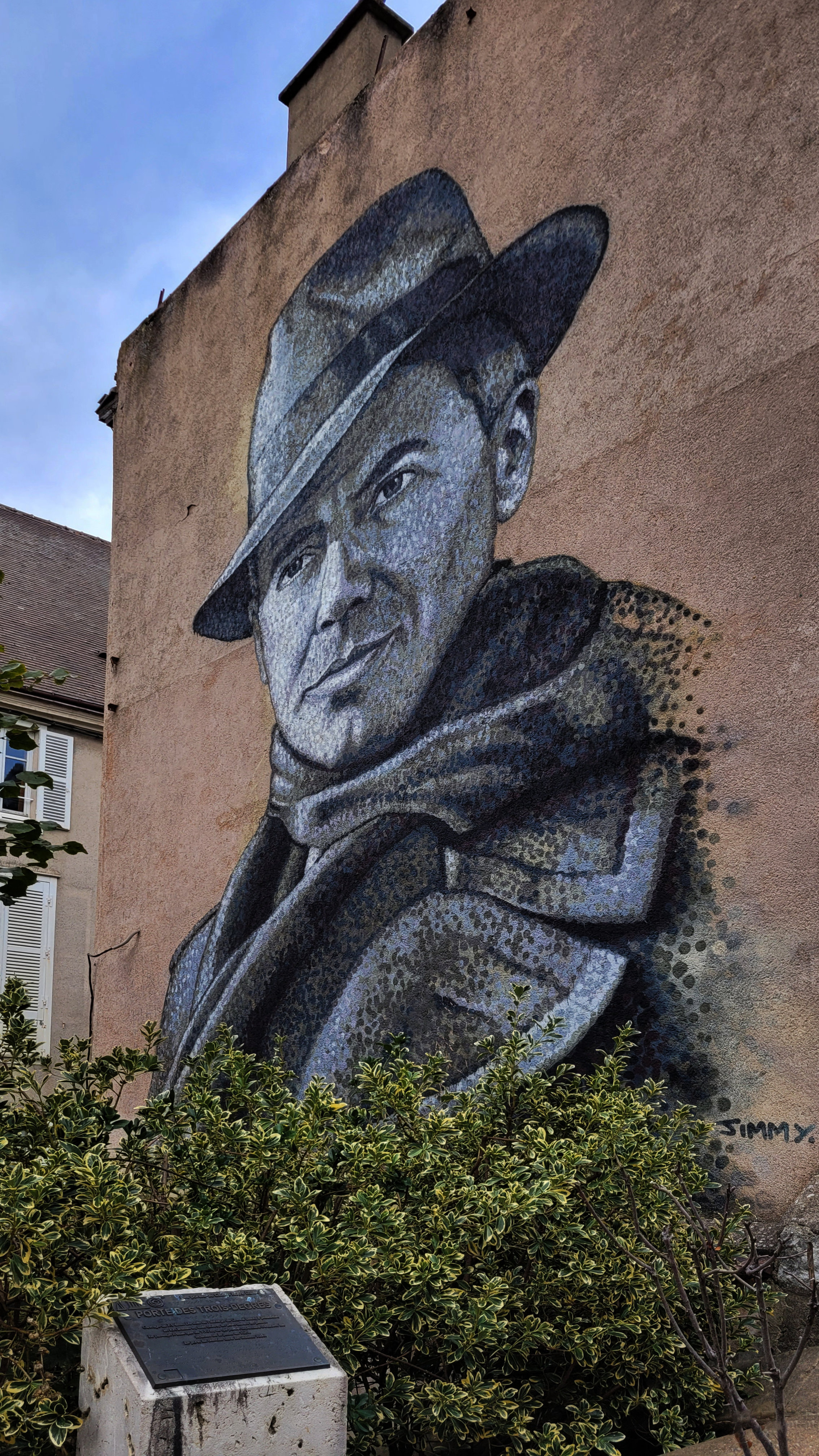
Fresque représentant Jean Moulin à Chartres.

Au début de la Seconde Guerre mondiale, Jean Moulin, alors préfet d’Eure-et-Loir, a ses premiers démêlés avec les troupes du IIIe Reich en restant avec les 800 habitants qui n'ont pas participé à l'exode durant la bataille de France du 15 juin 1940. Il quitte son poste en novembre 1940. Les Allemands installent la Feldkommandantur boulevard Chasles, dans un immeuble qui accueillait la Compagnie d'assurance des travailleurs français et qui est de nos jours une agence de la Caisse d'épargne. La Résistance française s'organise aussi à Chartres, avec l'aide de républicains espagnols comme la résistante Pepita Carnicer.
Dans les bombardements préparatifs au débarquement de Normandie, le centre-ville est accidentellement bombardé le 26 mai 1944, entraînant la mort de cinquante personnes, l'incendie de la bibliothèque municipale et la perte de nombreux ouvrages anciens.
La cathédrale est sauvée de la destruction le 16 août 1944 grâce au colonel américain Welborn Griffith. Celui-ci remet en question l'ordre reçu de détruire la cathédrale, ses chefs croyant que les Allemands s'y abritaient. Il se porte volontaire pour aller vérifier avec un autre volontaire la présence de soldats allemands à l'intérieur. Constatant que la cathédrale est vide, il sonne les cloches pour avertir de l'absence d'ennemi. Il est tué au combat le même jour à Lèves, près de Chartres. Il est décoré à titre posthume de la Croix de Guerre avec palme, de la Légion d'Honneur et de l'Ordre du Mérite par le gouvernement français, ainsi que de la Distinguished Service Cross du gouvernement américain,.
À partir du 16 août 1944, des missions de reconnaissance menées dans la région par le 3e groupe de cavalerie de l'US Army conduisent à la libération de la ville au prix de lourds combats menés le 18 août par la 5e division d'infanterie et la 7e division blindée américaines appartenant au XXe Corps de la 3e Armée commandée par le général George Patton. Le 23 août 1944, en route vers Rambouillet qu'il atteint à 18 heures, et où il doit s'entretenir avec le général Leclerc pour mettre au point les derniers détails de la libération de Paris, le général de Gaulle prononce une allocution depuis les marches de la grande Poste de Chartres : « Combien m’émeut l’accueil magnifique de Chartres, Chartres libérée ! Chartres sur le chemin de Paris, c’est-à-dire sur le chemin de la victoire ! ».
À la Libération, le 16 août 1944, onze femmes sont tondues, dont Simone Touseau (1921-1966, qui est l'objet d'une photographie de Robert Capa, intitulée La Tondue de Chartres. La photo est publiée le mois suivant dans le magazine américain Life puis dans d'autres journaux, devenant mondialement célèbre. Philippe Frétigné et Gérard Leray ont en 2011 consacré un livre, La Tondue 1944-1947, sur l'histoire de Simone Touseau. Par la suite, 162 personnes sont condamnées à Chartres pour collaboration, dont 7 à mort, tandis que sont prononcées 278 peines pour indignité nationale.

### Après guerre

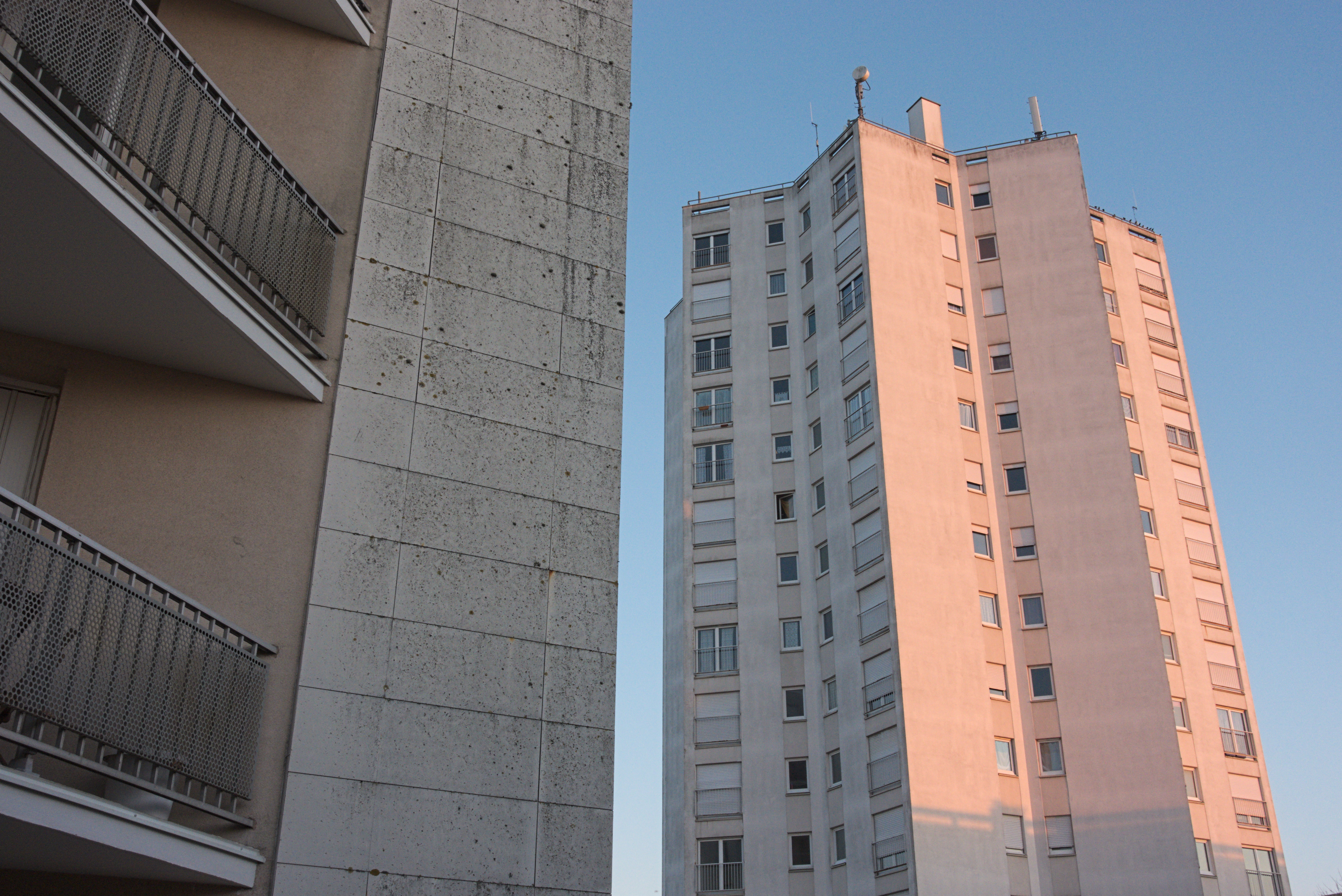
Tour en étoile au mail Gérard Philippe, quartier de La Madeleine.

Alors qu’à la fin du XIXe siècle la population avait connu une stagnation, on constate après la Seconde Guerre mondiale un nouvel essor, limité par la proximité de la capitale. Chartres connaît alors une véritable transformation économique et sociale se caractérisant par des créations d’emploi, l’augmentation de la population et la création des quartiers de La Madeleine et de Beaulieu. Ce dernier, quartier prioritaire renommé Les Clos, compte 2 118 habitants en 2018.

## Politique et administration

### Rattachements administratifs et électoraux

#### Rattachements administratifs
Chartres est la ville-préfecture du département de l'Eure-et-Loir et le chef-lieu de l'arrondissement de Chartres.  
Elle était de 1801 à 1973 le chef-lieu des cantons de Chartres-Nord et de Chartres-Sud, année où un redécoupage intervient, créant les cantons de Chartres-Nord-Est, Chartres-Nord-Ouest, Chartres-Sud-Est et de Chartres-Sud-Ouest. En 1982, le canton Nord-Ouest est remplacé par le canton de Mainvilliers, dont le territoire correspond à une partie de l'ancien canton. Dans le cadre du redécoupage cantonal de 2014 en France, cette circonscription administrative territoriale a disparu, et le canton n'est plus qu'une circonscription électorale.

#### Rattachements électoraux
Pour les élections départementales, la ville est depuis 2014  le bureau centralisateur de trois cantons : 
- canton de Chartres-1 constitué de la partie de la commune de Chartres située à l'est et au nord d'une ligne définie par l'axe des voies et limites suivantes : depuis la limite territoriale de la commune de Lèves, chemin du Rigeard, chemin des Grandes-Plantes, rue Gabriel-Loire, avenue de Beaurepaire, cours de l'Eure, boulevard Jean-Jaurès, boulevard du Maréchal-Foch, rue de la Porte-Guillaume, rue du Bourg, place Jacqueline-de-Romilly, rue Saint-Éman, tertre de la Poissonnerie, place de la Poissonnerie, rue de la Poissonnerie, rue du Soleil-d'Or, rue Noël-Ballay, rue Jacques-Delacroix, place des Épars, boulevard Chasles, place Pasteur, boulevard de la Courtille, rue du Faubourg-la-Grappe, rue de Sours, jusqu'à la limite territoriale de la commune de Gellainville, ainsi que des communes de Berchères-Saint-Germain, Briconville, Challet, Champhol, Clévilliers, Coltainville, Fresnay-le-Gilmert, Gasville-Oisème, Jouy, Poisvilliers et  Saint-Prest ;
- canton de Chartres-2, constitué de la  partie de la commune de Chartres située au sud d'une ligne définie par l'axe des voies et limites suivantes : depuis la limite territoriale de la commune de Luisant, avenue du Maréchal-Maunoury, rue du Docteur-Gabriel-Maunoury, place des Épars, boulevard Chasles, place Pasteur, boulevard de la Courtille, rue du Faubourg-la-Grappe, rue de Sours, jusqu'à la limite territoriale de la commune de Gellainville, ainsi que des communes de Berchères-les-Pierres, La Bourdinière-Saint-Loup, Corancez, Le Coudray, Dammarie, Fresnay-le-Comte, Gellainville, Mignières, Morancez, Nogent-le-Phaye, Prunay-le-Gillon, Sours, Thivars et Ver-lès-Chartres ;
- Canton de Chartres-3, constitué des parties de la ville non incluses dans les cantons de Chartres 1 et 2, ainsi que des communes de  Bailleau-l'Évêque, Lèves, Mainvilliers et de Saint-Aubin-des-Bois.

Pour l'élection des députés, elle fait partie de la première circonscription d'Eure-et-Loir.

### Intercommunalité
Chartres est le siège de la communauté d'agglomération chartraine  un établissement public de coopération intercommunale (EPCI) à fiscalité propre créé fin 2000 et auquel la commune avait transféré un certain nombre de ses compétences, dans les conditions déterminées par le code général des collectivités territoriales. Cette structure intercommunale succédait au District de Chartres créé en 1973, et a pris le nom de communauté d'agglomération Chartres Métropole en 2004.
Chartres métropole, constituée initialement de 7 communes, absorbe en 2011 la communauté de communes de l'Orée de Chartres et la communauté de communes du Val de l'Eure, le portant à 32 communes. Dix communes s'y intègrent en 2012 : Barjouville, Dangers, Francourville, Mittainvilliers, Saint-Aubin-des-Bois, Thivars, Vérigny, Voise, Chauffours et Ollé.
En 2013, la communauté d'agglomération intègre les communes de l'ancienne communauté de communes du Bois-Gueslin (La Bourdinière-Saint-Loup, Dammarie, Fresnay-le-Comte, Mignières et de Ver-lès-Chartres). puis , en 2018, vingt communes supplémentaires. En 2025, compte tenu de la création d'une commune nouvelle, la communauté d'agglomération regroupe 66 communes et Chartres en est le siège.

### Élections municipales et communautaires

La mairie.

#### Élections les plus récentes
Lors du premier tour des élections municipales de 2014 en Eure-et-Loir, la liste UMP-UDI menée par le maire sortant Jean-Pierre Gorges remporte la majorité absolue des suffrages exprimés, avec 7 264 voix (53,49 %, 31 conseillers municipaux élus dont 18 communautaires), devançant très largement celles menées respectivement par : 

-  Catherine Maunoury (PS-EELV-MODEM, 4 274 voix, 31,47 %, 6 conseillers municipaux élus dont 4 communautaires) ; 

- Thibaut Briere-saunier (FN, 1 088 voix, 8,01 %, 1 conseiller municipal et communautaire élu) ; 

- Denis Barbe (FG (PCF), 702 voix, 5,16 %, 1 conseiller municipal élu) 	

- Vincent Chevrollier (EXG, 252 voix, 1,85 %, pas d'élus).

Lors de ce scrutin, 43,78 % des électeurs se sont abstenus.
Lors du premier tour des élections municipales de 2020 en Eure-et-Loir, la liste LR menée par le maire sortant Jean-Pierre Gorges remporte la majorité absolue des suffrages exprimés, avec 4 321 voix (50,32 %, 30 conseillers municipaux élus dont 18 communautaires), devançant très largement les listes menées respectivement par : 

- Chantal Vinet (EELV, 1 907 voix, 22,20 %, 4 conseillers municipaux élus dont 3 communautaires) ; 

- Gaël Garreau (LREM, 1 367 voix, 15,91 %, 3 conseillers municipaux élus dont 2 communautaires) ;

- Jacqueline Marre 	(DVG, 793 voix, 9,23 %, 2 conseillers municipaux élus dont 1 communautaire) ;

- Vincent Chevrollier (EXG, 199 voix, 0,78 %, pas d'élus.

Lors de ce scrutin marqué par la pandémie de Covid-19 en France, 64,59 % des électeurs se sont abstenus.

#### Liste des maires
| Période       | Période                       | Identité                | Étiquette         | Qualité |
| ------------- | ----------------------------- | ----------------------- | ----------------- | --- |
| août 1944     | 1945                          | André Haye              |                   | Médecin. Nommé par le préfet à la Libération |
| 1945          | 1947                          | André Gagnon,           | SFIO              | Marchand de cycles, industriel, ancien coureur cycliste Résistant, membre du Comité départemental de Libération d'Eure-et-Loir Conseiller général de Chartres-Nord (1945 → 1951) Croix de guerre, médaille de la Résistance Chevalier de la Légion d’honneur |
| 1947          | 1955                          | Marcel Eugène Blanchard | DVD               | |
| 1955          | 1966                          | Joseph Pichard          | MRP               | Avocat Conseiller général de Chartres-Sud (1962 → 1967) Démissionnaire pour raison de santé |
| décembre 1966 | mars 1975                     | Marcel Gaujard          | SE                | Ancien directeur d'école Conseiller régional du Centre-Val de Loire[Quand ?] Conseiller général de Chartres-Sud (1967 → 1973) Officier de la Légion d'honneur Mort en fonction                                                                               |
| mai 1975      | 1977                          | Jean Laillet            | SE                | Chef d'une entreprise de construction de matériel agricole Président de la CCI d'Eure-et-Loir |
| 1977          | 1998                          | Georges Lemoine,        | PS                | Député d'Eure-et-Loir (1re circ.) (1978 → 1981, 1986 → 1993 et et 2008 → 2017) Secrétaire d'état (1981 → 1986) Conseiller général de Chartres-Sud-Est (1973 → 1988 et 1994 → 2008) Démissionnaire pour cause de cumul des mandats                            |
| 1998          | mars 2001                     | Jean-Louis Guillain     | PS                | Ancien directeur du groupe d'assurance Azur |
| mars 2001     | En cours (au 2 décembre 2024) | Jean-Pierre Gorges      | UMP → LR puis DVD | Directeur des services d’information d’un groupe bancaire Président de la CA Chartres Métropole (2001 → ) Député d'Eure-et-Loir (1re circ.) (2002 → 2007 et 2008 → 2017) Président de l'OPH Chartres métropole habitat Réélu pour le mandat 2020-2026        |

### Autres élections

#### Élections présidentielles, résultats des deuxièmes tours
- Élection présidentielle de 2002[68] : 79,26 % pour Jacques Chirac (RPR), 20,74 % pour Jean-Marie Le Pen (FN), 80,68 % de participation.
- Élection présidentielle de 2007[69] : 58,16 % pour Nicolas Sarkozy (UMP), 41,84 % pour Ségolène Royal (PS), 84,74 % de participation.
- Élection présidentielle de 2012[70] : 47,90 % pour Nicolas Sarkozy (UMP), 52,10 % pour François Hollande (PS), 76,83 % de participation.
- Au premier tour de l'élection présidentielle de 2017, les quatre premiers candidats retenus par les électeurs de Chartes sont Emmanuel Macron (26,81 % des suffrages exprimés), François Fillon (24,58 %),  Jean-Luc Mélenchon (18,91 %) et Marine Le Pen (14,79 %). 
Au second tour, le candidat élu Emmanuel Macron obtient 12 053 voix (74,57 %) et Marine Le Pen 4 110 voix (25,43 % lors d'un scrutin où 27,90 % des électeurs se sont abstenus[71].
- Au premier tour de l'élection présidentielle de 2022, les quatre premiers candidats retenus par les électeurs de Chartes sont Emmanuel Macron (30,79 % des suffrages exprimés), Jean-Luc Mélenchon (22,81 %, Marine Le Pen (16,78 %) et Éric Zemmour (7,45 %).  
Au second tour, le candidat élu Emmanuel Macron obtient 10 617 voix (66,83 %) et Marine Le Pen 5 270 voix (3317 %) lors d'un scrutin où 32,02 % des électeurs se sont abstenus[72].

#### Élections législatives, résultats des deuxièmes tours
- Élections législatives de 2002, 1re circonscription : 51,75 % pour Jean-Pierre Gorges (UMP), 48,25 % pour Georges Lemoine (PS), 60,73 % de participation[73].
- Élections législatives de 2007, 1re circonscription : 47,39 % pour Jean-Pierre Gorges (UMP), 52,61 % pour Françoise Vallet (PS), 56,16 % de participation[74].
- Élections législatives de 2012, 1re circonscription : 51,93 % pour Jean-Pierre Gorges (UMP), 48,07 % pour David Lebon (PS), 59,37 % de participation[75].
- Élections législatives de 2017, 1re circonscription : 55,18 % pour Guillaume Kasbarian (REM), 44,82 % pour Franck Masselus (LR), 43,46 % de participation[76].

#### Élections européennes, résultats des deux meilleurs scores
- Élections européennes de 2004 : 31,41 % pour Catherine Guy-Quint (PS), 18,83 % pour Brice Hortefeux (UMP), 43,68 % de participation[77].
- Élections européennes de 2009 : 32,15 % pour Jean-Pierre Audy (UMP), 17,75 % pour Jean-Paul Besset (Les Verts), 41,06 % de participation[78].
- Élections européennes de 2014 : 24,73 % pour Brice Hortefeux (UMP), 19,12 % pour Bernard Monot (FN), 43,52 % de participation[79].
- Élections européennes de 2019 : 25,52 % pour Nathalie Loiseau (LREM-MoDem), 17,45 % pour Jordan Bardella (RN), 49,05 % de participation[80].

#### Élections régionales, résultats des deux meilleurs scores
- Élections régionales de 2004[81] : 52,46 % pour Michel Sapin (PS), 35,18 % pour Serge Vinçon (UMP), 61,85 % de participation
- Élections régionales de 2010[82] : 49,82 % pour François Bonneau (PS), 40,12 % pour Hervé Novelli (UMP), 46,24 % de participation.
- Élections régionales de 2015[83] : 40,44 % pour Philippe Vigier (Union de la Droite), 38,78 % pour François Bonneau (Union de la Gauche), 53,78 % de participation.

#### Référendums
- Référendum de 2005 relatif au traité établissant une Constitution pour l’Europe[84] : 49,01 % pour le Non, 50,99 % pour le Oui, 69,18 % de participation.
- Référendum de 1992 relatif à la ratification du traité sur l'Union Européenne[85] : 45,88 % pour le Non, 54,12 % pour le Oui, 70,03 % de participation.

#### Récapitulatif de résultats électoraux récents
| Européennes 2014    |  | UMP  | 24,73 |  | FN | 19,12 |  | PS   | 14,20 |  | UDI  | 11,65 | Tour unique | Tour unique | Tour unique | Tour unique | Tour unique | Tour unique | Tour unique | Tour unique | Tour unique |
| Régionales 2015     |  | UDI  | 32,35 |  | PS | 26,68 |  | FN   | 21,20 |  | EELV | 7,87  |             | UDI         | 40,44       |             | PS          | 38,78       |             | FN          | 20,78       |
| Présidentielle 2017 |  | EM   | 26,81 |  | LR | 24,58 |  | LFI  | 18,91 |  | FN   | 14,79 |             | EM          | 74,57       |             | FN          | 25,43       | Pas de 3e   | Pas de 3e   | Pas de 3e   |
| Européennes 2019    |  | LREM | 25,52 |  | RN | 17,45 |  | EELV | 14,41 |  | LR   | 11,10 | Tour unique | Tour unique | Tour unique | Tour unique | Tour unique | Tour unique | Tour unique | Tour unique | Tour unique |

### Jumelages
| Ville | Ville                | Pays | Pays        | Période                     |
| ----- | -------------------- | ---- | ----------- | --------------------------- |
|       | Bethléem             |      | Palestine   | depuis le 10 septembre 1994 |
|       | Chartres-de-Bretagne |      | France      |                             |
|       | Chichester           |      | Royaume-Uni | depuis le 28 février 1959   |
|       | Cuzco                |      | Pérou       | depuis le 21 octobre 1989   |
|       | Ravenne              |      | Italie      | depuis le 15 septembre 1957 |
|       | Ronda                |      | Espagne     | depuis juin 2025            |
|       | Sakurai              |      | Japon       | depuis le 22 avril 1989     |
|       | Spire                |      | Allemagne   | depuis le 25 mai 1959       |
|       | Évora                |      | Portugal    | depuis 2003                 |

L'Association des Amis des Jumelages de Chartres organise régulièrement des manifestations culturelles en rapport avec les villes jumelées.

## Équipements et services publics

### Espaces publics
Chartres possède quatre fleurs de « Ville fleurie », attribuées par le Conseil national des villes et villages fleuris de France au Concours des villes et villages fleuris depuis 2002.

### Enseignement et formation

#### Enseignement primaire
Chartres compte vingt-trois écoles, ou groupes scolaires, élémentaires ou maternelles.

Enseignement primaire
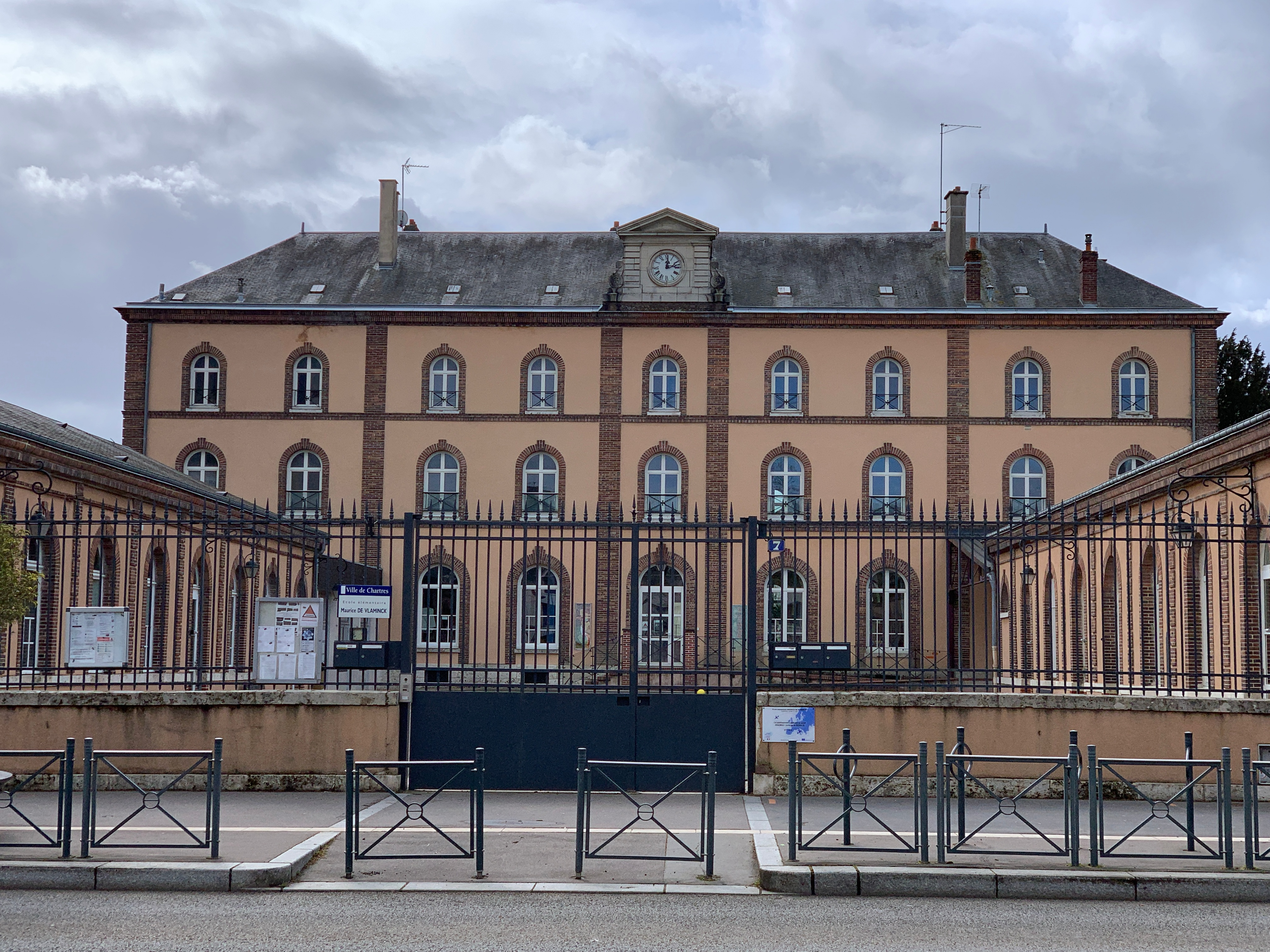
L'école élémentaire d'application Maurice-de-Vlaminck.
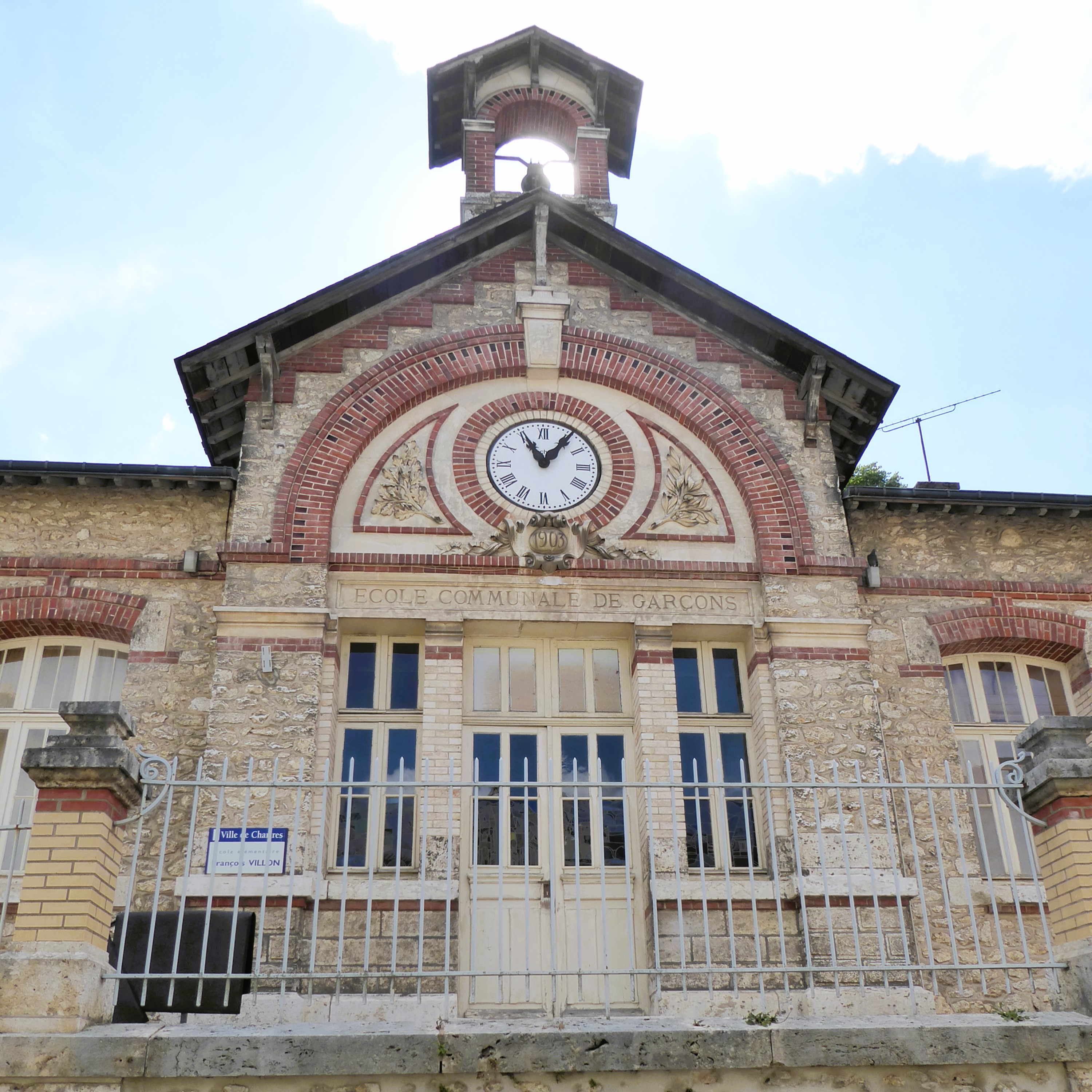
École élémentaire François-Villon (1903).

#### Enseignement secondaire
Les établissements secondaires comprennent :
- Six collèges, dont deux collèges privés : Jean-Moulin, Hélène-Boucher, Mathurin-Régnier, Victor-Hugo, Notre-Dame (privé) et Sainte-Marie (privé).

Collèges de Chartres
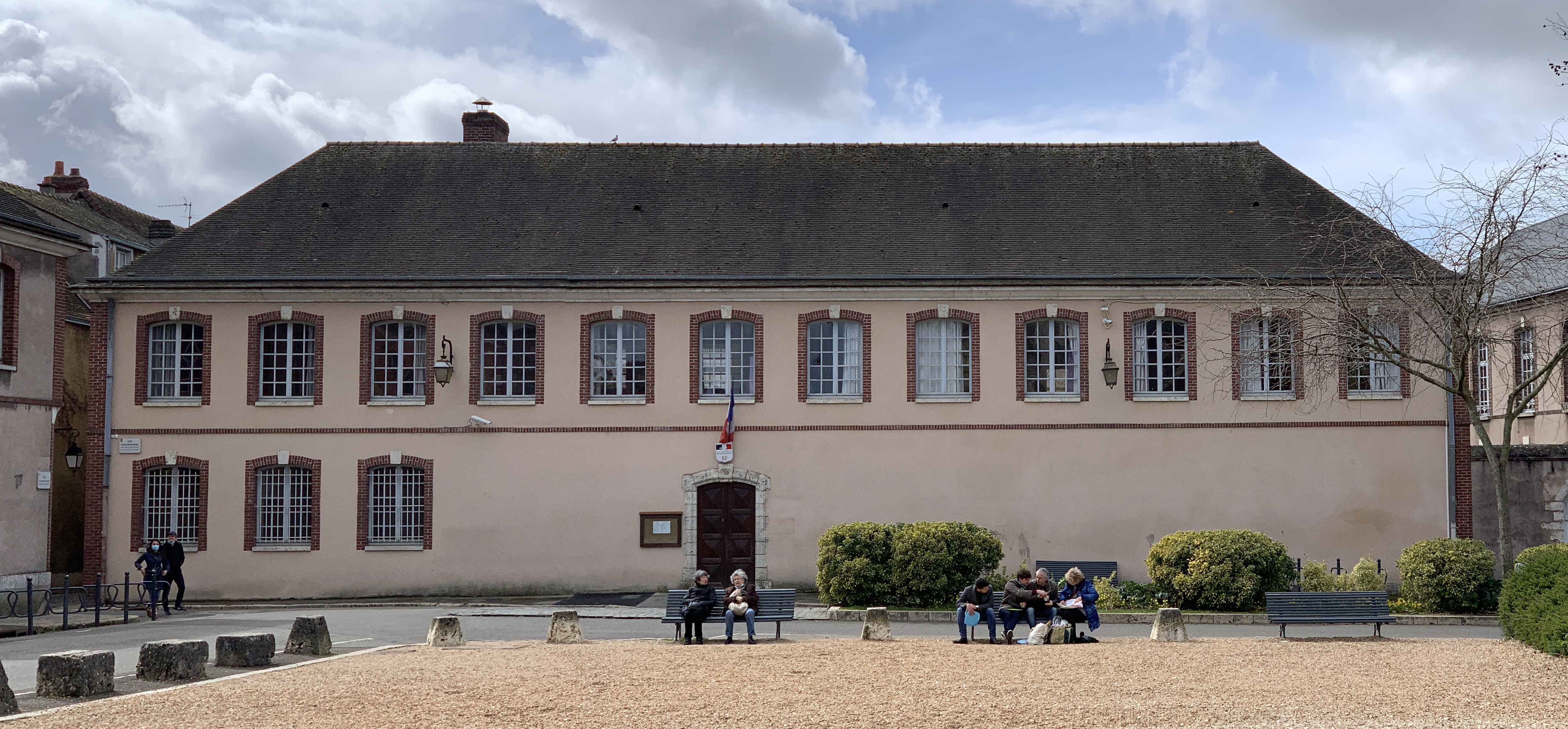
L'ancien collège Jean-Moulin, parvis de la cathédrale.
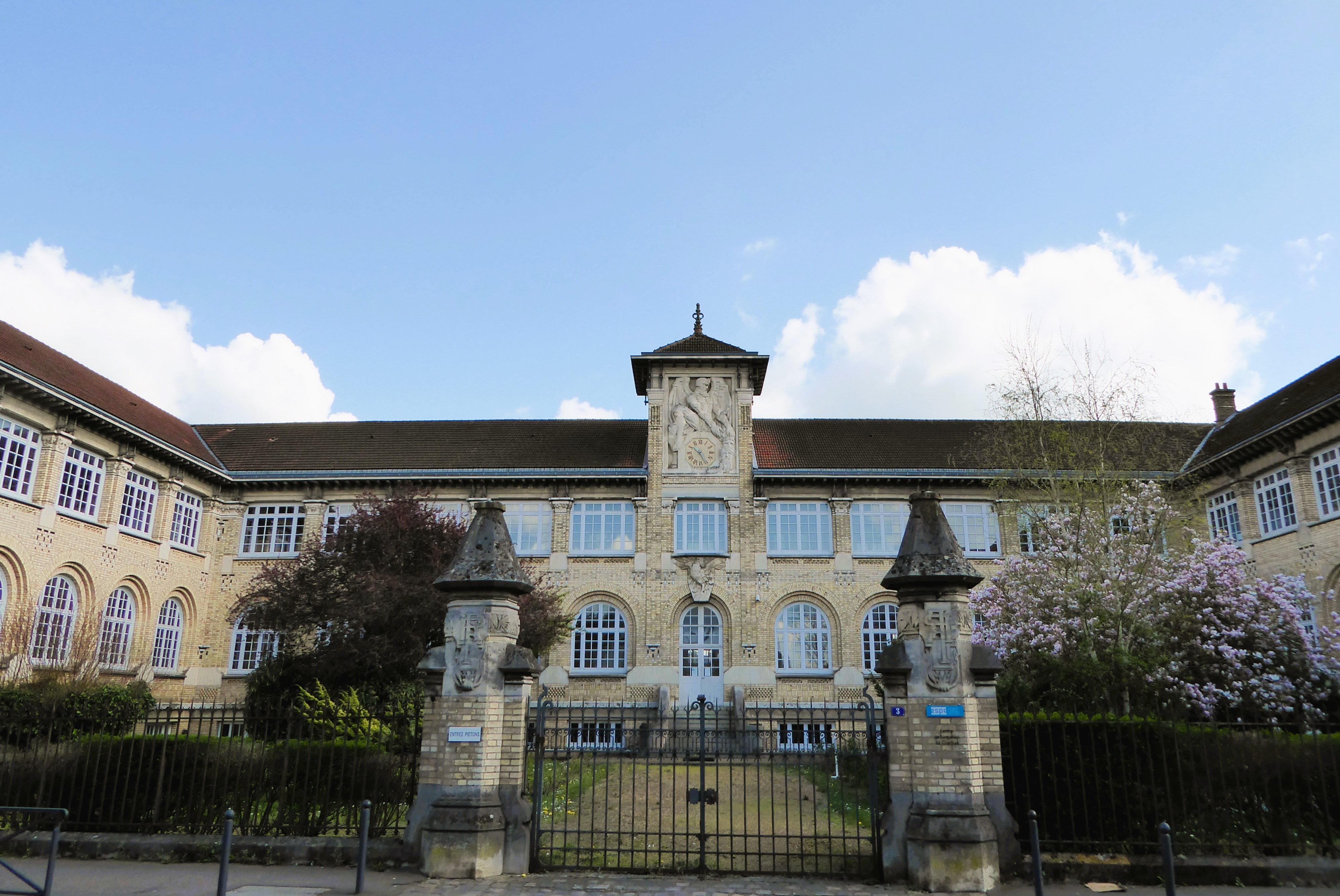
Collège Jean-Moulin, ancienne école normale d'instituteurs, de Raoul Brandon.
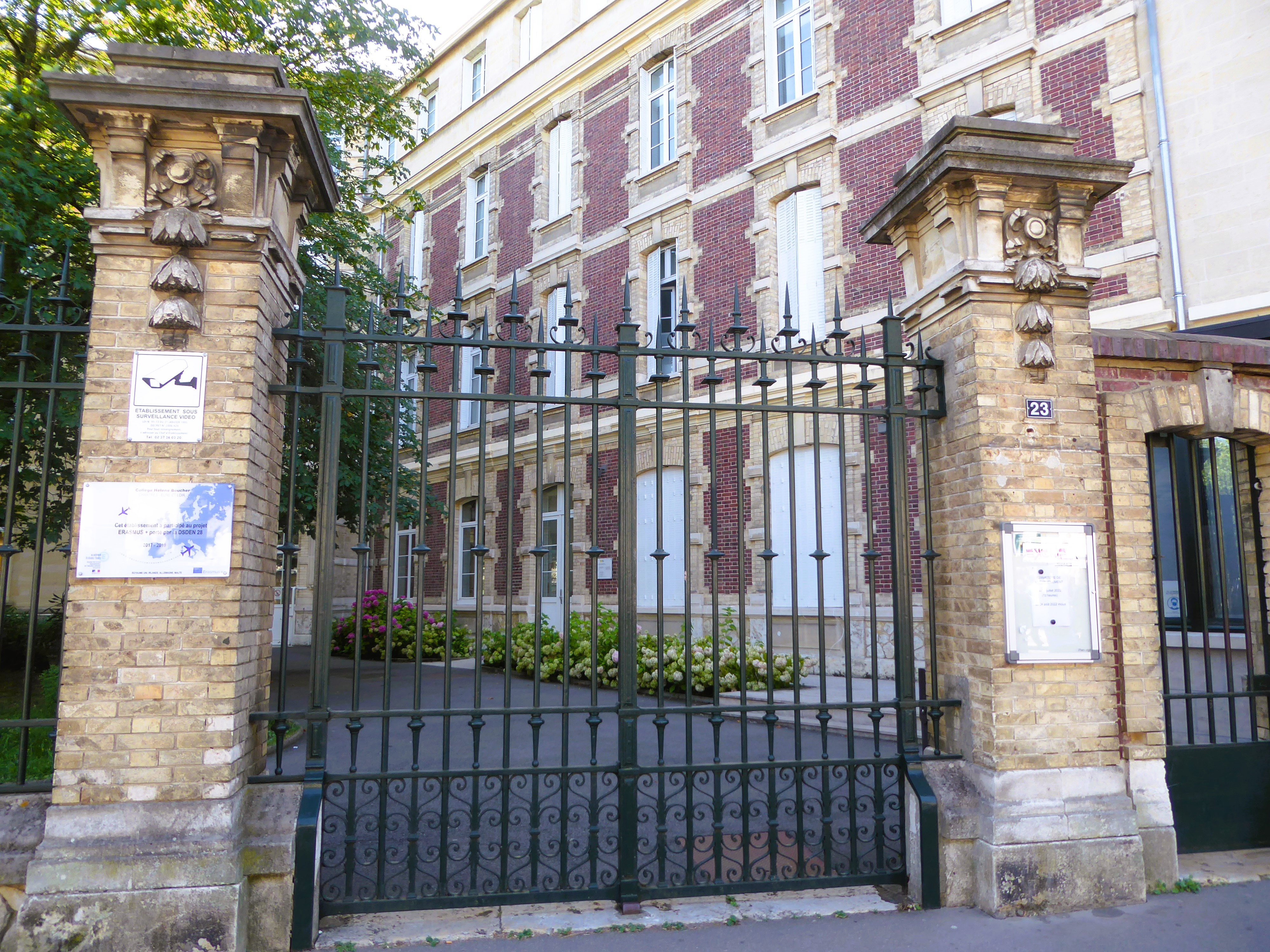
Collège Hélène-Boucher, ancien lycée de jeunes filles.

- Six lycées, dont deux lycées privés :
  - Lycée Fulbert, général et technologique ;
  - Lycée Jehan de Beauce, polyvalent ;
  - Lycée Marceau, général, qui accueille quatre classes préparatoires aux grandes écoles (MPSI/MP/PCSI/PC) ;
  - Lycée Notre-Dame, général et technologique (privé) ;
  - Lycée professionnel Notre-Dame (privé) ;
  - Lycée d'enseignement général et technologique agricole de Chartres - La Saussaye à Sours (LEGTA).

Lycées de Chartres
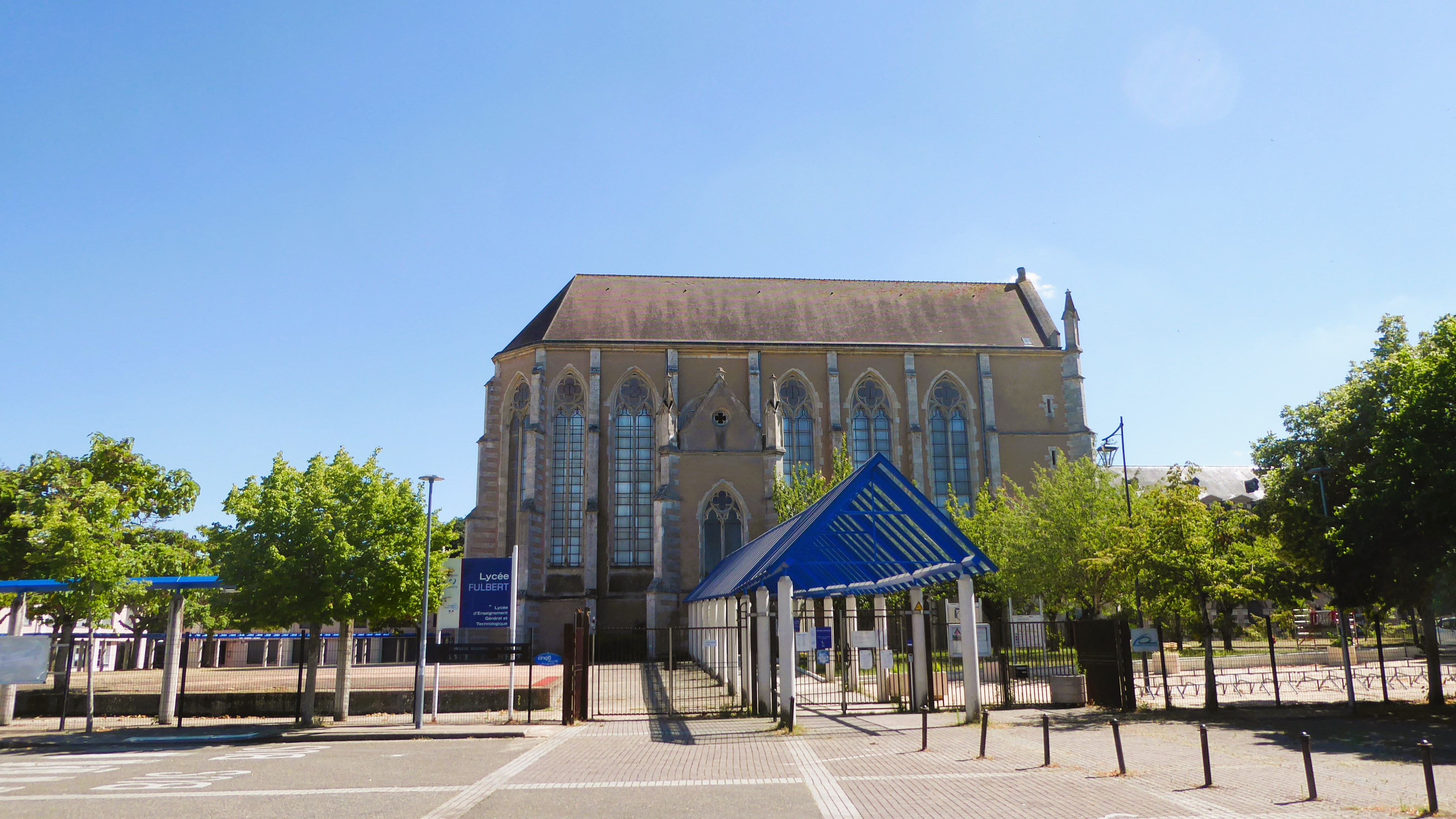
Chapelle du lycée public Fulbert.
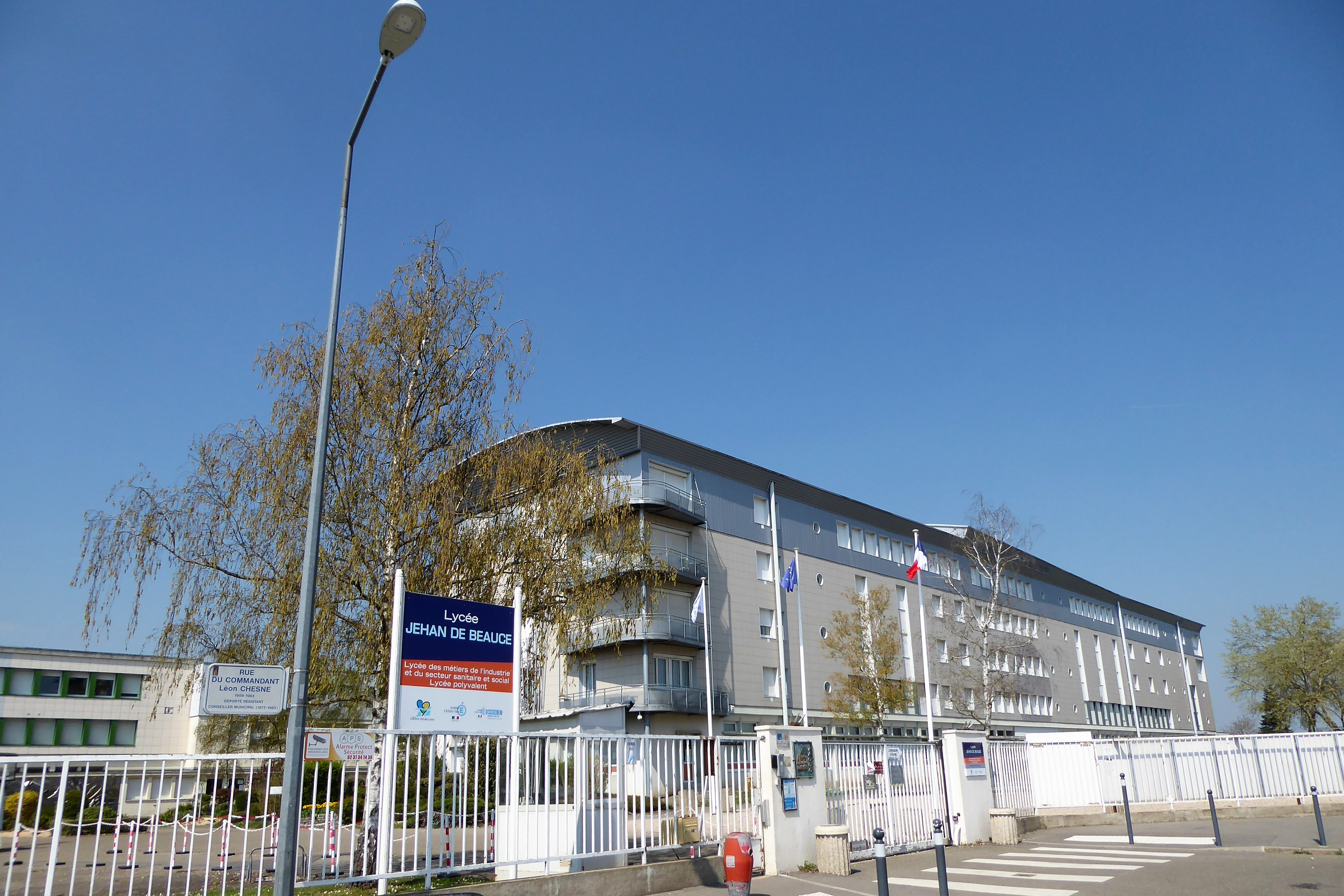
Le lycée Jehan-de-Beauce.
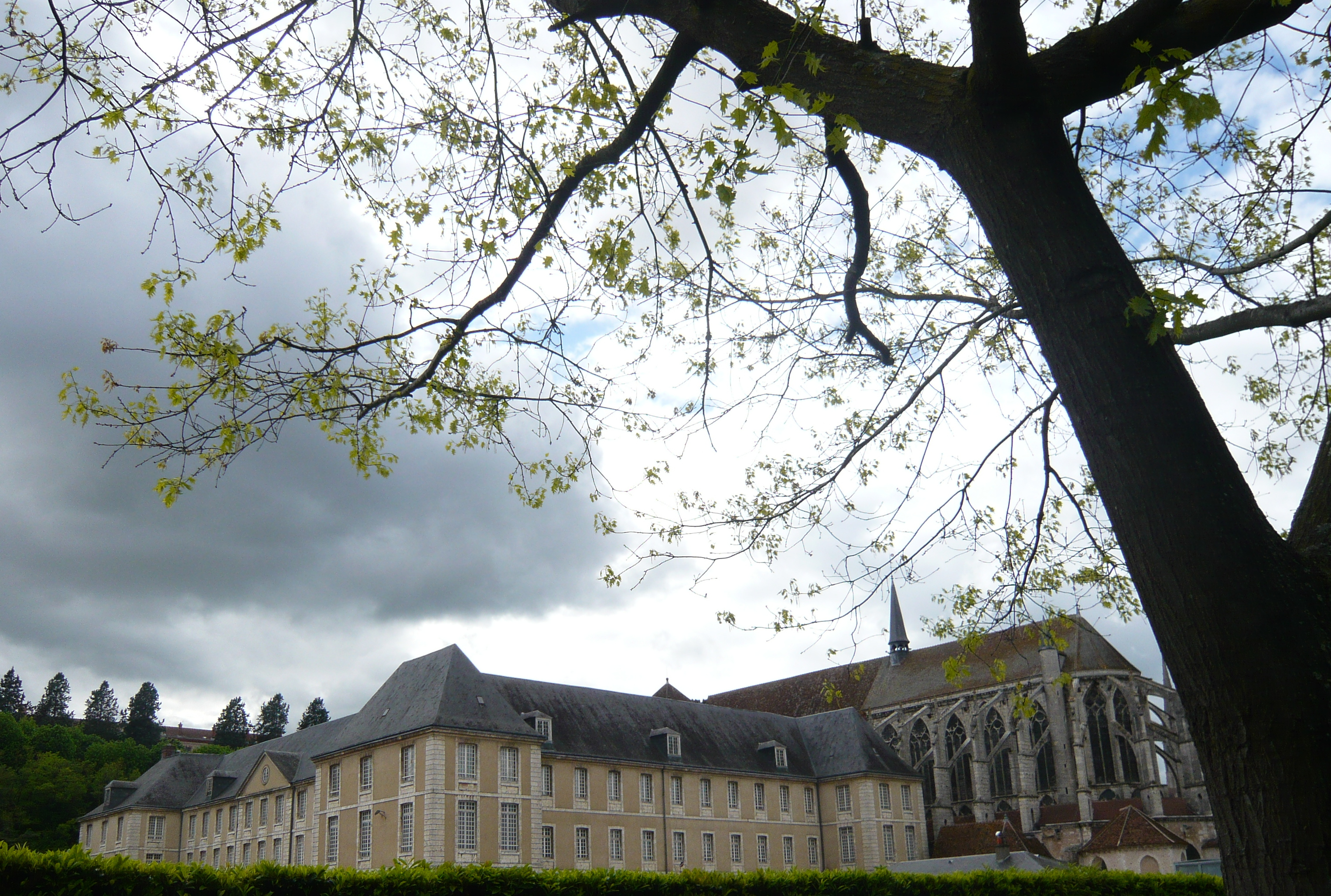
Le lycée Marceau.
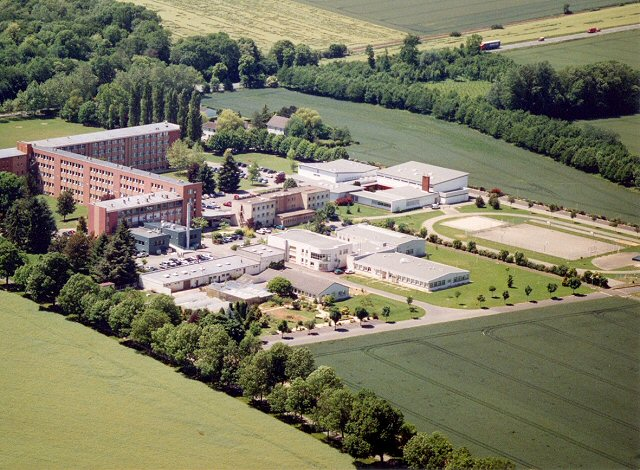
Le lycée de la Saussaye à Sours.

#### Formation professionnelle
Le centre de formation d'apprentis interprofessionnel d'Eure-et-Loir (CFA Interpro28) propose 24 formations dans les secteurs de la vente et du commerce, de la coiffure, de l'hôtellerie et de la restauration, de la boucherie-charcuterie, de la patisserie-chocolaterie et de la boulangerie. Accueillant 1 200 apprentis en 2021-2022, le CFA Interpro28 est le deuxième plus important de la région Centre-Val-de-Loire après celui de Joué-lès-Tours,.

#### Enseignement supérieur

##### Institut universitaire de technologie (IUT)
L'institut universitaire de technologie de Chartres, dont un laboratoire de recherche « Électronique, Images et Signaux » commun avec l'école polytechnique universitaire d'Orléans, accueille environ 330 étudiants. Il est créé en 1996 et implanté en bordure de l'Eure, à proximité du lycée Marceau et du parc de la Petite-Venise. L'IUT de Chartres est composé de trois départements, proposant chacun un diplôme de bachelor universitaire de technologie (BUT) et une Licence professionnelle (LP), :
- Département Génie industriel et maintenance
  - BUT Génie industriel et maintenance
  - LP Conception et Amélioration des Processus et Procédés Industriels
- Département Management de la Logistique et des Transports
  - BUT Management de la logistique et du transport
  - LP Gestion de l'Achat et de l'Approvisionnement
- Département Génie électrique et informatique industrielle
  - BUT Génie électrique et informatique industrielle
  - LP Maîtrise de l'Énergie, Électricité et Développement Durable

##### Eure-et-Loir Campus
Eure-et-Loir Campus, centre d'enseignement supérieur et de formation inauguré en septembre 2000, installé dans l'ancienne caserne Marceau, comprend :
- Plusieurs composantes de l'université d'Orléans :
  - Une antenne de la faculté des sciences spécialisée en chimie et biologie du végétal ;
  - La spécialité « Génie industriel appliqué à la cosmétique, la pharmacie et l'agroalimentaire » de l'école polytechnique universitaire d'Orléans ;
  - Un institut national supérieur du professorat et de l'éducation (Inspé) : master Métiers de l'enseignement, de l'éducation et de la formation (MEEF) 1er degré ;
  - Des laboratoires de recherche présents sur le site de Chartres :
    - Laboratoire Pluridisciplinaire de Recherche en Ingénierie des Systèmes, Mécanique et Énergétique (PRISME)
    - Conditions Extrêmes et Matériaux : Haute Température et Irradiation - UPR3079 CNRS (CEMHTI)
    - Interfaces, Confinement, Matériaux et Nanostructures - UMR7374 (ICMN)
    - Laboratoire d’Économie d’Orléans - UMR CNRS 7322 (LEO)
    - Val de Loire Recherche en Management (VALLOREM)
    - Médiation, Information, Communication et Art - EA 4426 (MICA)

  - Une école de droit préparant la capacité en deux ans.
- Des formations de :
  - L’école régionale du travail social d’Olivet (ERTS) ;
  - L’institut du travail social de Tours (ITS) ;
  - Des formations médico-sociales soutenues par l'association pour la formation aux carrières de l'action sociale et de l'animation (AFCASA).

##### Autres établissements
- Le campus de la chambre de commerce et d'industrie d'Eure-et-Loir[105] ;
- Une école paramédicale comprenant un institut de formation en soins infirmiers (IFSI), un institut de formation d'aides soignants (IFAS) et un institut de formation d'ambulanciers (IFA)[106] ;

Établissements d'enseignement supérieur et de formation professionnelles à Chartres
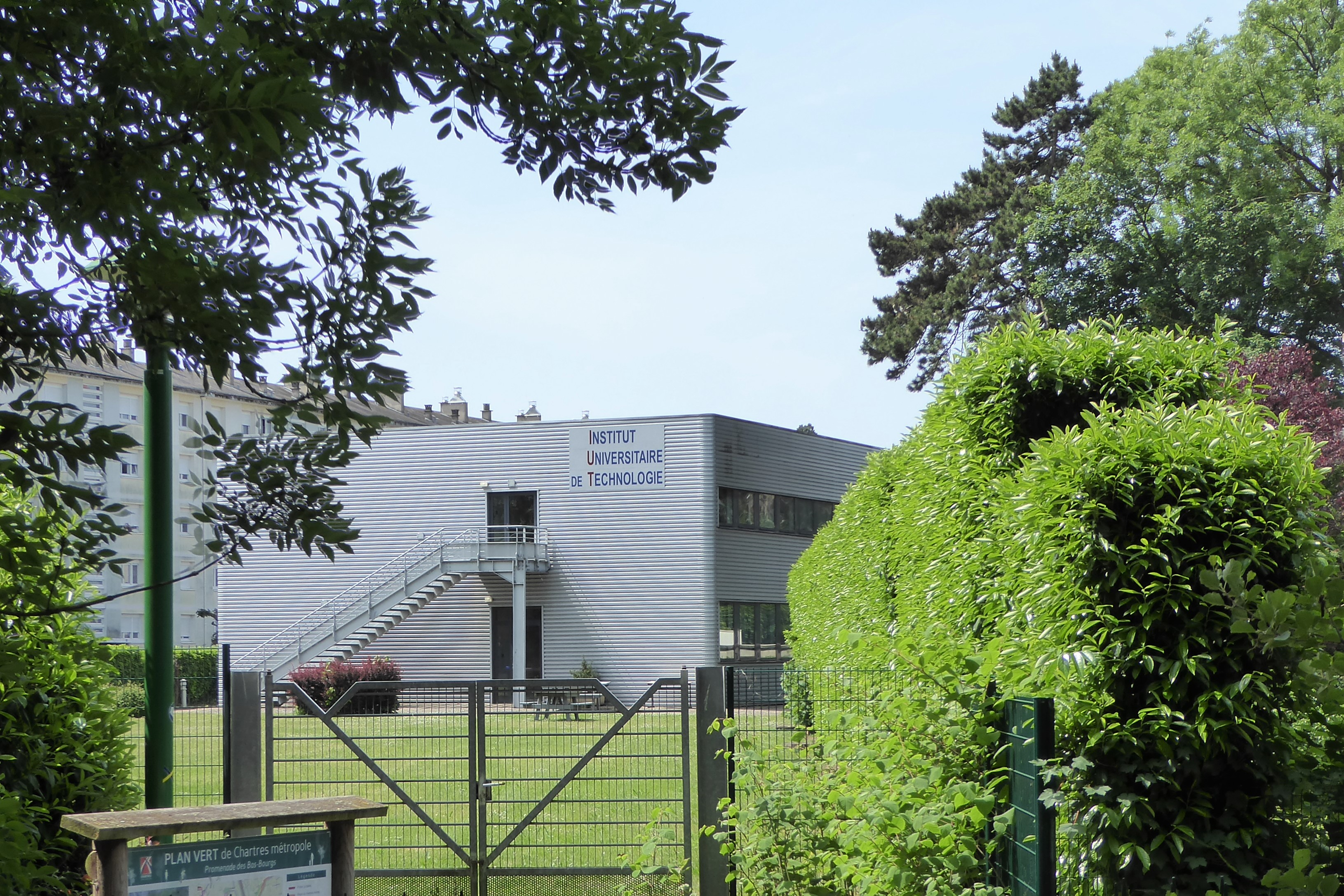
L'IUT de Chartres.
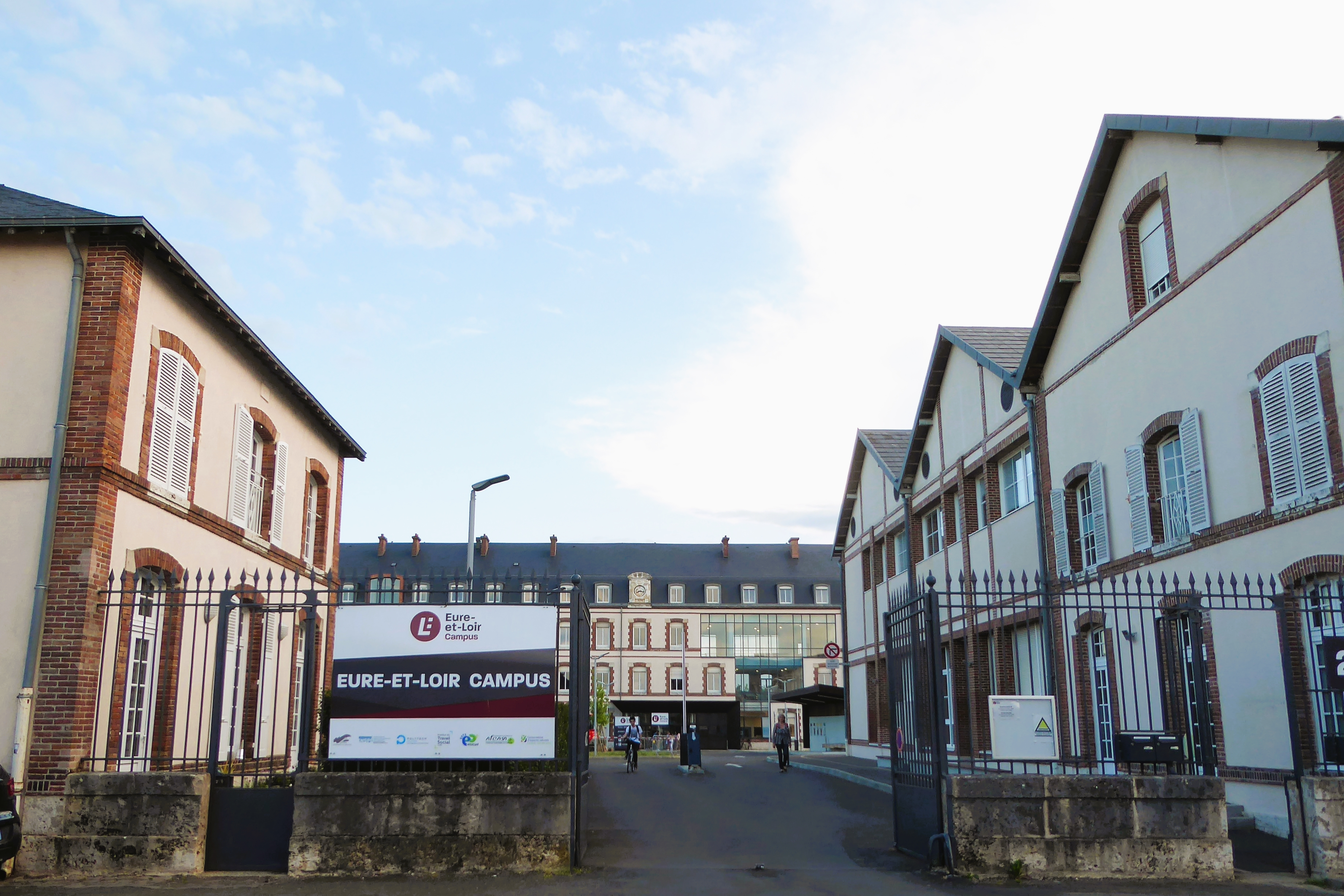
Eure-et-Loir Campus.

### Santé

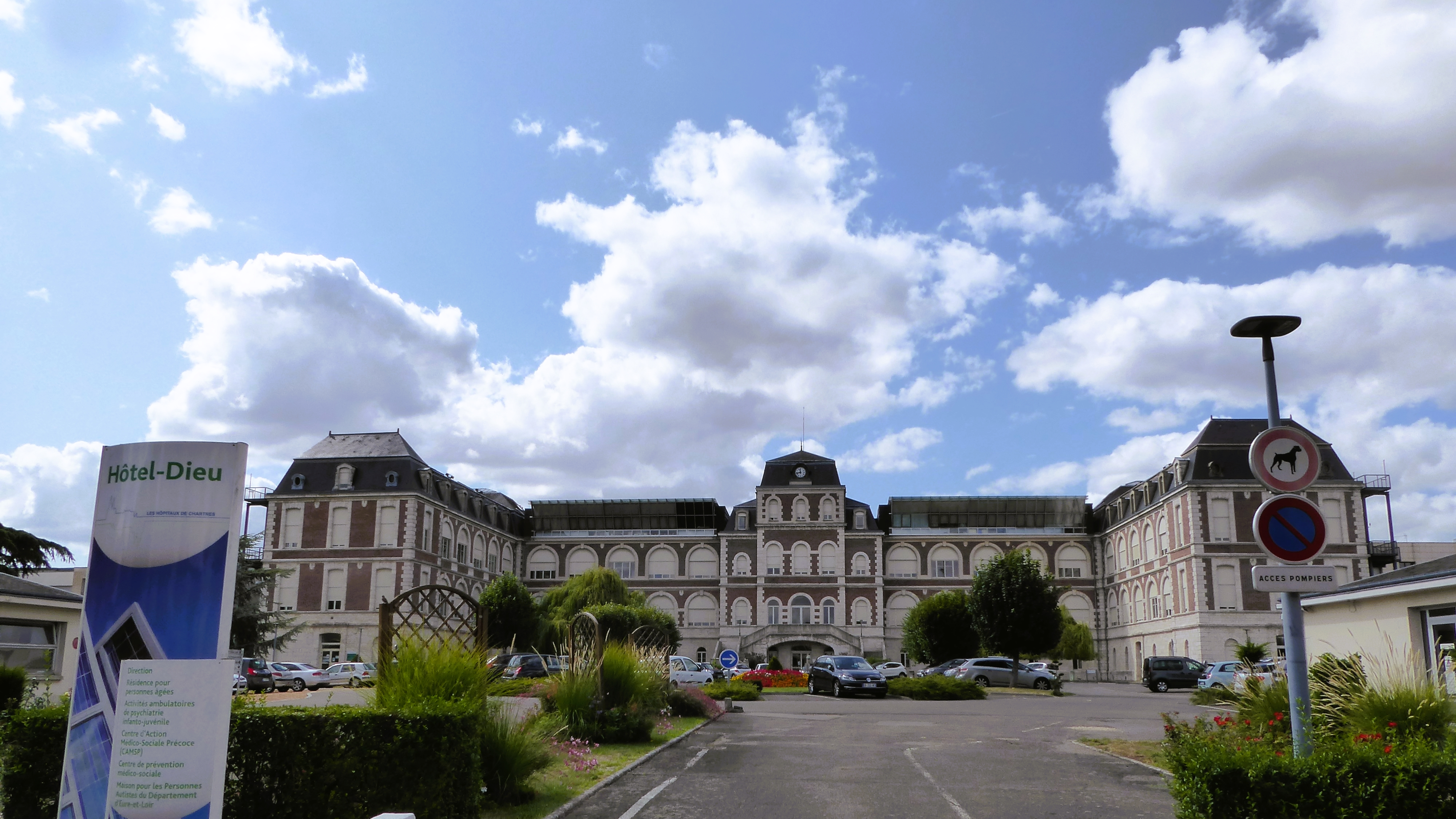
Hôtel-Dieu de Chartres

Chartres compte deux hôpitaux, l'hôpital Louis Pasteur au Coudray et l'hôtel-Dieu de Chartres, rue du Docteur-Maunoury, tous deux faisant partie des Hôpitaux de Chartres.

## Population et société

### Démographie
L'évolution du nombre d'habitants est connue à travers les recensements de la population effectués dans la commune depuis 1793. Pour les communes de plus de 10 000 habitants les recensements ont lieu chaque année à la suite d'une enquête par sondage auprès d'un échantillon d'adresses représentant 8 % de leurs logements, contrairement aux autres communes qui ont un recensement réel tous les cinq ans,.

En 2022, la commune comptait 37 990 habitants, en évolution de −1,97 % par rapport à 2016 (Eure-et-Loir : −0,23 %, France hors Mayotte : +2,11 %).
| 1793   | 1800   | 1806   | 1821   | 1831   | 1836   | 1841   | 1846   | 1851   |
| ------ | ------ | ------ | ------ | ------ | ------ | ------ | ------ | ------ |
| 15 000 | 13 794 | 13 809 | 13 714 | 14 439 | 14 750 | 16 383 | 17 353 | 18 234 |

| 1856   | 1861   | 1866   | 1872   | 1876   | 1881   | 1886   | 1891   | 1896   |
| ------ | ------ | ------ | ------ | ------ | ------ | ------ | ------ | ------ |
| 18 925 | 19 531 | 19 442 | 19 580 | 20 468 | 21 080 | 21 903 | 23 108 | 23 182 |

| 1901   | 1906   | 1911   | 1921   | 1926   | 1931   | 1936   | 1946   | 1954   |
| ------ | ------ | ------ | ------ | ------ | ------ | ------ | ------ | ------ |
| 23 431 | 23 219 | 24 103 | 23 349 | 24 630 | 25 357 | 27 077 | 26 422 | 28 750 |

| 1962   | 1968   | 1975   | 1982   | 1990   | 1999   | 2006   | 2011   | 2016   |
| ------ | ------ | ------ | ------ | ------ | ------ | ------ | ------ | ------ |
| 31 495 | 34 469 | 38 928 | 37 119 | 39 595 | 40 361 | 40 022 | 39 273 | 38 752 |

| 2021   | 2022   | - | - | - | - | - | - | - |
| ------ | ------ | - | - | - | - | - | - | - |
| 38 447 | 37 990 | - | - | - | - | - | - | - |

### Manifestations culturelles et festivités
- Chartres s'est dotée de sa propre grande salle de spectacles, avec l'ouverture du Colisée en avril 2024, situé en cœur de ville, au sein du Pôle Gare[109]. Avec environ 4 000 places, il doit recevoir plusieurs chanteurs et humoristes dans les années à venir.
- Le Festival International d'Orgue de Chartres se déroule durant l'été. L'association des Amis des Grandes Orgues de Chartres convie chaque année de nombreux organistes venus du monde entier à se produire sur les grandes orgues de la Cathédrale[110],[111]. Tous les deux ans, les années paires, un concours d'orgues récompense les jeunes organistes internationaux. Des organistes de renom sont au nombre aussi bien des présidents du jury (Pierre Cochereau, Gaston Litaize, Marie-Claire Alain, Michel Chapuis, André Isoir…) que des récipiendaires (Daniel Roth, Yves Devernay, Philippe Lefebvre, Pierre Pincemaille, Vincent Warnier…).
- La Fête des Vendanges, fin septembre, est l'occasion de goûter le vin nouveau des vignes de Saint-Brice et de (re)découvrir le monde rural.
- Le Salon National de l'Artisanat, plus connu sous le nom des Artisanales de Chartres, se déroule tous les ans, le deuxième week-end du mois d'octobre. Les visiteurs (objectif de 90 000 visiteurs pour la 28e édition en 2022[112]) peuvent découvrir près de 500 exposants et 150 métiers de l'artisanat : du bâtiment aux métiers de bouche en passant par l'automobile, les métiers d'art ou encore les travaux paysagers[113].
- Les Rencontres Internationales de Mosaïques, organisées par l'association les 3R, rassemblent tous les deux ans (les années paires), les œuvres de centaines de mosaïstes internationaux dans la chapelle du lycée Fulbert et la chapelle Saint-Éman. Le prix Picassiette est remis par un jury et par le public aux lauréats des catégories professionnels, amateurs initiés, amateurs, jeunes et groupes. L'évènement consacre l'évolution d'une ancienne cité de transit, le quartier Picassiette, dont la transformation sociale réalisée à partir des années 1990, est un exemple de développement social urbain. La 14e édition en 2022 réunit 150 artistes de plusieurs pays[114].
- La Foire de la Saint-André est un héritage du Moyen Âge. Elle se déroule sur les boulevards le dimanche le plus proche du 30 novembre, jour où l'on fête les André et Andrée[115].
- Chartres en Lumières réunit, chaque année, gratuitement, depuis 2003[116], de nombreuses personnes venues du monde entier. Des animations abstraites ou figuratives, presque toutes en mouvement, sont projetées sur la plupart des monuments ou bâtiments importants de Chartres (23 sites en 2021[117]). Cette manifestation a lieu généralement d'avril à septembre et se clôture par la Fête de la Lumière.
- Le week-end Henri IV a lieu fin février et commémore le sacre de Henri de Navarre, seul roi de France à avoir été couronné à Chartres en 1594[118] (la plupart des rois de France ayant été couronnés à la cathédrale de Reims]).
- La fête gallo-romaine, début juillet, restitue l'ambiance de l'ancienne Autricum autour du sanctuaire gallo-romain, vestige archéologique d'une superficie de six|hectares[119].
- Le festival de musiques actuelles, L'Paille à Sons, a lieu à Chartres début juin depuis 2015 sur deux jours au Parc André Gagnon puis au Stade Jacques-Couvret depuis 2022[120].
- Le Festival de Pâques est un festival musical chrétien qui s'est déroulé annuellement de 2003 à 2010 à Chartres durant le week-end de Pâques[121].
- Les Estivales de Chartres est un festival de spectacles et représentations théâtrales ayant lieu durant l'été. La 30e édition a eu lieu en 2022 avec 47 spectacles[122].

### Sports et loisirs
Chartres est une ville dynamique en matière de sport. Outre des infrastructures comme le complexe aquatique l'Odyssée, Hippodrome de Chartres ou le Colisée, de nombreuses activités sportives sont pratiquées au sein de plusieurs clubs, professionnels ou évoluant dans les plus hautes divisions, comme le Chartres ASTT (tennis de table), les French Cubs de Chartres (baseball), le Chartres Métropole Handball 28, le C' Chartres Basket Féminin et UB Chartres Métropole (basket-ball) ainsi que le C' Chartres Football (football N2).

### Médias

#### Presse écrite
De nombreux journaux se sont succédé à Chartres. Il possédaient une diffusion sur l'ensemble du département. On peut notamment citer :
- Le Journal de Chartres fondé en 1838, environ 8 000 exemplaires dans les années 1880 ;
- L'Union agricole fondé en 1858, hebdomadaire fondé par Ferdinand Jumeau et Alphonse Coudray ;
- Le Progrès, journal départemental, fondé en 1886 avec les actionnaires de l'Union, 16 000 exemplaires en 1901 ;
- La Dépêche d'Eure-et-Loir, fondé en 1888, ancêtre de l'Écho Républicain ;
- L'Écho de la Basse Ville, hebdomadaire fondé en 1897 ;
- La Voix de Notre-Dame de Chartres à partir de 1857, feuille religieuse ;
- La Croix d'Eure-et-Loir à partir de 1895, feuille religieuse.

Le presse locale est aujourd'hui réduite aux titres suivants :
- L'Écho républicain qui est diffusé sur la ville et l'ensemble de l'Eure-et-Loir et des Yvelines ;
- la presse régionale n'est plus représentée par le quotidien La République du Centre depuis mars 2011 ;
- Horizon, un journal hebdomadaire d'informations agricoles et rurales du Centre et d'Ile-de-France ;
- Votre Ville, magazine institutionnel de la commune distribué mensuellement ;
- Votre Agglo, magazine institutionnel de la communauté d'agglomération distribué mensuellement.

#### Stations de radio
- Intensité, dont le siège est à Châteaudun, émet depuis 2008 à Chartres (91.1 FM) et dans le pays chartrain, et diffuse de l'information locale et départementale toute la journée sur son antenne.
- RGC ou Radio Grand Ciel, dont le siège est à Dreux est une radio associative chrétienne qui développe une programmation généraliste à dimension départementale. Elle diffuse depuis 1991 sur 106.8 FM à Chartres.
- Virgin Radio (103.3) et Chérie FM (105.3) émettent sur Chartres avec un décrochage local.
- Sensations (90.1), une radio locale venant d'Étampes et Chante France (96.7) arriveront prochainement sur Chartres.

#### Télévision et Web télévision
Les chaînes locales publiques France 3 Centre-Val de Loire et France 3 Normandie émettent leurs programmes locaux sur Chartres grâce à 2 émetteurs : Montlandon (La Butte de Montlandon) qui couvre aussi l'Eure-et-Loir et Les Hauts Saumons au nord chartrain.
Un bureau permanent France 3 est situé 14 rue du docteur Michel Gibert.
Le 28TV est une web télévision départementale qui diffuse des actualités locales en Eure-et-Loir.

## Économie
Chartres est le siège de la Chambre de commerce et d'industrie d'Eure-et-Loir.
C'est aussi un grand centre agricole. La ville possède de nombreuses industries de fabrication allant de la pharmacie aux constructions mécaniques et électriques en passant par la parfumerie. De plus, Chartres est très bien desservie, tant au niveau routier qu'au niveau ferroviaire, ce qui lui permet d'exporter facilement et d'être reliée efficacement à la France entière.
Autrefois grand marché agricole, Chartres accueille aujourd’hui des entreprises renommées, dont les ateliers de parfumerie Guerlain ou ceux de Paco Rabanne. La ville donne une image dynamique, tant dans le domaine de l’emploi que dans le domaine de la culture. Cela se caractérise notamment par la présence de la Cosmetic Valley.

### Emploi
En 2012, Chartres comptait 14,3 % de taux de chômage.

### Secteurs d'activités
- Centre agricole ;
- Industrie mécanique ;
- Électronique ;
- Industrie pharmaceutique ;
- Capitale de la parfumerie (Cosmetic Valley).

### Entreprises notables de l'agglomération
- Novo Nordisk ;
- MMA (assurance) ;
- Pacific Creation[127] ;
- Fragrance production (groupe Lancaster)[128],[129] ;
- Groupe Lamirault[130] ;
- Lumileds France ;
- Reckitt ;
- AFITEX ;
- Groupe Lorillard ;
- Puig a une fabrique de parfums dans la ville[131] ;
- LVMH, avec une usine Dior[132].

## Culture et patrimoine

### Édifices religieux

#### Cathédrale Notre-Dame

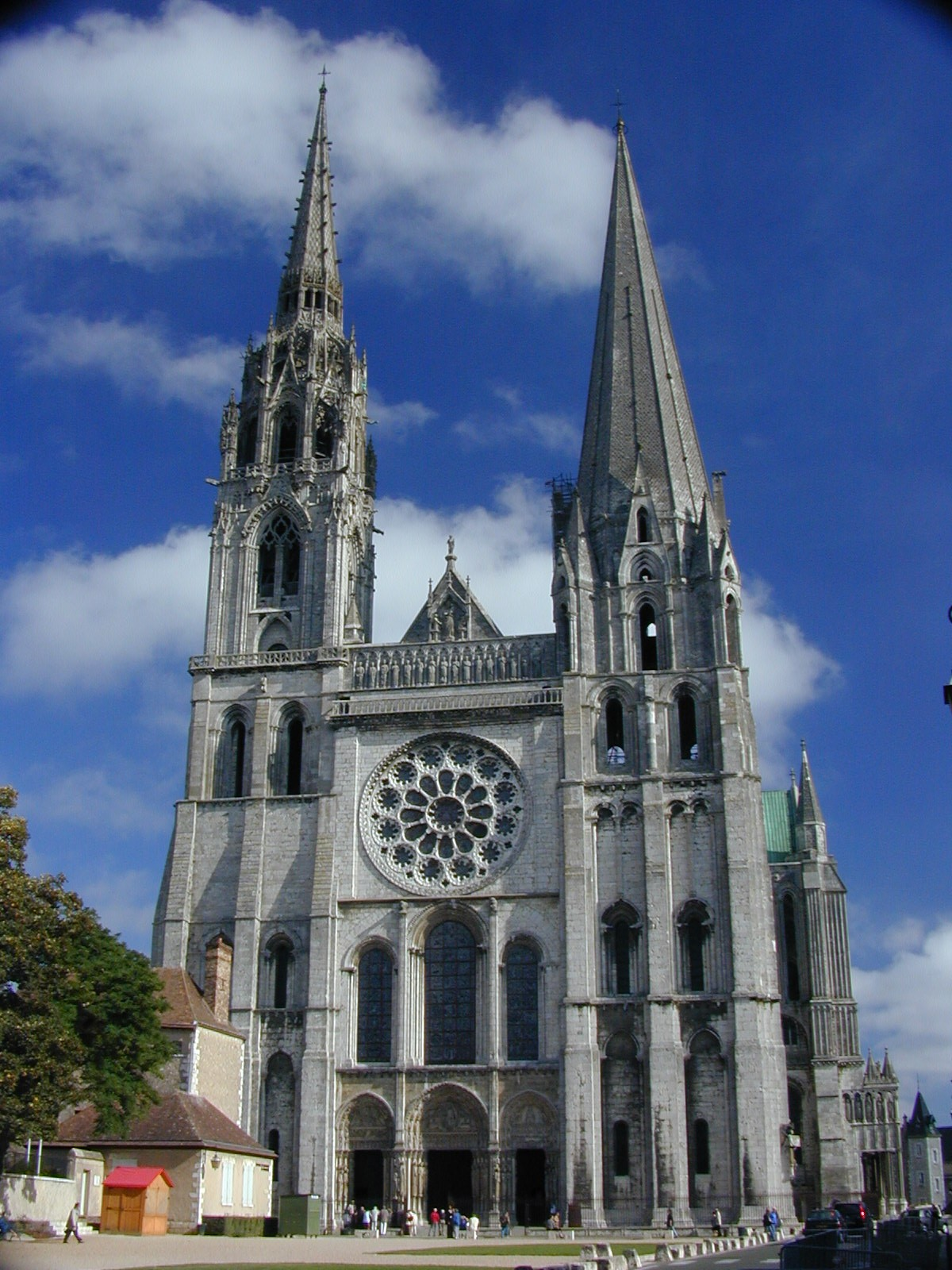
Le parvis.

Aux XIIe et XIIIe siècles, la cathédrale Notre-Dame de Chartres, cloître Notre-Dame, fut l'une des plus grandes cathédrales gothiques dédiées à la Vierge dans la France septentrionale. Elle est aujourd'hui inscrite sur la liste du Patrimoine mondial de l'humanité de l'UNESCO. La cathédrale est élevée sur un promontoire, butte naturelle qui domine l’Eure d'une trentaine de mètres. Elle est implantée dans le tissu urbain de la ville antique.
Au cours du haut Moyen Âge, cinq édifices au moins ont dû se succéder. Il n’en reste que quelques pans de murs et le site de la crypte dite de Saint-Lubin, dont le plan et l’orientation ont déterminé l'implantation de l'abside de l'édifice actuel. En 1020, la cathédrale est ravagée par les flammes. C’est à l'évêque Fulbert que l’on doit la construction de la première cathédrale qui est dédicacée en 1037 et dont il reste la crypte, le narthex avec sa façade à trois portails sculptés et ses deux tours. Le clocher sud est érigé plus tardivement. La basilique romane de Fulbert est encore détruite en 1194 et seules la crypte et la façade ouest sont préservées.
La cathédrale actuelle est celle qui fut construite au XIIIe siècle. Elle reprend le massif occidental de l’ancien édifice. Son plan en croix latine, son élévation à trois étages, ses voûtes d’ogives à doubleaux et formerets déterminant la forme des piles, en font un exemple de l’architecture gothique à ses débuts. Le dallage de la nef a été conservé. À l’extérieur, afin d'équilibrer la poussée des voûtes, un système de gros contreforts et d’arcs-boutants fut installé jusqu’à la base des toitures, en deux volées superposées, d’épaisseur décroissante. Les deux porches latéraux possèdent un décor sculpté.
Les siècles suivants verront l'édification d'extensions liées notamment à l'évolution de la liturgie. Entre 1325 et 1335, la salle capitulaire surmontée de la chapelle Saint-Piat est érigée et reliée à la cathédrale par un escalier couvert par une galerie. La chapelle Vendôme est construite en 1417 entre deux contreforts du bas-côté sud. Au XVIe siècle, le maître maçon Jehan Texier dit Jehan de Beauce procède à d'importants travaux. Il reconstruit, en 1506, le clocher nord dit clocher Neuf détruit par la foudre. Puis en 1520, il installe le pavillon de l’horloge sur le côté nord de la cathédrale.
En 1836, un incendie accidentel détruit l'ancienne charpente en bois. La toiture est reconstruite en fonte de fer avec une couverture en cuivre qui avec le temps produit du vert-de-gris et lui donne cette couleur verte caractéristique.
En août 1944, pendant la Seconde Guerre mondiale la cathédrale de Chartres a été sauvée de la destruction grâce au Colonel Américain Welborn Barton Griffith, Jr.
Les vitraux de la cathédrale de Chartres sont considérés comme l'un des ensembles les plus complets et les mieux préservés de l'époque médiévale. Ils sont notamment célèbres pour leurs couleurs et en particulier pour le fameux « bleu de Chartres », référence mondialement reconnue. Ils couvrent une surface totale de 2 600 m2 et présentent une collection unique de 172 baies illustrant la Bible et la vie des saints ainsi que celle des corporations de l'époque.
Les plus anciens vitraux, rescapés du terrible incendie de 1194, sont Notre-Dame de la Belle Verrière (daté de 1180) et les trois lancettes de la façade ouest réalisés entre 1145 et 1155. La plupart des autres vitraux sont contemporains de l'église actuelle et datent du XIIIe siècle, entre 1205 et 1240 environ. La rapidité des travaux explique sans doute l'unité exemplaire de l’ensemble.
Aujourd'hui, la ville rassemble plusieurs ateliers de maîtres verriers et le Centre International du Vitrail (CIV), installé dans l'enclos de Loëns, contribue au rayonnement de cet art dans le monde.
La cathédrale a une "valeur universelle exceptionnelle" selon l'UNESCO et relève, à ce titre, du patrimoine mondial.

Vitraux de la cathédrale de Chartres
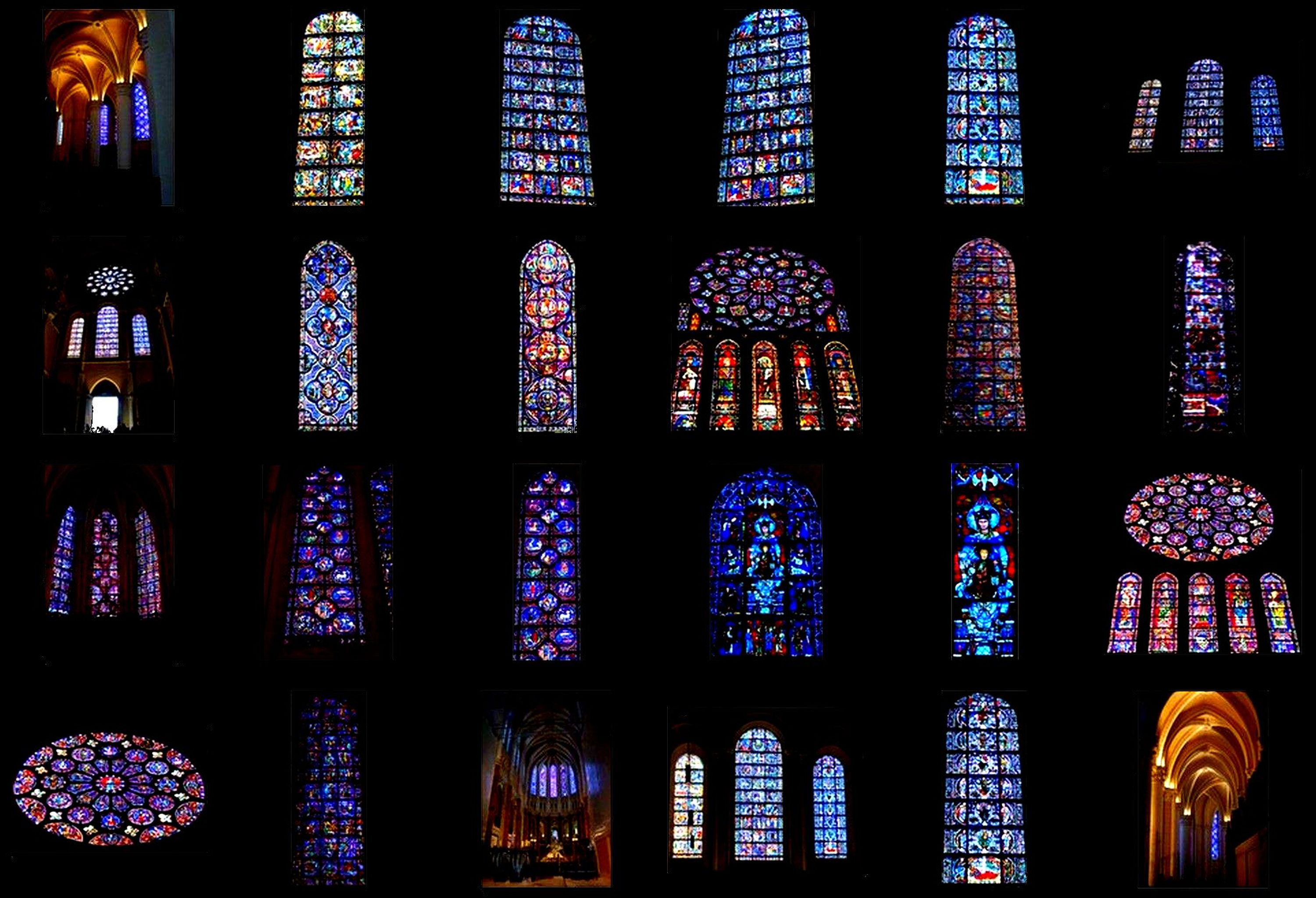
Vitraux et nefs.
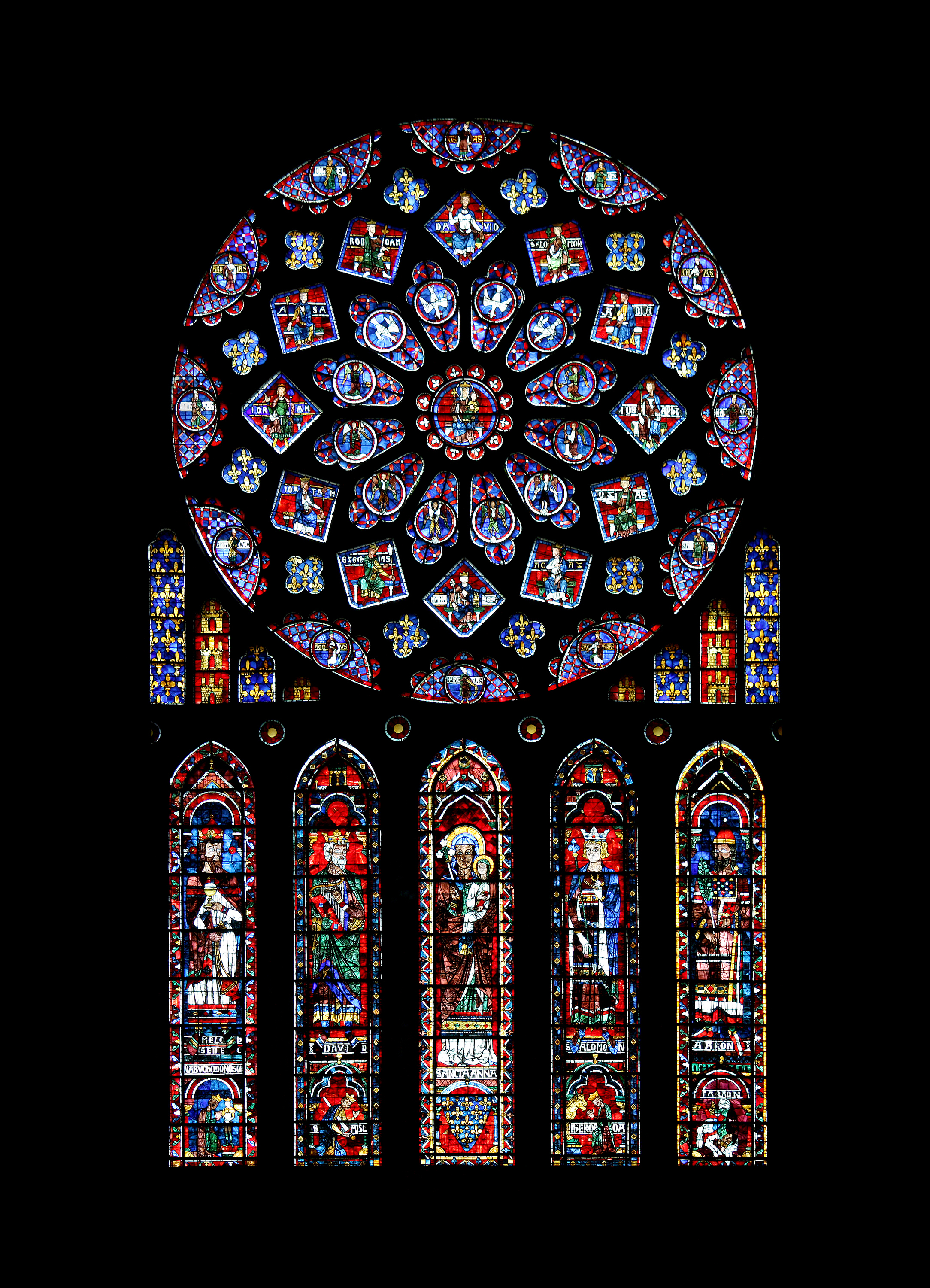
Rosace de la façade nord.
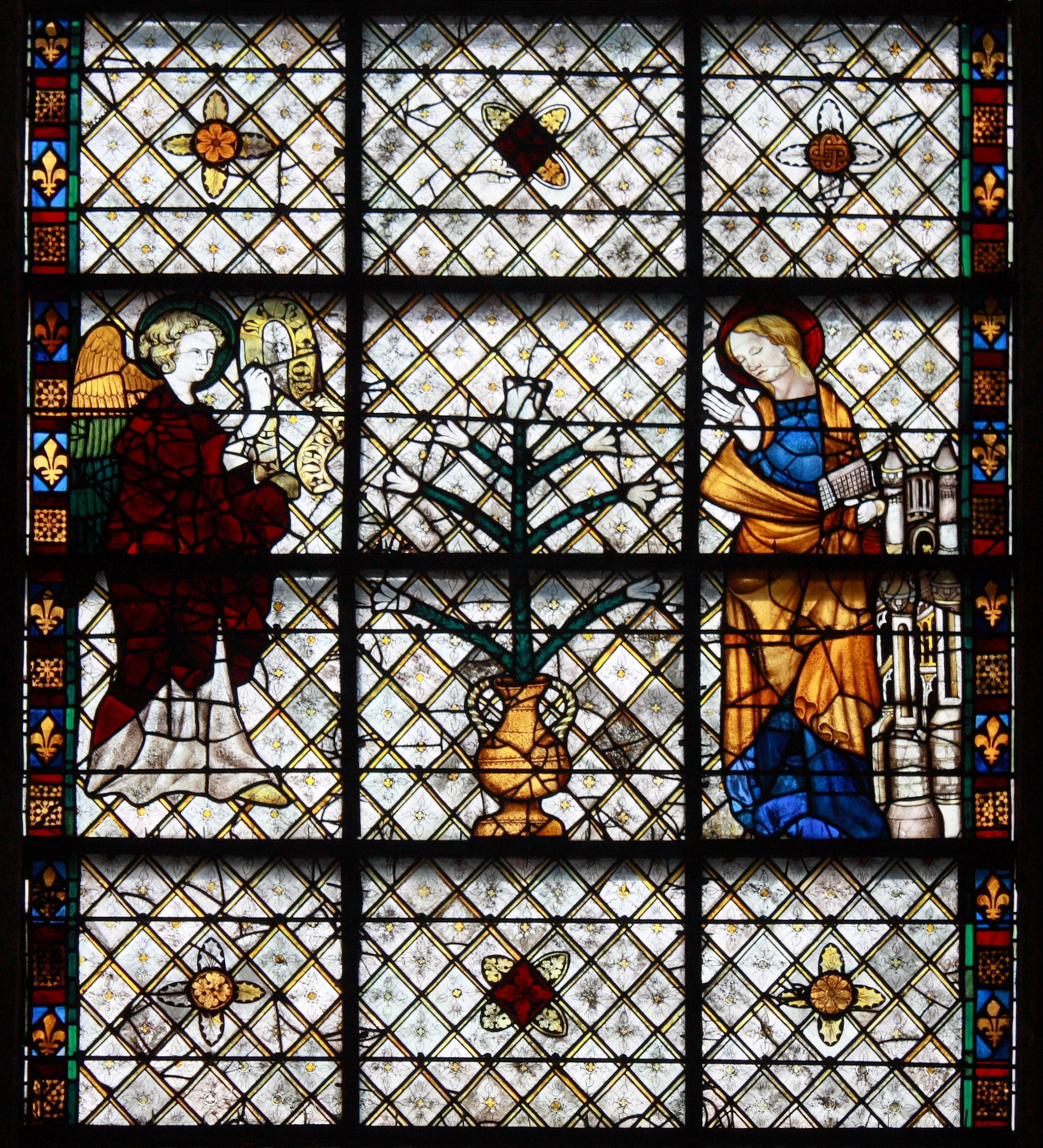
L'Annonciation, vitrail du chœur.
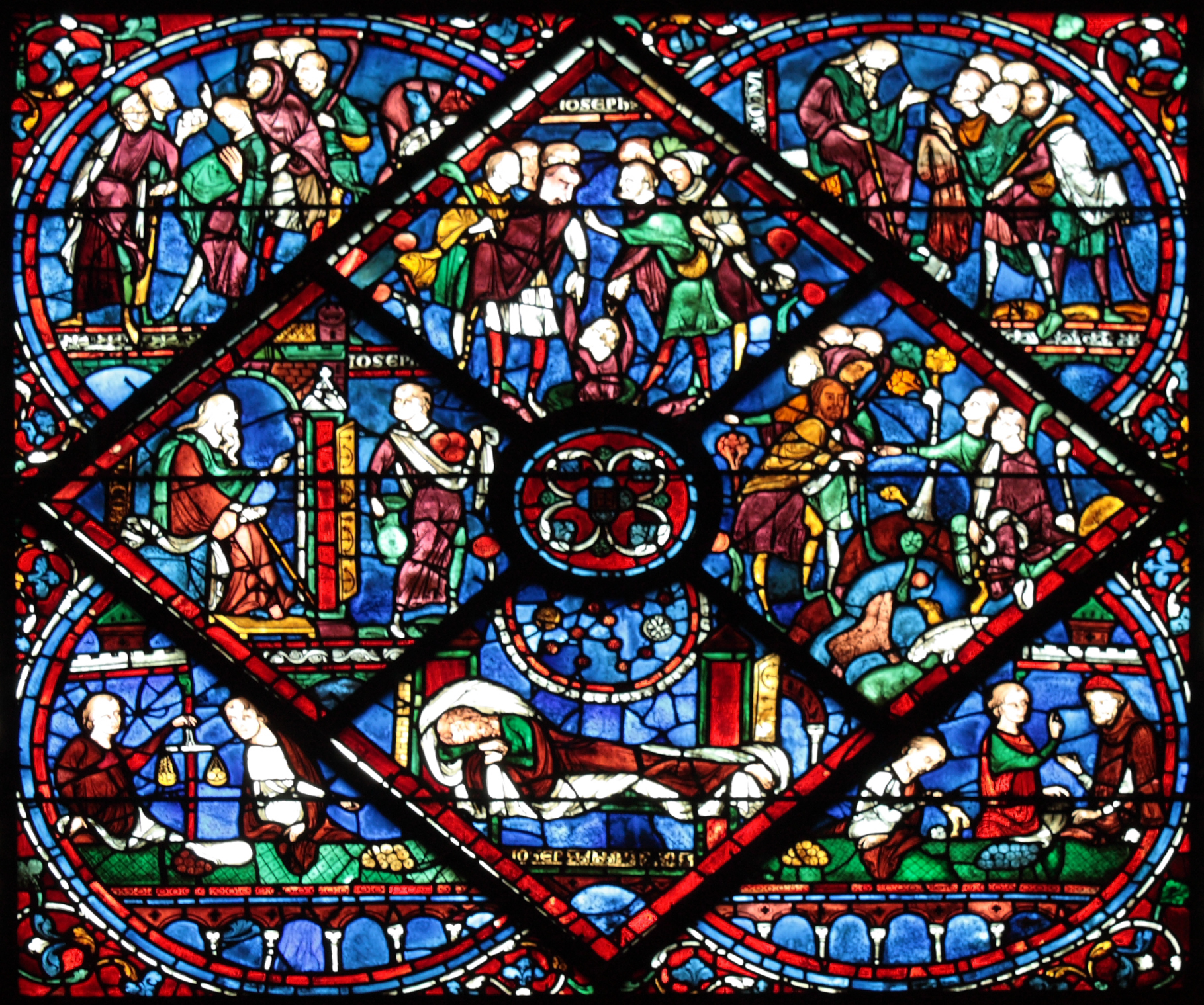
Vie de saint Joseph, nef côté nord.
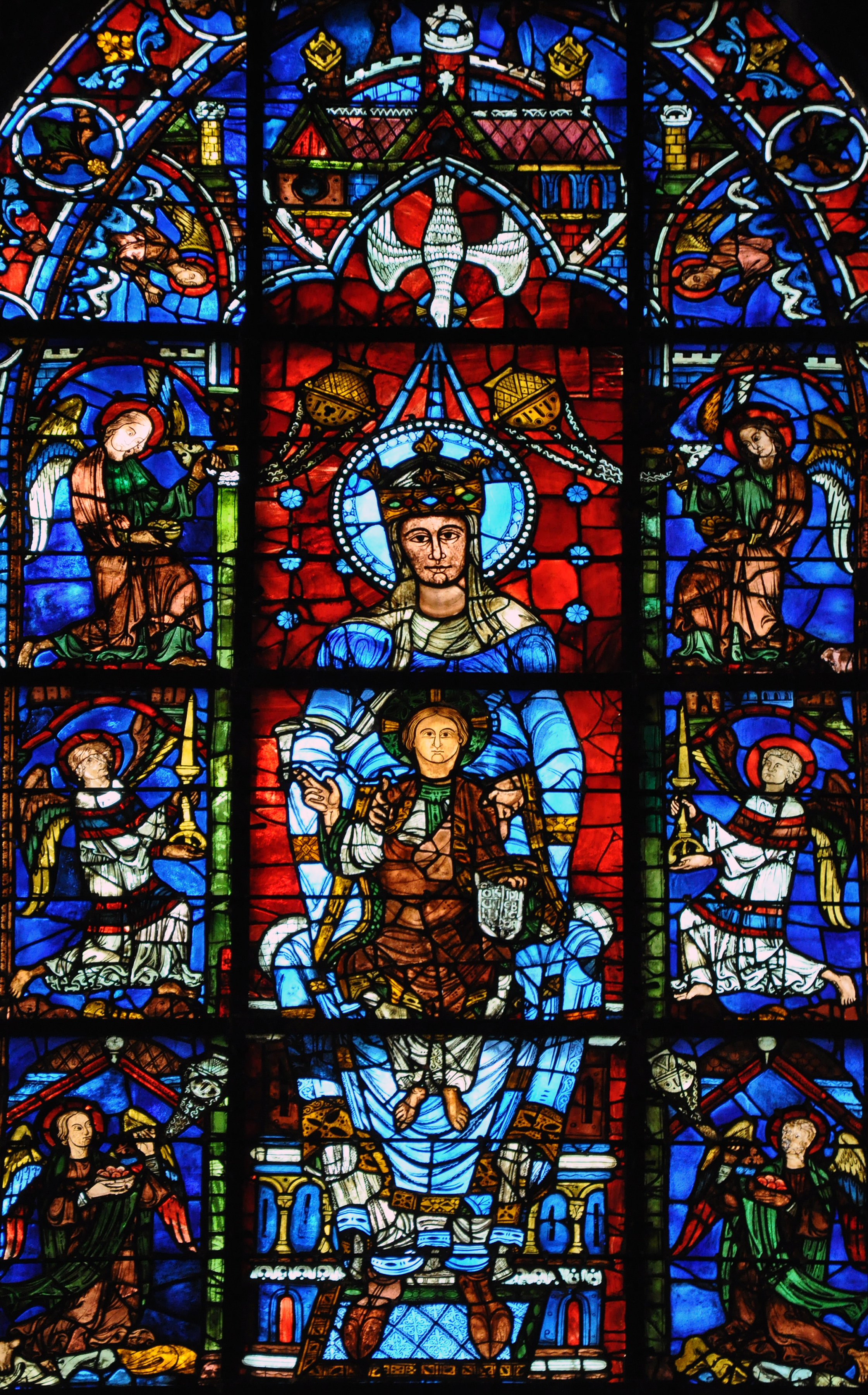
Notre-Dame de la Belle Verrière.

#### Église Saint-Pierre
L'église Saint-Pierre, rue Pétion, est classée monument historique. Avant la Révolution, elle faisait partie de l'abbaye Saint-Père (Père signifiant ici Pierre) dont les traces remontent au VIIe siècle. L'église est devenue paroissiale en 1803.

Église Saint-Pierre de Chartres
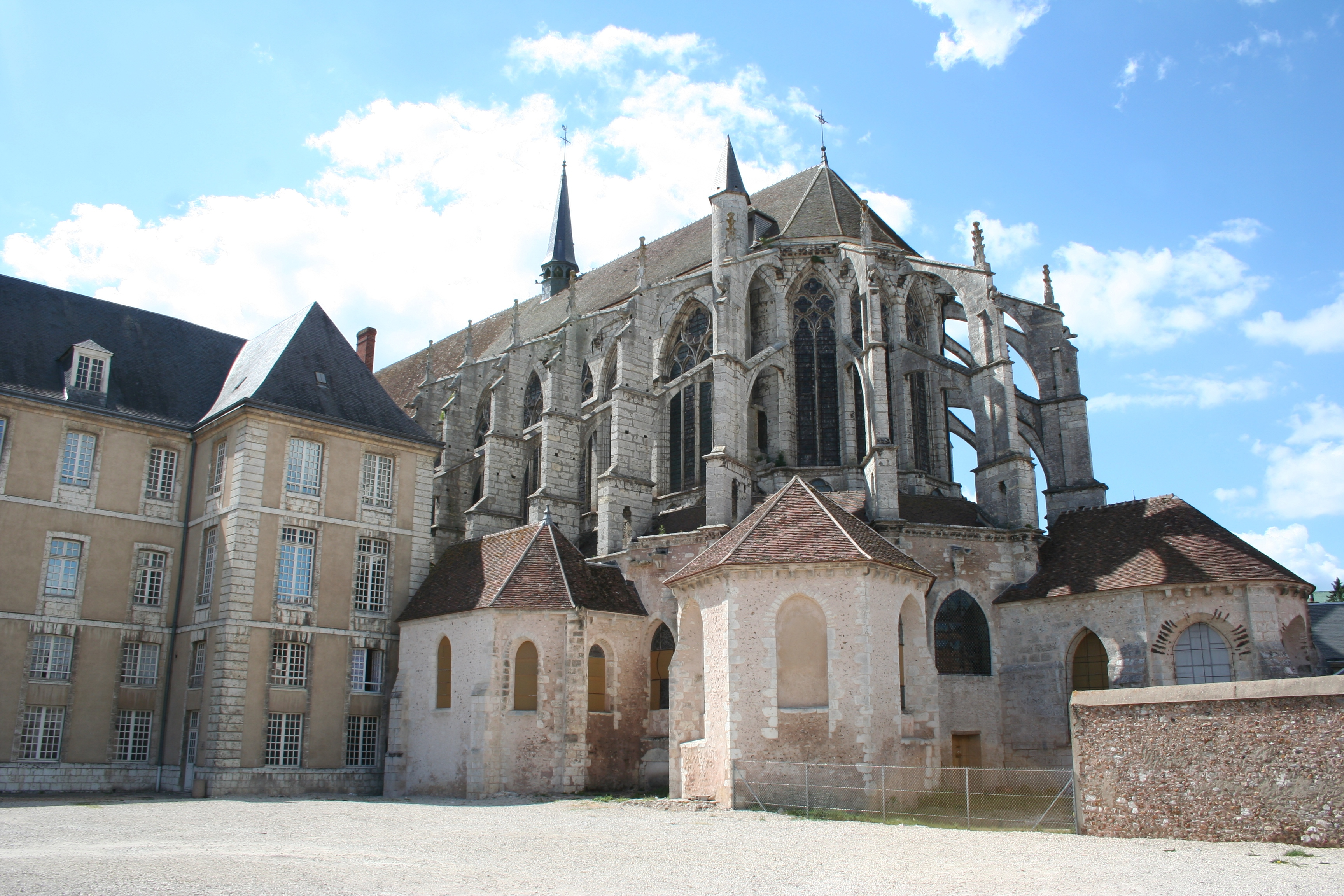
Le chevet
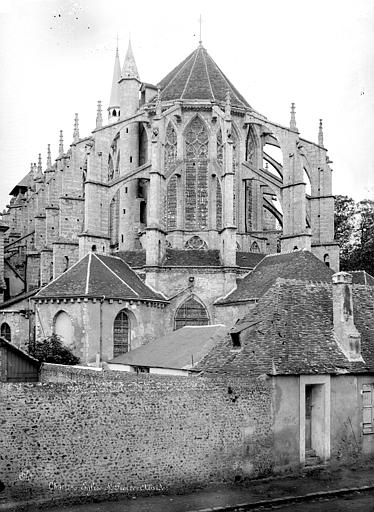
Abside par Mieusement (fin du XIXe siècle)
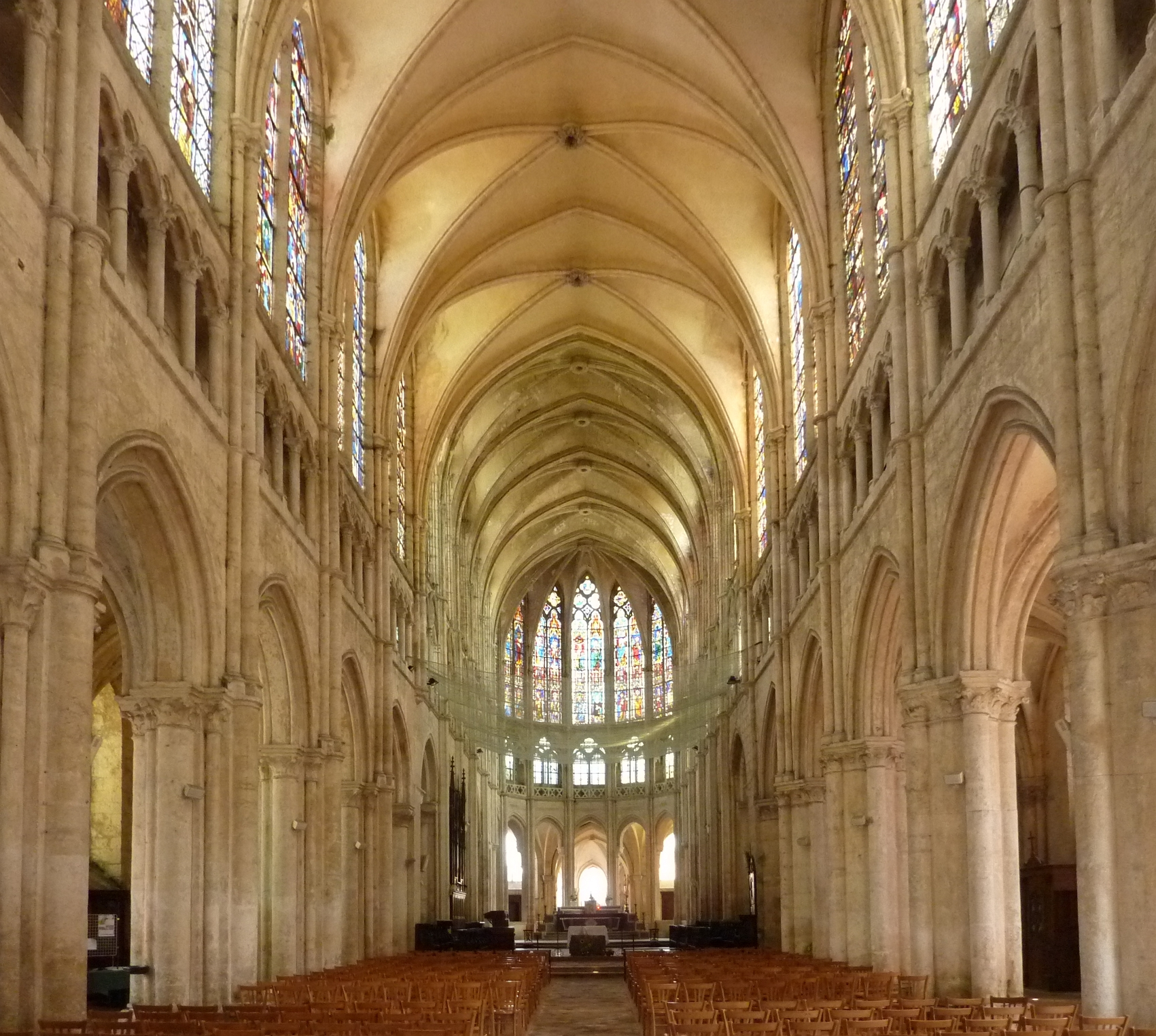
Nef
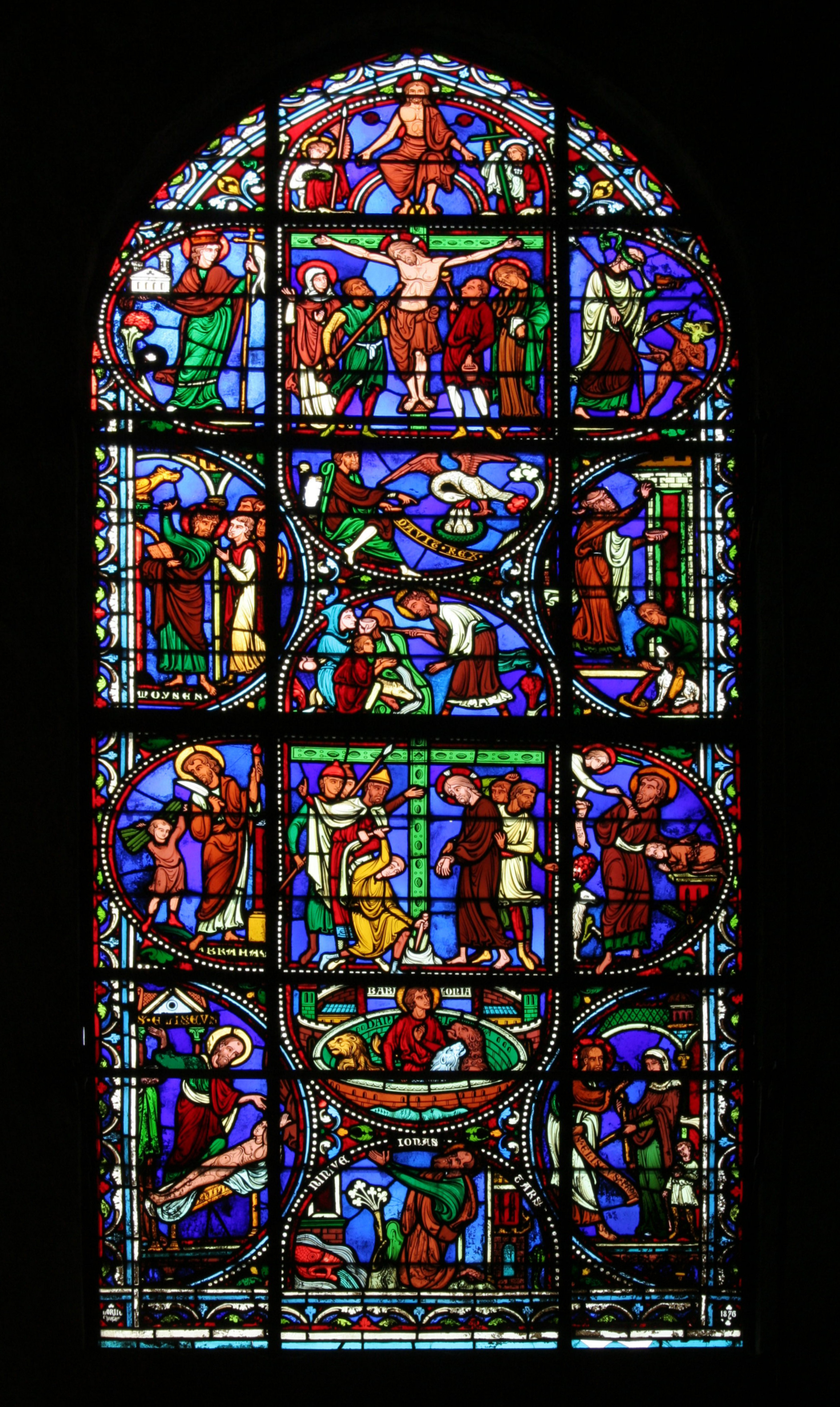
Vitrail de 1876 par les ateliers Lorin.
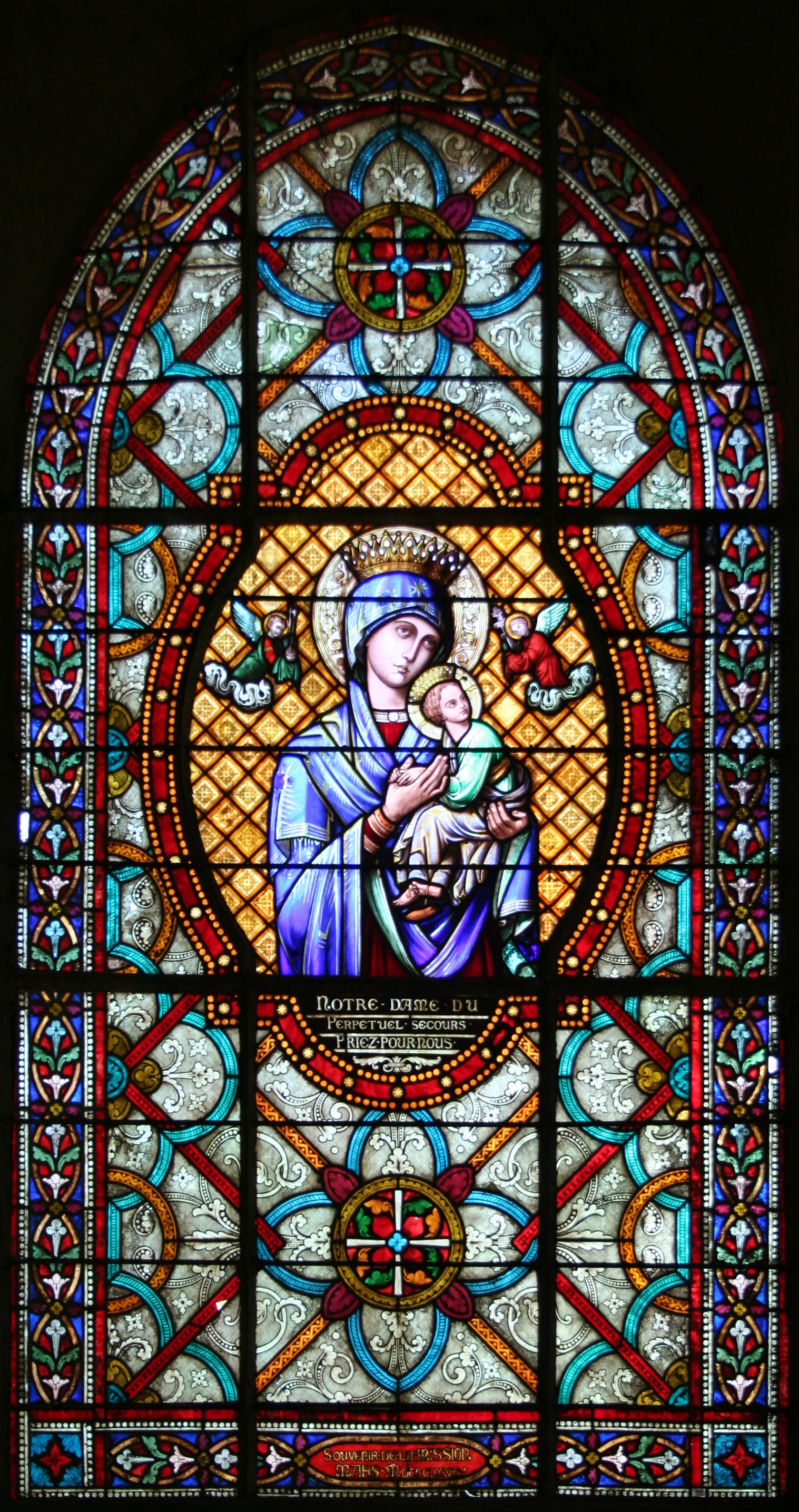
Vitrail de 1885

#### Collégiale Saint-André
Un ensemble architectural roman subsiste à Chartres, l'église Saint-André, rue Saint-André, datant de la seconde moitié du XIIe siècle. Le chœur emjambant l'Eure s'est effondré en 1805, rompant l'harmonie de cet édifice. Celui-ci est employé comme magasin à fourrage de la Révolution à 1861, et sa restauration commencée en 2003 apporte une nouvelle vocation à la collégiale en tant que lieu d'activités culturelles.

Collégiale Saint-André
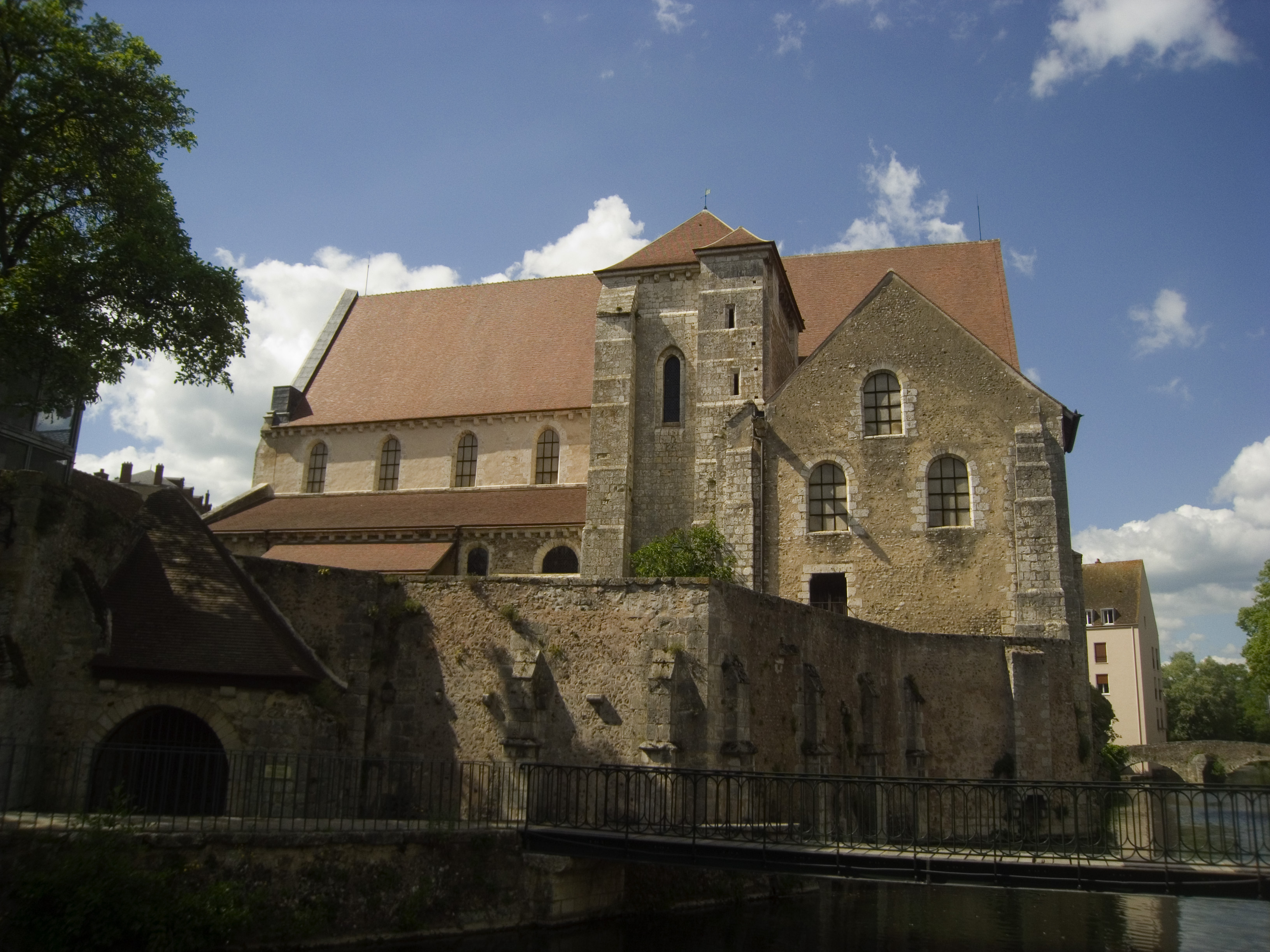
La collégiale Saint-André.
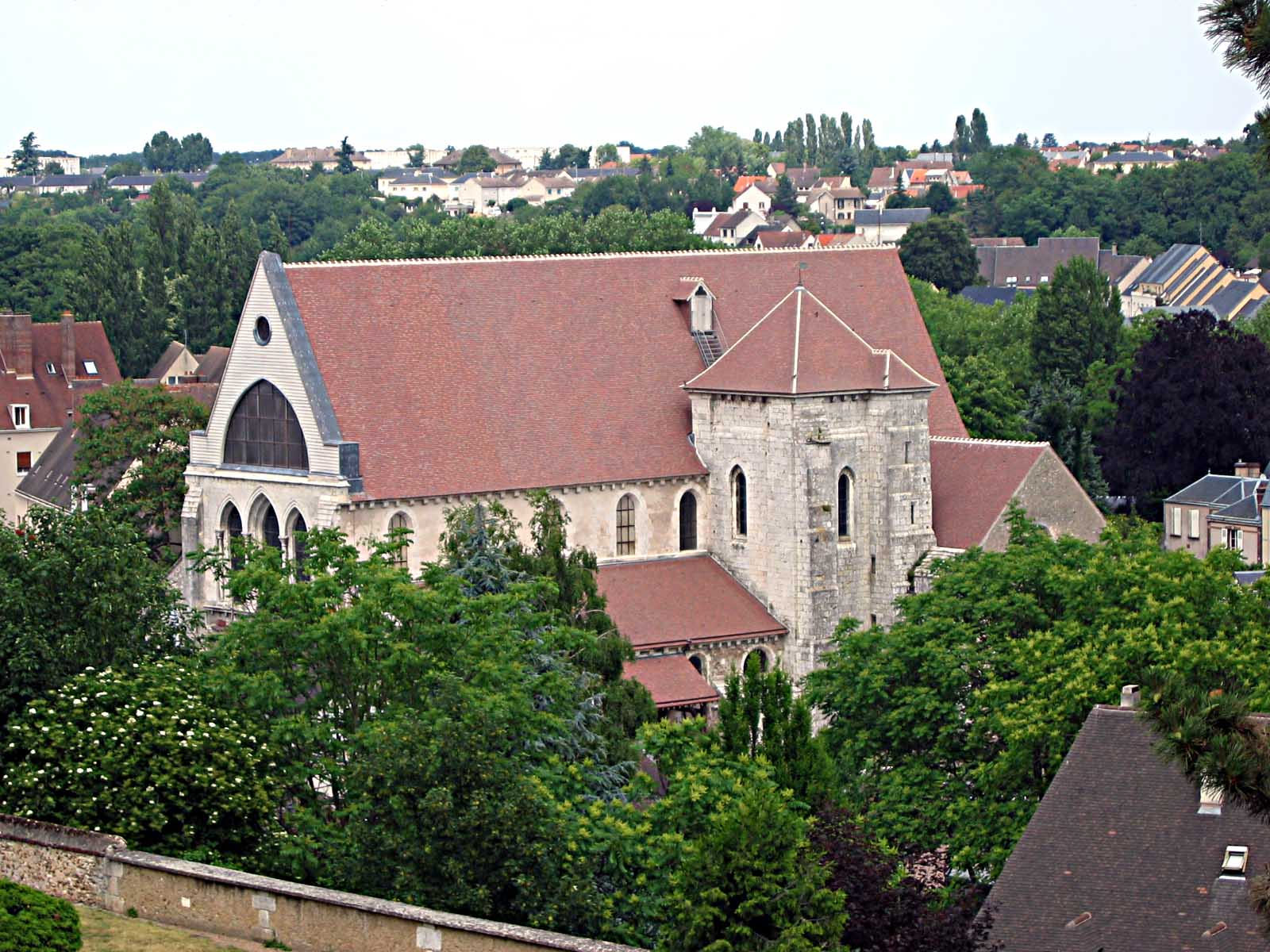
Point de vue surplombant.
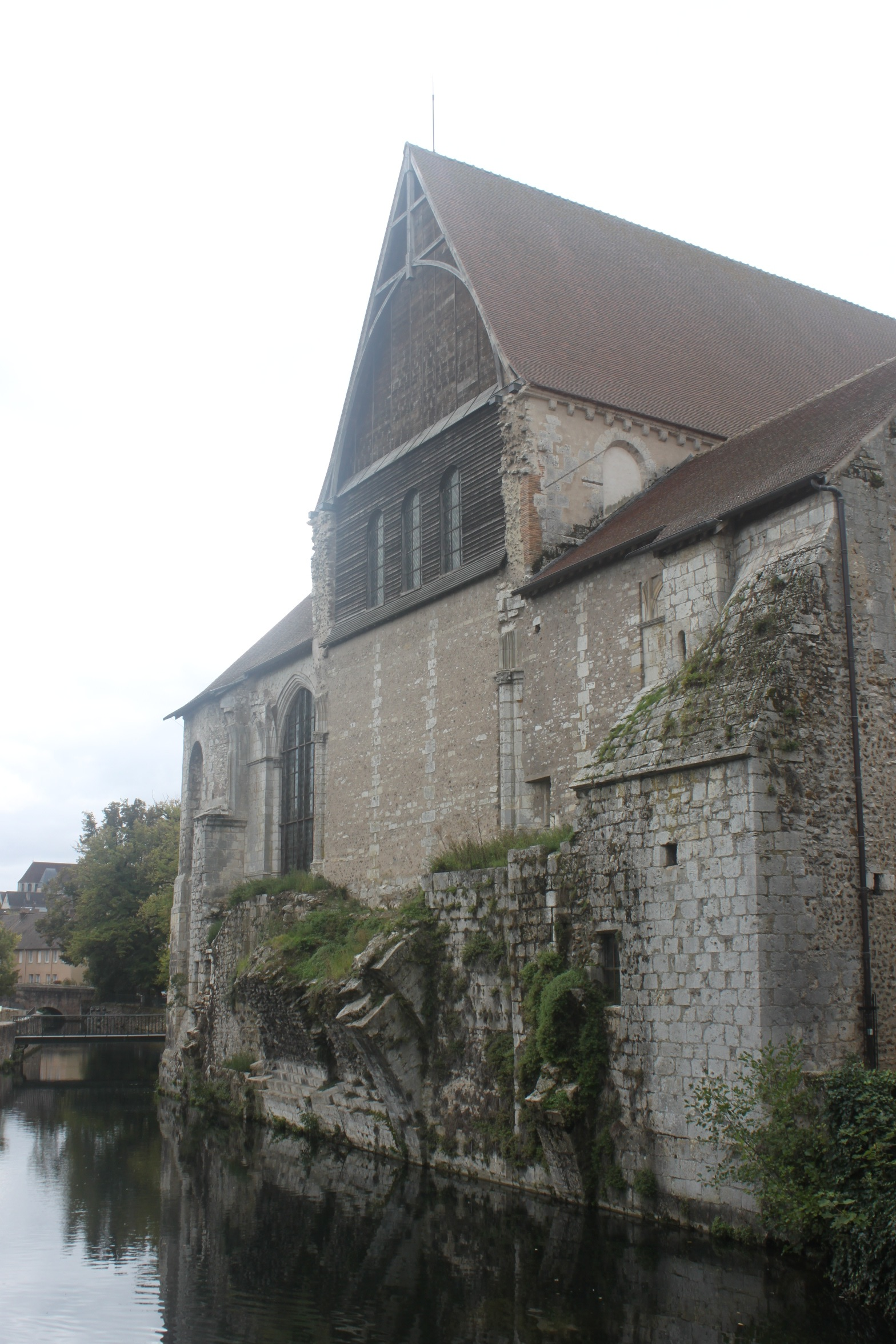
Reste de l'arche du chœur.
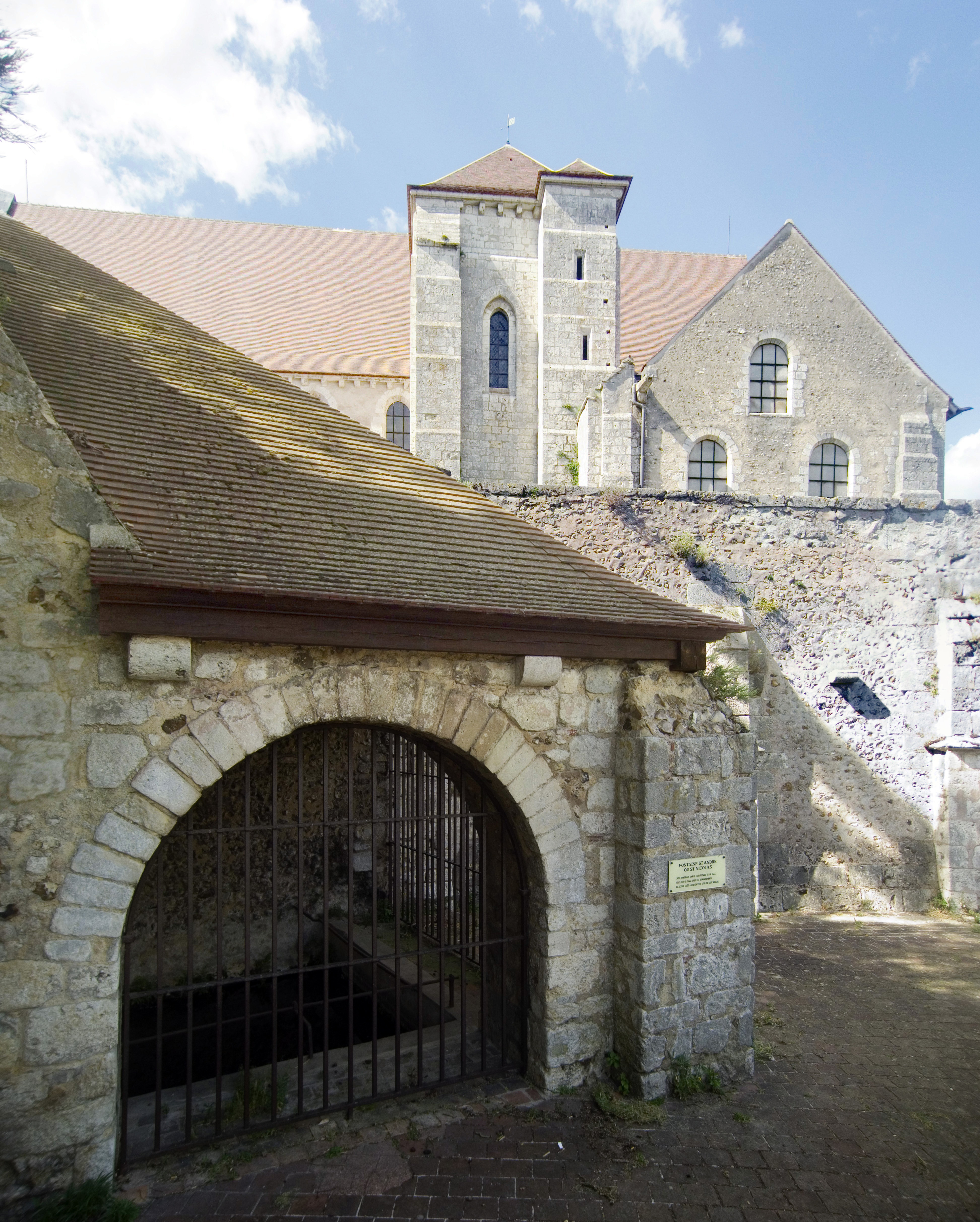
La fontaine Saint-Jean sous la collégiale Saint-André.
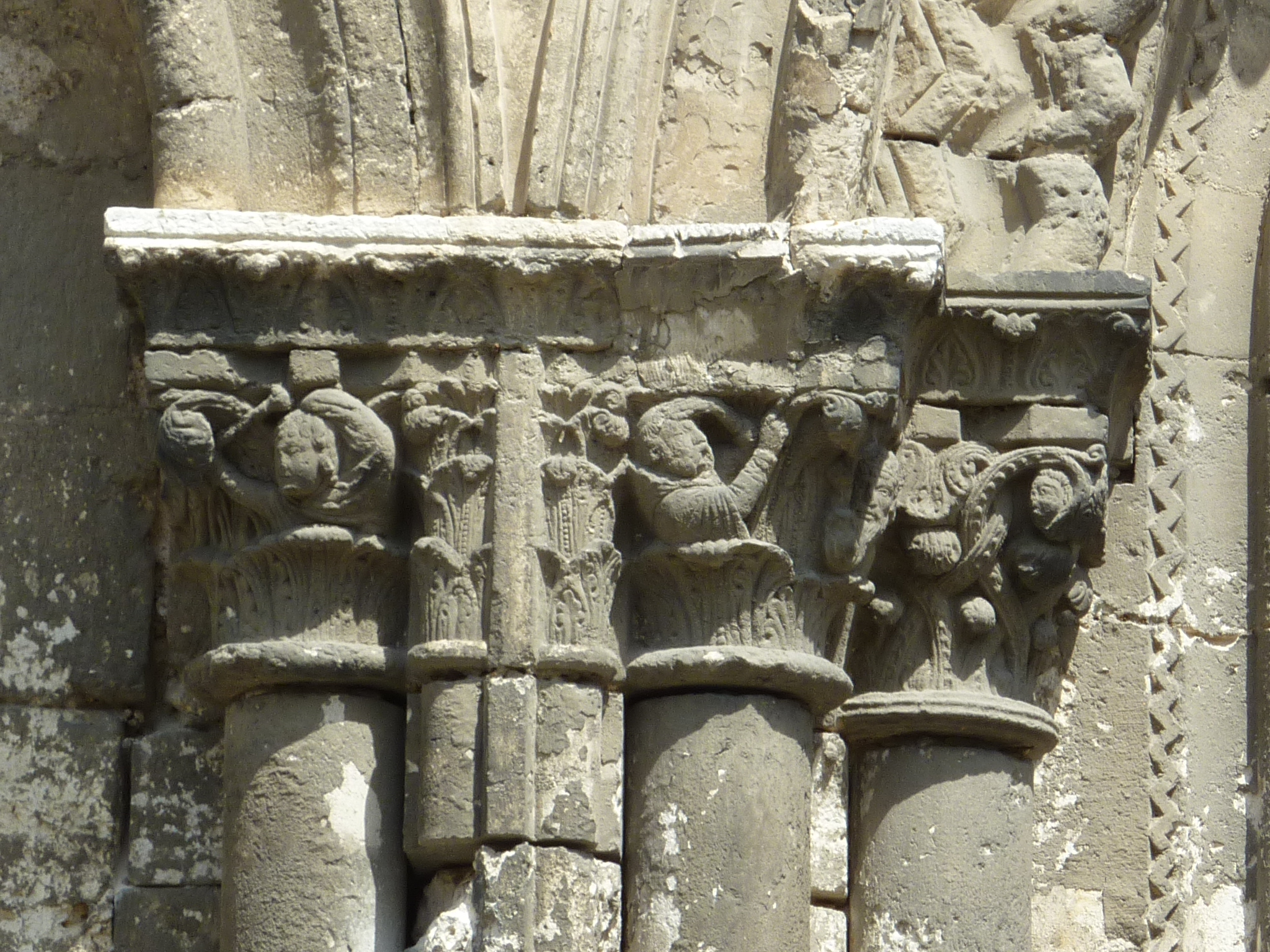
Détail d'un chapiteau.

#### Église Saint-Aignan
L'édifice actuel de Saint-Aignan, rue des Grenets, date du début du XVIe siècle et témoigne d'éléments gothiques, comme le portail principal du XIVe siècle, mais surtout Renaissance, tel celui de gauche sur lequel est mentionnée la date de 1541.

Église Saint-Aignan
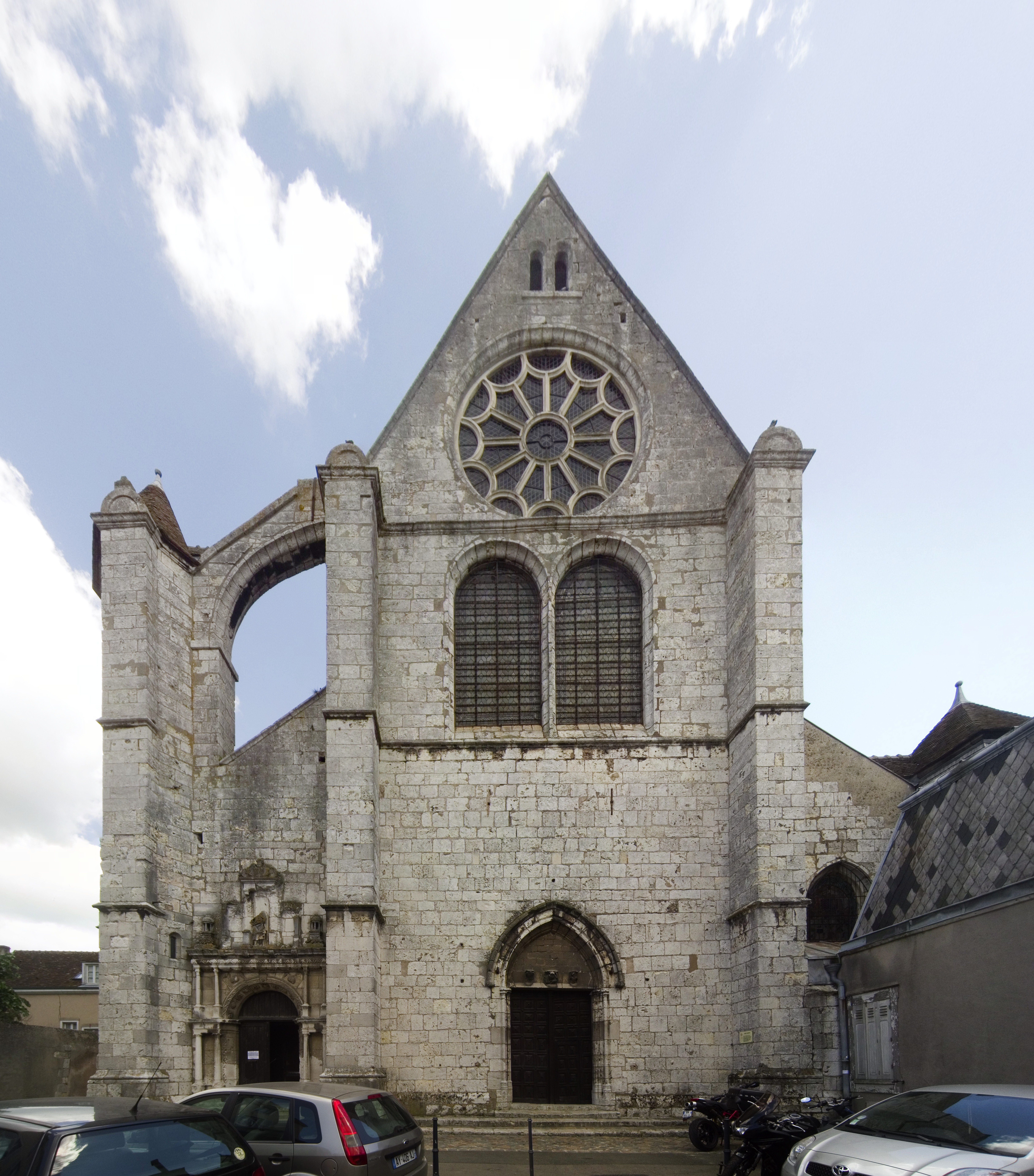
L'église Saint-Aignan.
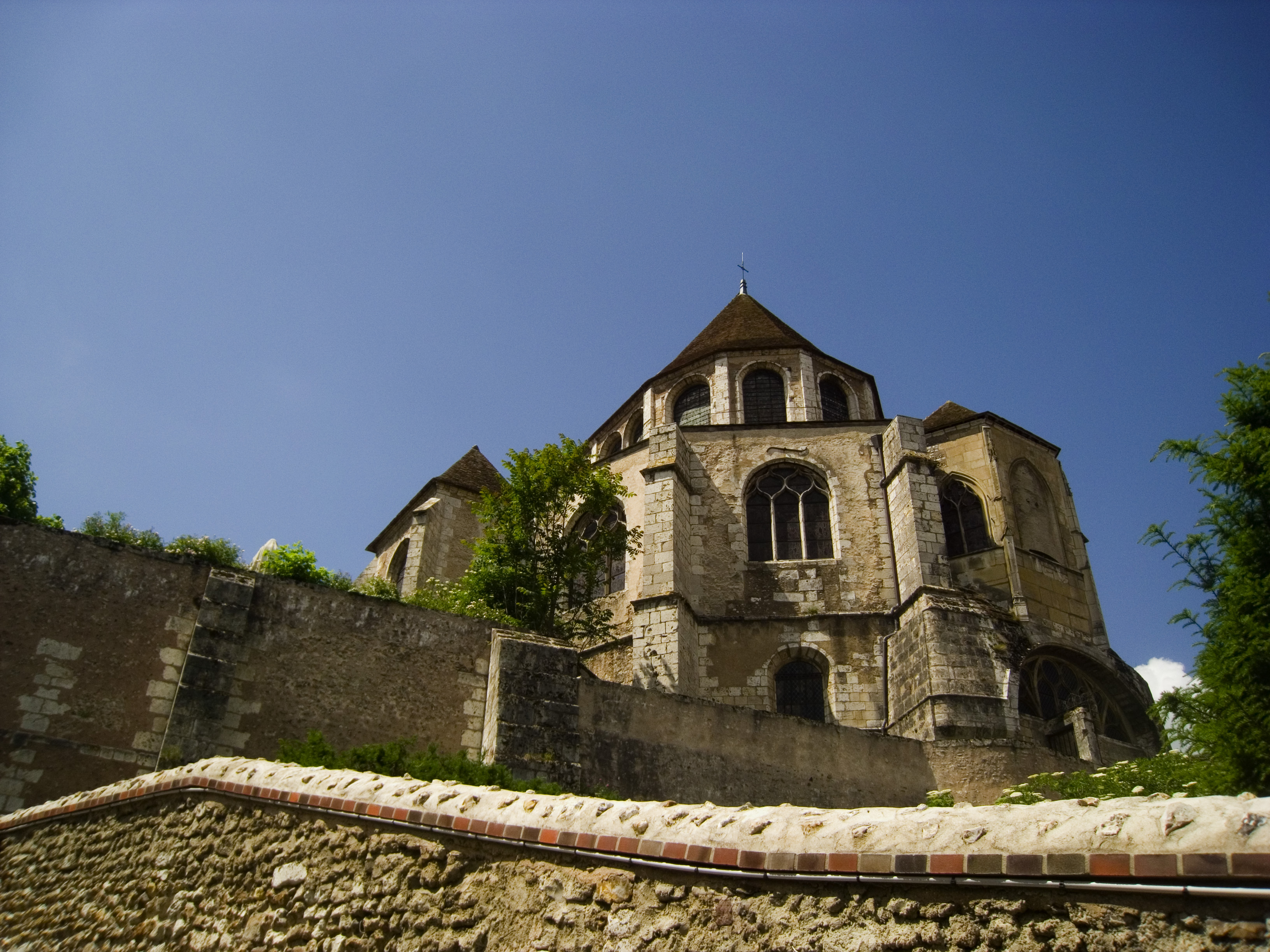
Vue du tertre Saint-François.
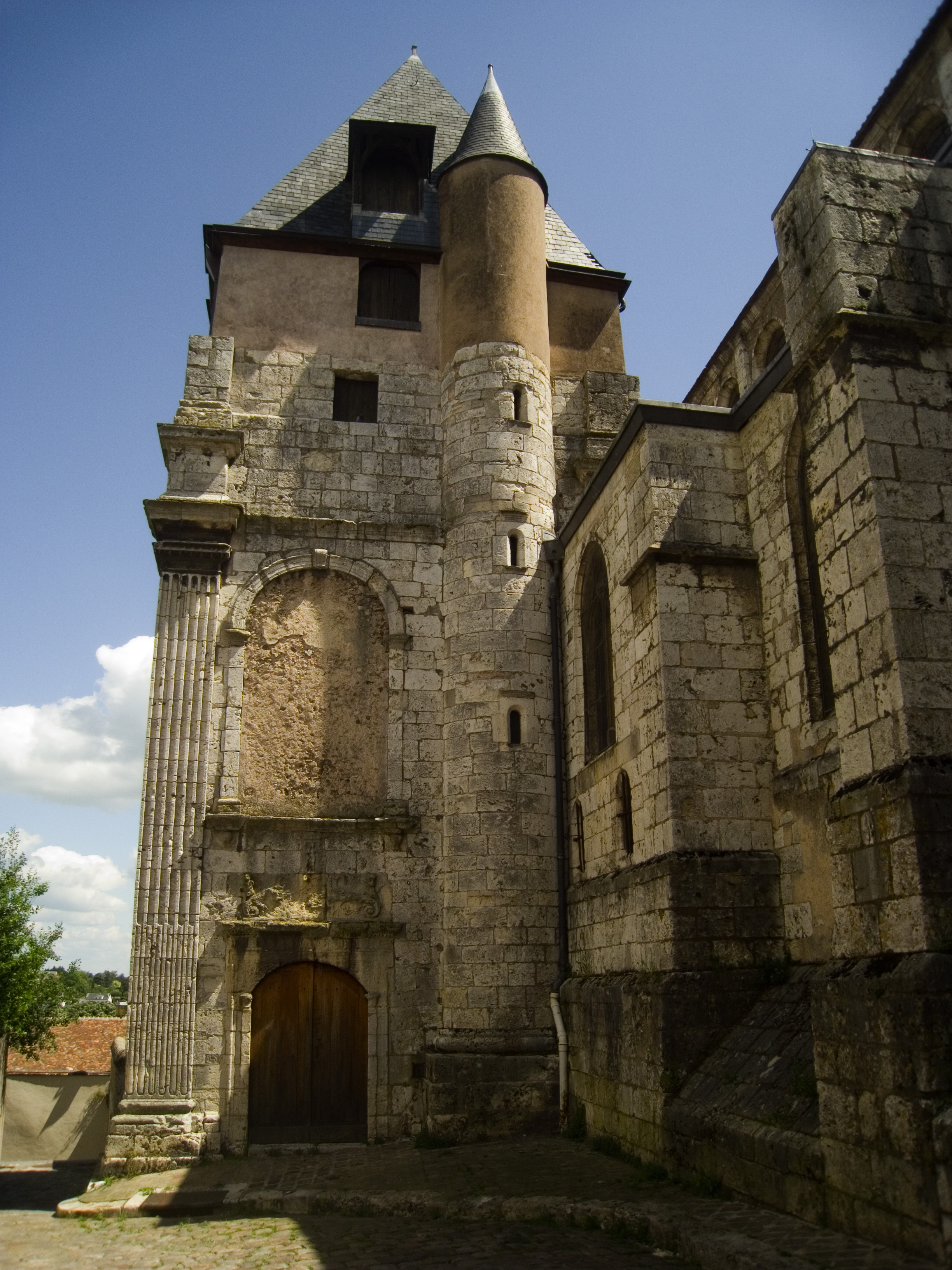
Façade Nord.
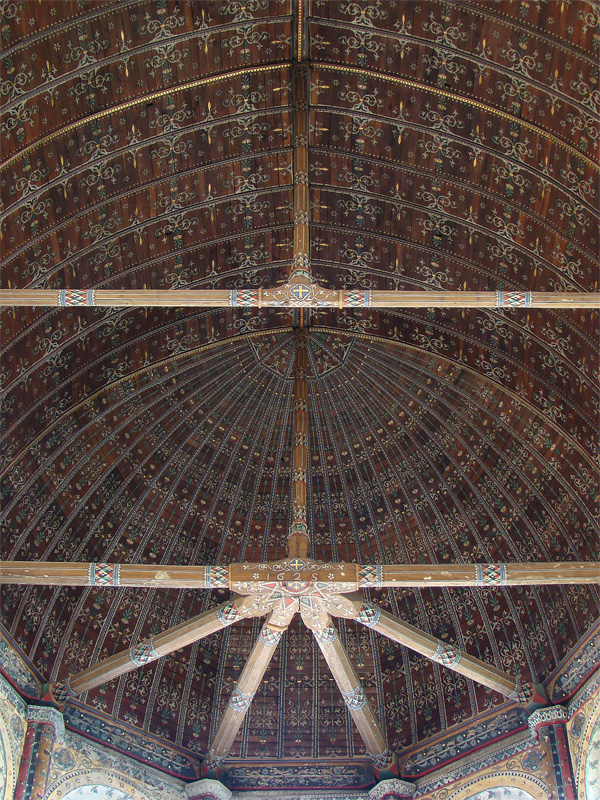
La voûte au-dessus du chœur.

#### Église Saint-Jean-Baptiste de Rechèvres
Située dans le quartier de Rechèvres, l'église Saint-Jean-Baptiste, rue de la Paix, a été construite entre 1959 et 1962 par l'architecte Jean Rédréau. En forme de rotonde surmontée d'une coupole, elle est éclairée par des vitraux de Max Ingrand sur toute la circonférence. L'édifice est inscrit au titre des Monuments historiques depuis 2002. Depuis 1963, il abrite la sépulture de l'abbé Franz Stock, aumônier allemand, supérieur du « séminaire des barbelés » au Coudray, près de Chartres.

L'église Saint-Jean-Baptiste de Rechèvres
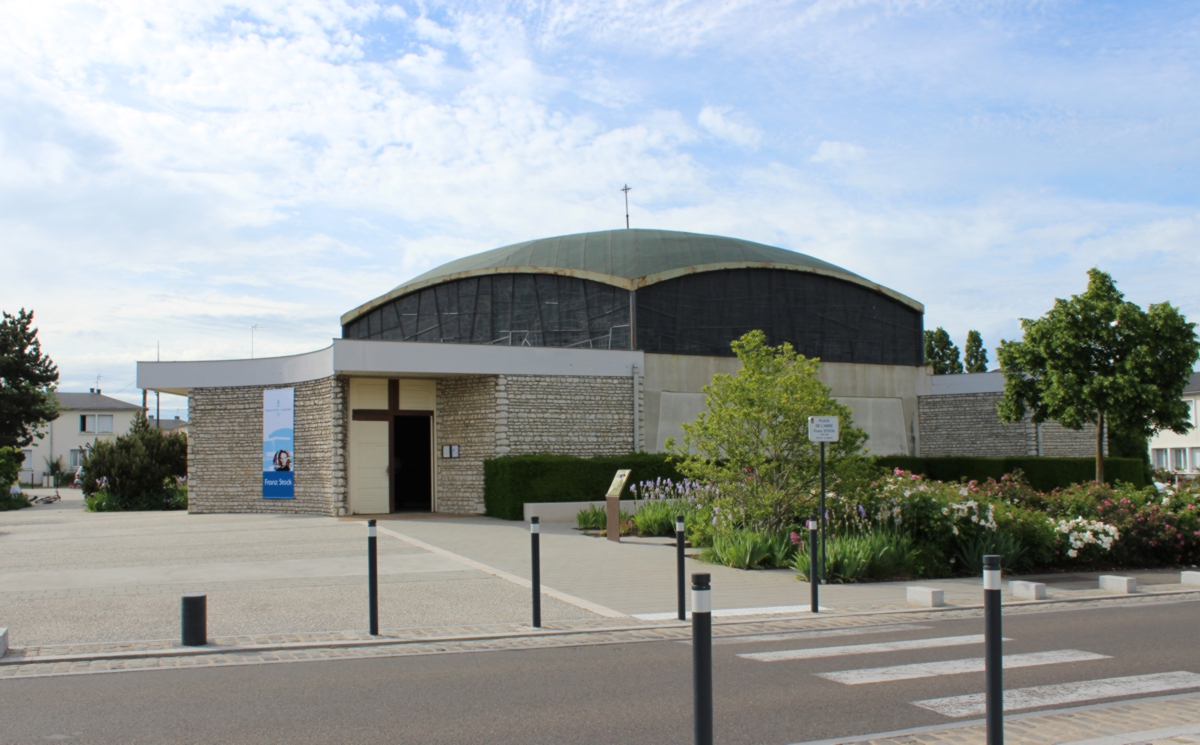
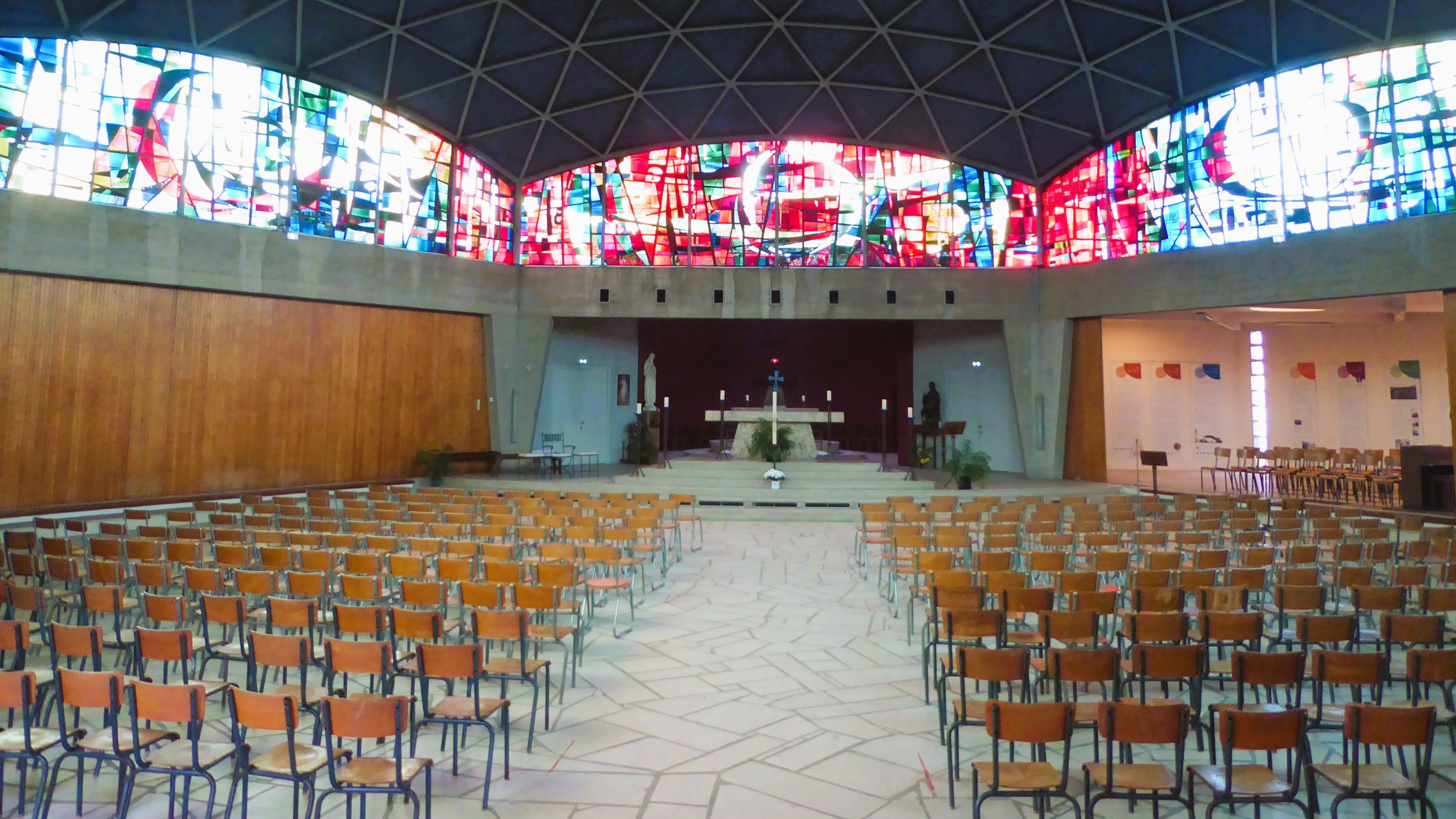
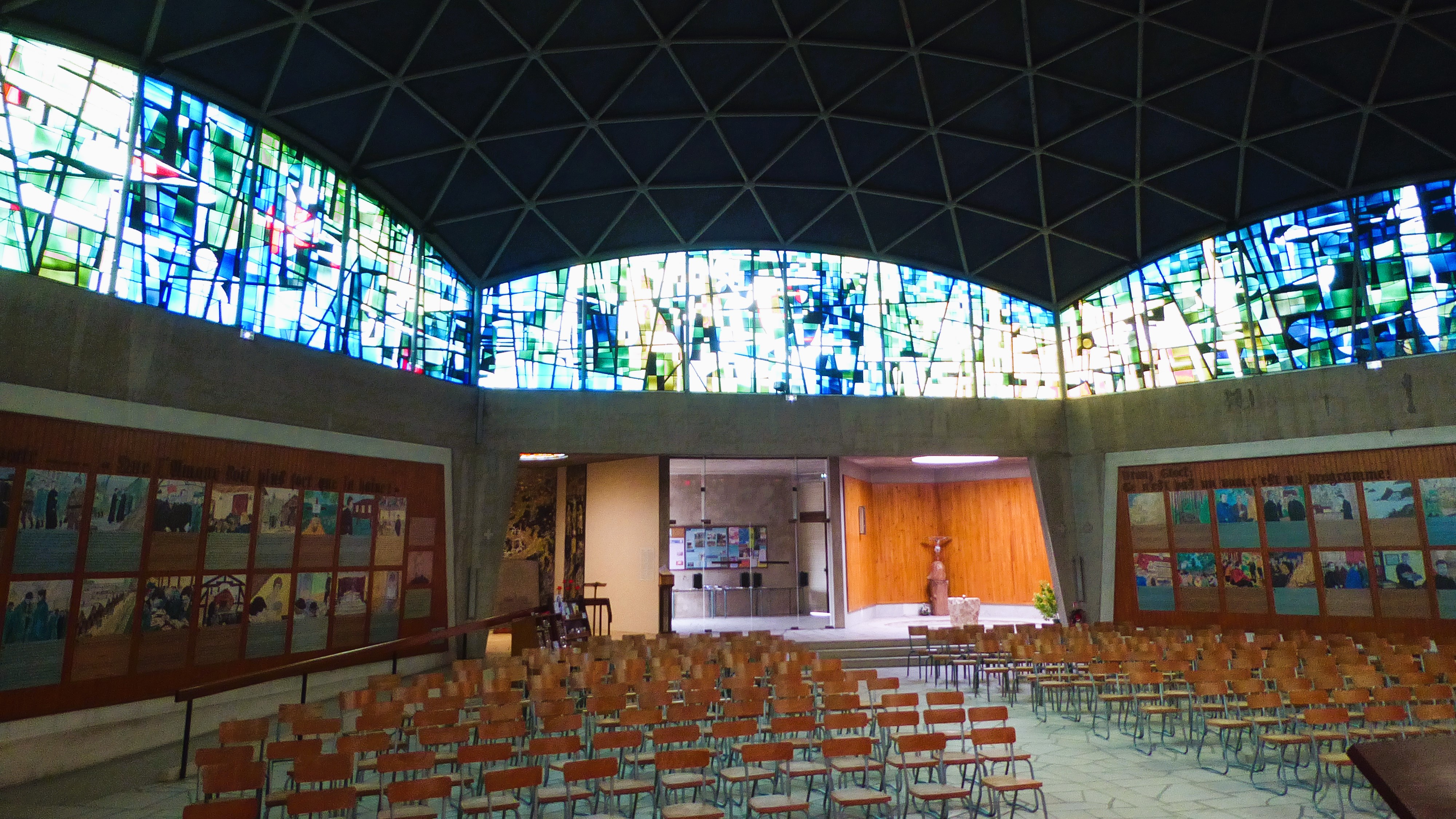

#### Couvent des Cordeliers
- Le couvent des Cordeliers, boulevard de la Courtille.

#### Église Saint-Martin-au-Val
- L'église Saint-Martin-au-Val, place Saint-Brice.

#### Église Sainte-Foy
- L'église Sainte-Foy, rue Collin d'Harleville.

#### Chapelle Notre-Dame de la Brèche
- La chapelle Notre-Dame de la Brèche, rue de la Brèche.

#### Autres édifices

##### Lieux de culte
- L'église de la Madeleine, rue Flandres-Dunkerque ;
- L'église Saint-Paul, rue des Blottes (Beaulieu) ;
- La chapelle des Sœurs de Saint-Paul, rue Saint-Jacques ;
- La chapelle de l'Hôtel-Dieu, rue Docteur Maunoury ;
- La chapelle de l'ancien collège Jeanne d'Arc, rue du Bourgneuf ;
- La chapelle Notre-Dame du Bon Secours, rue de la Croix-Jumelin ;
- La chapelle Sainte-Élisabeth des Sœurs de Saint-Paul, rue des Bas-Bourgs ;
- La chapelle Sainte-Jeanne d'Arc, rue du Grand-Faubourg ;
- La chapelle Sainte-Thérèse, rue de Varize ;
- La chapelle de la Visitation, avenue d'Aligre ;
- La chapelle du couvent des Sœurs de Notre-Dame, impasse du hameau Jubelines ;
- La chapelle, rue Perrault ;
- Le temple protestant de Chartres (EPUdF), rue Saint-Thomas, construit en 1887 ;
- L'église évangélique protestante, rue de Rechèvres ;
- La salle du royaume des Témoins de Jéhovah, rue Vincent-Chevard ;
- L'église de Jésus-Christ des saints des derniers jours, rue Simon-Laplace.

Lieux de culte
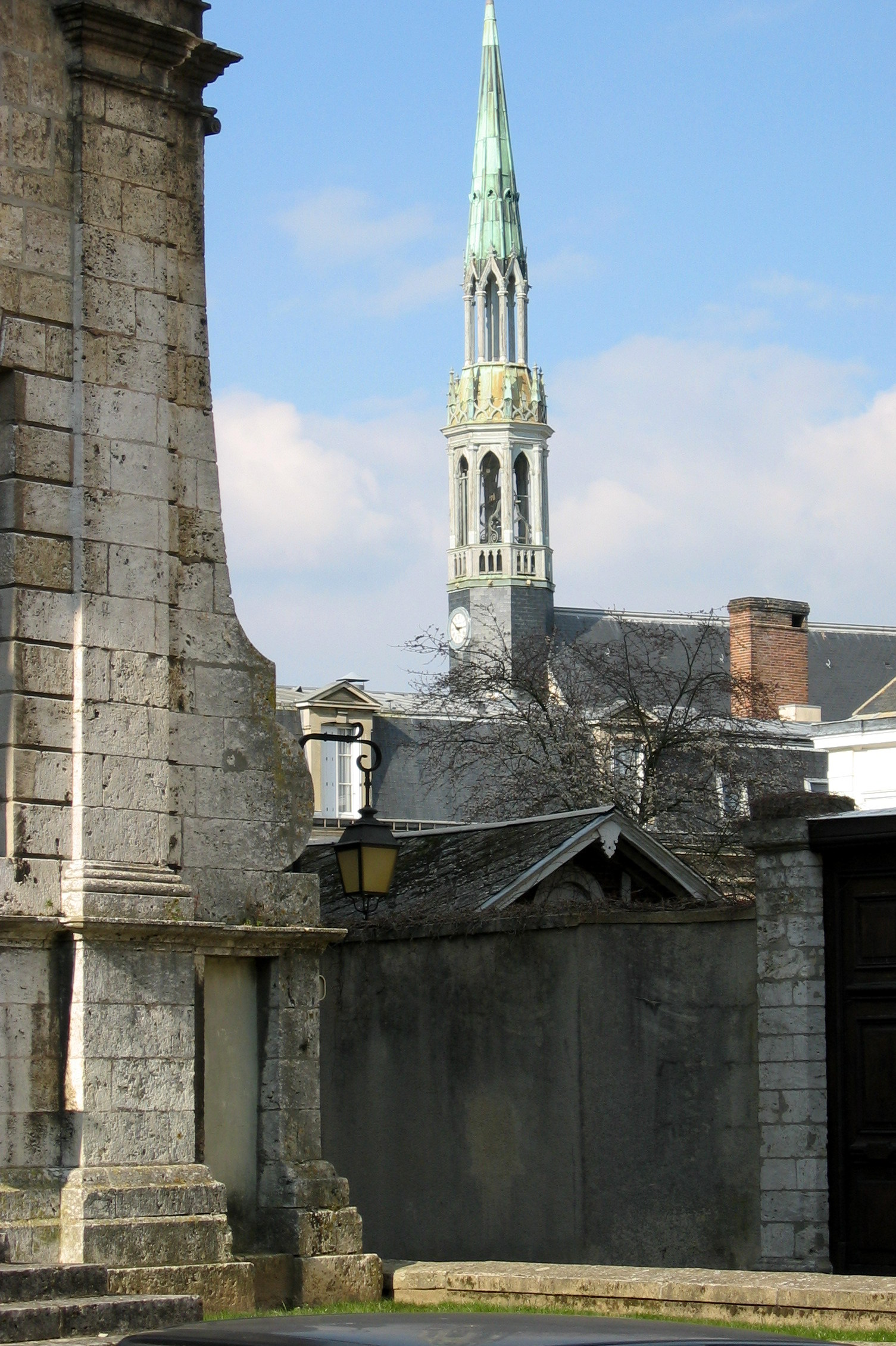
Chapelle des Sœurs de Saint-Paul.
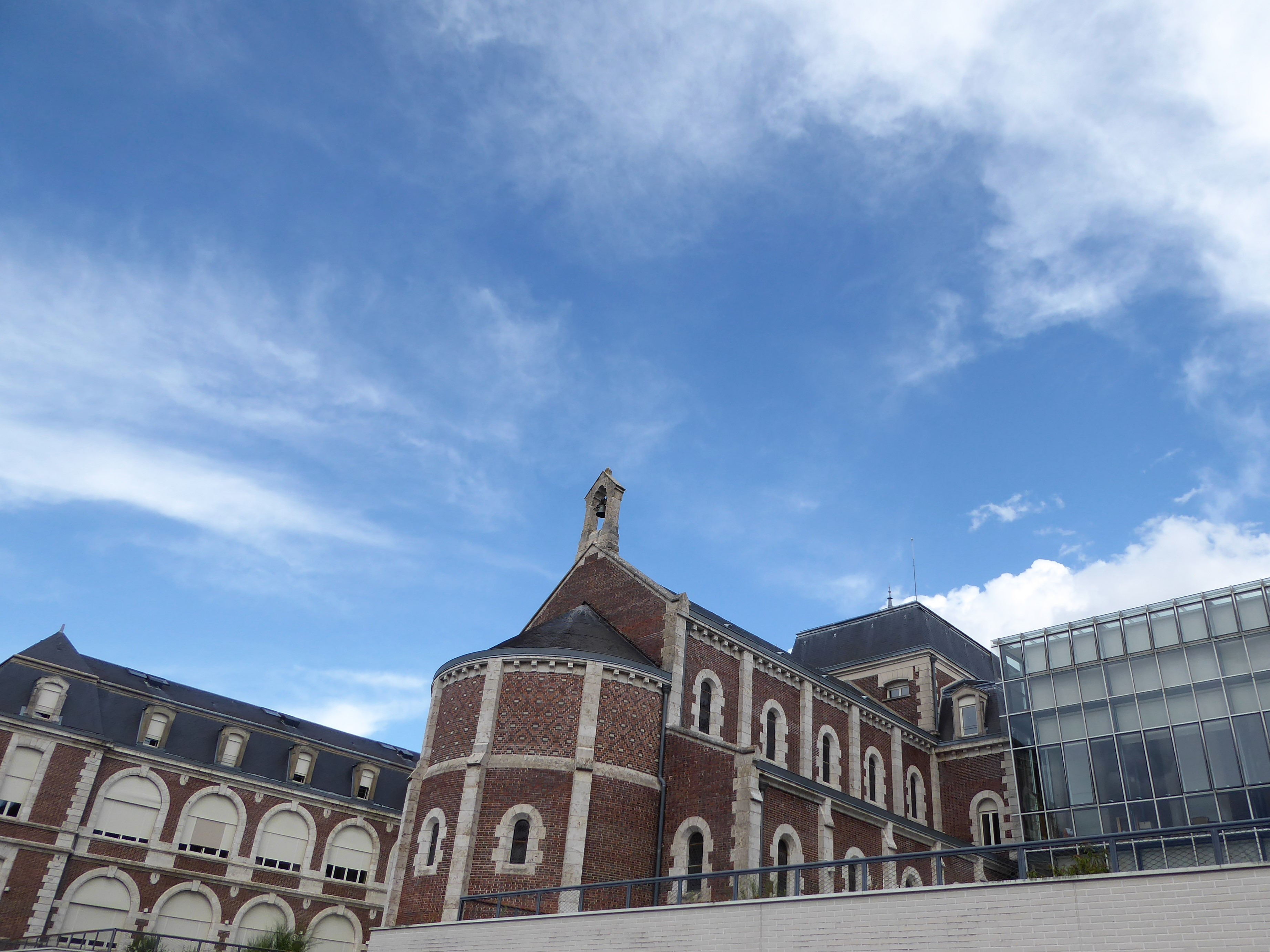
Chapelle de l'Hôtel-Dieu.
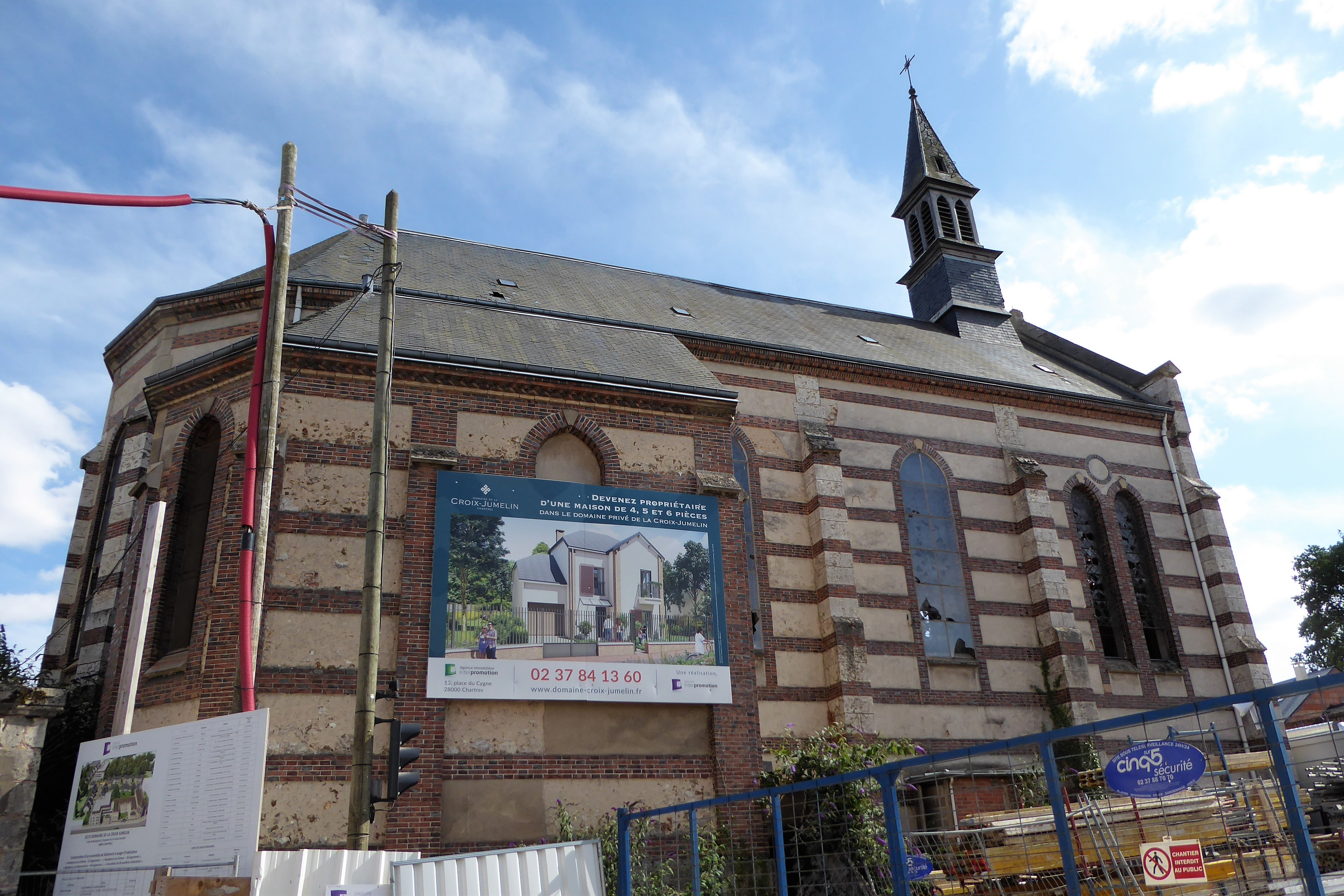
Chapelle du collège Jeanne d'Arc.
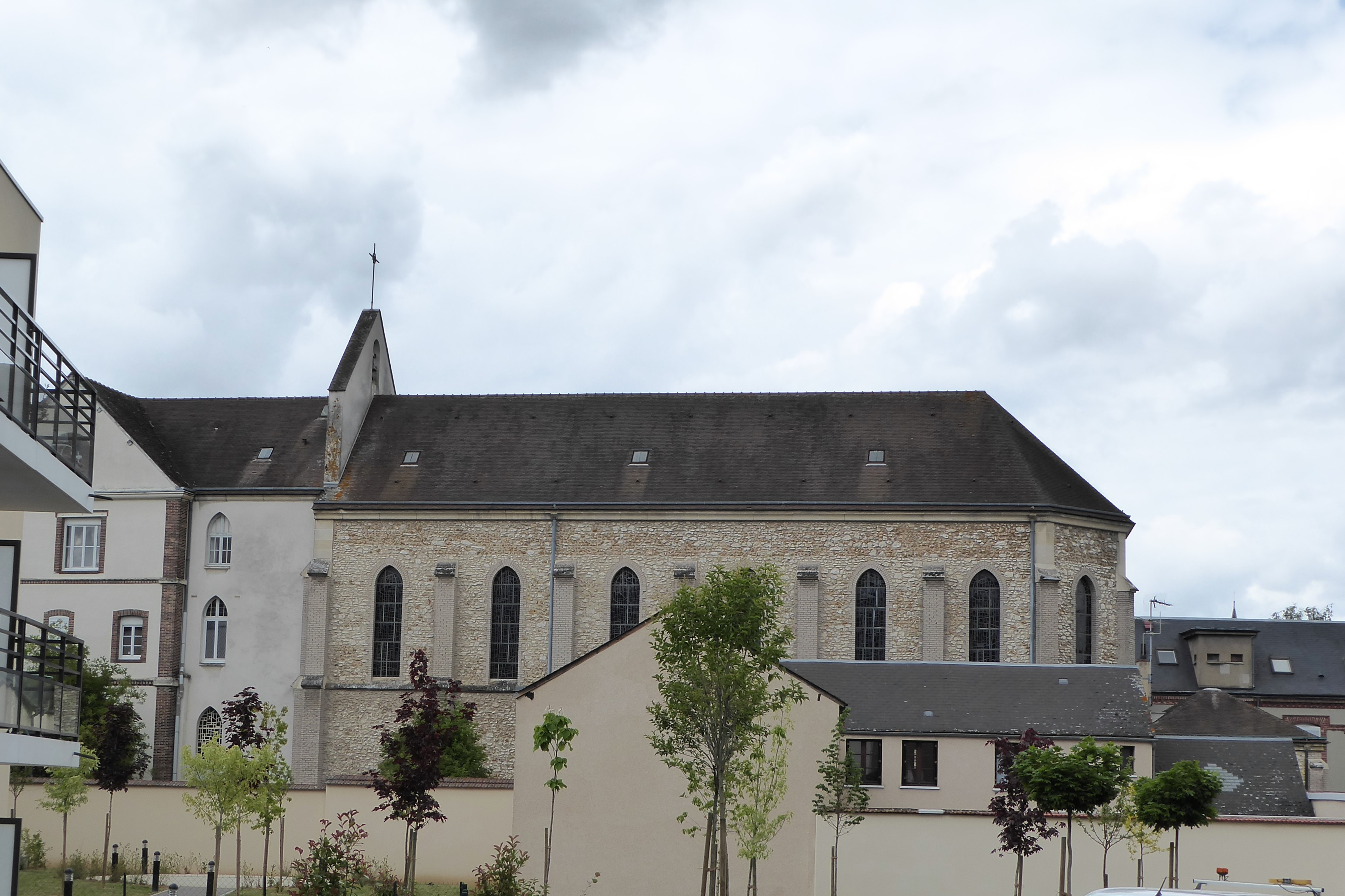
Chapelle Notre-Dame-du-Bon-Secours.
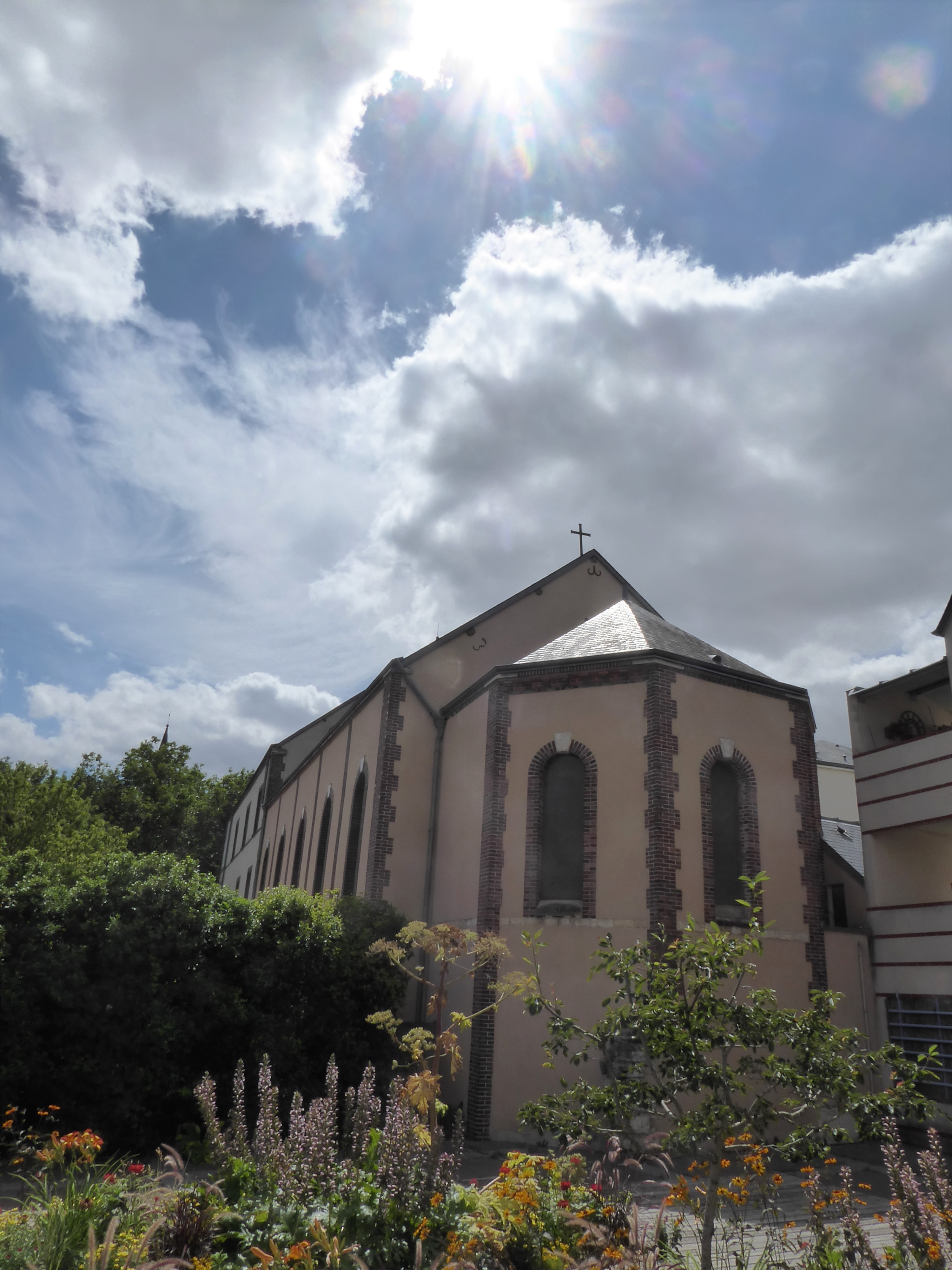
Chapelle de la maison Sainte-Élisabeth.
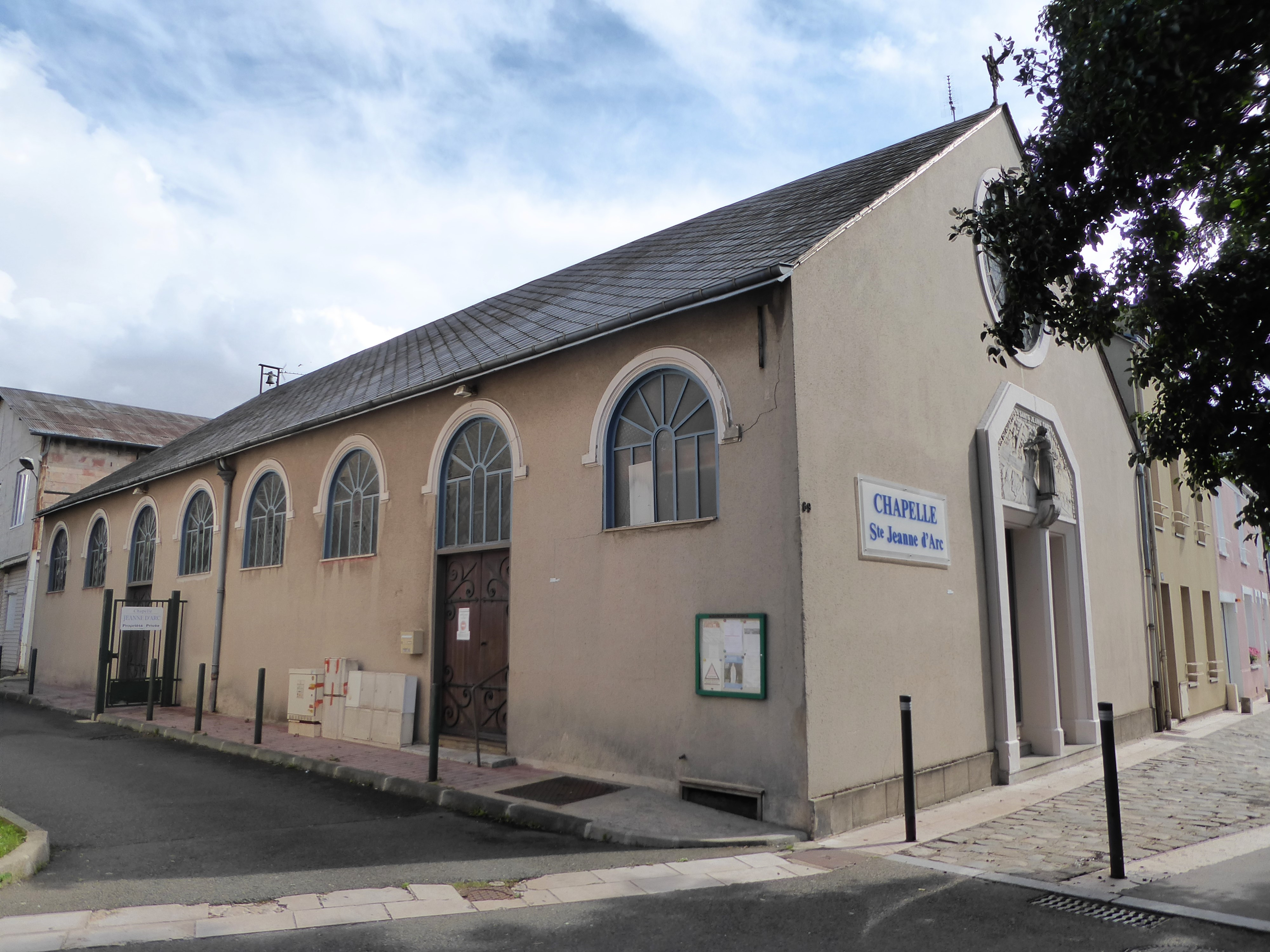
Chapelle Sainte-Jeanne d'Arc.
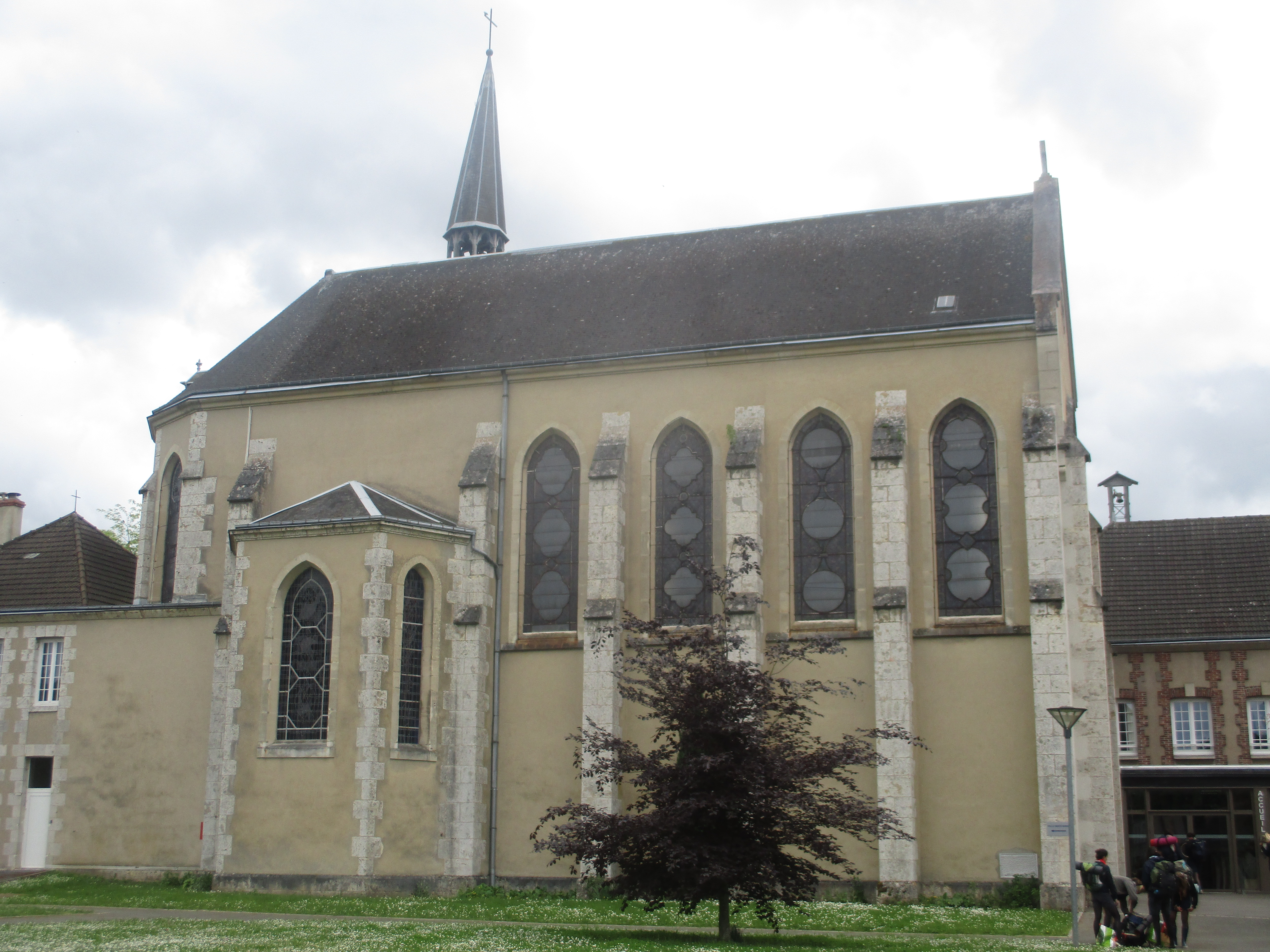
Chapelle de la Visitation.
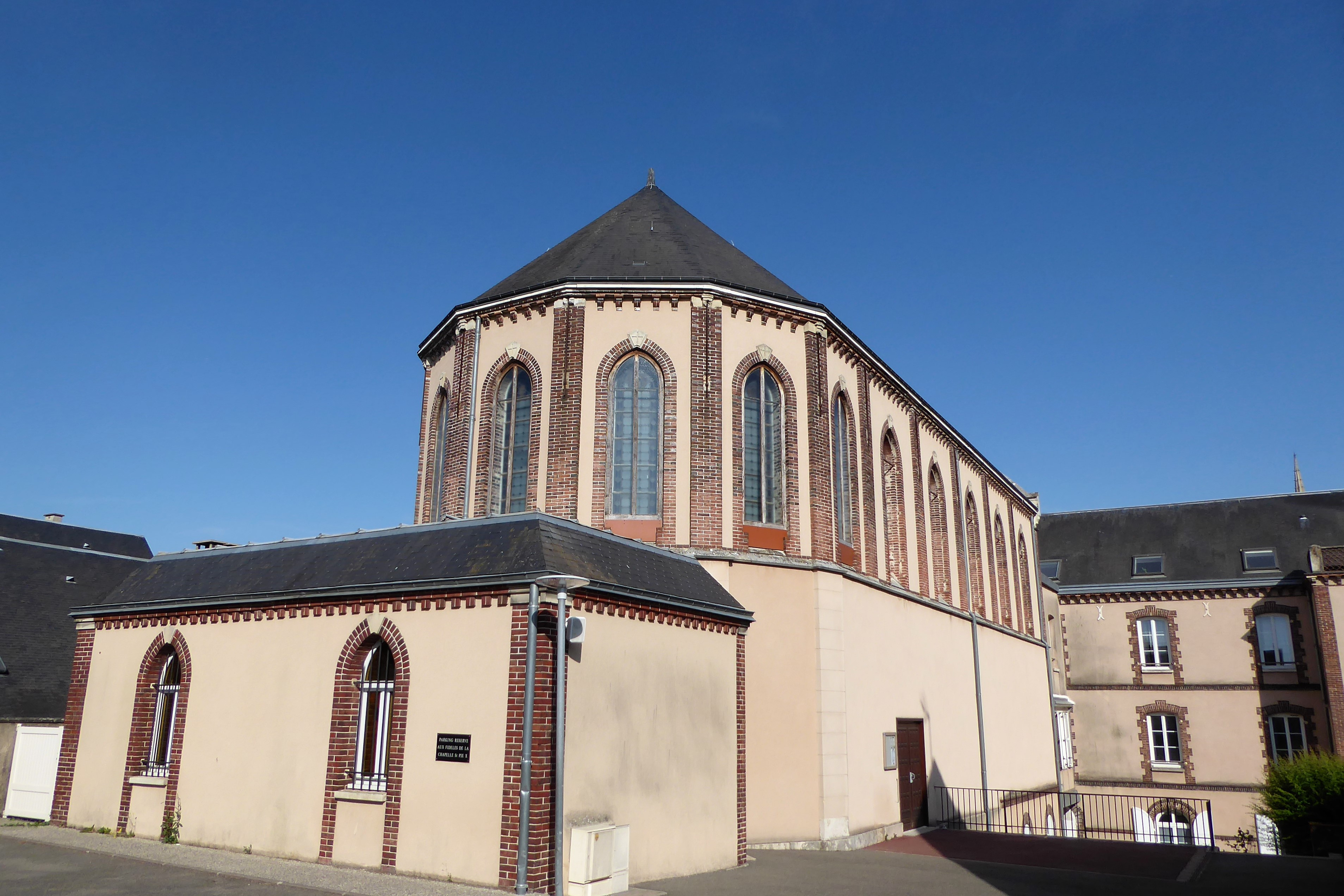
Chapelle du couvent des Sœurs de Notre-Dame.
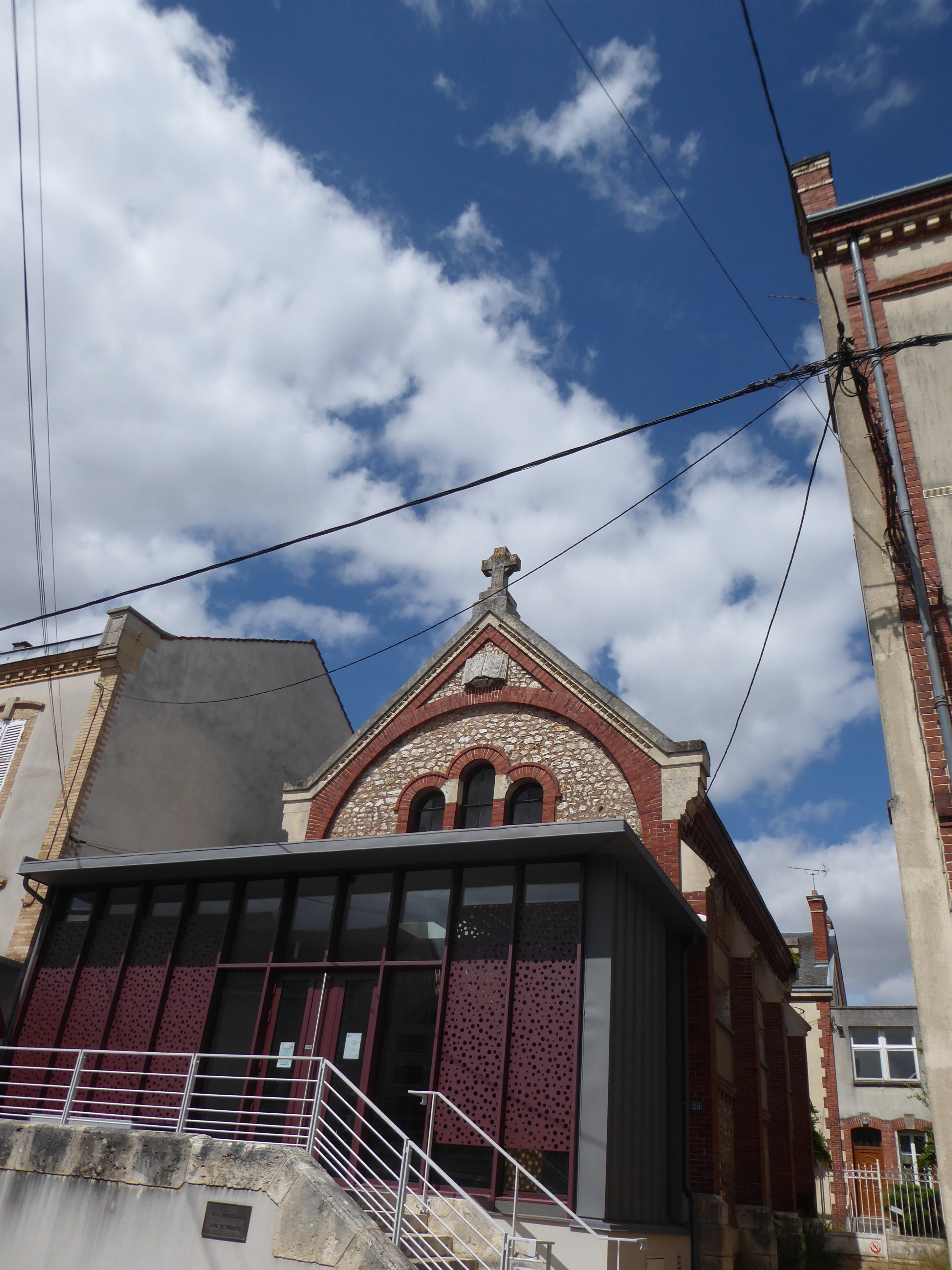
Temple protestant de Chartres

##### Anciens édifices cultuels
- La chapelle des Carmélites (tribunal de grande instance), rue Sainte-Thérèse ;
- La chapelle du palais épiscopal (musée des Beaux-Arts), cloître Notre-Dame ;
- La chapelle Saint-André (locaux d'enseignement privé), rue Avedam ;
- La chapelle Saint-Chéron (lycée Fulbert), rue Saint-Chéron ;
- La chapelle Saint-Éman (salle d'exposition), rue Saint-Éman ;
- La chapelle Saint-Julien (théâtre du Seuil), rue Saint-Julien ;
- Le prieuré Saint-Vincent (salle d'exposition), rue Porte Cendreuse.

Anciens édifices cultuels
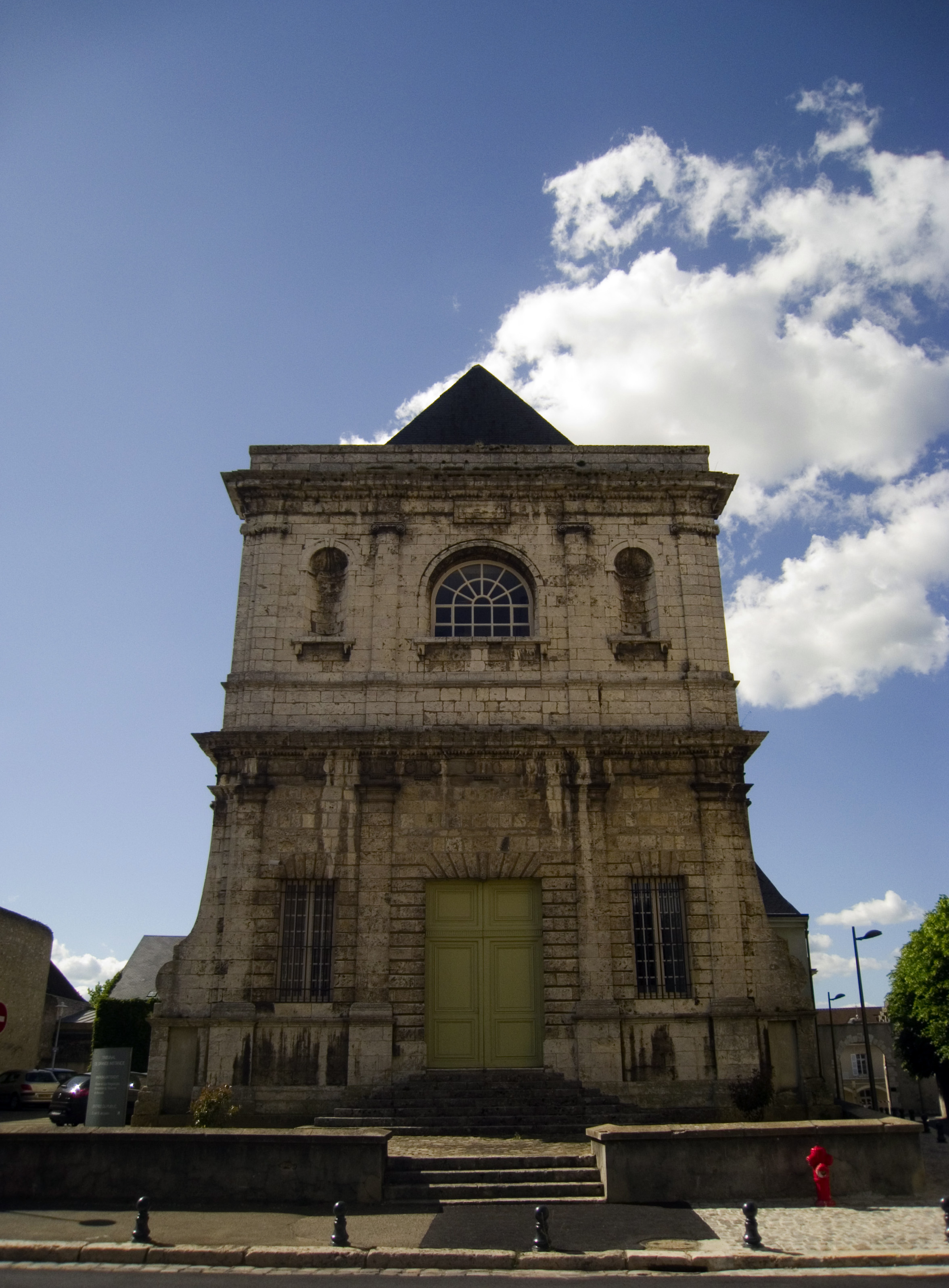
Chapelle des Carmélites.
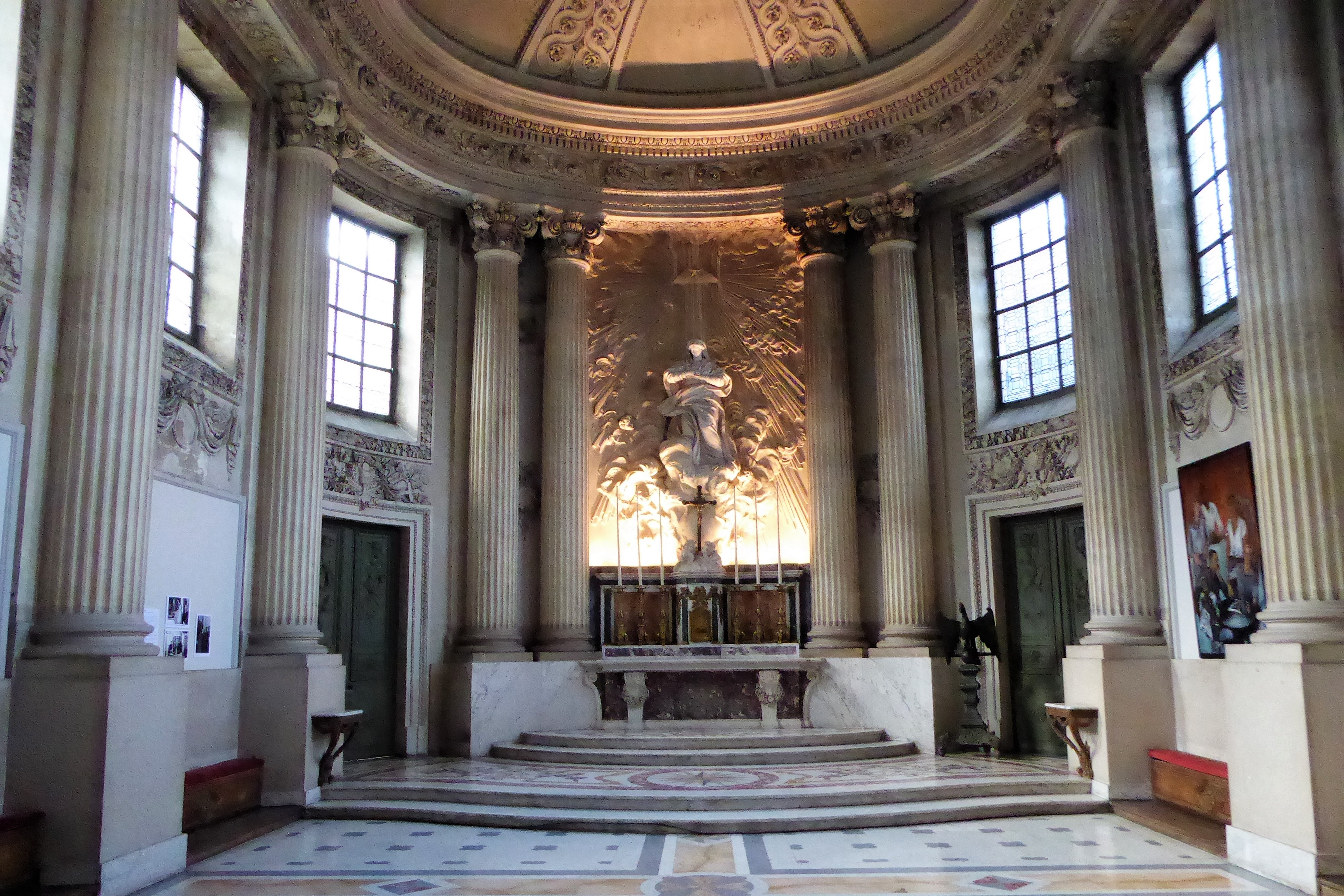
Chapelle du palais épiscopal.
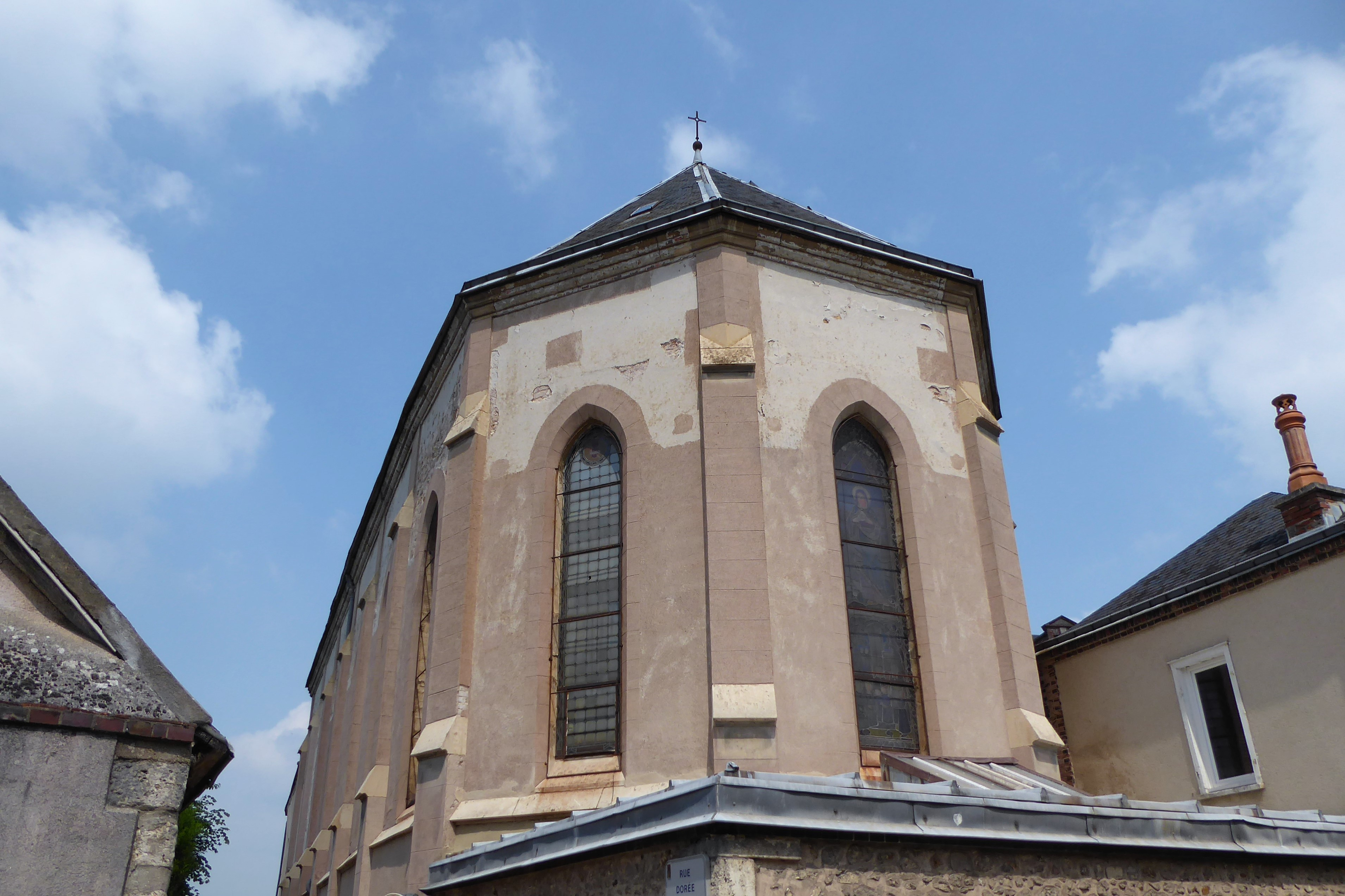
Chapelle Saint-André.
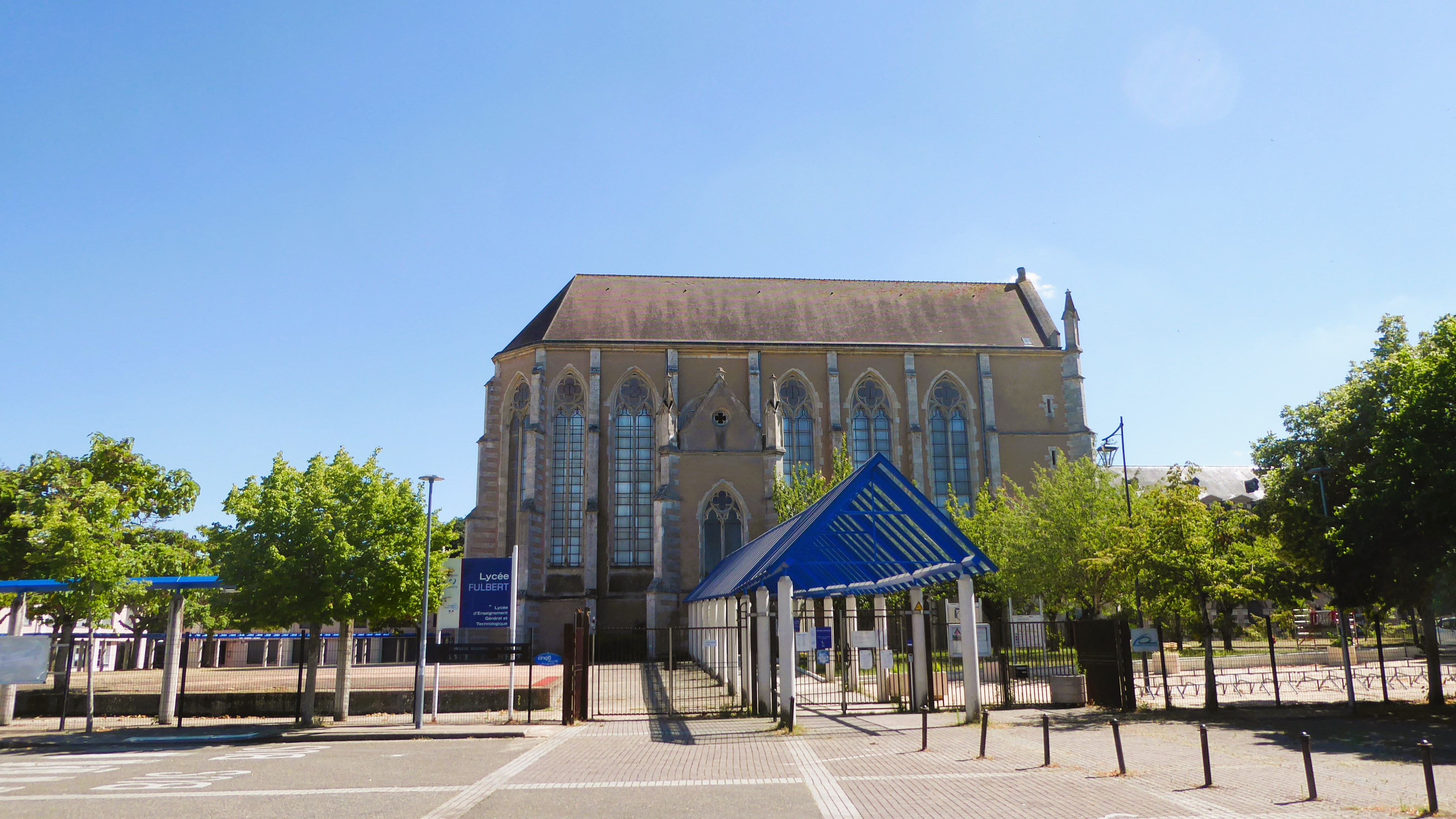
Chapelle Saint-Chéron du lycée Fulbert.
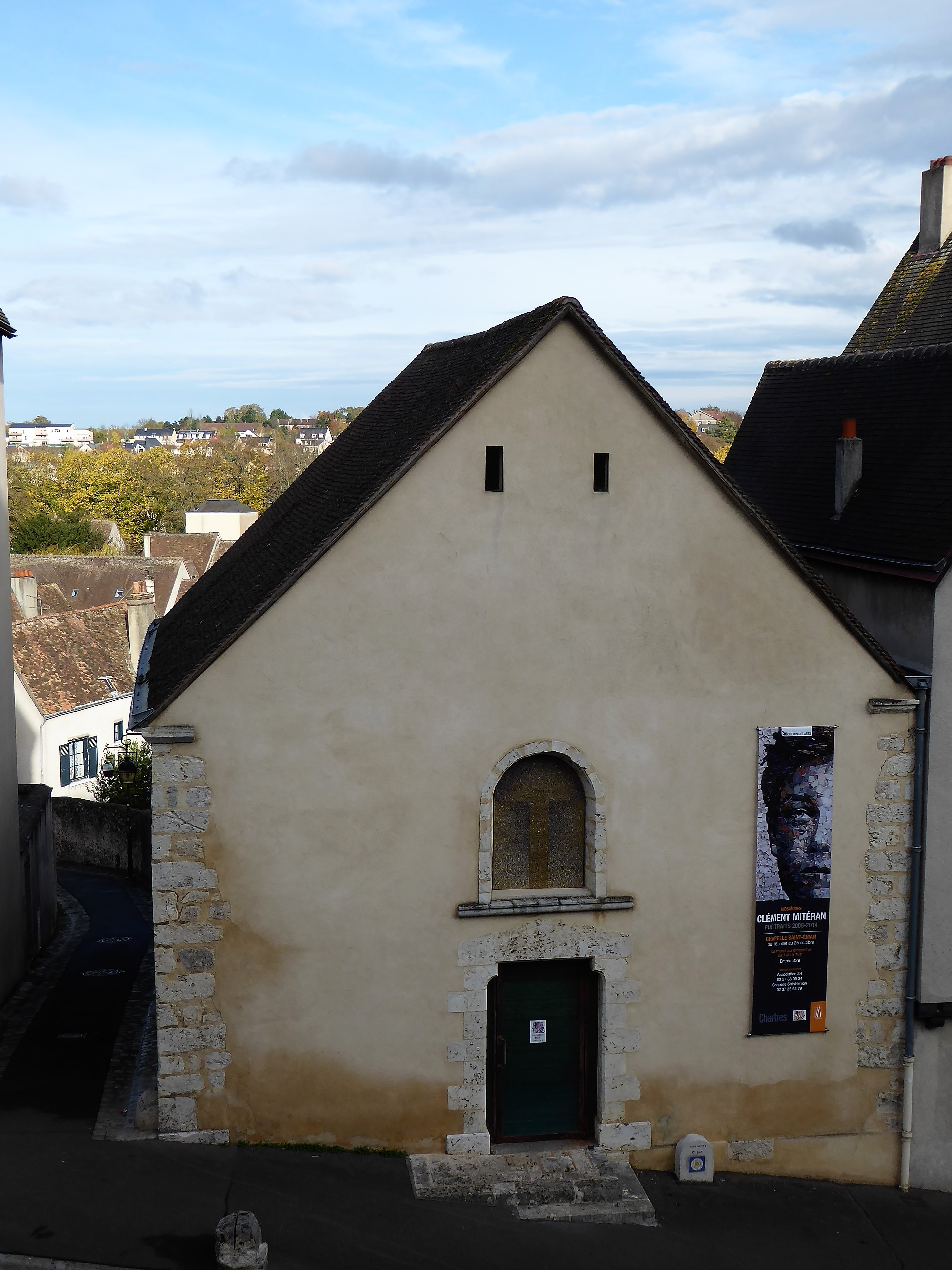
Chapelle Saint-Éman.
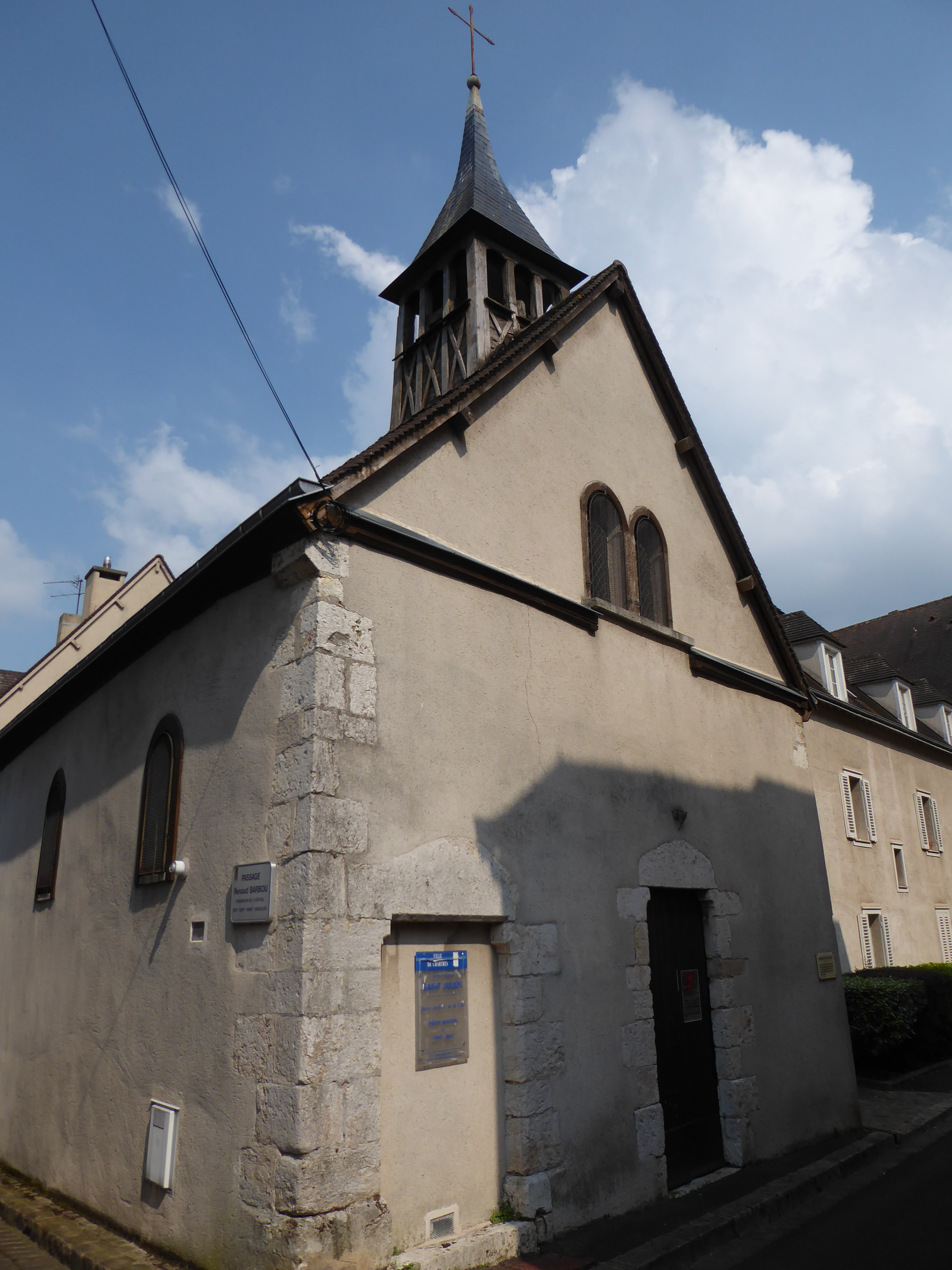
Chapelle Saint-Julien.
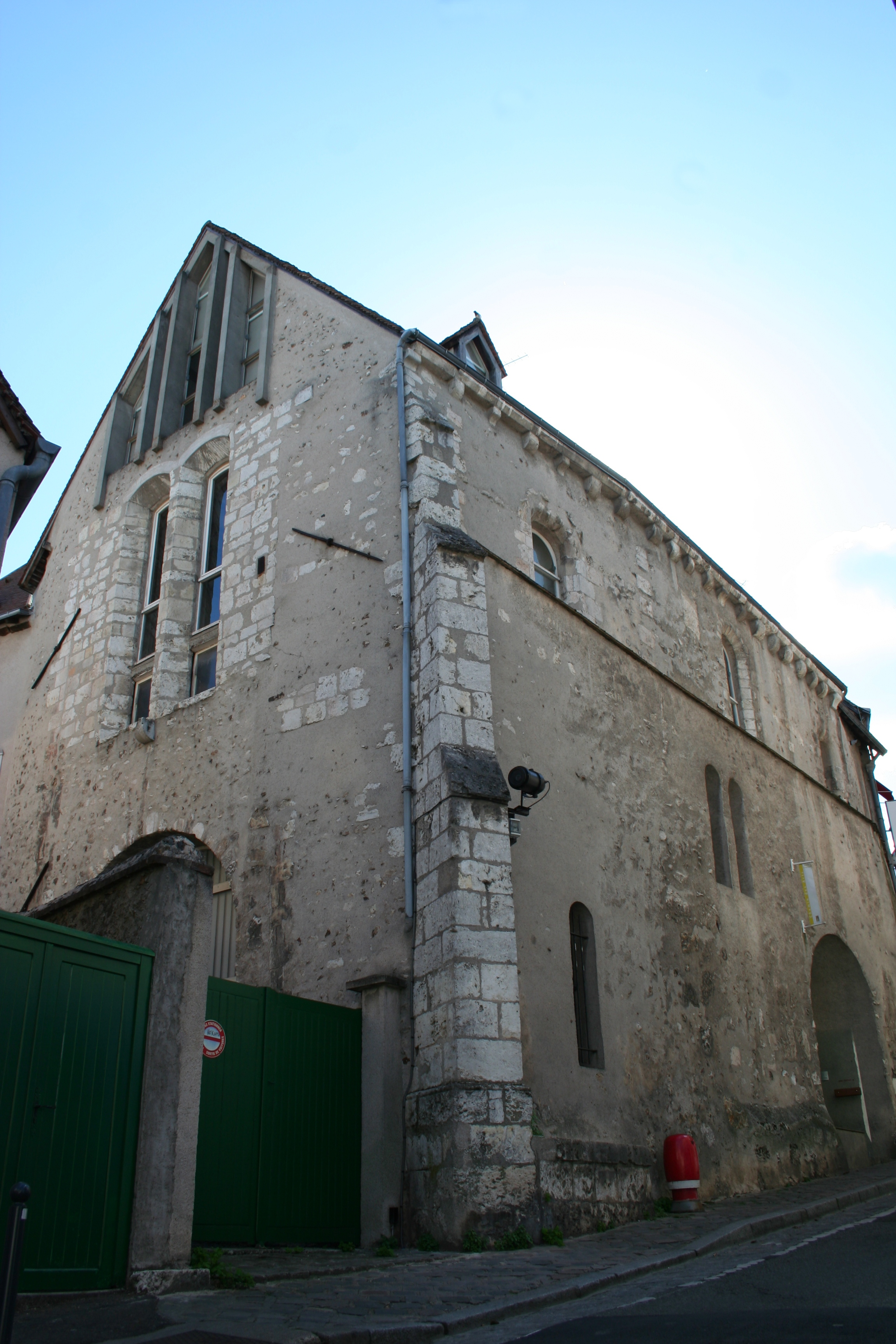
Prieuré Saint-Vincent.

### Chartres, lieu de pèlerinage

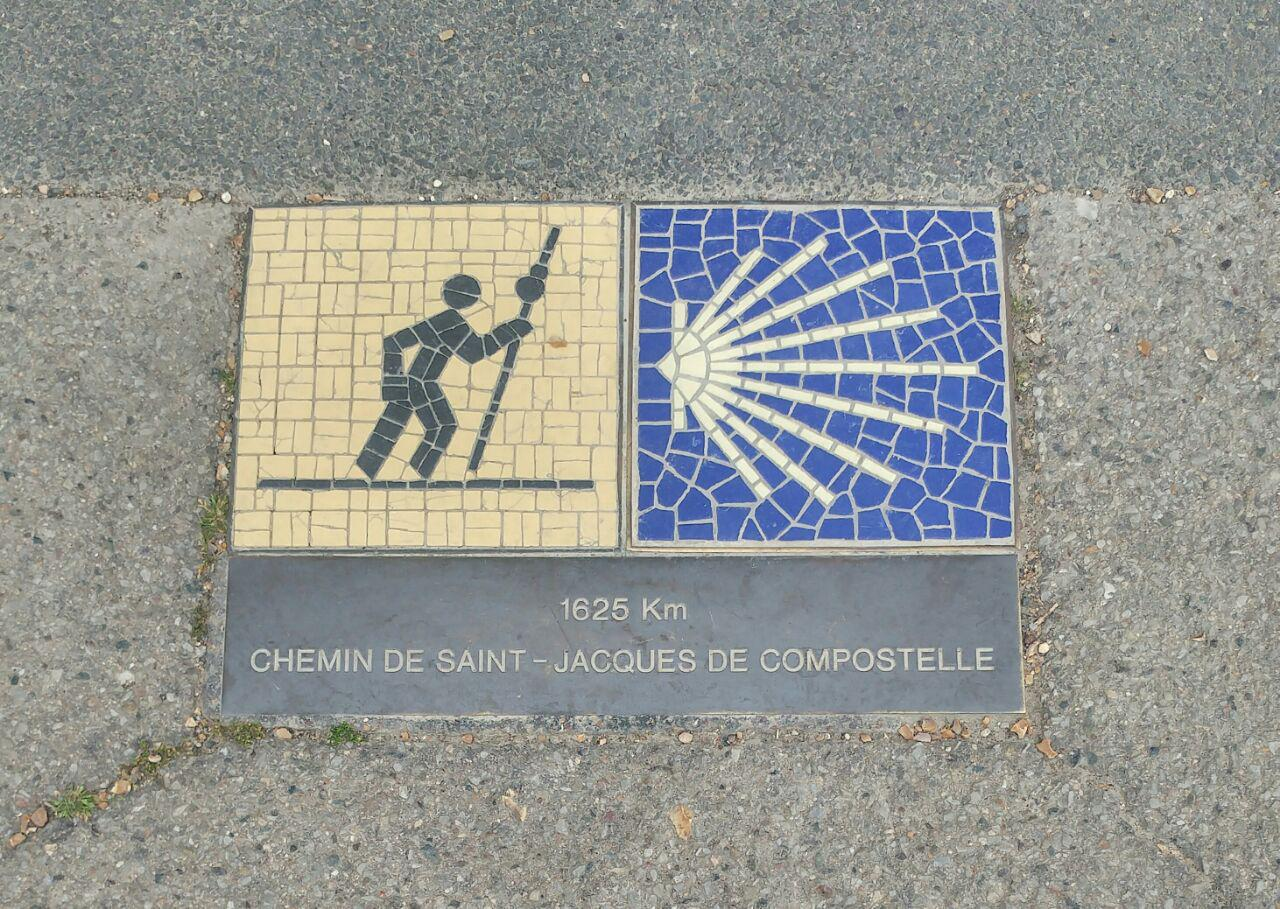
La plaque devant la cathédrale de Chartres avec indication de la distance à Saint-Jacques-de-Compostelle.

La ville est la destination de deux pèlerinages : le dimanche des Rameaux pour les jeunes de 18 à 30 ans des diocèses d'Île de France et à la Pentecôte pour le pèlerinage de Chrétienté.
Un des itinéraires de la Via Turonensis, chemin de pèlerinage médiéval de Paris à Saint-Jacques-de-Compostelle, traverse Chartres (l'autre itinéraire passe par Orléans). Selon le Chapitre Premier du Guide du Pèlerin d'Aimery Picaud, la Via Turonensis était une des quatre routes en France menant à Saint-Jacques-de-Compostelle et la seule venant du nord et du nord-est de l'Europe. Les pèlerins modernes qui partent de Paris peuvent prendre l'une des deux variantes de l'itinéraire (via Vauhallan et Saint-Rémy-lès-Chevreuse ou via Versailles) qui convergent près de Rambouillet et traverse Épernon, Saint-Prest et Lèves avant d'entrer dans Chartres. La Via Turonensis continue ensuite vers Bonneval et Châteaudun jusqu'à Tours où elle converge avec la variante via Orléans.

### Édifices civils

#### La vieille ville de Chartres
La vieille ville de Chartres se compose de deux parties, la ville haute autour de la cathédrale et la basse ville aux bords de l'Eure et de ses bras. Elle constitue un ensemble remarquable d'édifices médiévaux et Renaissance.
Au sein de cet ensemble, la place de la Poissonnerie constitue un exemple architectural caractéristique regroupant la maison du Saumon et la maison de la Truie qui file. Ce quartier est attesté comme lieu de vente du poisson depuis le début du XVe siècle jusque dans les années 1950. Autrefois, cette place était entièrement entourée de maisons à colombage. Cependant, elles furent démolies vers 1870 puis plus tard en 1960. La maison du Saumon fut habitée par Catherine Maubuisson, dame de Borville qui était à la tête d’un important négoce d’import export. Outre le saumon, la façade présente une Annonciation et saint Michel terrassant le dragon.

Rues et maisons de Chartres
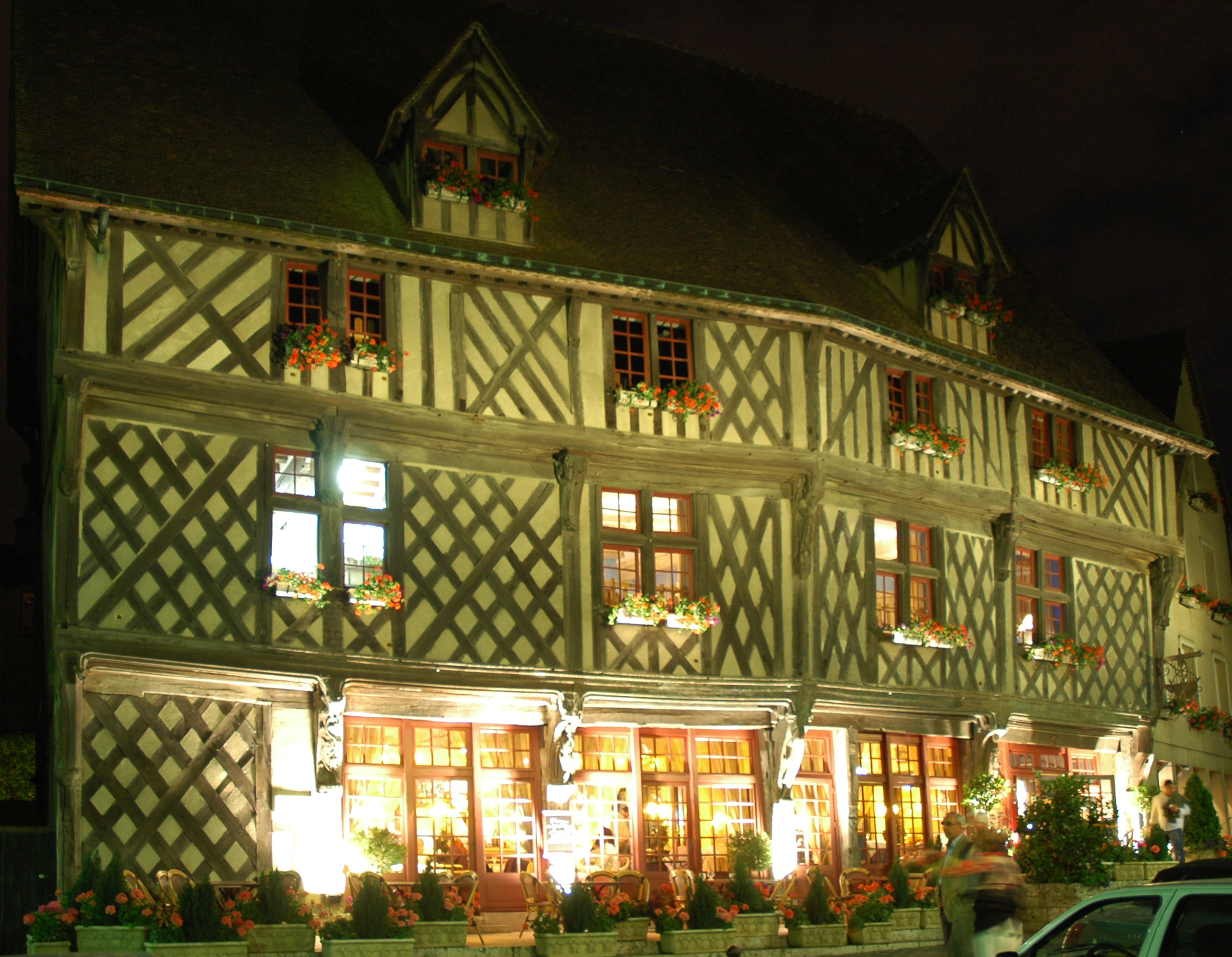
Maison à colombages dite maison du Saumon  Classé MH (1928).
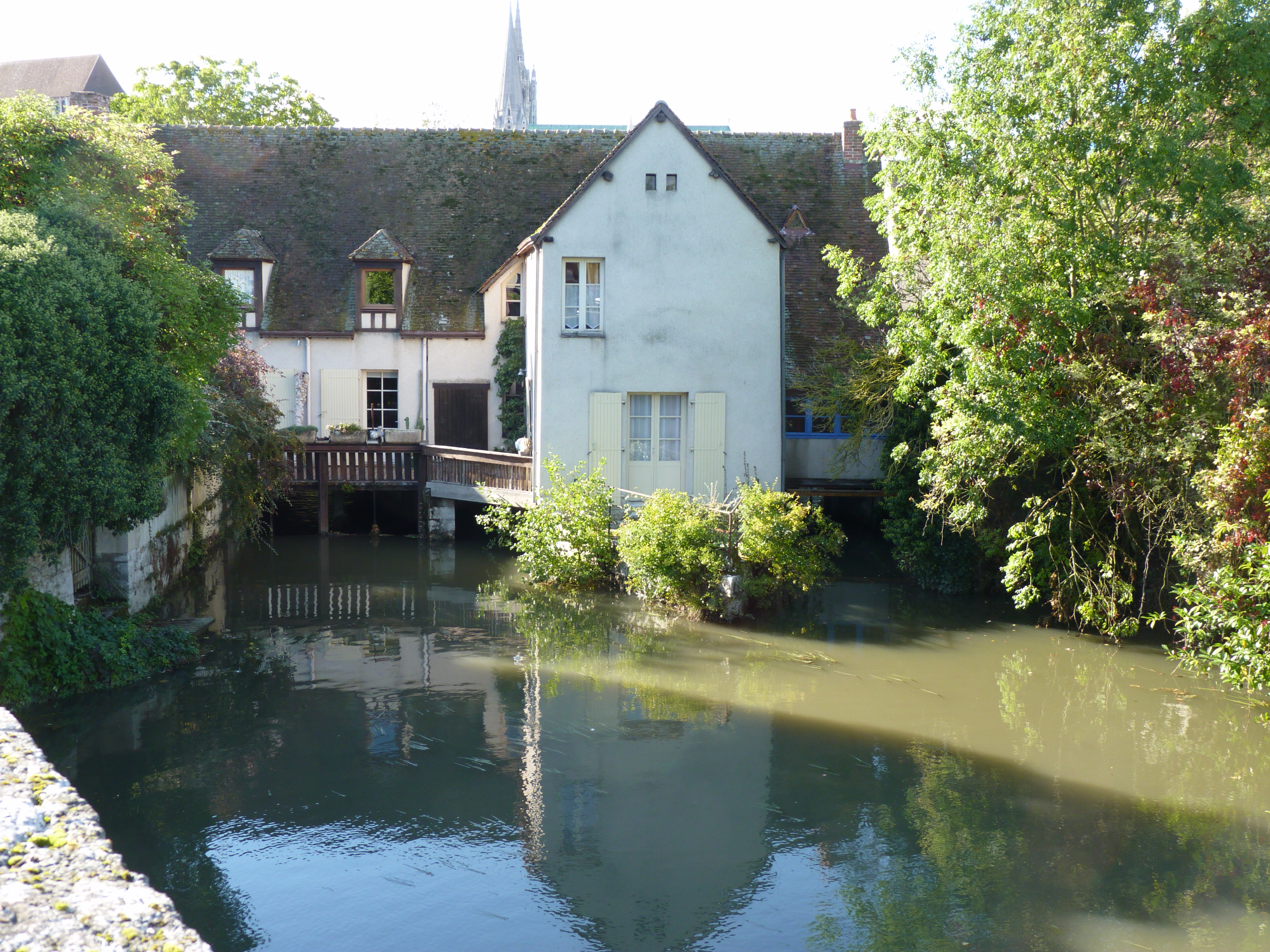
Moulin Saint-Père, rue de la Grenouillère.
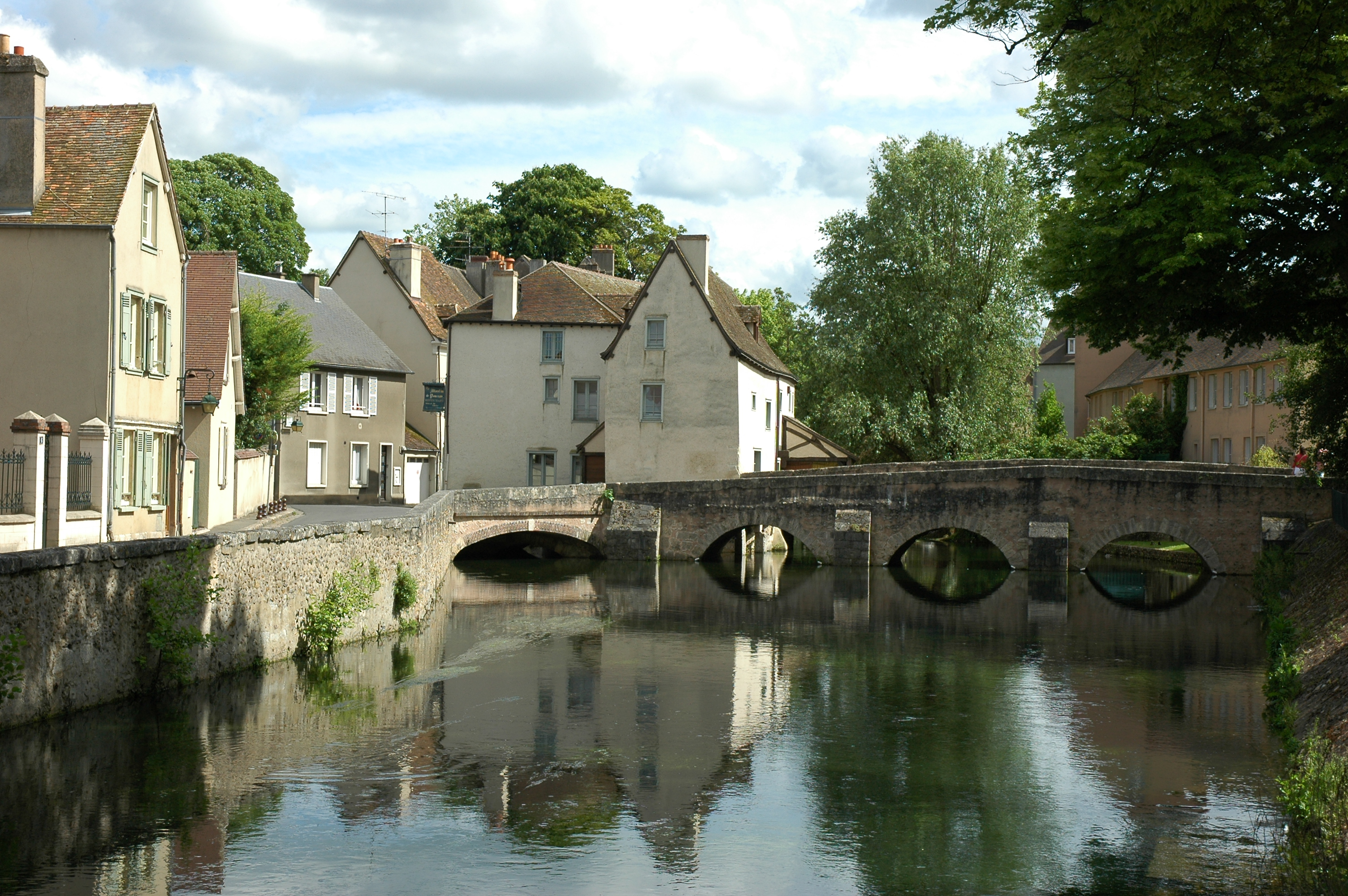
Les bords de l'Eure au pont des Minimes.
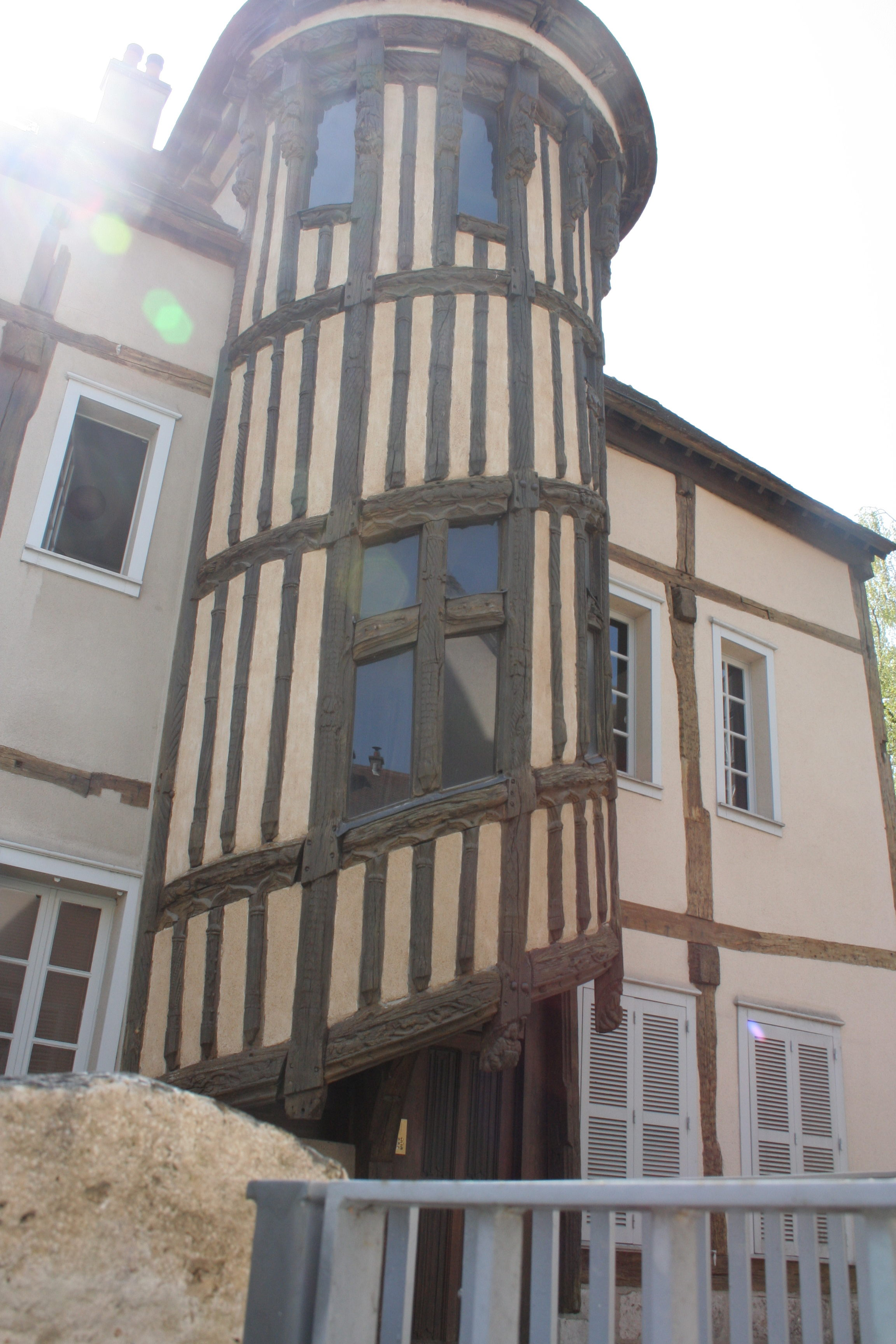
Escalier de la reine Berthe, 35 rue des Écuyers  Classé MH (1889).
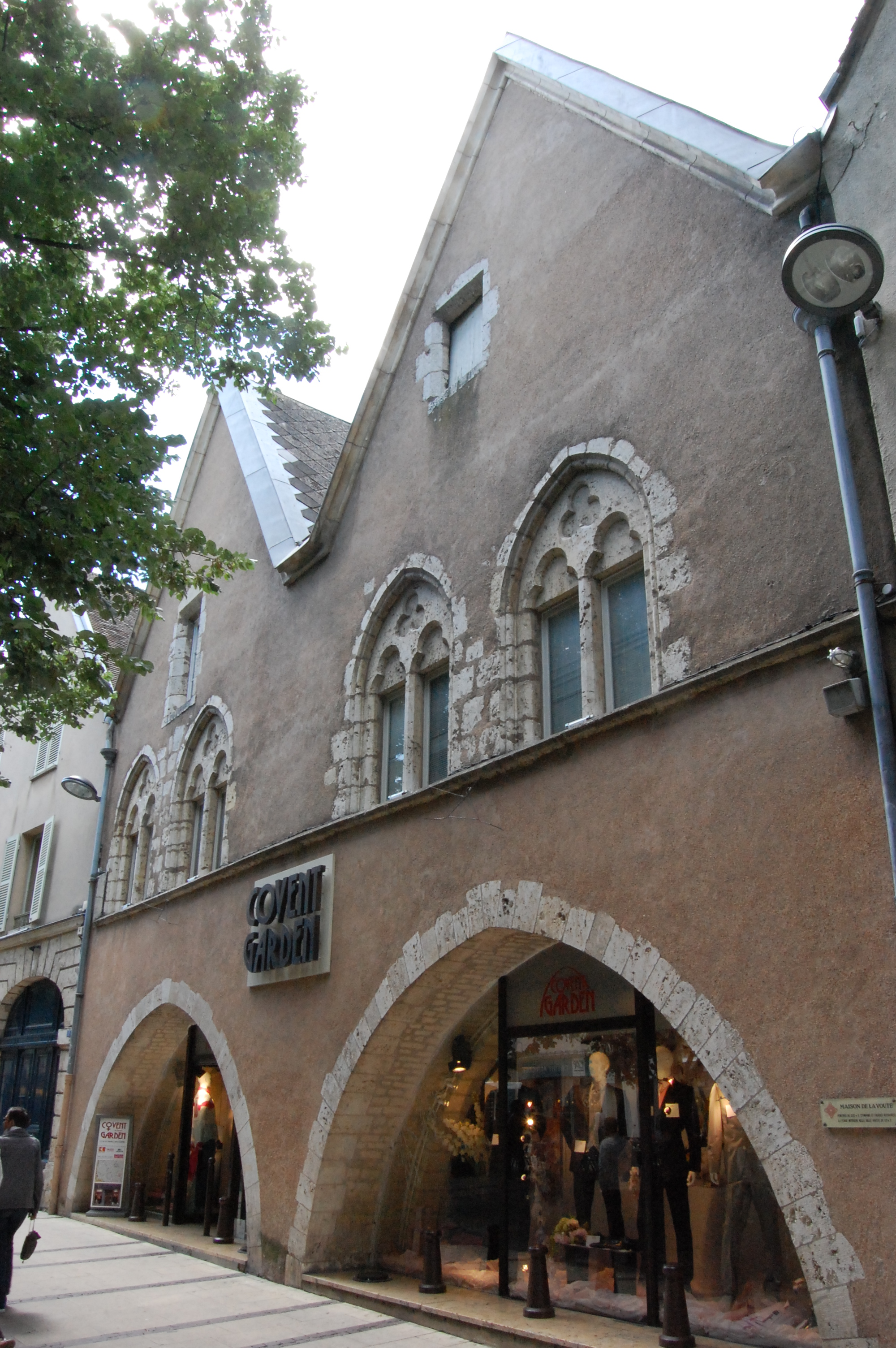
Maison de la Voûte.
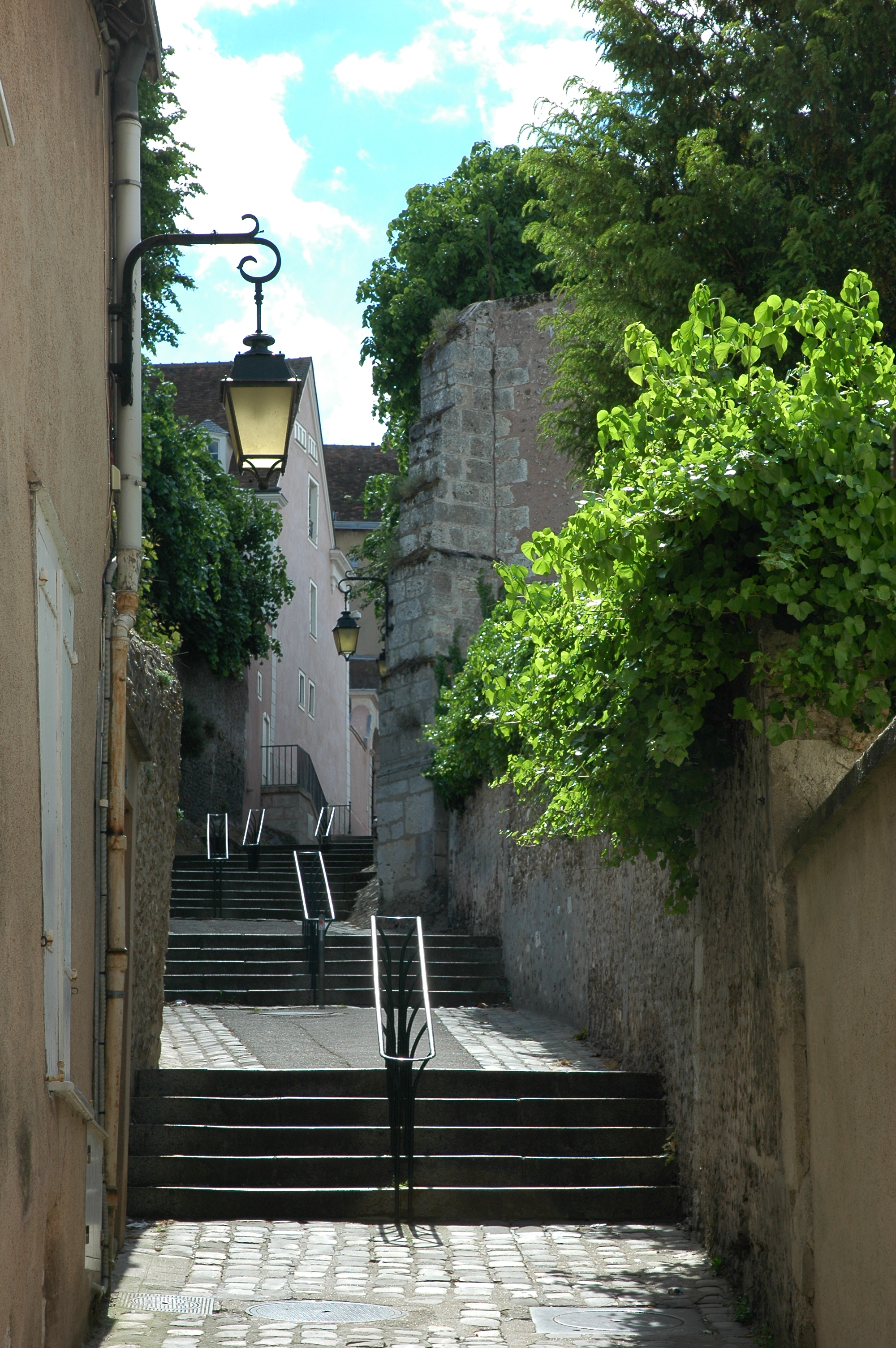
Tertre Saint-Nicolas.
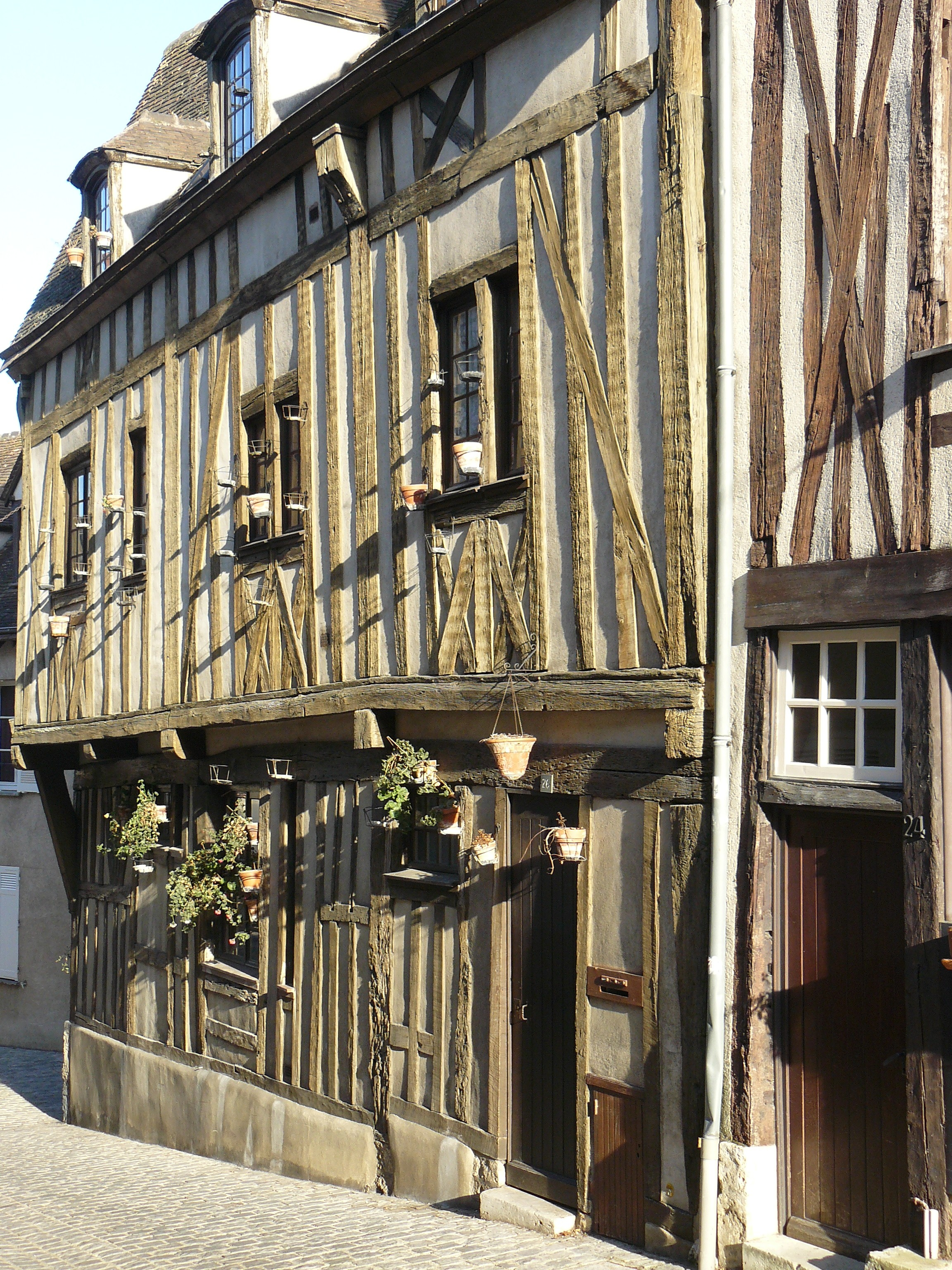
Rue des Écuyers.
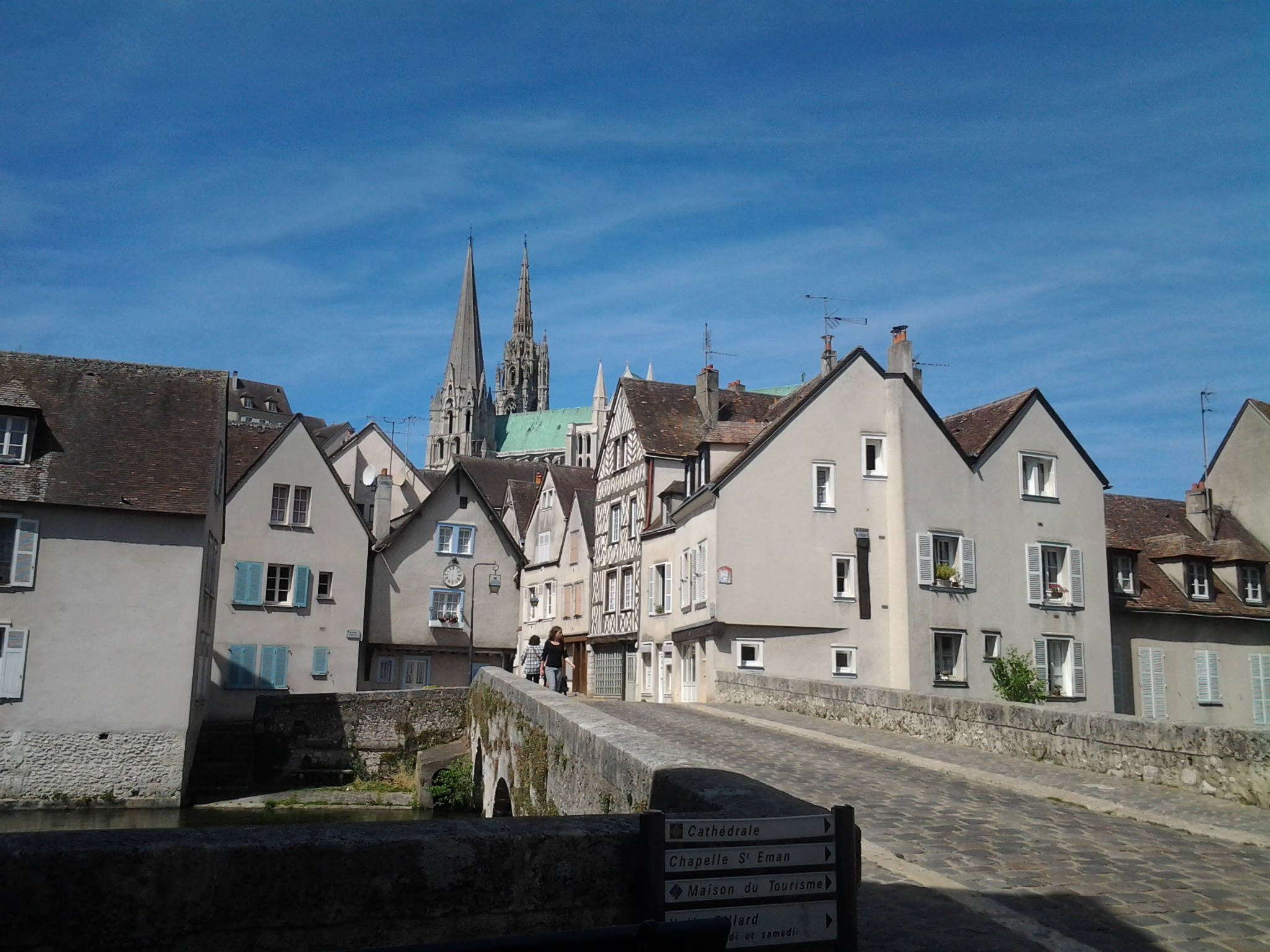
Chartres, vu à partir du Pont Bouju sur l'Eure.

#### Le pont et moulin Saint-Père

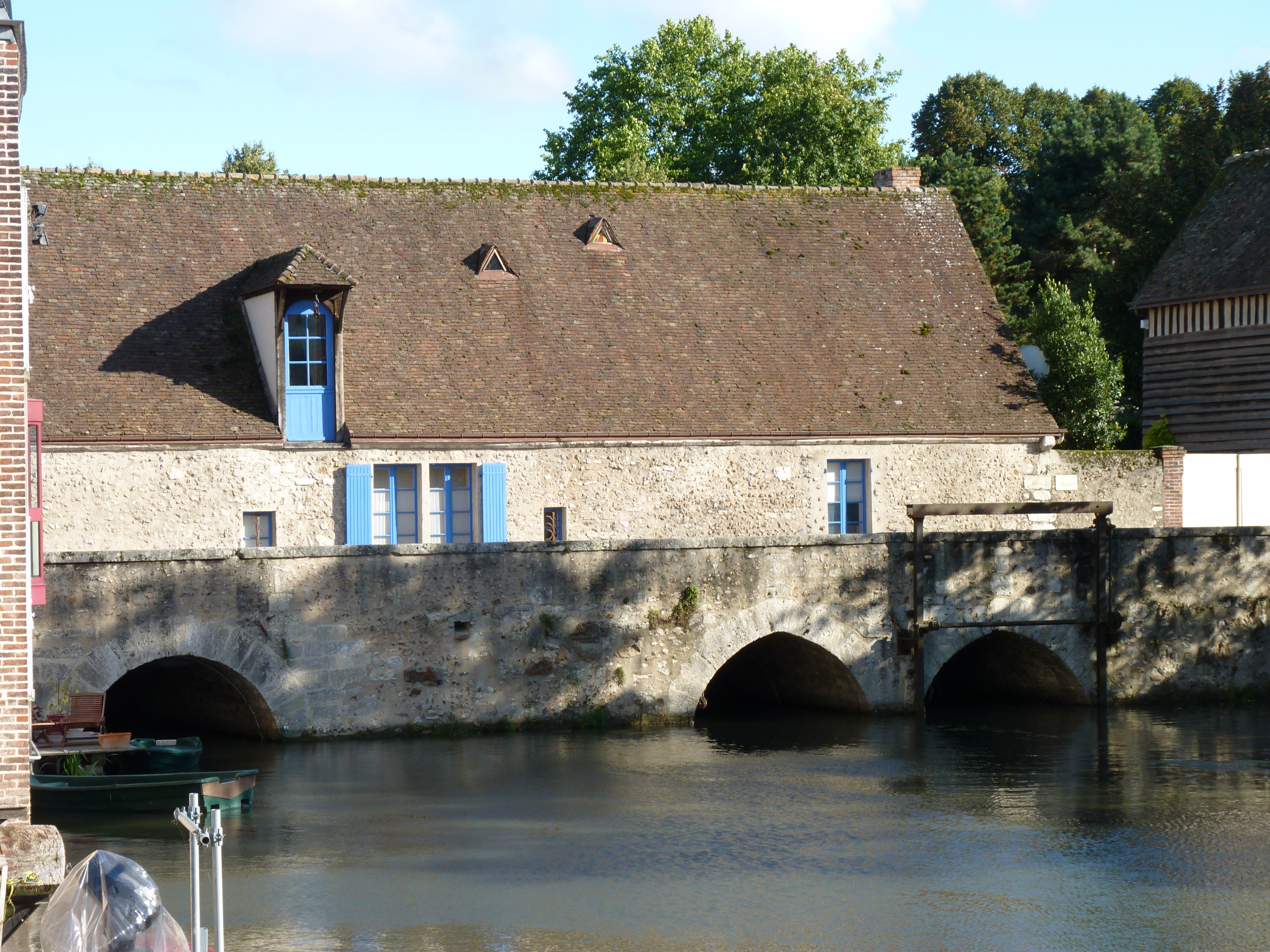
Moulin Saint-Père, côté rue.

Construit en bois au XIVe siècle, le pont Saint-Père est certainement le plus ancien pont de Chartres. Il servait, à l'origine, de retenue à 3 moulins (Saint-Père, des Morts et Herle) qui furent regroupés. De 1459 à 1791, le moulin appartenait à l'abbaye de Saint-Père. En 1892, on aménagea, sous une des arches du pont, une porte permettant aux ouvriers municipaux de curer la rivière.
Le moulin à aubes et ses dépendances, en partie montées sur pilotis, sont accolés au pont Saint-Père. Le mécanisme de transmission de la force hydraulique ne fonctionne plus. Le moulin avec l'ensemble du mécanisme est classé par arrêté du 30 novembre 1987. Du fait de la présence du moulin, le pont Saint-Père est dit bâti.

#### L'enclos de Loëns

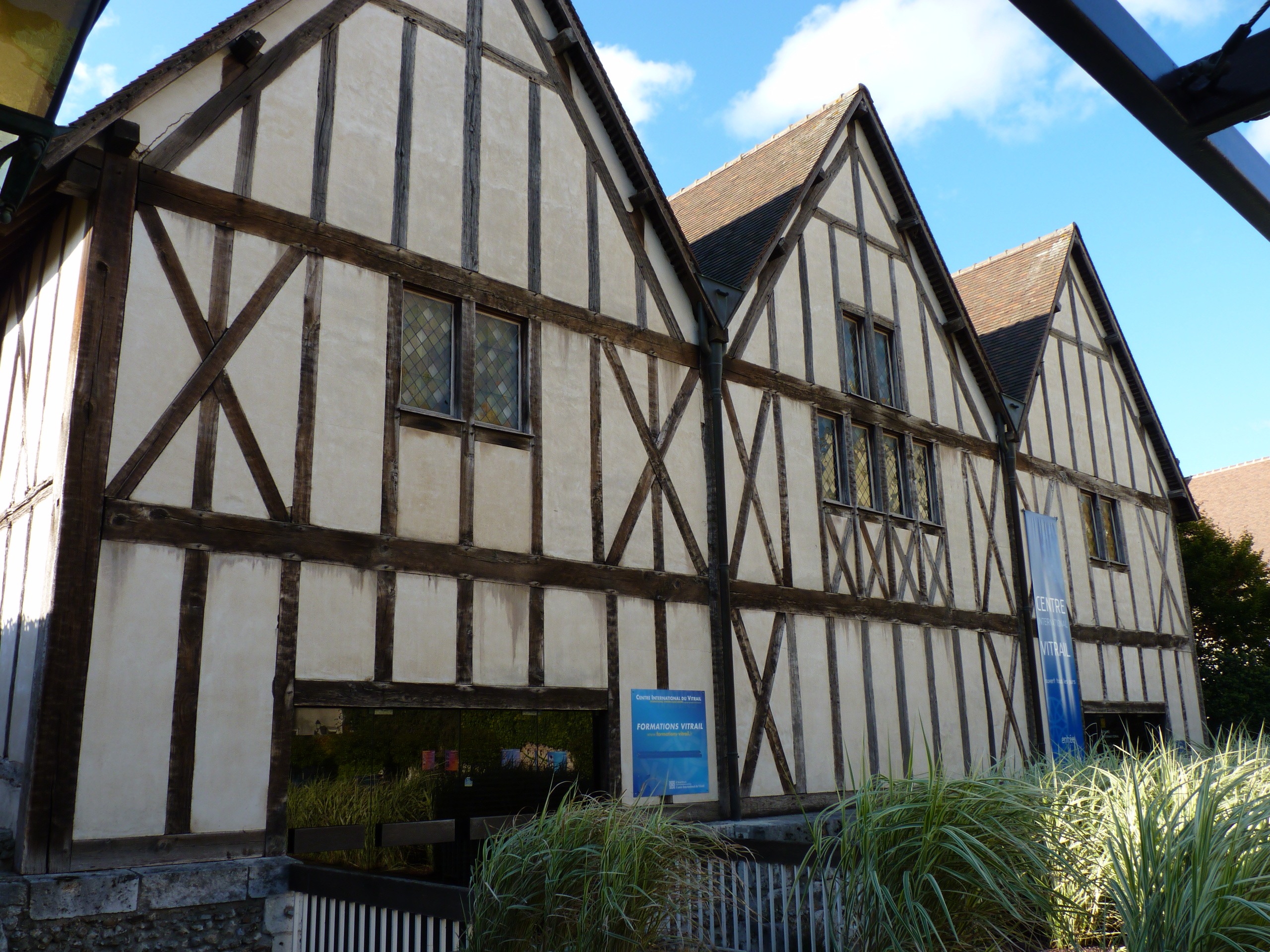
Le cellier de Loëns,
.

L'enclos de Loëns était un ensemble de bâtiments dépendant du chapitre cathédral, qui réunissait, à proximité du cloître Notre-Dame, un cellier, un grenier, une prison et un four banal. Dans cet enclos, étaient stockés les dîmes et fermages versés en nature, et emprisonnés les condamnés de la justice ecclésiastique.
Le cellier est classé monument historique en 1862. Il abrite actuellement le Centre international du vitrail.

#### Le palais épiscopal

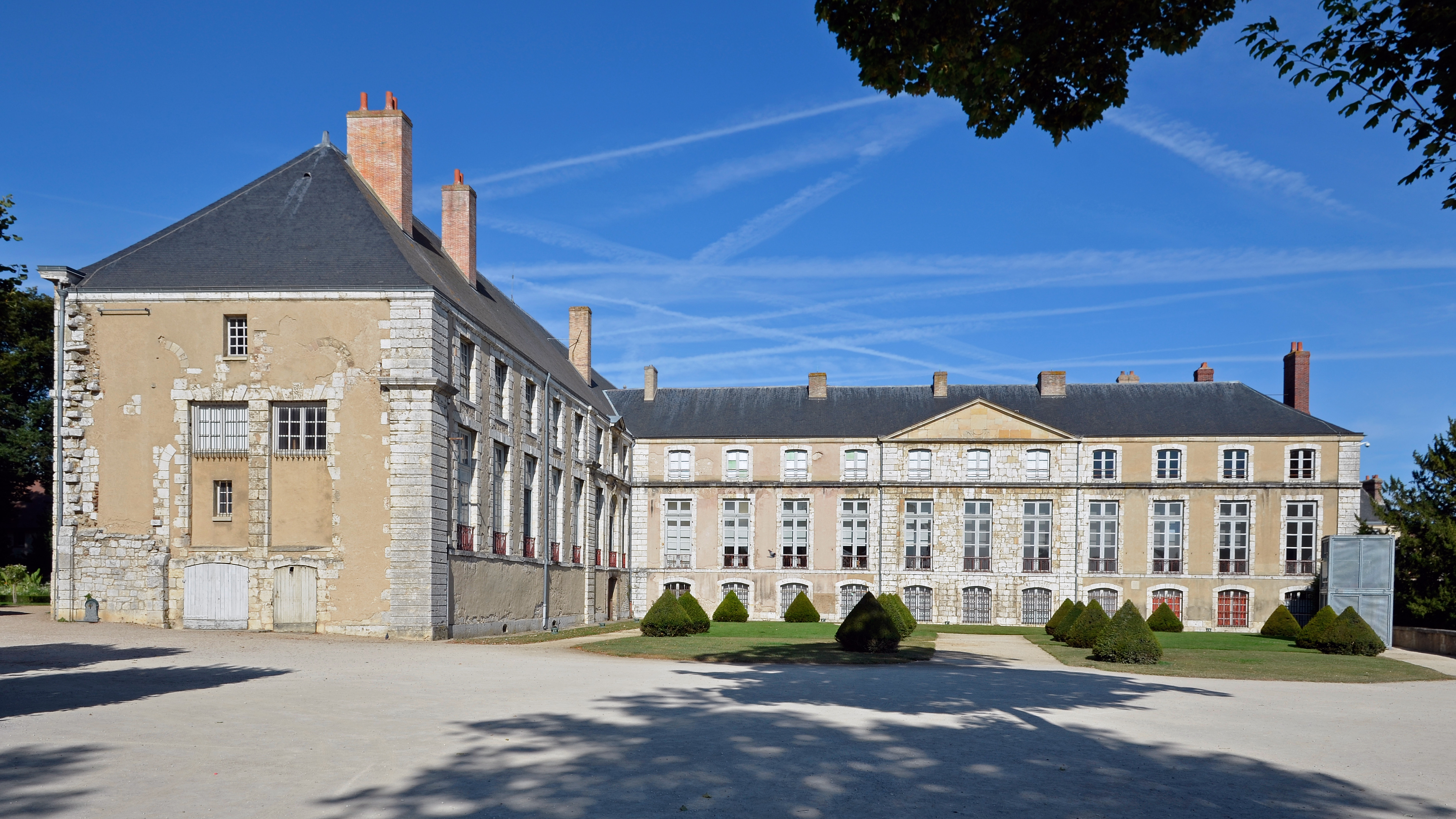
Façade côté jardin du Palais épiscopal,.

Il ne subsiste rien du premier palais épiscopal qui aurait été édifié sur le site, par l'évêque saint Yves au XIIe siècle. Du palais qui accueille Henri IV à l'occasion de son couronnement en 1594, il ne reste que les communs. Le bâtiment central est élevé durant la première moitié du XVIIIe siècle. En effet, Paul Godet des Marais détruit la chapelle Saint-Serge-et-Saint-Bacche pour construire un corps de bâtiment en 1704. Le pavillon central de la façade, la salle à l'italienne ainsi que la chapelle sont construits au milieu du XVIIIe siècle, sous la direction de Monseigneur Fleury.
De 1794 à 1804, le palais épiscopal est utilisé par l'administration centrale du département d'Eure-et-Loir. Puis la préfecture s'y installe en 1804 avant de rendre, en 1821, le palais à l'évêché renaissant.
À l'issue de la loi de séparation des Églises et de l'État, en 1905, les bâtiments deviennent la propriété du département d'Eure-et-Loir. En 1913, celui-ci les met à la disposition de la ville de Chartres. Les soldats cantonnés dans les lieux durant la Première Guerre mondiale saccagent la décoration. Le bâtiment est laissé à l'abandon jusqu'à ce que la ville de Chartres en fasse son musée des Beaux-Arts. Celui-ci est inauguré en 1939, mais n'est réellement ouvert qu'en 1948.

#### L'ancien hôtel des Postes

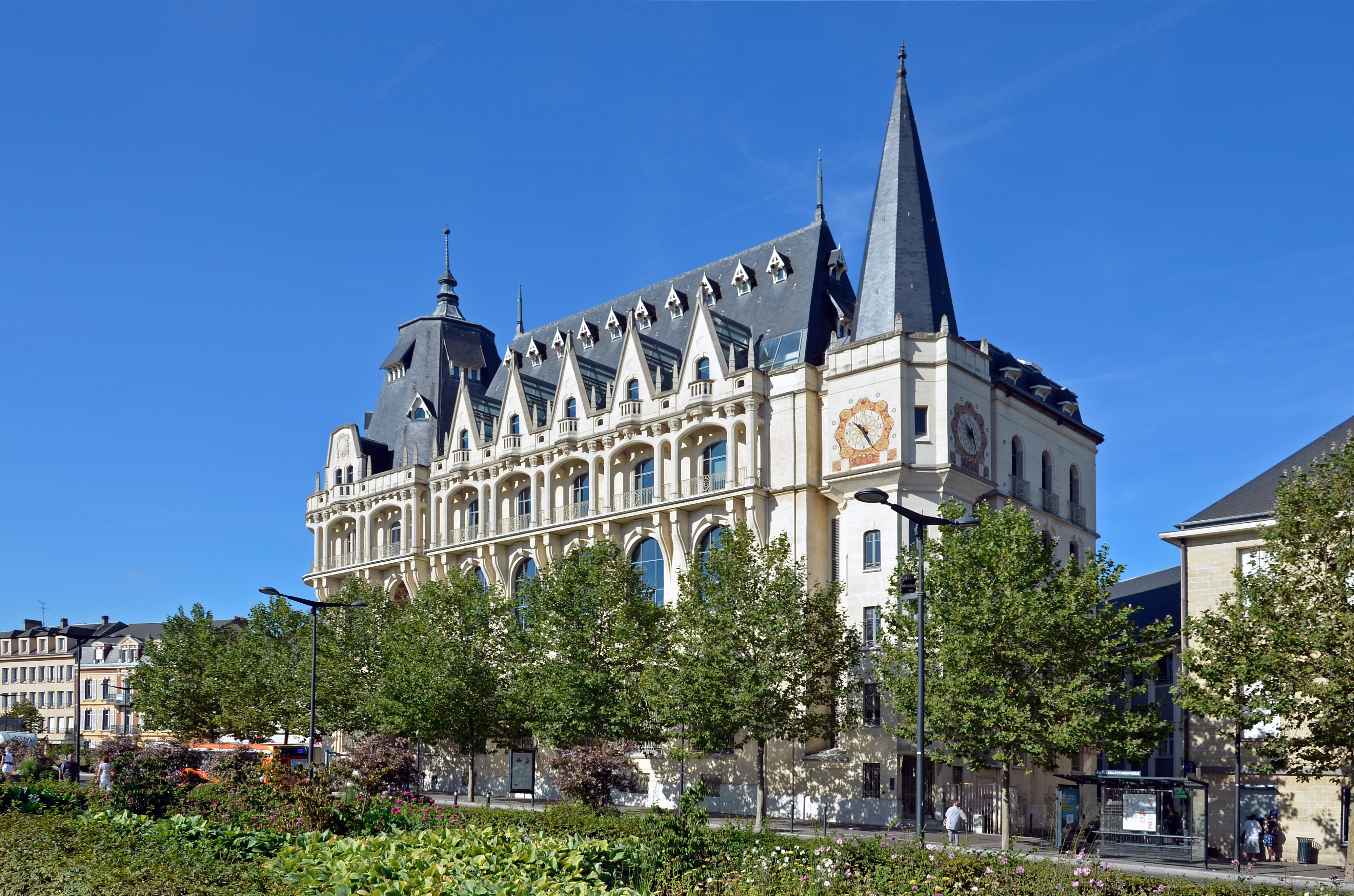
Ancien hôtel des Postes
.

En 1919, devant l'expansion des communications, dont le télégraphe et le téléphone, est décidée la construction d'un bâtiment spécifique situé à l'emplacement du marché aux chevaux, entre la place des Épars et la place du Châtelet. C'est à Raoul Brandon qu'est confiée sa construction dans un style néogothique utilisant des techniques novatrices pour l'époque dont le béton armé. Le décor raconte, sur un support mosaïque, l'acheminement d'une lettre jusqu'à son destinataire. L'hôtel des Postes est terminé en 1928. En 2005, la ville de Chartres acquiert le bâtiment devenu une silhouette désormais indissociable du paysage chartrain pour y installer, après complète reconstruction intérieure, sa médiathèque.

#### Monument en hommage à Jean Moulin

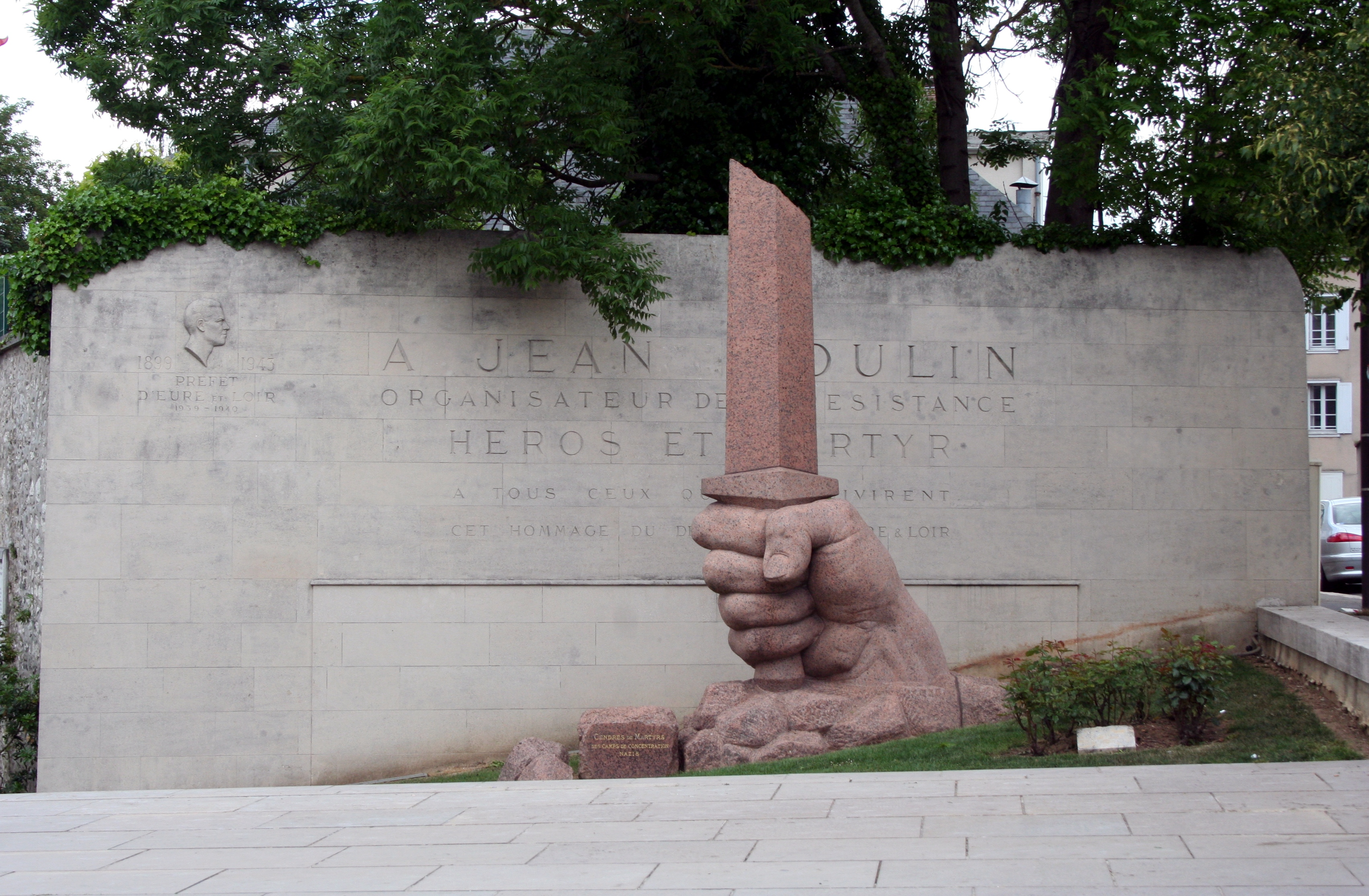
Monument en hommage à Jean Moulin, angle boulevard Maurice-Viollette rue Collin-d'Harleville.

En 1948, un monument en hommage à Jean Moulin est inauguré grâce à une souscription publique. Réalisé par Marcel Courbier sur les plans de l'architecte Michel Maunoury, le monument représente un poing crispé sur un glaive brisé. La statue, faite de granit rose, immortalise l'action de Jean Moulin. Un parterre de roses baptisées « Résurrection » ou « Roses de la déportation », rouge magenta et rose, créées par Michel Kriloff et dédiées aux femmes déportées à Ravensbrück, entoure le monument.

#### La maison Picassiette
La maison Picassiette (ou la Maison aux mille morceaux) est un exemple d'architecture naïve constituée de mosaïques de verre et de faïence coulés dans le ciment. Elle a été construite par un seul homme Raymond Isidore, dit Picassiette (1900-1964). Balayeur du cimetière municipal, il collectait les morceaux d'assiettes, de verre, mis au rebut et s'inspirait de ses rêves. La population le surnommait Picassiette : le Picasso de l'assiette. Il se rêvait artiste et inspira une démarche originale de transformation sociale du quartier des Hauts-de-Chartres. Un parcours de 15 mégalithes, partiellement recouverts de mosaïques, permet au touriste qui visite la maison de se rendre sur le « quartier Picassiette » et de découvrir les œuvres réalisées par les habitants dans les cages d'immeubles. Par ailleurs, des mosaïques insérées dans le sol relient la chapelle Saint-Éman, dédiée à la mosaïque depuis 2003, à la maison Picassiette, en traversant le cimetière municipal.

#### Le Grand Monarque

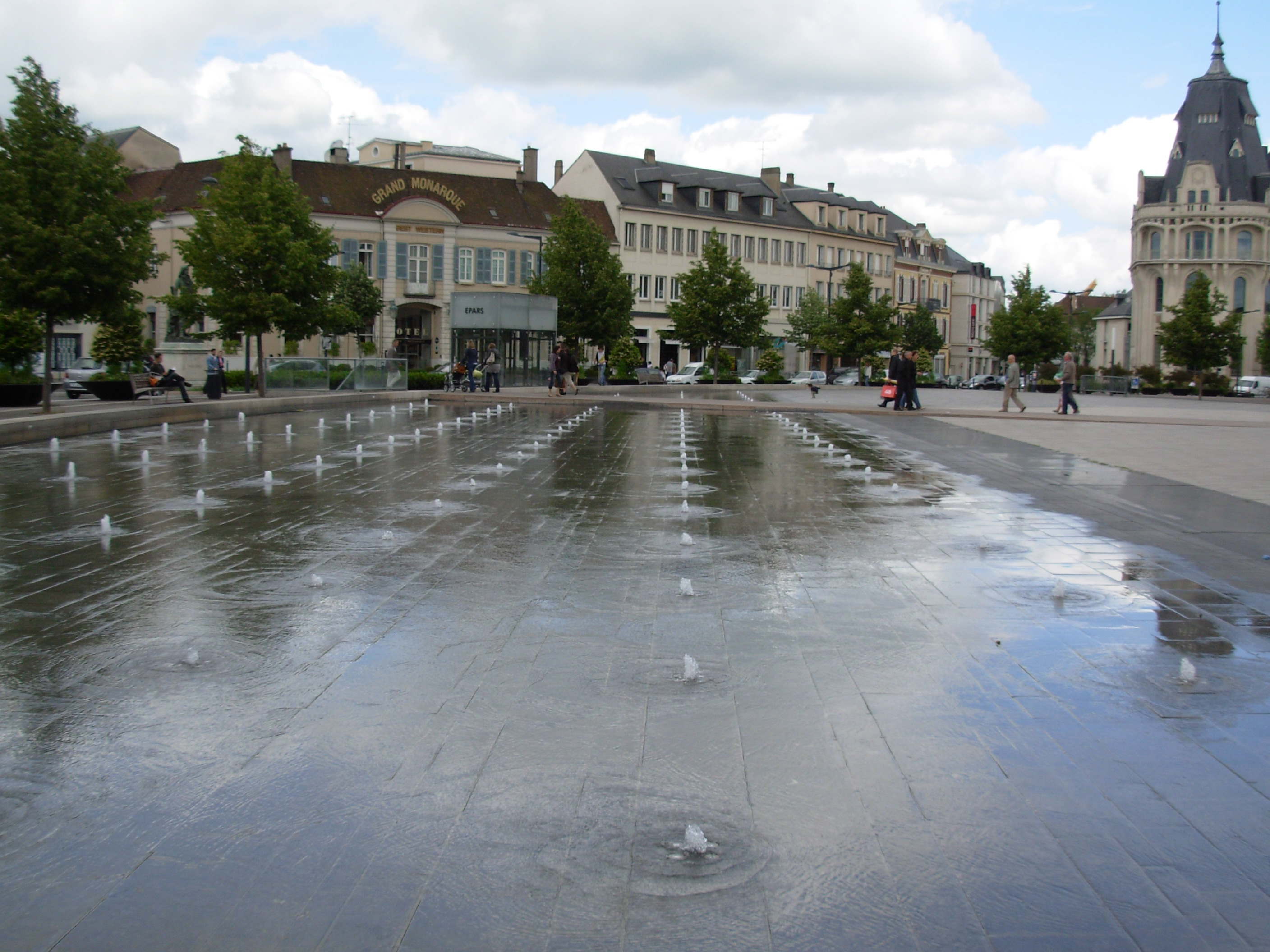
Vue du Grand Monarque depuis la place des Epars

#### Le cimetière municipal

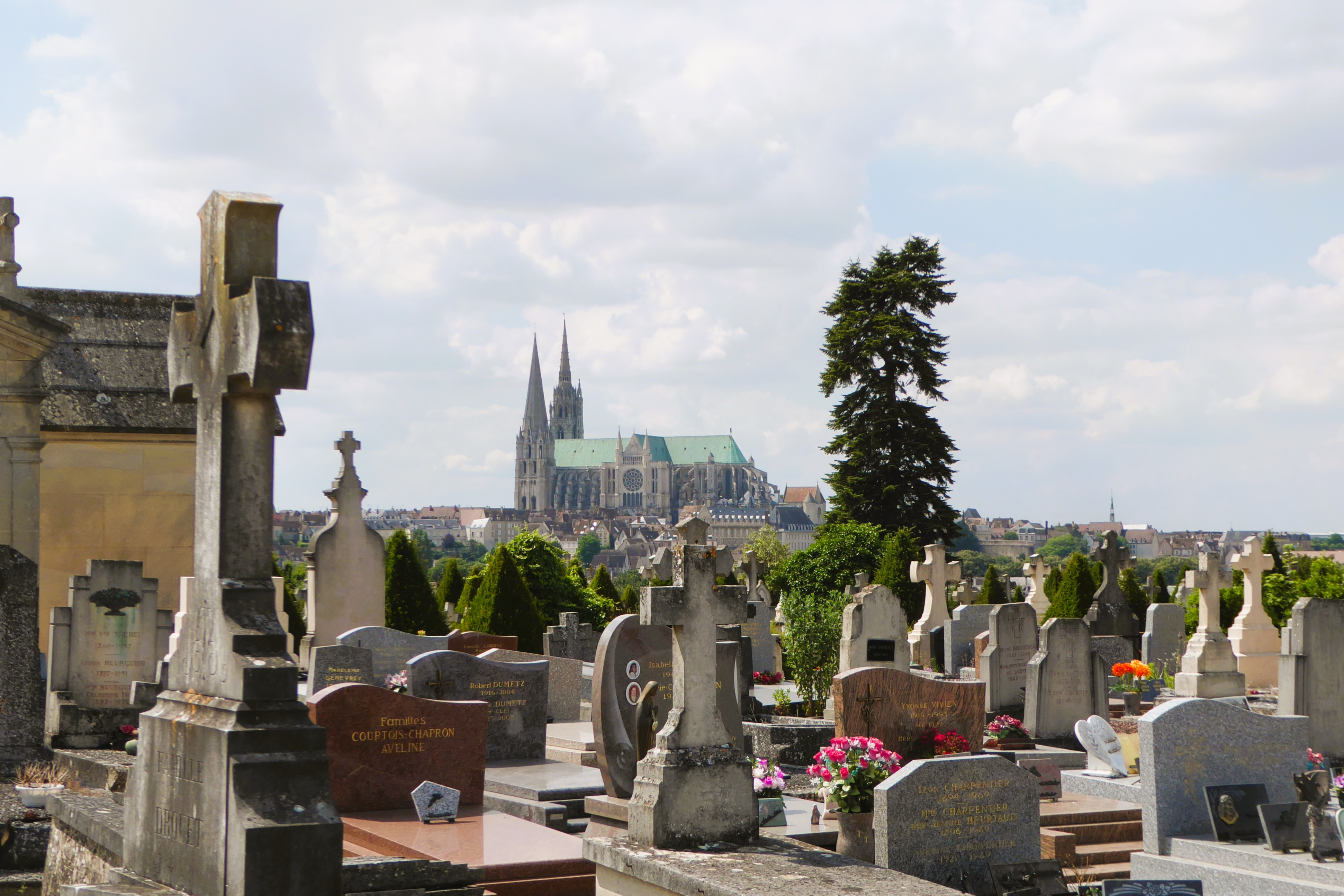
Le cimetière Saint-Cheron.

### Patrimoine culturel

#### Le théâtre de Chartres

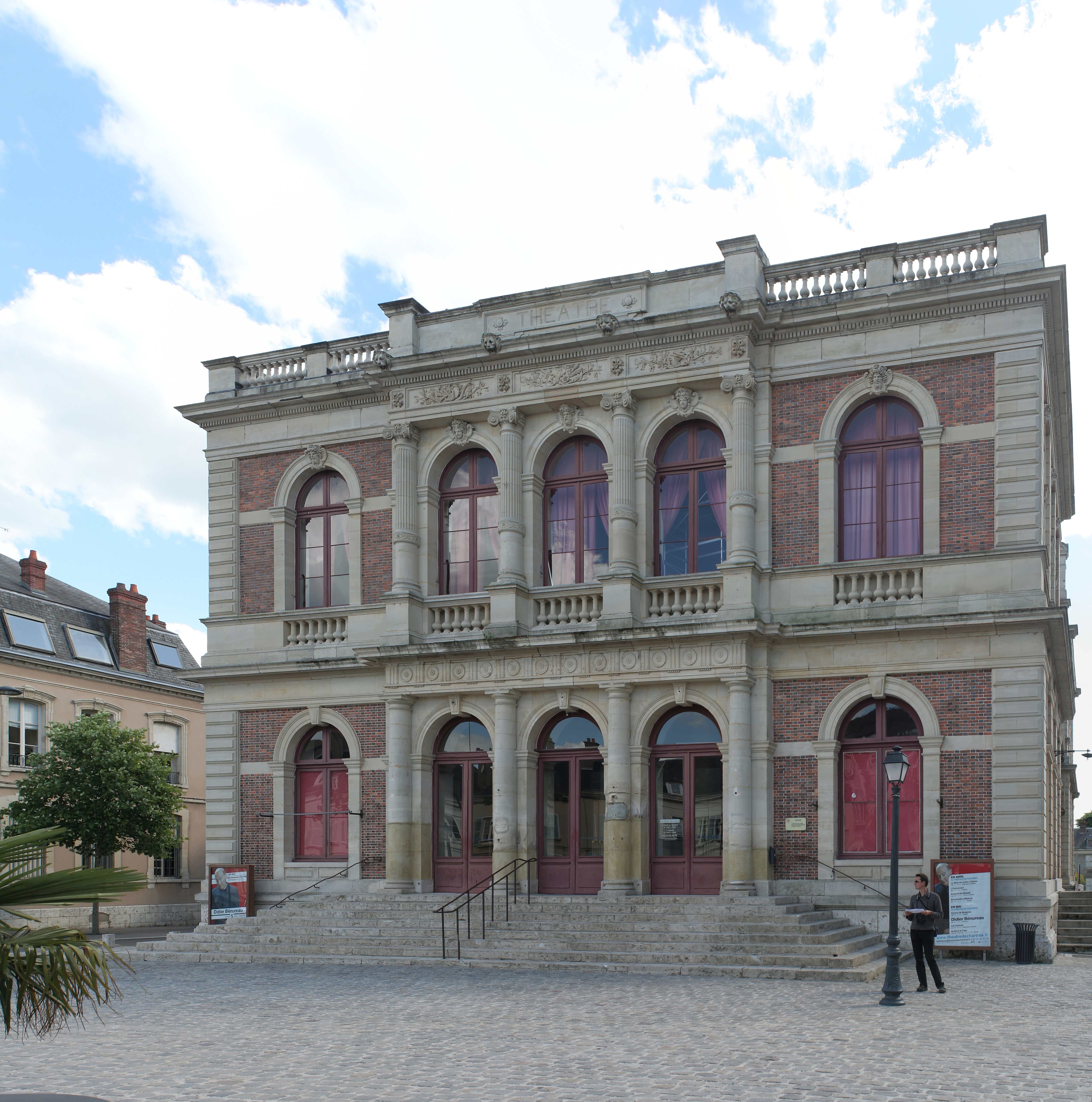
Le théâtre.

Le théâtre de Chartres, subventionné principalement par la Ville de Chartres, rayonne sur l’agglomération chartraine et sur l’ensemble du département d’Eure-et-Loir. Ouvert à tous les genres artistiques (théâtre, danse, musiques, humour…) et à tous les publics, il offre une programmation de qualité. Son foyer-bar récemment rénové et sa salle à l’italienne de 531 places en font un haut lieu de la culture chartraine. Il est actuellement dirigé par Jérôme Costeplane.

#### Le Colisée
Le Colisée est une salle de spectacle ouverte en avril 2024. Sa capacité est d'environ 4 000 places.

#### Musée des Beaux-Arts
Le musée des Beaux-Arts est le principal musée de la ville. Situé dans l'ancien palais épiscopal, à côté de la cathédrale, il abrite une collection d'œuvres d'art variée : peintures, dessins, sculptures, objets d'arts, archéologie, mobilier et en particulier une collection fournie de peintures de Maurice de Vlaminck.

Œuvres exposées au musée des Beaux-Arts
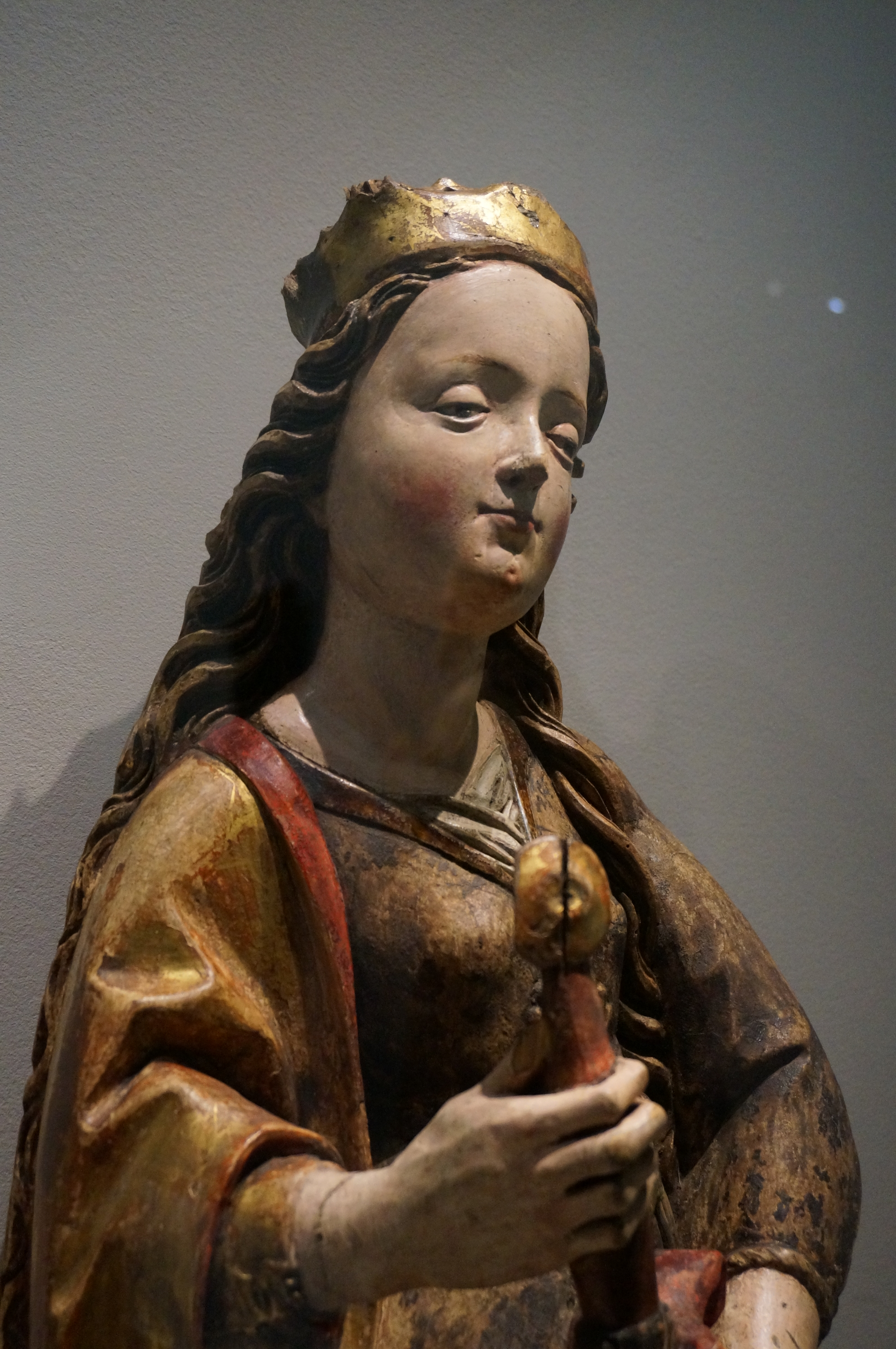
Figure d'un retable Sainte Catherine.
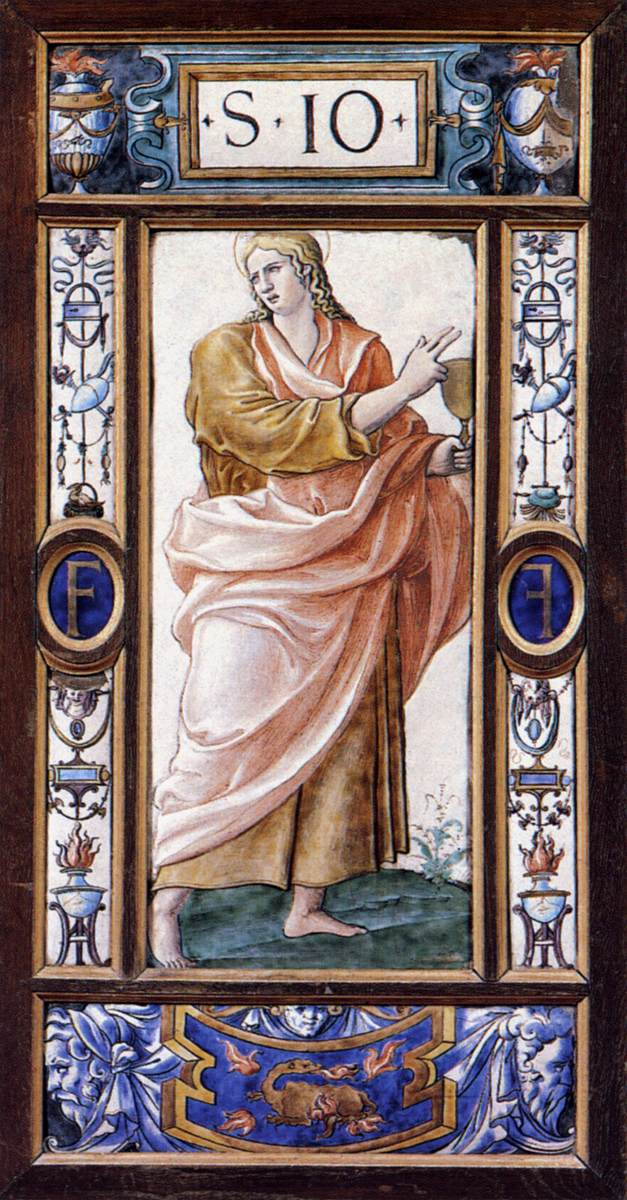
Léonard Limosin Saint Jean (1547).
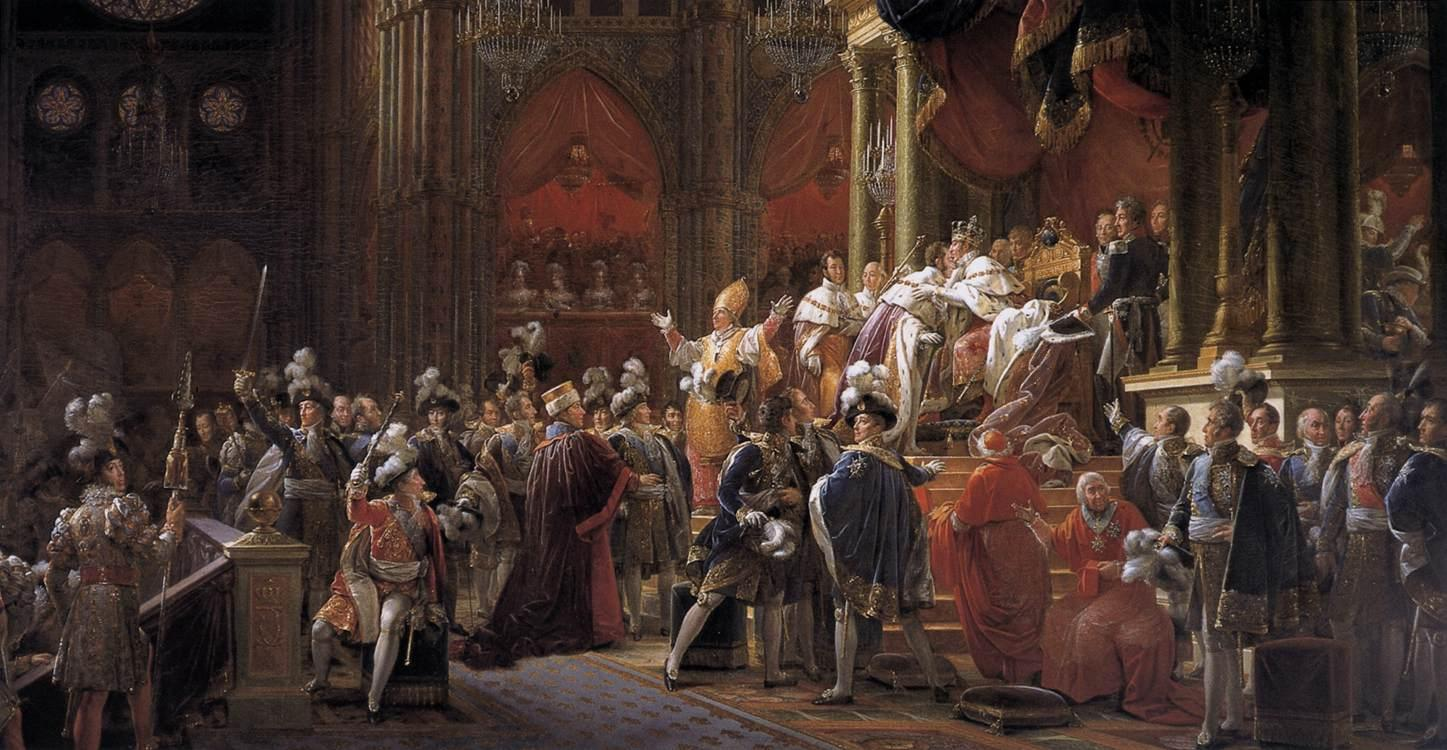
François Gérard couronnement de Charles X (1827).
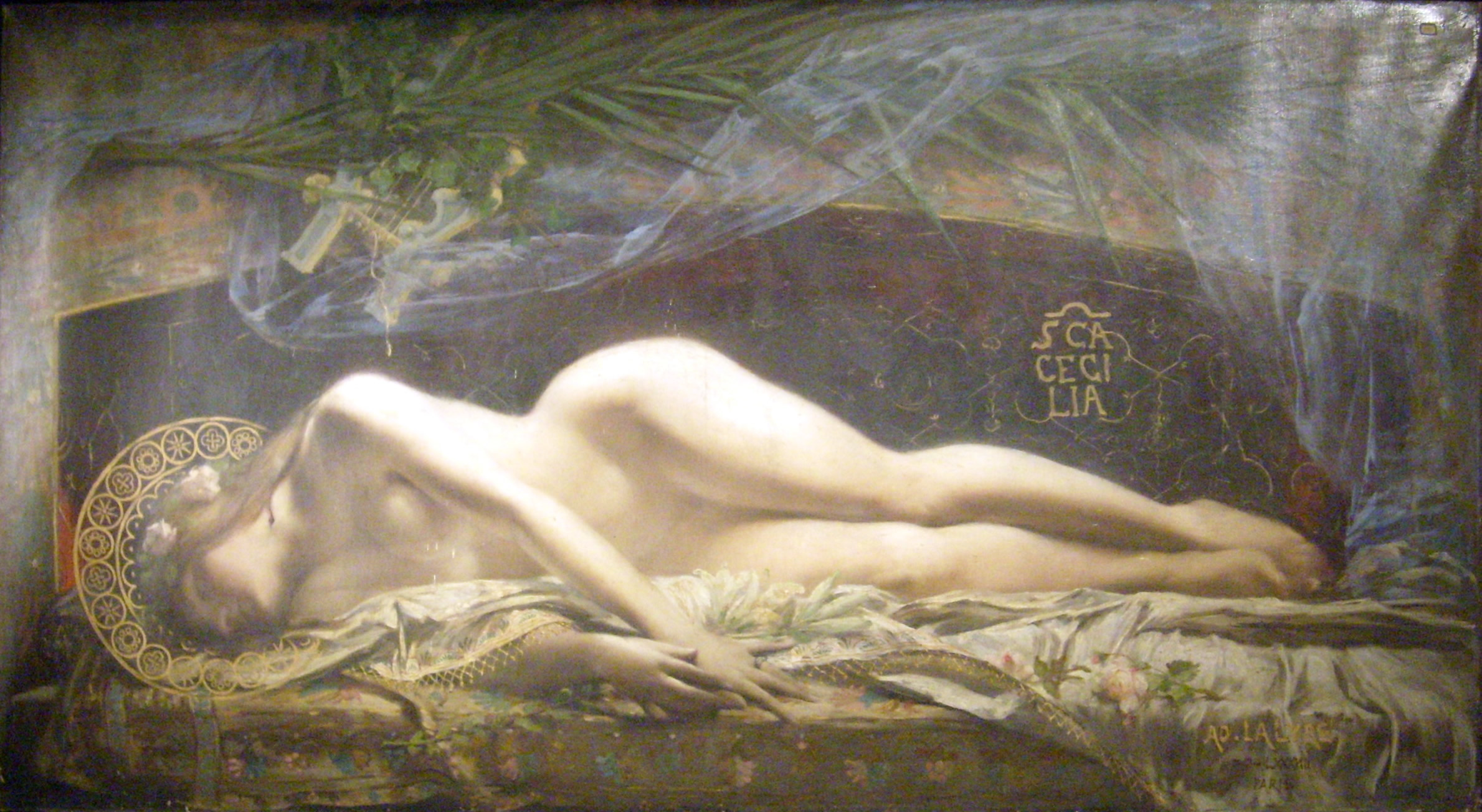
Adolphe Lalyre Sainte Cécile (1896).

#### Centre international du vitrail
Le Centre international du vitrail est consacré au vitrail « vivant » (ateliers pédagogiques, exposition permanente sur l'art du vitrail, expositions temporaires accueillant des artistes contemporains.

#### Le Compa, conservatoire de l'agriculture
Le Compa, conservatoire de l'agriculture (à l'origine « conservatoire des machines et pratiques agricoles ») est situé dans la commune de Mainvilliers et limitrophe de la commune de Chartres.
Entité du conseil départemental d'Eure-et-Loir, il accueille sur 3 000 m2 des collections uniques sur l'agriculture, l'alimentation, l'environnement ainsi qu'un espace consacré à des expositions temporaires sur des sujets de société (alimentation, développement durable, ressources végétales, communication).
Il y est retracé l'histoire de l'agriculture et de sa mécanisation de 1800 à 1950 à partir de machines et d'outils d'époque.
Durant l’aménagement du pôle Gare de Chartres en 2019-2020, la gare routière utilise provisoirement le parking du Compa.

#### Le musée de l'École
Le musée départemental de l'École, créé en 1975 par deux instituteurs à la retraite.

#### Muséum des Sciences naturelles et de Préhistoire

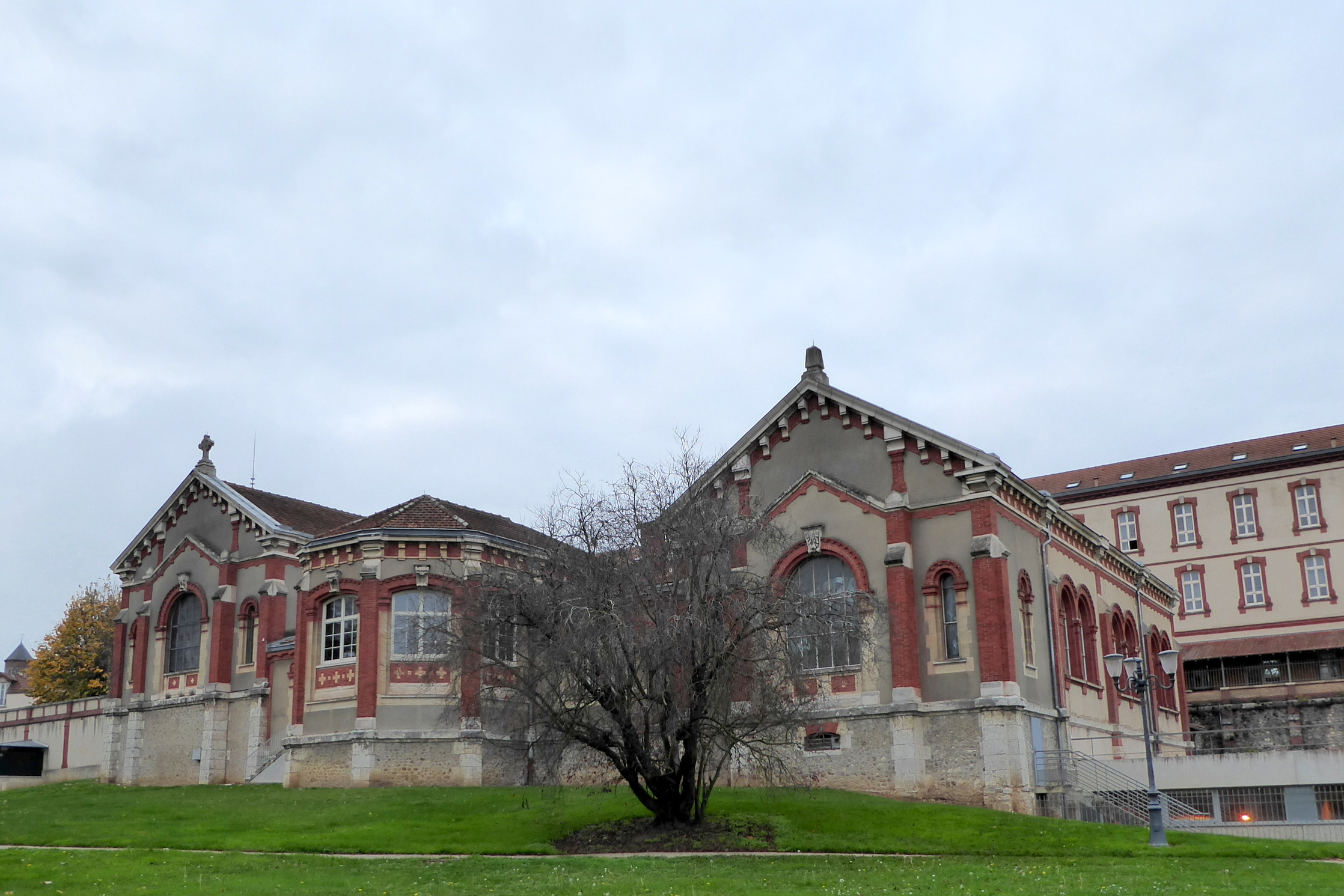
Les anciens locaux du muséum (avant 2015).

Le muséum des Sciences naturelles et de Préhistoire de Chartres a fermé ses portes au public en janvier 2015. Aucune date de réouverture n'a été définie lors du conseil municipal ayant pris cette décision. Le muséum doit être remplacé par un auditorium et un studio d'enregistrement.
L'inventaire des collections est en cours et les activités en direction des publics scolaires sont maintenues.
- La collection de zoologie présente 250 espèces naturalisées, dont 200 espèces d'oiseaux ;
- La collection « Présence humaine du Paléolithique à l'âge du bronze en Eure-et-Loir » comporte notamment 11 000 pièces provenant du site de Muid Genou à Rouvray-Saint-Florentin ;
- La collection de géologie réunit de nombreux fossiles et minéraux.

#### Bibliothèques de Chartres

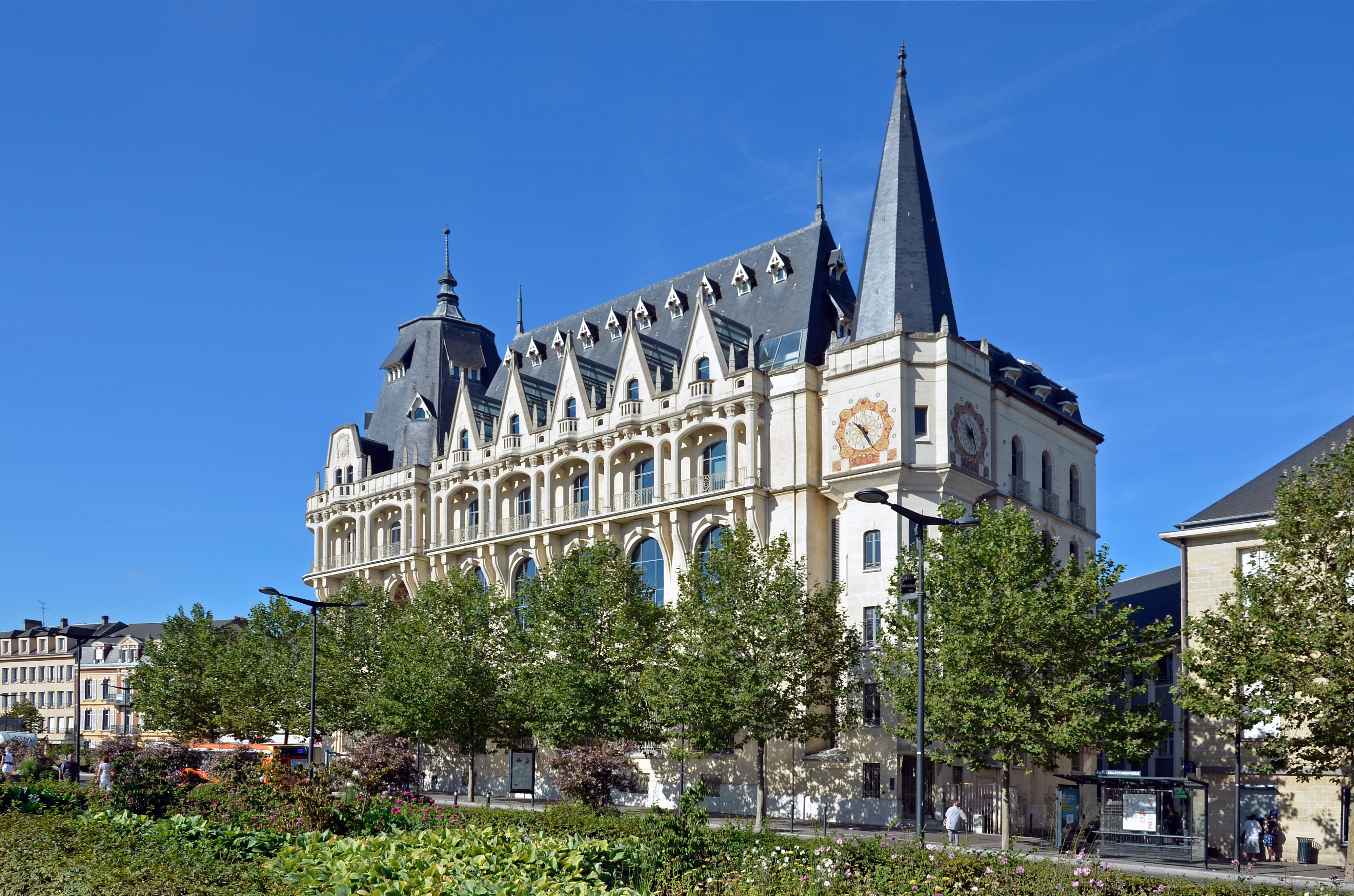
Médiathèque L'apostrophe.

Les bibliothèques de Chartres comprennent deux établissements :
- La médiathèque L'Apostrophe située en centre-ville, dans l'ancien hôtel des Postes, ouverte en 2007[150] ;
- La bibliothèque Louis-Aragon, dans le quartier de la Madeleine.

La bibliothèque de Chartres était installée dans l'hôtel Montescot quand elle a été détruite par un bombardement aérien, le 26 mai 1944. Les collections anciennes de la bibliothèque ont été réunies au moment des confiscations de la Révolution française. Les manuscrits provenaient principalement de deux scriptoria, celui du chapitre de la cathédrale de Chartres et celui de l'église Saint-Père. Des campagnes de restauration des manuscrits médiévaux sont organisées par l’Institut de recherches et d’histoire des textes (CNRS).

### Chartres dans les arts et la culture

#### Chartres vue par les peintres
- Les représentations picturales de Chartres adoptent le plus souvent l’emblématique cathédrale comme point de mire : Corot en 1830 (musée du Louvre), Fournier-Désormes en 1836 et Pernot en 1837 représentant l'incendie du 4 juin 1836, Ségé vers 1885 (musée des Beaux-Arts de Chartres), Utrillo entre 1912 et 1914 (collection privée), Henri Le Sidaner (Chartres par Henri Le Sidaner sur Commons), Chaïm Soutine en 1933 (musée d'Art moderne de Troyes), Kruysen en 1957 et 1960 (musée des Beaux-Arts de Chartres).

Henri Villain, peintre orientaliste mort à Chartres en 1938, a représenté l'intérieur de la cathédrale dans ses dernières œuvres, ainsi que les lavoirs du bord de l'Eure.

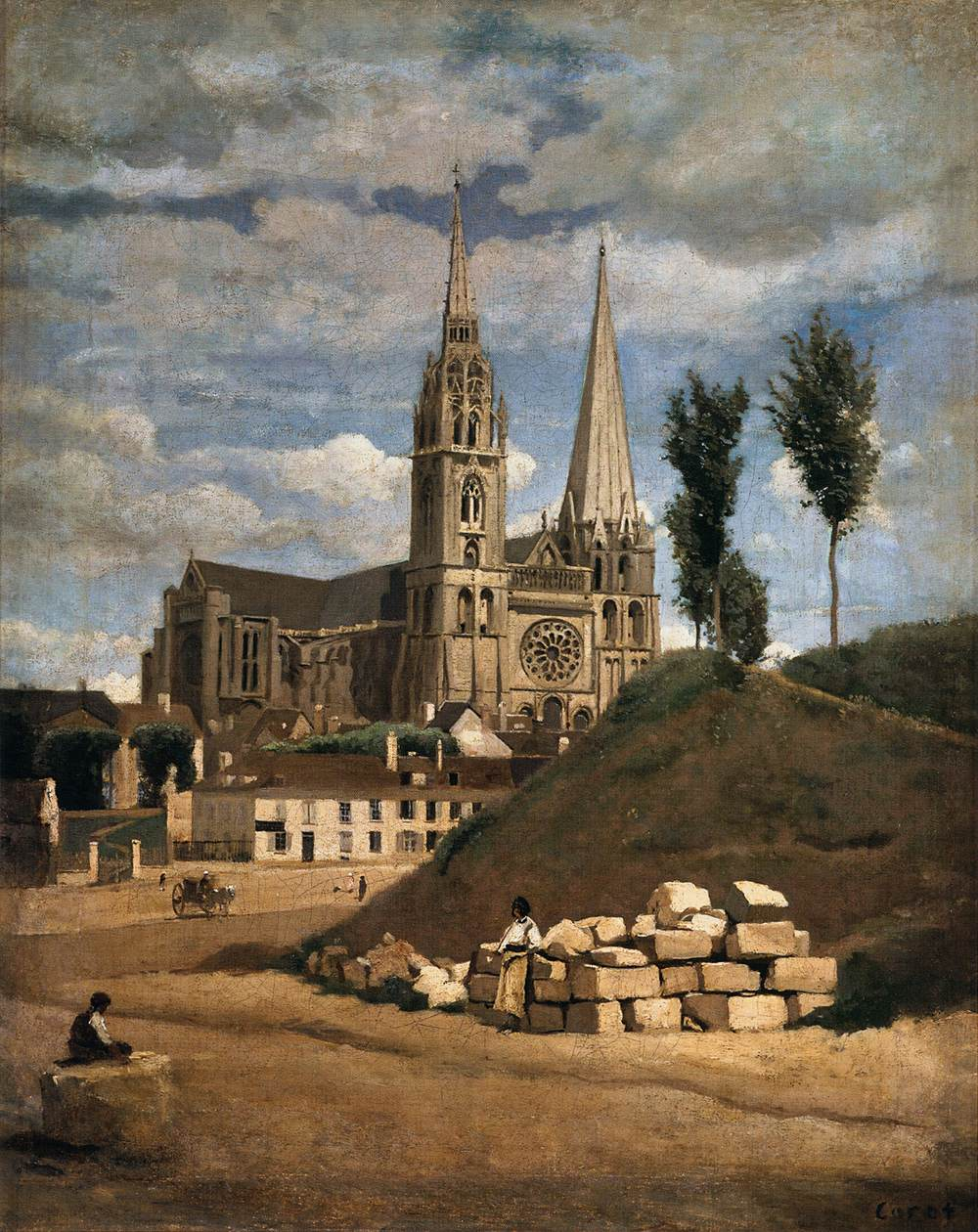
Corot, Cathédrale de Chartres, 1830, Paris, musée du Louvre.
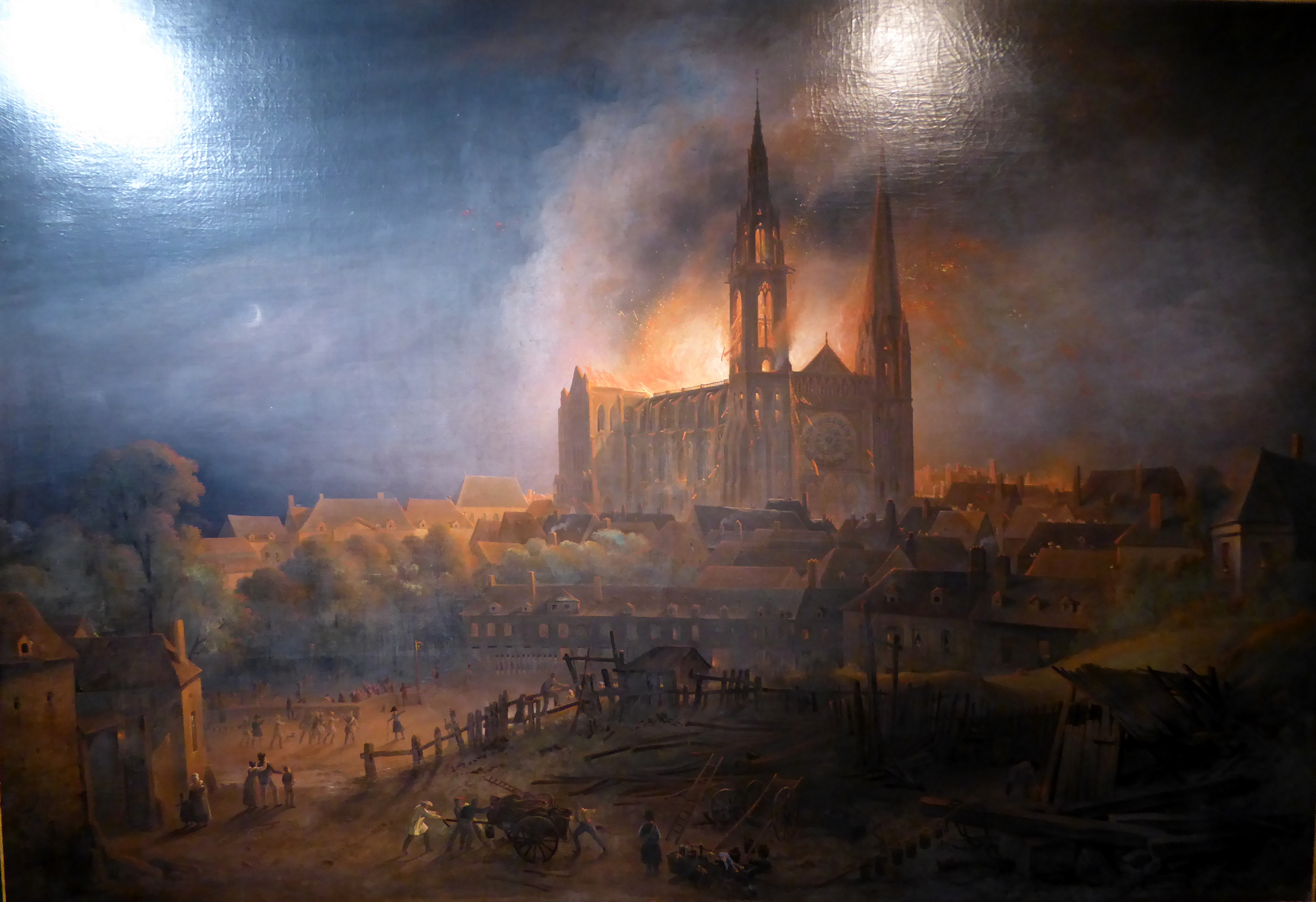
Pernot, Incendie de la cathédrale du 4 juin 1836, 1837, musée des Beaux-Arts de Chartres.
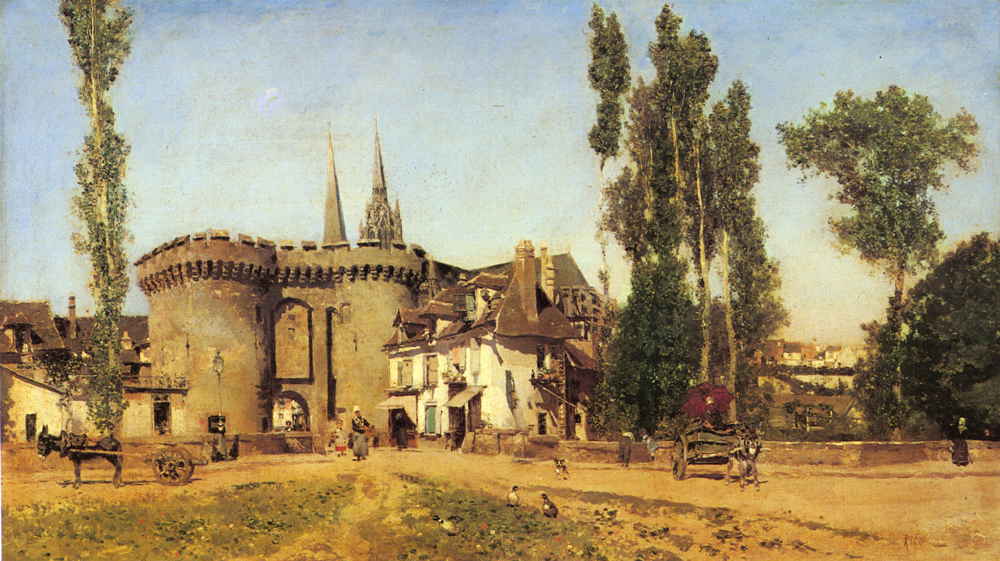
Martín Rico, la porte Guillaume avant qu'elle ne soit détruite pendant la Seconde Guerre mondiale
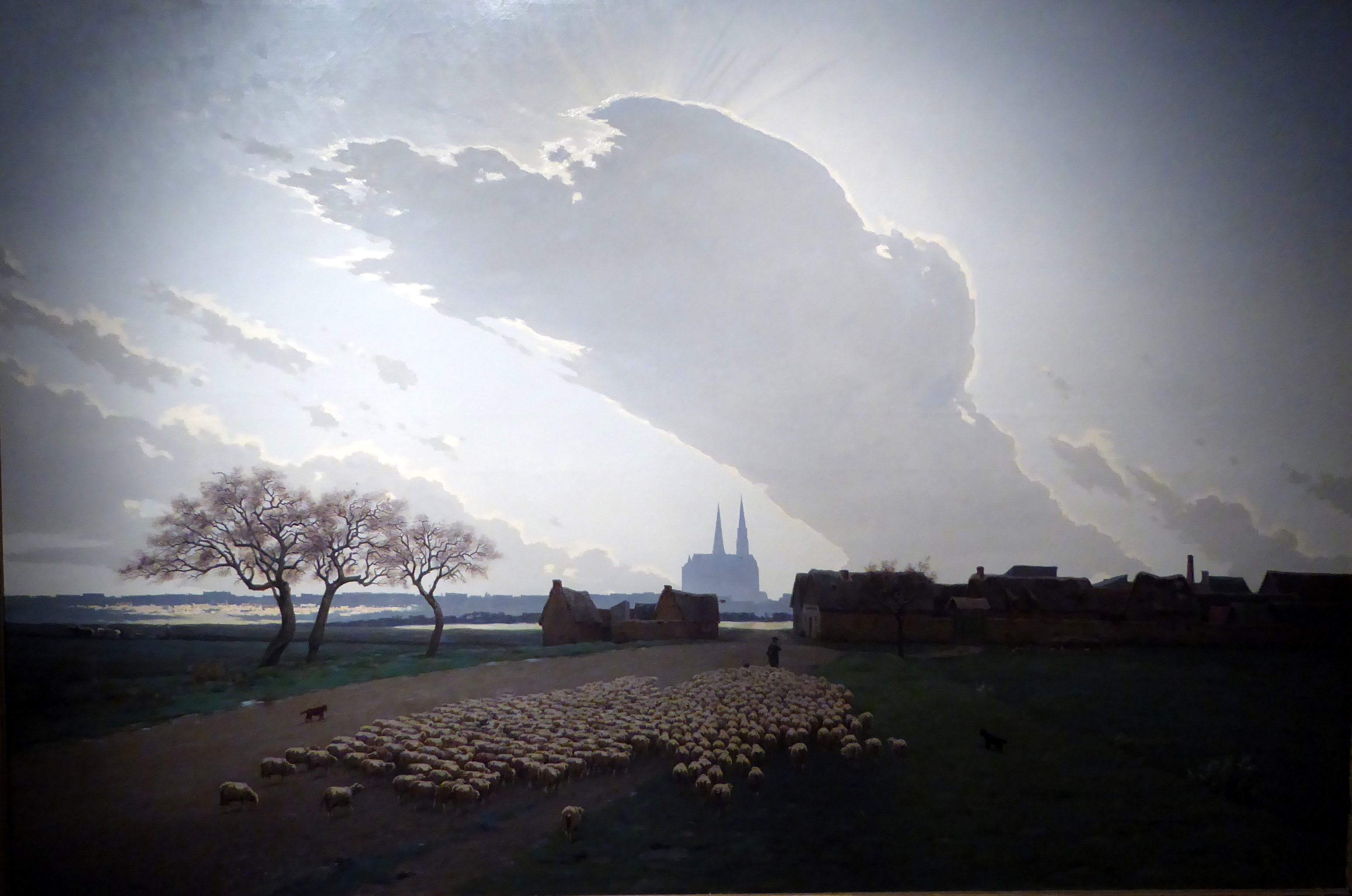
Ségé, En Pays Chartrain, vers 1885, musée des Beaux-Arts de Chartres.
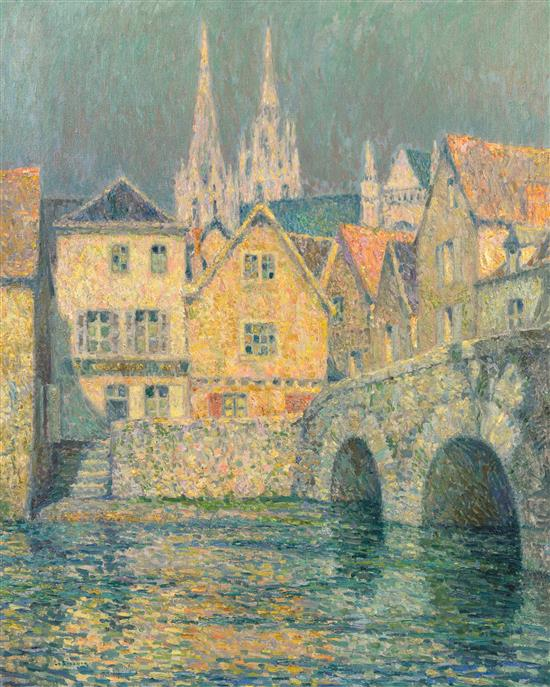
Henri Le Sidaner, Vieilles maisons à Chartres, 1921.
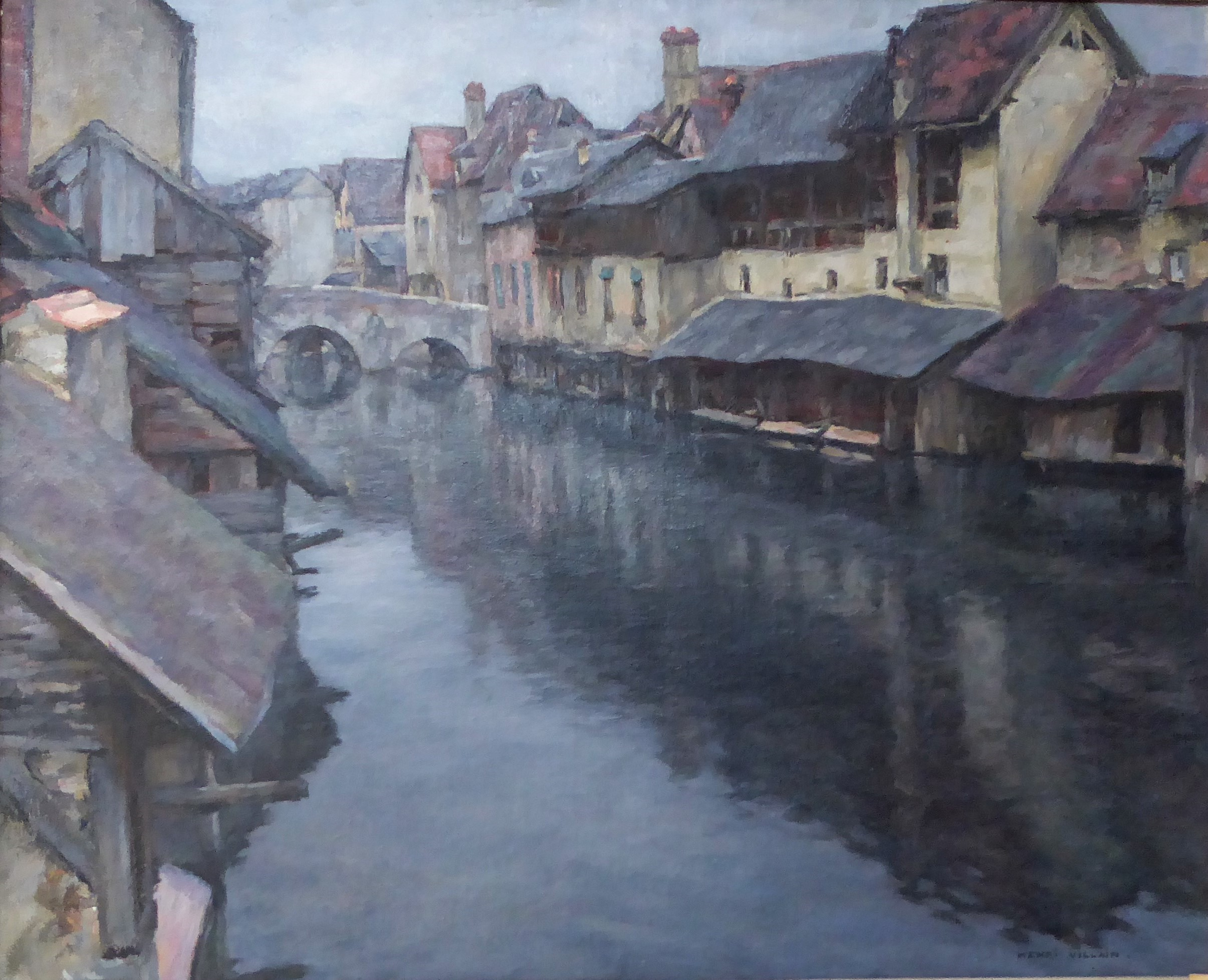
Henri Villain, Vieux lavoirs sur l'Eure, 1936, musée des Beaux-Arts de Chartres.

- En 1960, le peintre russe Vladimir Stojarov est venu à Chartres et a représenté des maisons au bord de l'Eure. Le pont Bouju, s'il était représenté, se trouverait juste à droite de l'image. Ce tableau se trouve maintenant au musée des Beaux-Arts de Dnipro en Ukraine (Chartres, huile sur isorel, 67 × 101 cm)[153].

#### Filmographie
La ville a servi de décor pour de nombreux films dont :
- Jean Moulin d'Yves Boisset avec Charles Berling (2002) ;
- Le Chignon d'Olga de Jérôme Bonnell avec Serge Riaboukine (2002) ;
- Le Promeneur du Champ-de-Mars, de Robert Guédiguian (2005) ;
- 60 ans au service de la cathédrale de Chartres, documentaire sur la cathédrale de Chartres réalisé par Tzarine Films (2006) ;
- Versailles (film, 2008), de Pierre Schoeller avec Guillaume Depardieu (2008) ;
- Rien de personnel de Mathias Gokalp avec Jean-Pierre Darroussin, Denis Podalydès, Mélanie Doutey, Zabou Breitman : ce film a été tourné en grande partie au musée des Beaux-Arts (2009) ;
- La gare de Chartres a également servi de décor au film Mademoiselle Chambon réalisé par Stéphane Brizé, avec Vincent Lindon, Sandrine Kiberlain, Aure Atika (2009).

### Personnalités liées à la commune

#### Au Moyen Âge
- Fulbert de Chartres (960-1028), évêque de Chartres de 1006 à sa mort. Il est à l'origine des écoles de Chartres, dont l'enseignement rayonna dans toute l'Europe, jusqu'aux confins du Danemark et de la Hongrie. Il est également le reconstructeur de la cathédrale après l'incendie de 1020.
- Jean de Salisbury (1115-1180), élève d'Abélard et de Fulbert de Chartres. Intellectuel anglais, ami de Thomas Becket. Évêque de Chartres de 1176 à 1180.
- Foucher de Chartres (ou Foulques), aumônier de Baudouin premier roi de Jérusalem. Il a écrit l'histoire de ce qui s'est passé de 1095 à 1117. Il avait suivi en Terre Sainte Étienne comte de Chartres et de Blois ainsi que le duc de Normandie. Il les quitta pour s'attacher à Baudouin qu'il accompagna dans sa conquête de la principauté d'Edesse. Originaire d'une des plus anciennes familles de Chartres, il fut fait en 1123 gouverneur du royaume de Jérusalem pendant la captivité de Baudouin qui en était roi. Il partit avec Saint Louis et devint son chancelier en l'an 1248 pour la septième croisade. Il mourut lors de ce voyage après la prise de Damiette.

#### À la Renaissance
- Antoine Brumel (1460-1512), compositeur
- Jehan II d'Allonville de Réclainville (1526-1599), gouverneur de Chartres, député aux États généraux de 1593
- Philippe Desportes (1546-1606), poète baroque
- Henri IV (1553-1610) est sacré roi le 27 février 1594 en la cathédrale Notre-Dame de Chartres
- Mathurin Régnier (1573-1613), poète satirique
- André Félibien (1619-1695), architecte
- Pierre Nicole (1625-1695), théologien et controversiste
- Gilles Jullien, (1650 ou 1653-1703), organiste et compositeur, mort à Chartres.
- Robert Challe (1659-1721), écrivain français, mort à Chartres le 25 janvier 1721
- Jacques de Losme de Monchesnay (1666-1740), littérateur français, mort à Chartres[154].

#### XVIIIesiècle
- Léonor Jean Christine Soulas d'Allainval (1700-1753), auteur dramatique.
- Michel-Philippe Bouvart (1707-1787) docteur régent de la faculté de médecine de Paris, membre de l'académie des sciences et ancien professeur au collège royal de France.
- Antoine-Simon Maillard (1710-1762), missionnaire évangélisateur des Micmacs au Québec.
- Louis Lonqüeue (1718-1794), homme politique, député d'Eure-et-Loir à la Convention nationale.
- Marie Prudence Plisson (1727-1788), femme de lettres et poétesse.
- Jean Dussaulx (1728-1799), homme de lettres et homme politique.
- Alexandre-François de Senarmont (1732 -1805), général.
- Alexandre-Claude Bellier du Chesnay (1739-1810), érudit et homme politique, né à Chartres.
- Antoine-François Desrues (1744-1777), empoisonneur.
- François Doublet (1751-1795), docteur régent et ancien professeur de la faculté de médecine de Paris, associé ordinaire de la Société royale de médecine, sous inspecteur des hôpitaux civils et des maisons de force.

#### Période révolutionnaire
- Alexandre-François de Senarmont (1732-1805), général de division de la Révolution française, né à Chartres.
- Pierre-Étienne-Nicolas Bouvet-Jourdan (1745-1826), homme politique né et décédé à Chartres, député du tiers aux États généraux de 1789.
- Nicolas-Jean-René Texier (1749-1832), homme politique, député du clergé aux États généraux de 1789.
- Abbé Claude-Adrien Jumentier (1749-1840), né et décédé à Chartres, député suppléant du clergé pour le bailliage de Chartres aux États généraux de 1789. Il fut l'un des fondateurs de la bibliothèque de Chartres dont il fut le conservateur. Il est enterré au cimetière Saint-Chéron
- Nicolas-François Guillard (1752-1814), auteur dramatique
- Jacques Pierre Brissot (1754-1793), chef de file des Girondins pendant la Révolution française
- Jérôme Pétion de Villeneuve (1756-1794), homme politique (maire de Paris, membre de la Convention)
- Claude François Chauveau-Lagarde (1756-1841), avocat de Charlotte Corday et Marie-Antoinette d'Autriche
- Laurent-Martial-Stanislas Boutroüe (1757-1816), conventionnel montagnard élu pour la Sarthe, né à Chartres.
- Étienne Jumentier (1759-1846), député d'Eure-et-Loir.
- Claude Julien Maras (1764-1831), homme politique né et décédé à Chartres, député au Conseil des Cinq-Cents.
- Nicolas-Pierre-Dominique Billard, né en 1766 à Chartres et mort en 1831 à Paris, homme politique et maire de Chartres de 1802 à 1815 et de 1819 à 1830.
- Le général François Séverin Marceau (1769-1796). La place Marceau et le lycée Marceau lui rendent hommage, ainsi qu'un buste le représentant (au sommet de l'obélisque, place Marceau) et une statue (place des Épars) sous laquelle est enterrée une partie de ses cendres (voir aussi Panthéon de Paris et Invalides).
- Louis Asselin (1770-1849), administrateur et homme politique, préfet des Hautes-Alpes de 1823 à 1827, puis de l'Aude de 1827 à 1830.
- Charles-Adrien Le Chapellier de Grandmaison (1776-1851), homme politique né à Chartres, maire d'Unverre, député d'Eure-et-Loir.
- Paul Jean-Baptiste Poret de Morvan (1777-1834), général français de la Révolution et de l'Empire, mort à Chartres.
- Louis-François Chaft (1780-1856), contrebassiste et pédagogue, professeur de contrebasse au Conservatoire de Paris, mort à Chartres.
- François-André Isambert (1792-1857), élève au collège de Chartres, avocat, élu député de l'arrondissement de Chartres en 1830, conseiller à la Cour de cassation, c'est un des fondateurs et secrétaire de la Société française pour l'abolition de l'esclavage.
- Ulysse de Ratti-Menton (1799-1864), diplomate, il fut élève au collège de Chartres.

#### XIXesiècle
- Famille Bellier de La Chavignerie, famille de juristes et érudits chartrains ;
- Julien Marescal (1800-1862), homme politique né à Chartres, député d'Eure-et-Loir à l'assemblée nationale constituante.
- Louis Eugène Regnault (1800-1889), évêque de Chartres ;
- Pierre-Lucien Fontaine (1809-1895), fondateur des Ateliers de constructions mécaniques de Chartres (1839), et pionnier dans le développement des turbines réglables ;
- Achille Guénée (1809-1880), entomologiste français, né le 1er janvier 1809 à Chartres ;
- Charles Famin (1809-1910), architecte, premier prix de Rome ;
- Noël Parfait (1813-1896), écrivain et homme politique, député d'Eure-et-Loir ;
- Pierre-Jules Hetzel (1814-1886), éditeur de Jules Verne ;
- Ferdinand Dugué (1816-1913), est un poète et auteur dramatique français né à Chartres ;
- Louis-Augustin Rogeard (1820-1896), professeur et journaliste, opposant au Second empire, auteur des Propos de Labienus, personnalité de la Commune de Paris ;
- Gaspard de Cherville (1821-1898), écrivain ;
- Alexis de Castillon (1838-1873), compositeur français ;
- Émile Levassor (1843-1897), pionnier de l'automobile, fondateur de la société Panhard-Levassor, enterré au cimetière Saint-Chéron de Chartres ;
- Anatole France (1844-1924), écrivain, dont la mère Antoinette Gallas est née à Chartres le 1er novembre 1811 ;
- Noël Ballay (Fontenay-sur-Eure, 1847 - Saint-Louis (Sénégal), 1902), médecin et administrateur colonial, a vécu à Chartres et a eu droit à des funérailles nationales le 4 mars 1902 dans la cathédrale de Chartres ;
- Charles-Victor Garola (1855-1923), agronome français, vulgarisateur de la fertilisation en France, fondateur de la station agronomique de Chartres ;
- Charles Isidore Douin (1856-1944), botaniste français, spécialiste de bryophytes ;
- Henri David dit Henri Darsay (1857-1914), journaliste, avocat, homme politique et auteur dramatique.
- Edmond Leroy dit Leroy-Dionet (1860-1939), peintre ;
- Jules Malteste, dit « Louis Malteste » (1862-1928) est un auteur, lithographe, dessinateur et illustrateur français ;
- Georges Lefèvre, (1877-1961), dit Géo Lefèvre, né à Chartres, journaliste sportif, inventeur du Tour de France ;
- Raymond Gilbert, (1878-1956), homme politique ;
- Raoul Philippe (1885-1914), artiste peintre[155] ;
- Jacques Bauer (1887-1960), architecte né à Chartres[156] ;
- Jeanne Garola, (1888-1965), chimiste, fille de Charles-Victor Garola, et continuatrice de son œuvre ;
- Léonce Corne, (1894-1977), acteur français, décédé à Chartres ;
- Anton Kruysen (1898-1977), peintre expressionniste néerlandais ;
- Édouard Bled (1899-1996), défenseur de la langue française, a été formé à l'École Normale de Chartres ;
- Jean Moulin (1899-1943), préfet d'Eure-et-Loir.

#### XXesiècle
- Raymond Barbet (1902-1978), homme politique français, né à Chartres
- Robert Camelot (1903-1992), y a établi des plans d'ensemble d'habitations collectives
- Franz Stock (1904-1948), inhumé en l’église Saint-Jean-Baptiste de Rechèvres
- Hélène Boucher (1908-1934) pionnière de l'aviation chartraine
- Janie Marèse (1908-1931) de son vrai nom Jeanne Bugnot, actrice, née à Chartres
- Bernard Chevallier (1912-1997), cavalier, champion olympique.
- Jacqueline de Romilly (1913-2010), philologue, membre de l'Académie française
- Alain de Boissieu (1914-2006), général français, Compagnon de la Libération et gendre du général de Gaulle, est né à Chartres
- Manu Dibango (1933-2020), chanteur et musicien camerounais, a passé quelques années comme étudiant à Chartres
- Yves Bonnet (1935), préfet, directeur de la DST, député de la Manche
- Yves Cannac (1935), haut fonctionnaire français
- Marie-Josèphe Guers (1950-2016), écrivaine
- Arlette Chabot (1951), journaliste
- Mireille Dumas (1953), animatrice de télévision
- Bruno Bianchi (1953-2011), dessinateur et créateur de Inspecteur Gadget
- Éric Lada, ancien footballeur, né à Chartres en 1965
- Philippe Quintais (1967), champion de pétanque
- Cécile de Ménibus (1970), animatrice de télévision
- Roland Vusec (1972), joueur de rugby
- Xavier Chalier (1974), footballeur professionnel
- Nicolas Escudé (1976), joueur de tennis professionnel
- Benjamin Nivet (1977), footballeur professionnel
- Jérémy Stinat (1978), joueur puis arbitre de football.
- Julien Escudé (1979), footballeur international
- Anthony Delhalle (1982-2017), quintuple champion mondial d'endurance moto, y est né
- Loïc Duval (1982), pilote automobile
- Axel Carion (1985), explorateur[157]
- Anthony Gonçalves (1986), footballeur professionnel.
- Thibault Dubarry (1987), joueur de rugby
- Angell Summers (1987), actrice pornographique
- Julien Cétout (1988), footballeur professionnel
- Wandrille Lefèvre (1988), footballeur professionnel
- Allison Pineau (1989), handballeuse internationale
- Mathieu Babillot (1993), né à Chartres, rugbyman, champion de France 2018 et vice-champion de France 2022 avec le Castres Olympique
- Alireza Firouzja (2003), joueur d’échecs (Grand maître international) au club C’Chartres Échecs.

### Devise, héraldiqueet logotype

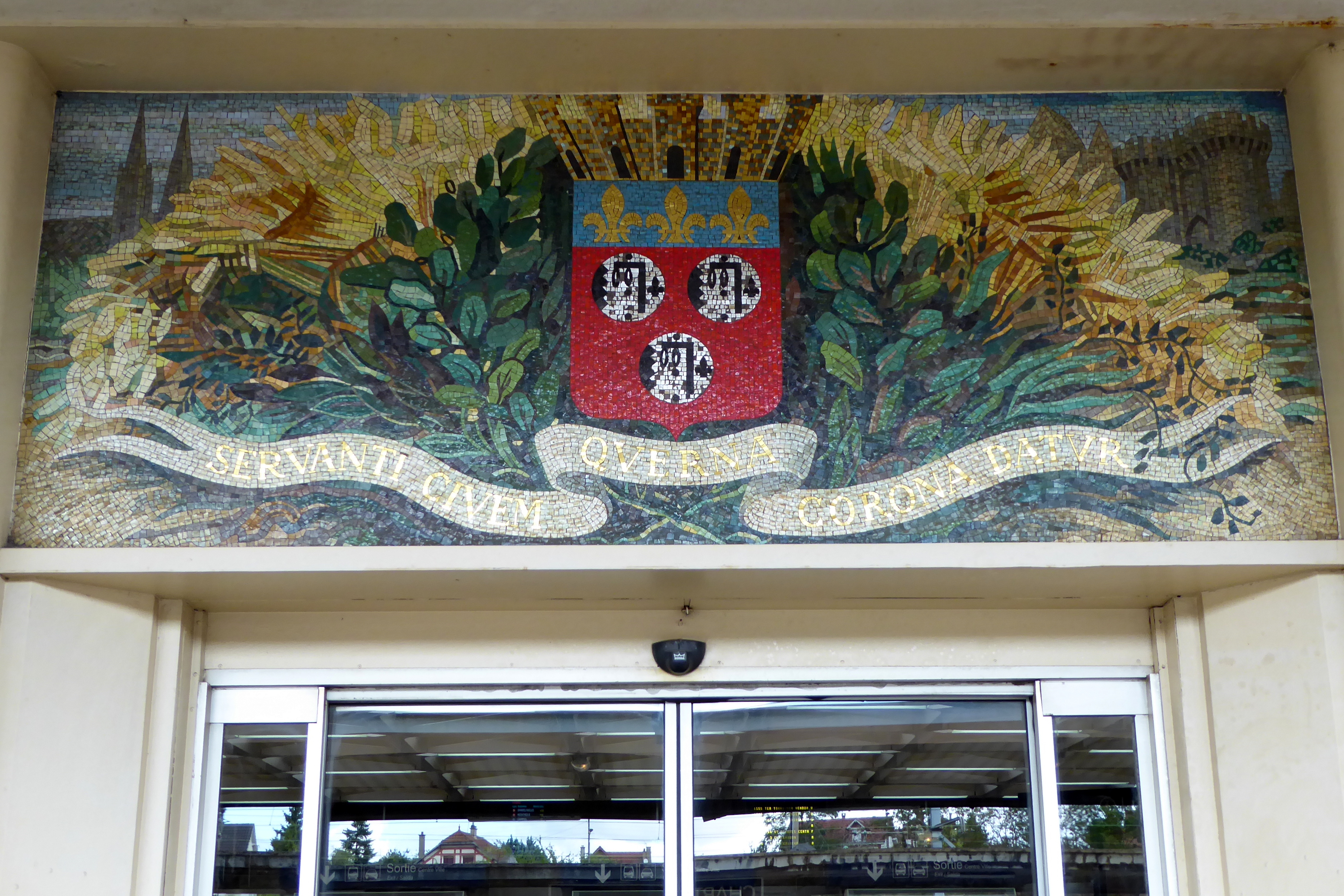
Devise de la ville de Chartres, figurant sur la mosaïque au-dessus de la porte séparant les quais et le hall voyageurs.

La devise en latin de Chartres est « servanti civem querna corona datur » qui signifie « À celui qui sauve un citoyen est donné une couronne de chêne ». Il s’agit là d’une tradition de la Rome antique : la couronne de chêne était décernée à tout citoyen ayant, sur le champ de bataille, sauvegardé l’existence d’un de ses concitoyens.
Cette devise, figurant sur le blason de la ville dès le XVIe siècle, se retrouve à la fin du XVIIIe siècle sur des médailles frappées aux armes de la ville.
En 1790, pour avoir sauvé une Chartraine, le maçon Halgrain et le menuisier Brossier (conformément à la tradition antique) reçurent du maire Asselin une médaille en argent frappée aux armes de la ville, attachée à un ruban aux trois couleurs de la nation et portant la fameuse devise.
C’est au milieu du XIVe siècle que l’on trouve trace des premières armoiries de la ville. Depuis cette époque, six blasons différents se succédèrent.

Armoiries de Chartres en 1696.
Armoiries de Chartres sous le Premier Empire.
Armoiries actuelles de Chartres.

En 1696, Charles René d'Hozier enregistre dans l'armorial général de France le blason de Chartres comme : « tiercé en fasce d'or, d'argent, et de gueules ».
Sous le Premier Empire, le blason de Chartres se blasonnait ainsi : « De gueules, à trois besants d'argent, chacun chargé d'une inscription de sable frappé au droit d'un denier du Moyen Âge du type bléso-chartrain ; au comble cousu d'azur, chargé d'une gerbe d'or ; franc quartier des villes de seconde classe, qui est à dextre d'azur, chargé d'un N d'or, surmonté d'une étoile rayonnante du même, brochant au neuvième de l'Écu. »
Les armes actuelles se blasonnent ainsi : « de gueules, à trois besants d'argent, chacun chargé d'une inscription de sable frappé au droit d'un denier du Moyen Âge du type bléso-chartrain accompagné à senestre d'une fleur de lys du même ; au chef cousu d'azur, à trois fleurs de lys d'or. »
| Logotype de la ville de Chartres | Le logotype actuel de Chartres, adopté en juillet 2018, se compose d'une lettre C, initiale de la ville, intégrée à une composition inspirée des vitraux de sa cathédrale, en particulier de la rosace, avec une présence forte du bleu qui leur est spécifique. « Depuis 2001 Chartres se renouvelle et se modernise. Sortie de l’ombre de sa cathédrale, elle rayonne d’un tout nouvel éclat. Il était temps de lui offrir un logo pour accompagner sa métamorphose. Un C central enchâssé dans l’évocation d’une rosace, référence incontournable à notre patrimoine ». |